# 奧克西塔尼大區
奥克西塔尼大区（法語： [ɔksitani] ⓘ、奧克語： [utsiˈtanjɔ]、加泰隆尼亞語： [uksiˈtaniə]）是法国的一个一级行政区划单位大区，于2016年1月1日正式成立，并于同年9月28日正式命名。该大区由原来的朗格多克-鲁西永和南比利牛斯两个大区合并而成。该区创建于2014年的领土划分、区域和省级选举法改革，包含13个省份。其首府为图卢兹。其居民称为Occitans和Occitanes。这个大区位于法国南部，西部受法国西南部的文化和烹饪影响，而其沿海省份则主要受法国东南部的地中海文化影响。
它的面积为72724平方千米，是法国第三大行政区，仅次于新阿基坦大区和法属圭亚那，同时也是法国本土第二大行政区。其人口为5,808,435（截至2016年1月1日），是法国（本土）人口第五多的地区。其人口密度低于法国本土平均水平，为80人/平方千米，在法国所有地区中排名第六低，在法国本土地区中排名第四低。然而，其人口分布极不均衡，有两个重要的大都市（图卢兹和蒙彼利埃）、相对密集的地中海沿岸人口以及属于“空心地带”的农村地区。
其最大城市是图卢兹，也是该区的首府，而第二大都市蒙彼利埃则保留了多个行政机构。大区议会的总部、行政机构和总办事处设在图卢兹，而议会的全体会议则在蒙彼利埃举行。
该区拥有地中海的海岸线，集成了位于西部的阿基坦盆地（包括热尔省、上比利牛斯省北部和阿列日省北部、上加龙省中部和北部、塔恩-加龙省中部和西部、塔恩省西部、洛特省南部）、南部的比利牛斯山脉（包括上比利牛斯省南部、上加龙省和阿列日省南部、奥德省南部和东比利牛斯省西部）、北部的中央高原（包括阿韦龙省、洛泽尔省、洛特省中部和北部、塔恩-加龙省和塔恩省东部、奥德省北部、埃罗省和加尔省北部）以及东部的地中海盆地（包括东比利牛斯省东部、奥德省南部、埃罗省和加尔省南部）的领土。它与新阿基坦大区（西部）、奥弗涅-罗纳-阿尔卑斯大区（北部）和普罗旺斯-阿尔卑斯-蓝色海岸大区（东部）接壤，南部与西班牙和安道尔接壤。

## 名称与标识
大区设立之初，暂时被称为朗格多克-鲁西永-南比利牛斯，名称“奥克西塔尼”自2016年9月28日起正式使用，并于2016年9月30日生效。虽然被大区议会附标题为“比利牛斯-地中海”，但这一副标题并未出现在法国共和国官方公报中。最初的法律规定，首先以字母顺序并列旧大区名称来命名合并后的大区。因此，该大区暂时被命名为“朗格多克-鲁西永-南比利牛斯”，等待由大区议会提出建议，经国务委员会法令选定新名称，该决定应在2016年7月1日之前做出。
2014年底，由《南方报》组织的网络投票显示，17881名投票者当时倾向于名称“奥克西塔尼-比利牛斯”（占15%），但“南部-朗格多克”和“比利牛斯-朗格多克”也很受欢迎（各占13%），其次是“南部-鲁西永”（10%）和“南部-奥克”（8%）。历史省份名称“朗格多克”获得了7%的选票，与“比利牛斯-地中海”齐平，后者由南比利牛斯主席马丁·马尔维提议，模仿比利牛斯-地中海欧洲跨境合作集团（GECT）的名称。接下来是“法国南部”（占5%），由朗格多克-鲁西永主席达米安·阿拉里提议（这是用于宣传和推广旅游的品牌名称）以及“南部-比利牛斯”，同样获得5%的支持。
2015年9月7日至2015年9月28日期间，《南方报》、Midi Libre、Centre Presse (Aveyron)、L'Indépendant和《新比利牛斯共和国报》共同进行的一项调查显示，202357人中的23%选择了“奥克西塔尼”作为未来大区的名称；然而，奥克西塔尼不仅限于该地区（该地区的大部分区域属于新阿基坦大区，部分属于奥弗涅-罗讷-阿尔卑斯大区和普罗旺斯-阿尔卑斯-蓝色海岸大区），而鲁西永和塞尔达尼亚则属于加泰罗尼亚。12个候选名称中，“奥克西塔尼-加泰罗尼亚之地”也很受欢迎，获得了20%的选票。接下来是“朗格多克”（8%）、“南部-朗格多克”、“南部-地中海”和“奥克之地”（各占7%）。“法国南部”仅获得6%的选票。
大区议会在选举后宣布将启动公民咨询以选择新大区名称；该咨询将分阶段进行。首先，公民被邀请向由大区议会设立的名称委员会建议名称，委员会成员包括历史学家和地区名人。随后，名称委员会将选择一份名称清单，供公民投票。
在2016年4月6日，名称委员会提出了一个包含八个名称的名单：
- 朗格多克；
- 朗格多克-比利牛斯；
- 南部；
- 奥克西塔尼；
- 奥克西塔尼-鲁西永；
- 奥克之地；
- 比利牛斯-地中海；
- 奥克之地。

名单在接下来的一周被大区议会修改为五个名称：
- 朗格多克；
- 朗格多克-比利牛斯；
- 奥克西塔尼；
- 奥克西塔尼-加泰罗尼亚之地；
- 比利牛斯-地中海。

由于“奥克之地”和“奥克之地”名称与商业品牌相同或相似，它们未被选中；“奥克西塔尼-鲁西永”被认为过于局限，因此被“奥克西塔尼-加泰罗尼亚之地”取代。
公众咨询于2016年5月9日至2016年6月10日举行。选民被邀请按喜好顺序排列提案，结果通过孔多塞投票法分析。奥克西塔尼以44.90%的支持率名列前茅，即91598票。其次是朗格多克-比利牛斯（17.31%的首选票）、比利牛斯-地中海（15.62%）、奥克西塔尼-加泰罗尼亚之地（12.15%）和朗格多克（10.02%）。根据Condorcet方法，奥克西塔尼在所有与其他四个名称的对决中获胜，而根据同一标准，奥克西塔尼-加泰罗尼亚之地是最不受欢迎的。

### 提议名称的偏好比较
| 名称 1            | 名称 2                    | 名称 1 优于 名称 2 | 名称 1 优于 名称 2 | 名称 2 优于 名称 1 | 名称 2 优于 名称 1 | 差距    |  |
| ----------------- | ------------------------- | ------------------ | ------------------ | ------------------ | ------------------ | ------- |  |
| 名称 1            | 名称 2                    | 数量               | %                  | 数量               | %                  | 差距    |  |
| 奥克西塔尼        | 奥克西塔尼-加泰罗尼亚之地 | 153,297            | 75.15 %            | 50,696             | 24.85 %            | 102,601 |  |
| 奥克西塔尼        | 朗格多克                  | 141,734            | 69.48 %            | 62,259             | 30.52 %            | 79,475  |  |
| 奥克西塔尼        | 比利牛斯-地中海           | 127,235            | 62.37 %            | 76,758             | 37.63 %            | 50,477  |  |
| 奥克西塔尼        | 朗格多克-比利牛斯         | 119,257            | 58.46 %            | 84,736             | 41.54 %            | 34,521  |  |
| 朗格多克-比利牛斯 | 朗格多克                  | 145,272            | 71.21 %            | 58,721             | 28.79 %            | 86,551  |  |
| 朗格多克-比利牛斯 | 奥克西塔尼-加泰罗尼亚之地 | 129,724            | 63.59 %            | 74,269             | 36.41 %            | 55,455  |  |
| 朗格多克-比利牛斯 | 比利牛斯-地中海           | 117,253            | 57.48 %            | 86,740             | 42.52 %            | 30,513  |  |
| 比利牛斯-地中海   | 朗格多克                  | 122,436            | 60.02 %            | 81,557             | 39.98 %            | 40,879  |  |
| 比利牛斯-地中海   | 奥克西塔尼-加泰罗尼亚之地 | 120,945            | 59.29 %            | 83,048             | 40.71 %            | 37,897  |  |
| 朗格多克          | 奥克西塔尼-加泰罗尼亚之地 | 102,065            | 50.03 %            | 101,928            | 49.97 %            | 137     |  |

然而，“奥克西塔尼”这一单独的名称受到了经济界代表的批评，他们更倾向于在国际舞台上被认为更中立且更易理解的“比利牛斯-地中海”。区域经济、社会和环境委员会（CESER）主席让-路易·肖齐认为，选择“奥克西塔尼”将是“一种错误”。这一选择也受到一些奥克西塔尼地区主义者的质疑，他们认为从语言、文化和历史上看，奥克西塔尼指的是一个地理上更广泛的区域：该大区仅覆盖奥克西塔尼地区的36%，而波尔多、利摩日、克莱蒙费朗甚至马赛也属于奥克西塔尼。同时，新阿基坦大区主席阿兰·鲁塞在致卡罗勒·德尔加的信中也表达了同样的观点，他在信中提到，旧阿基坦大区为奥克西塔尼的推广做了大量工作，而东比利牛斯省的代表如加泰罗尼亚民族主义者则遗憾他们的独特身份未被考虑 · 。
在2016年6月24日，大区议会全体会议投票通过采用“奥克西塔尼”名称。该名称将在该地区的所有官方通讯中附上“比利牛斯-地中海”的标志。该名称由国务委员会和法国政府批准，并于2016年9月29日在法兰西共和国官方公报上发布 2016年和2017年，国务委员会驳回了加泰罗尼亚人关于采用“奥克西塔尼-加泰罗尼亚”名称的呼吁.。
大区标志由莱亚·菲利波维兹设计，采用了奥克十字（或卡塔尔十字，曾是图卢兹伯国的旧徽章，“红色底面上的空心金十字，配有铃铛形十字臂和圆点”）和鲁西永徽章（相当于巴塞罗那伯爵的旧徽章，“金色底面上的四根红色柱条”）的图案。该标志于2017年2月3日星期五在蒙彼利埃由大区主席卡罗尔·德尔加正式揭幕。

2016年1月至6月。
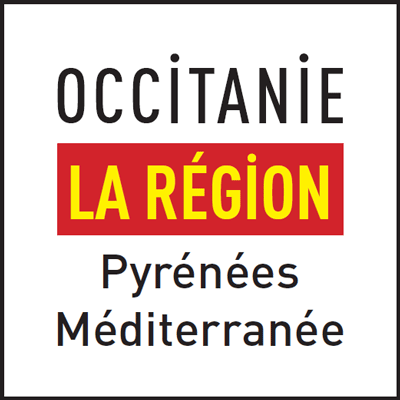
2016年6月至2017年2月。

大区议会使用了两种形式的旗帜变体，但也保留了同时使用奥克西塔尼旗帜和加泰罗尼亚旗帜：

奥克西塔尼旗帜
加泰罗尼亚旗帜
白底上的方形标志版本
长方形标志版本
无文字旗帜

| 奥克西塔尼大区的徽章 | 纹章学描述： 在古法兰西盾形徽章上，前三个四分之一为红色，第四个为金色，带有四条红色柱条，中央有一个金色的12点钟形状的交叉架，所有这些都交叉在一起。 奥克十字和亚拉冈条纹（后者也被阿拉贡、巴利阿里群岛、加泰罗尼亚、巴伦西亚自治区和法国南部的多个徽章使用）一直在构成奥克西塔尼行政区的领土标志中延续。新的徽章是对旧朗格多克-鲁西永徽章的现代化设计。该徽章于2017年由奥克西塔尼地区议会在其视觉识别系统中通过。 |

## 地理
该区域的极限点为：
- 北：位于洛特省的克雷桑萨克-萨拉扎克 (Cressensac-Sarrazac)；
- 东：位于加尔省的维尔纳夫-莱萨维尼翁 (Villeneuve-lès-Avignon)；
- 南：位于东比利牛斯省的拉马内尔 (Lamanère)；
- 西：位于上比利牛斯省的阿朗-马尔苏斯 (Arrens-Marsous)。

各省的极限点为：
| 省份         | 北                                        | 东                                           | 南                                                                 | 西                                     |
| ------------ | ----------------------------------------- | -------------------------------------------- | ------------------------------------------------------------------ | -------------------------------------- |
| 阿列日省     | 莱兹河畔莱扎                              | 卡尔卡涅尔 (Carcanières)                     | 安道尔附近洛斯皮塔莱                                               | 圣拉里 (Saint-Lary)                    |
| 奥德省       | 拉普拉德 (Laprade)                        | 弗勒里 (Fleury)                              | 勒布斯凯 (Le Bousquet)                                             | 莫朗迪耶 (Molandier)                   |
| 阿韦龙省     | 泰隆代尔 (Thérondels)                     | 索克利耶 (Sauclières)                        | 梅拉格 (Mélagues)                                                  | 萨尔瓦尼亚克-卡雅尔                    |
| 加尔省       | 马隆-艾尔泽 (Malons-et-Elze)              | 维尔纳夫-莱萨维尼翁 (Villeneuve-lès-Avignon) | 勒格罗-迪鲁瓦 (Le Grau-du-Roi)                                     | 勒旺斯 (Revens)                        |
| 上加龙省     | 勒邦 (Le Born)                            | 雷韦尔 (Revel)                               | 巴涅尔-德吕雄 (Bagnères-de-Luchon)                                 | 波尔泰-德吕雄 (Portet-de-Luchon)       |
| 热尔省       | 佩尔甘-泰亚克 (Pergain-Taillac)           | 普若德朗 (Pujaudran)                         | 蒙达斯塔拉克 (Mont-d'Astarac)                                      | 塞戈斯 (Ségos)                         |
| 埃罗省       | 穆莱-巴塞尔 (Moulès-et-Baucels)           | 马尔西拉格 (Marsillargues)                   | 旺德尔 (Vendres)                                                   | 菲利内-米内尔瓦 (Félines-Minervois)    |
| 洛特省       | 克雷桑萨克-萨拉扎克 (Cressensac-Sarrazac) | 蒙特雷东 (Montredon)                         | 卡斯特尔诺-蒙特拉捷-圣阿劳济 (Castelnau-Montratier-Sainte-Alauzie) | 索图拉克 (Soturac)                     |
| 洛泽尔省     | 波拉克-恩-马热里德 (Paulhac-en-Margeride) | 皮埃-德博恩 (Pied-de-Borne)                  | 梅吕埃 (Meyrueis)                                                  | 纳斯比纳尔 (Nasbinals)                 |
| 上比利牛斯省 | 圣拉纳 (Saint-Lanne)                      | 萨莱尚 (Saléchan)                            | 圣拉里-苏朗 (Saint-Lary-Soulan)                                    | 阿朗-马尔苏斯 (Arrens-Marsous)         |
| 东比利牛斯省 | 奥普尔-佩里略 (Opoul-Périllos)            | 塞尔贝尔 (Cerbère)                           | 拉马内尔 (Lamanère)                                                | 波尔塔 (Porta)                         |
| 塔恩省       | 朱克维耶尔 (Jouqueviel)                   | 缪拉-苏尔-韦布尔 (Murat-sur-Vèbre)           | 莱卡马兹 (Les Cammazes)                                            | 博韦-苏尔-泰斯库 (Beauvais-sur-Tescou) |
| 塔恩-加龙省  | 蒙泰居-德凯尔西 (Montaigu-de-Quercy)      | 拉盖皮 (Laguépie)                            | 勒考塞 (Le Causé)                                                  | 杜恩 (Dunes)                           |

### 水文

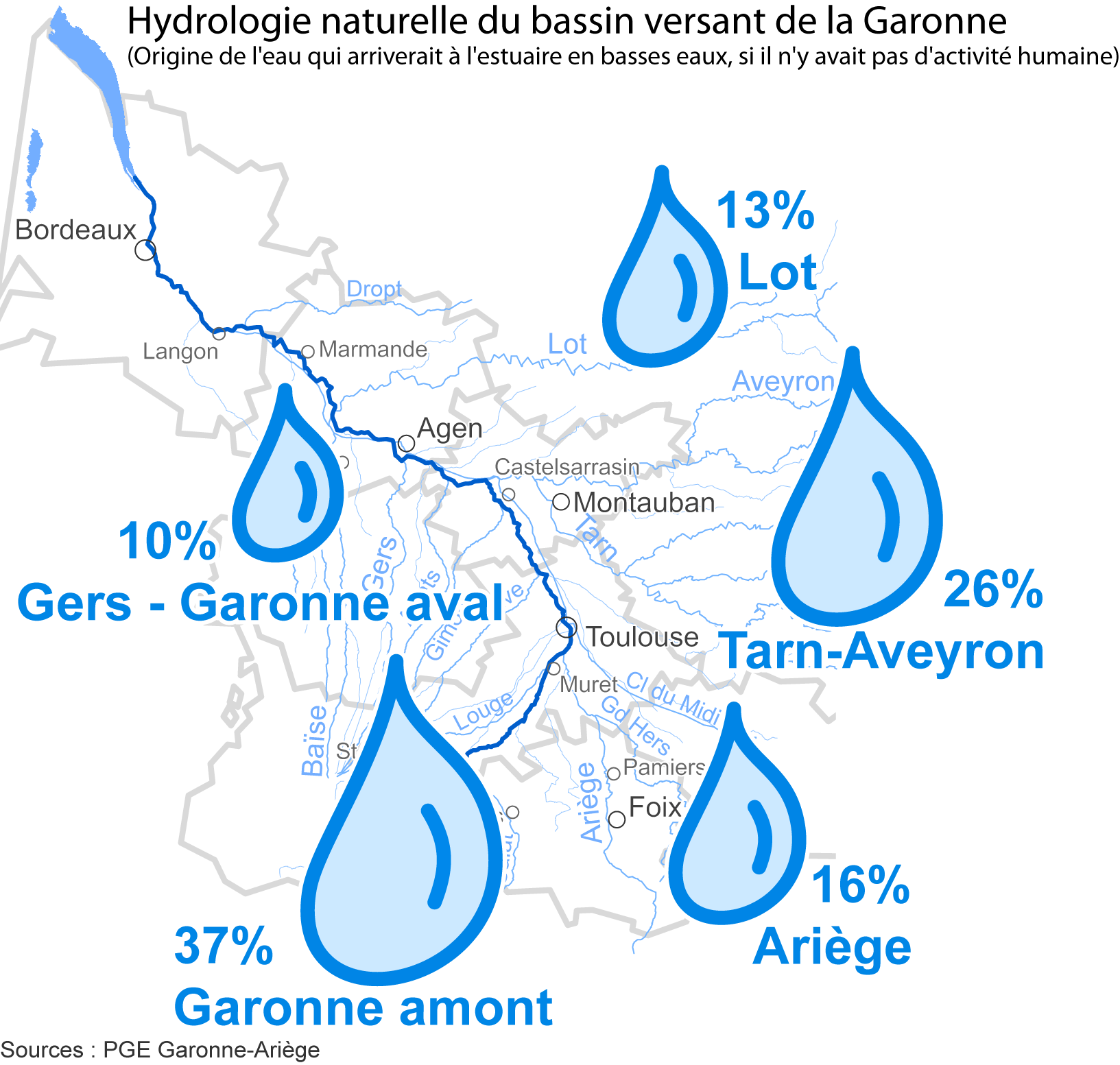
加龙河流域的自然水文图

奥克西塔尼大区大部分覆盖了加龙河流域的集水区，该河流域由位于图卢兹的阿杜尔-加龙河流域水务署管理。这条河在该地区流经约250 km，占其在法国境内总长度的近一半（522 km），从法西边境的Pont-du-Roy（上加龙省的福斯）到与新阿基坦大区的边界拉马日斯泰尔（塔恩-加龙省）。其流域面积在法国境内达55,600平方千米，涵盖了几乎整个旧南部-比利牛斯大区、朗格多克-鲁西永大区的北部（尤其是洛泽尔省）以及旧阿基坦大区的北部。
加龙河的十大主要支流（长度达到或超过100 km）中有九条完全或部分流经奥克西塔尼大区：洛特河（总长485 km中约400 km从东向西在右岸流经洛泽尔省、阿韦龙省和洛特省）、塔恩河（全长380.2 km从东向西在右岸流经洛泽尔省、阿韦龙省以及塔恩省、上加龙省和塔恩-加龙省）、阿列日河（全长163.2 km从南南东向北北西在右岸流经东比利牛斯省、阿列日省和上加龙省）、热尔河（总长175 km中约150 km从南向北在左岸流经上比利牛斯省和热尔省）、萨沃河（全长148.4 km从西南向东北在左岸流经上比利牛斯省、热尔省和上加龙省）、贝兹河（总长188 km中约140 km从南向北在左岸流经上比利牛斯省和热尔省）、日莫讷河（全长135.7 km从西南向东北在左岸流经上比利牛斯省、热尔省、上加龙省和塔恩-加龙省）、阿拉河（天然河道长131 km，加上内斯特运河共长162 km，从南南西向北北东在左岸流经上比利牛斯省、上加龙省、热尔省和塔恩-加龙省）和卢日河（全长100 km从西南向东北在左岸流经上加龙省）。

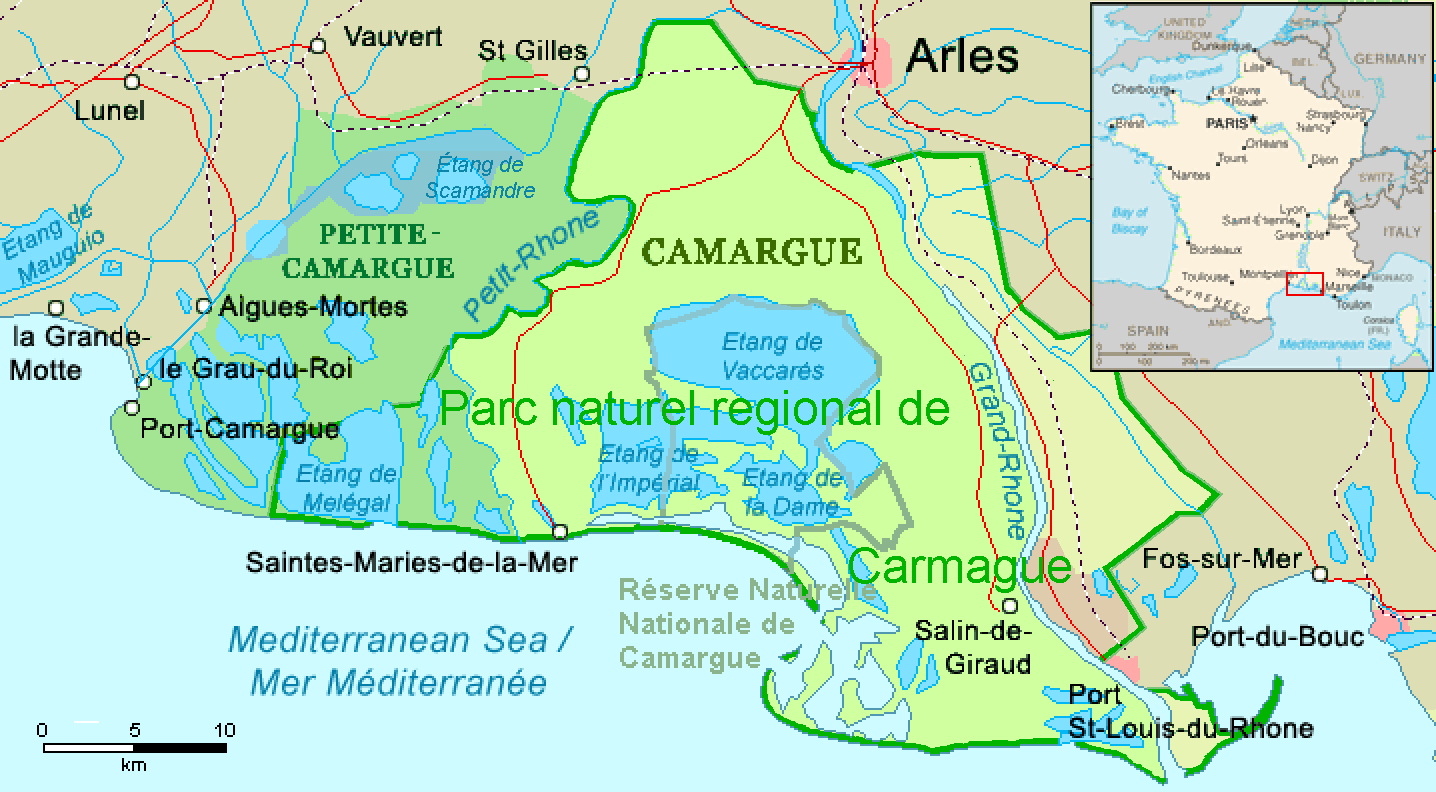
卡马尔格地图，包括小卡马尔格。

该地区的东部边界，在加尔省和洛泽尔省，属于罗纳河流域。特别是包括罗纳河三角洲的西部，即小卡马尔格。罗纳河右岸的两条支流长度超过100 km，从西北向东南流经洛泽尔省和加尔省：塞兹河（128,4 km）和加尔东河（127,3 km）。
卢瓦尔河流域则涉及该地区的很小一部分，即洛泽尔省东北部的22个市镇，其中最长的卢瓦尔河支流阿列河（全长420.7 km，在洛泽尔省只有30 km）源自该省的马尔热里德山脉的Moure de la Gardille。罗纳河、加龙河和卢瓦尔河流域的分水岭位于洛泽尔省贝尔沃泽和阿朗克之间的Planas山顶（1,271 m）。

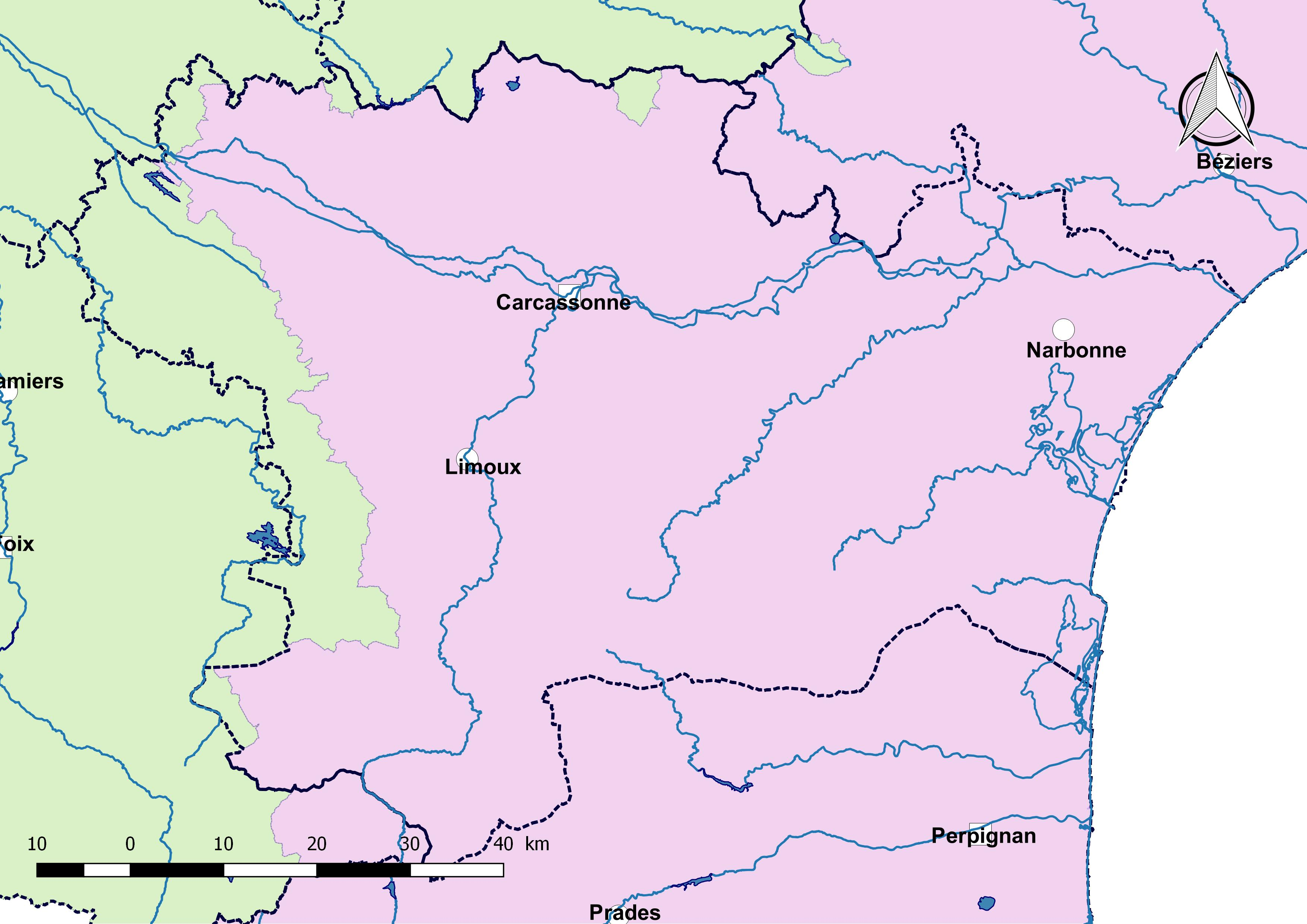
奥德省、东比利牛斯省北部和埃罗省西部沿海河流的流域。

在这三个流域之间，朗格多克沿海平原还穿过另外两条相对重要的河流，具有地中海气候下的雨雪混合型水文特征，即奥德河（全长224 km，从南向北再从西向东流经东比利牛斯省、阿列日省、奥德省和埃罗省）和泰特河（全长115,8 km，从西向东流经东比利牛斯省）。此外还有几条具有塞文现象降雨特征的沿海河流，主要包括埃罗河（全长147,6 km，从北向南流经加尔省和埃罗省）和奥尔布河（全长135,4 km，从北向南再从西北向东南流经阿韦龙省和埃罗省）。
该地区的西南部（几乎整个上比利牛斯省和热尔省西部）则属于阿杜尔河流域（全长308 km），其主要支流包括波河、阿罗斯河、米杜兹河。阿杜尔河流经塔布市，波河流经卢尔德市。
许多河流在该地区的沉积岩地形（尤其是中央高原的南麓）上切割出深邃的峡谷，例如塔恩峡谷、埃罗峡谷、加尔东峡谷、阿列尔峡谷等。
沿地中海海岸线分布着许多潟湖或沿岸带池塘，它们由罗纳河的沉积物形成的沿海堤坝与海洋隔开，并通过当地称为grau的水道与海洋相连。该地区最大的湖泊是托湖（75平方千米），位于埃罗省的阿格德和塞特之间，这是法国第二大地中海湖泊，也是继日内瓦湖和贝尔湖之后的法国第三大自然水域。其他重要的湖泊包括巴热斯-西根湖（55平方千米，位于奥德省）、萨尔斯-勒卡特湖（54,8平方千米，位于东比利牛斯省和奥德省之间）以及黄金湖（或莫吉奥湖，31,4平方千米，位于埃罗省和加尔省的交界处）。

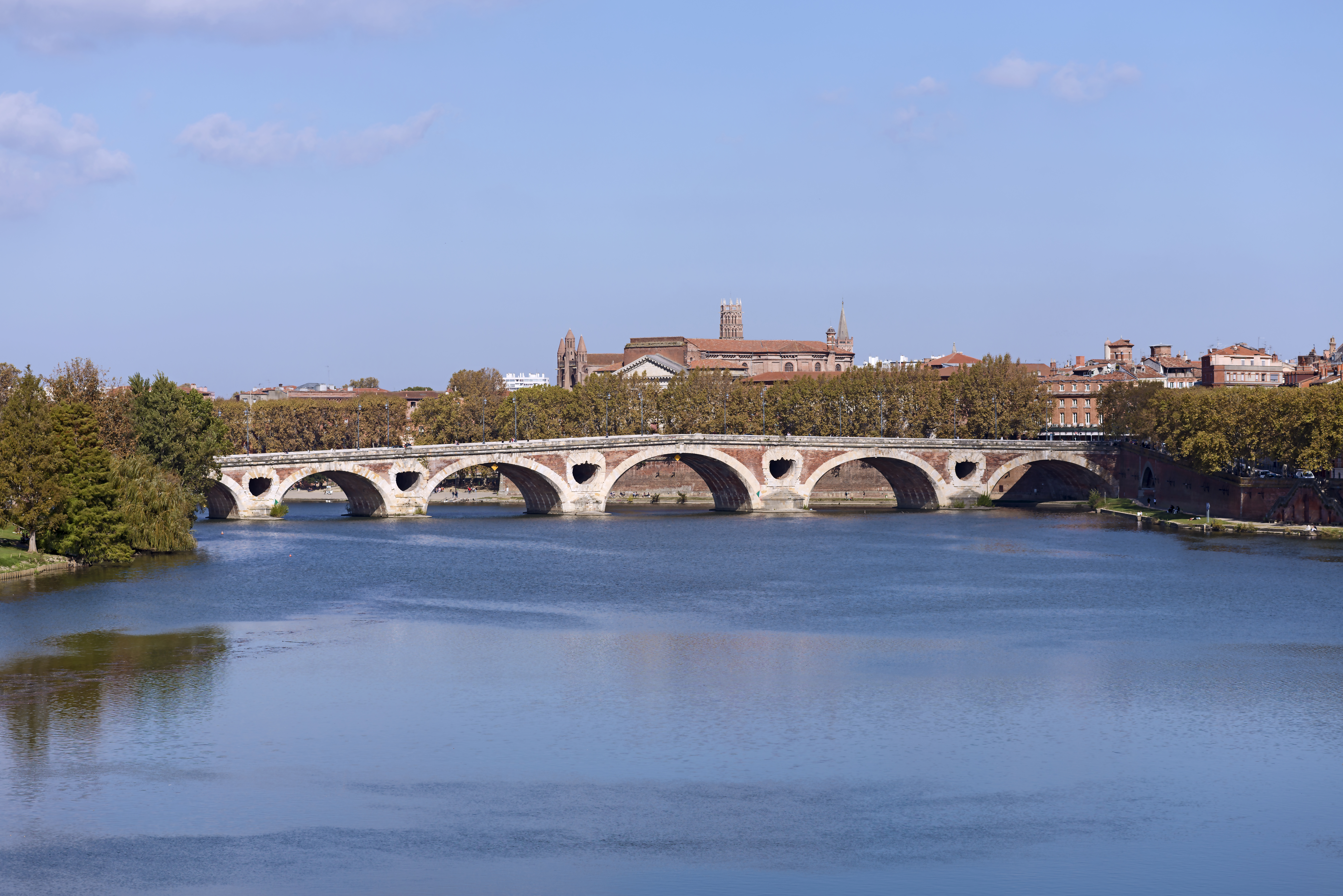
流经图卢兹的加龙河
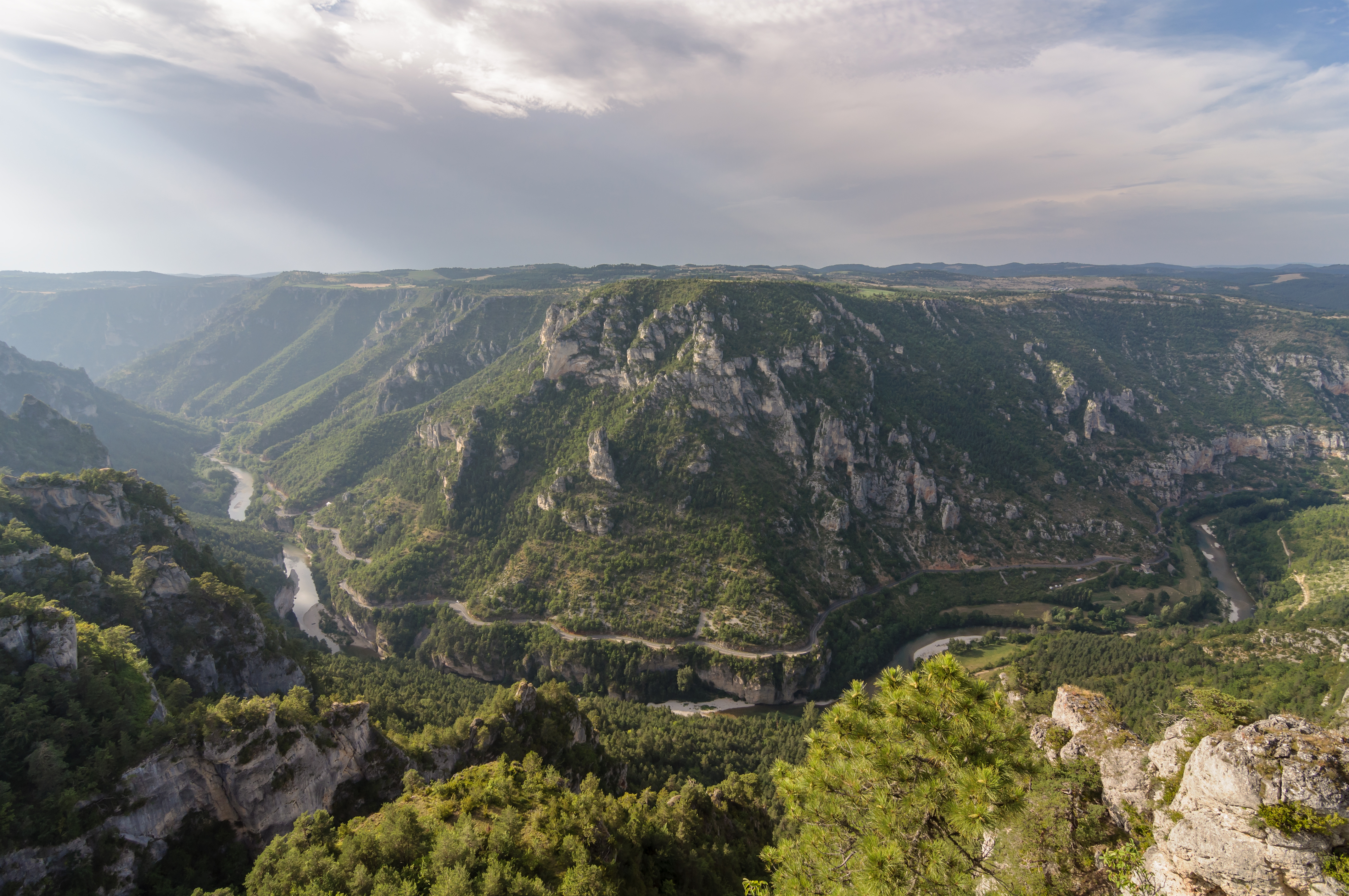
塔恩峡谷。
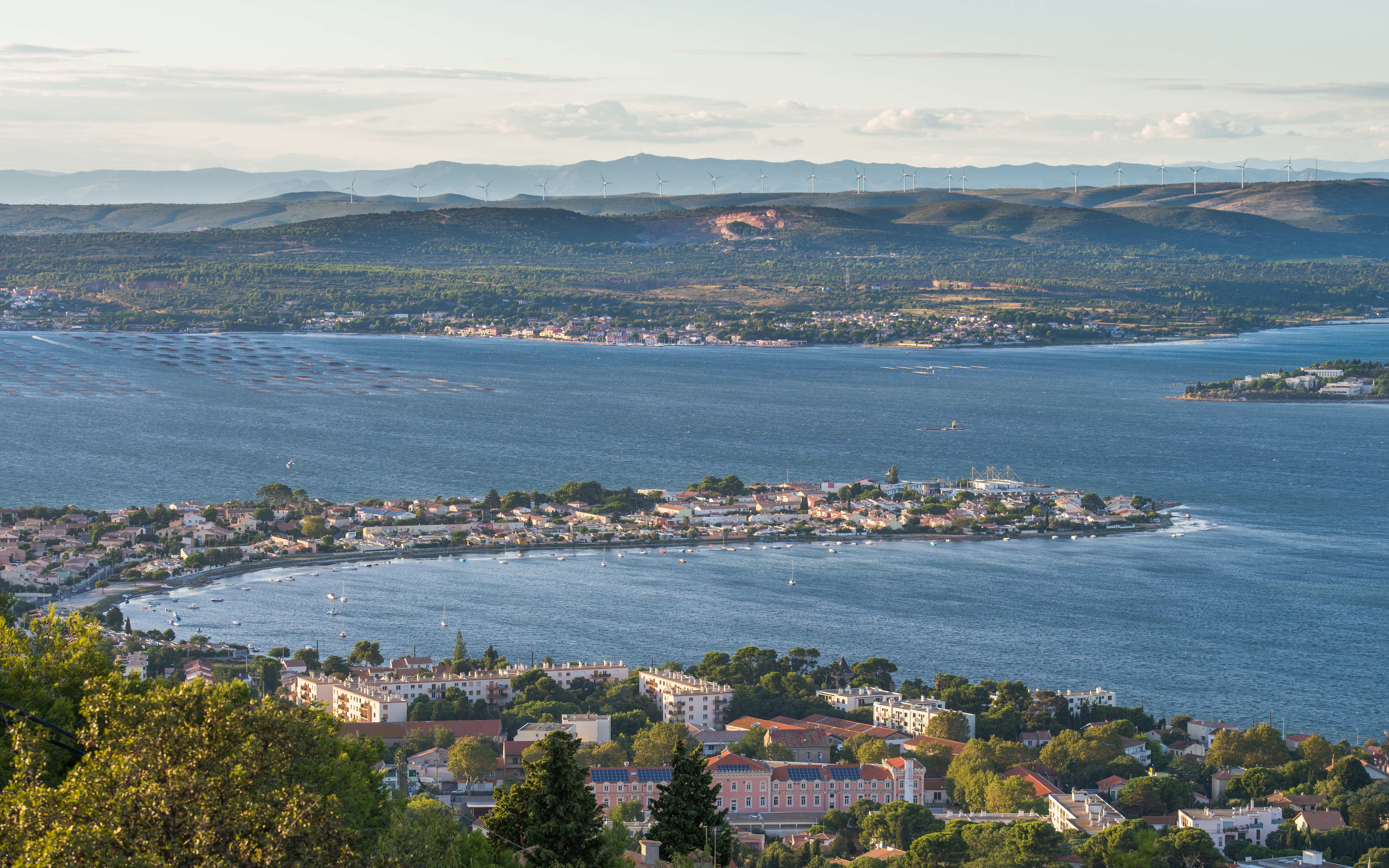
从塞特看到的托湖
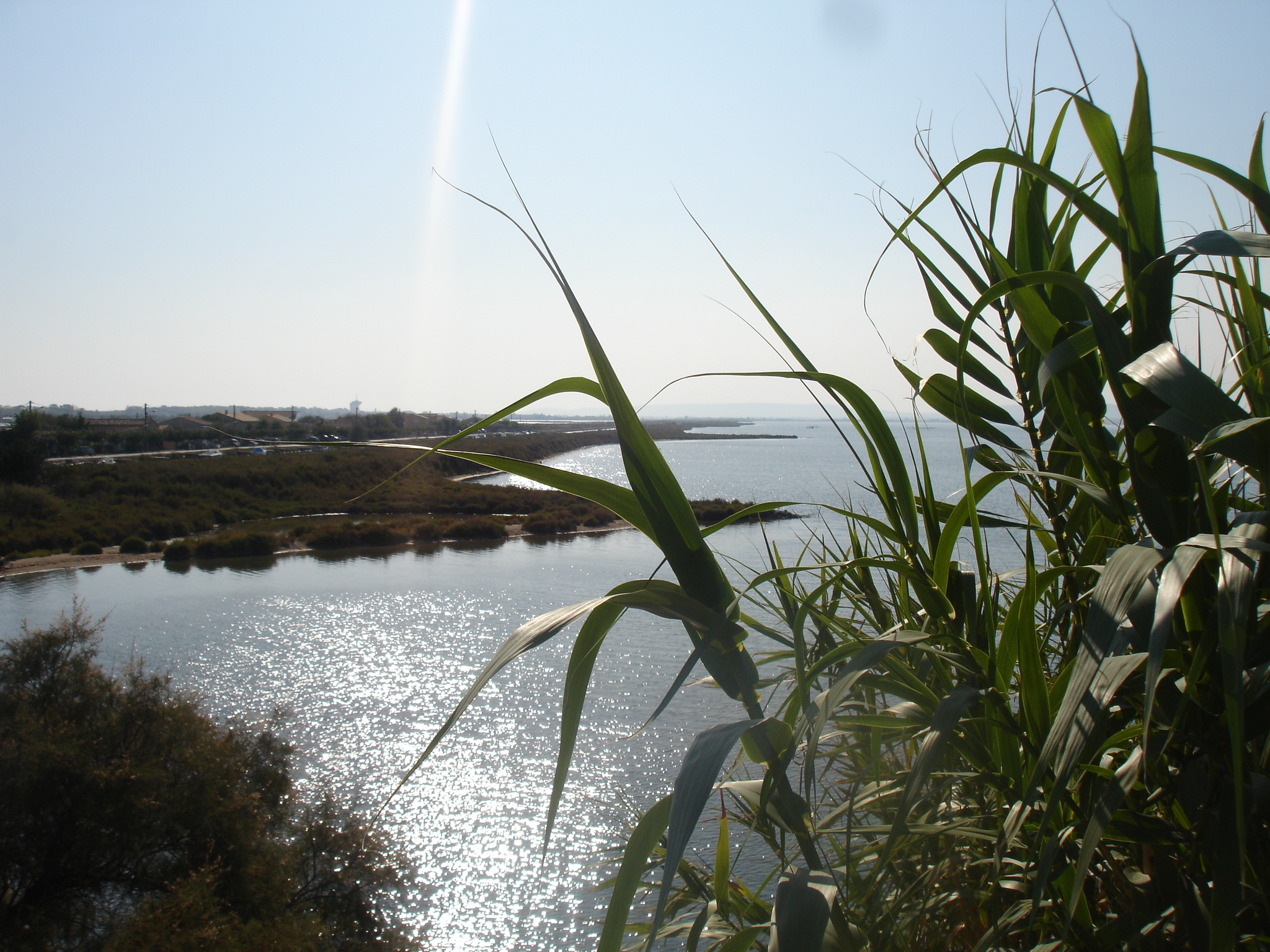
靠近蒙彼利埃的黄金湖
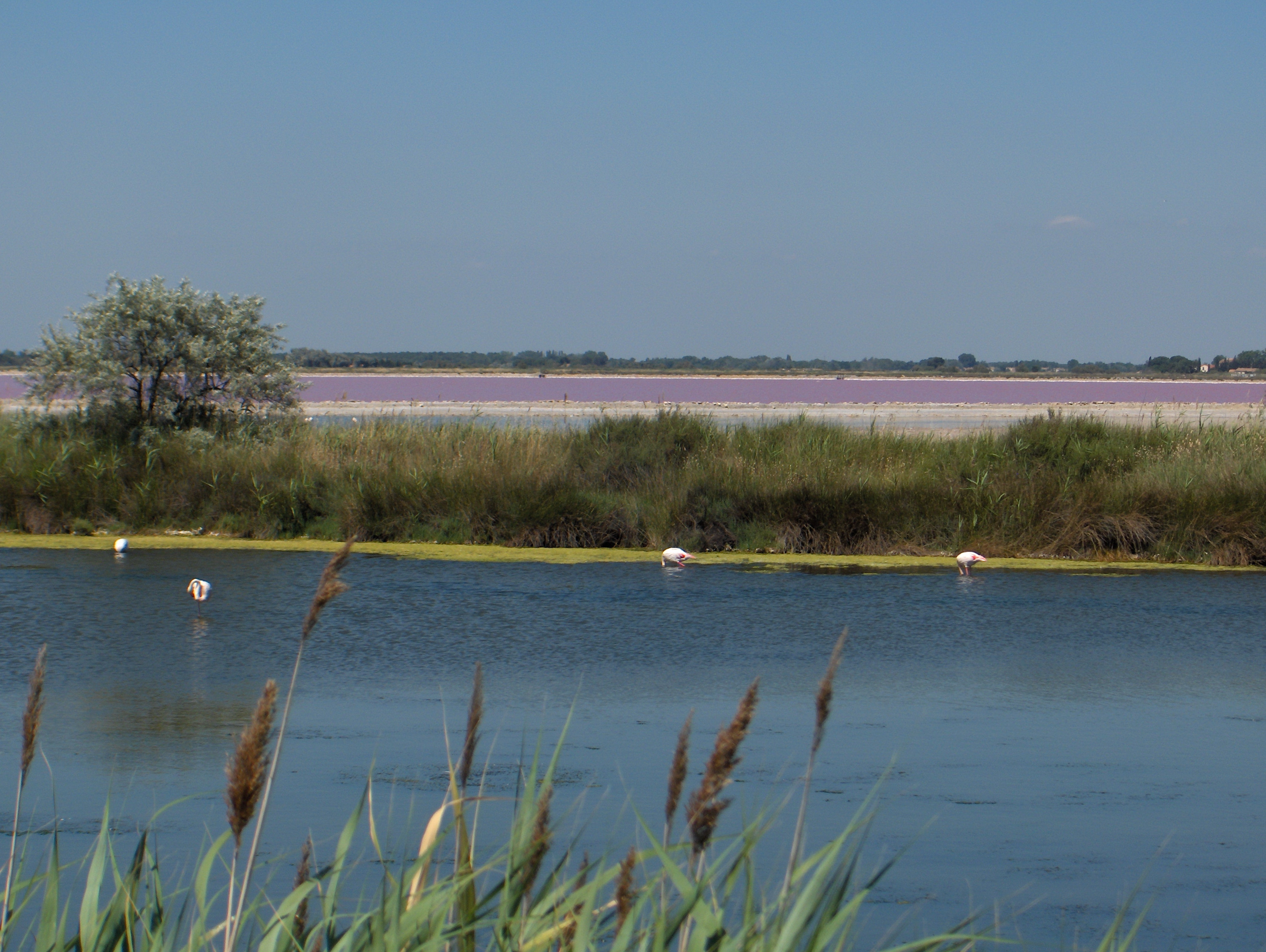
小卡马尔格的勒格罗迪鲁瓦的湖泊。
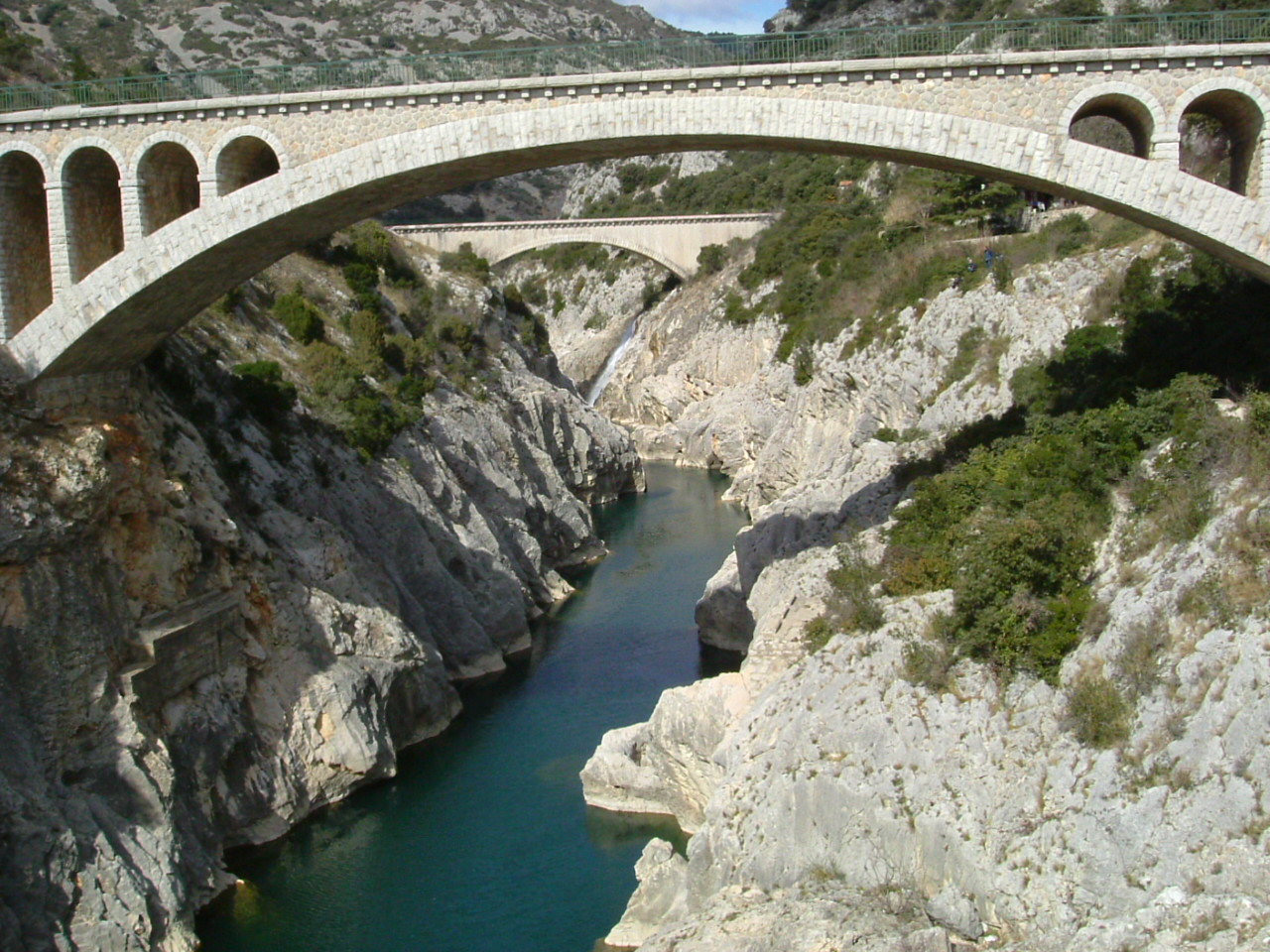
圣吉耶姆勒德塞尔
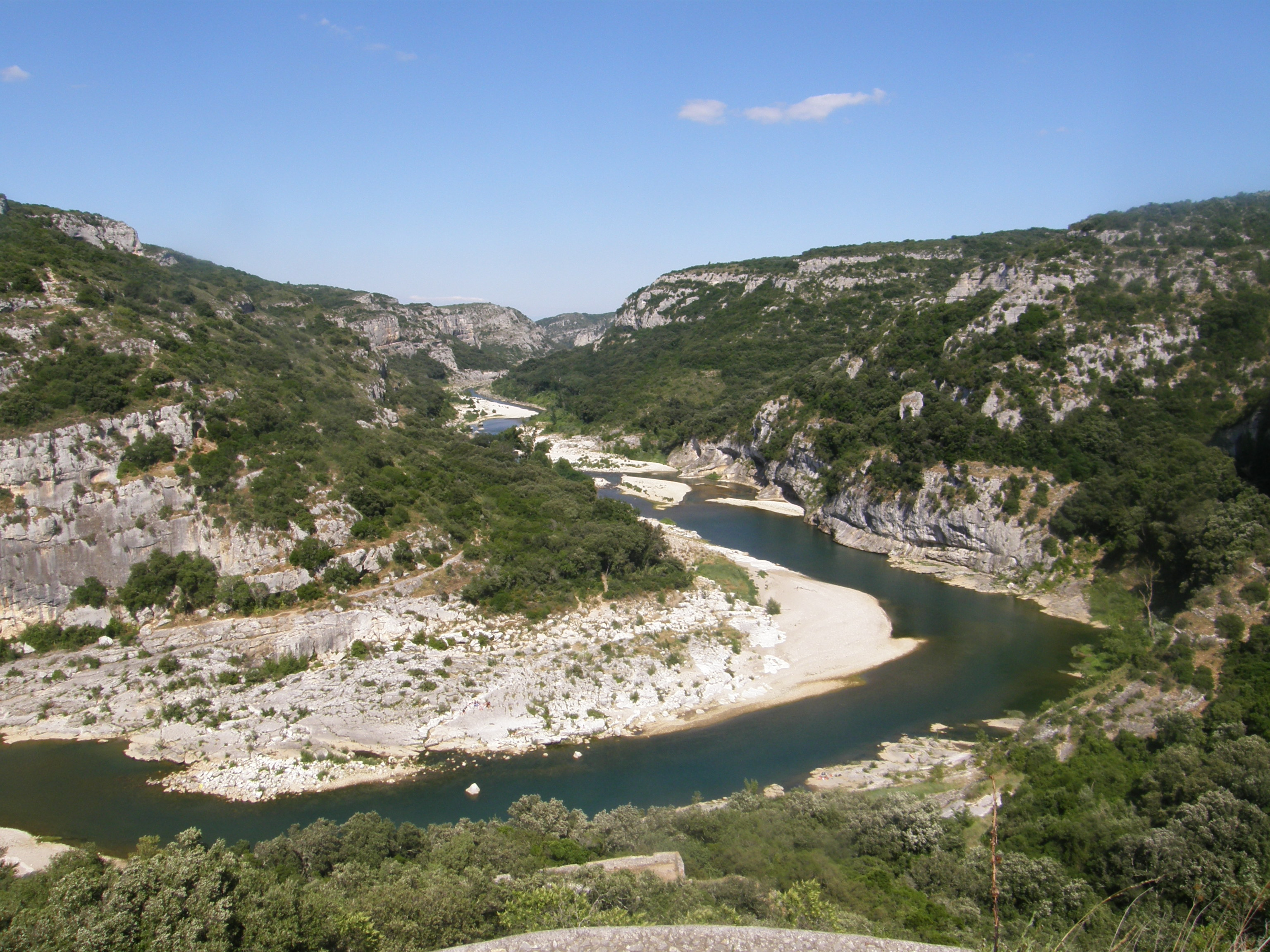
加尔东峡谷。
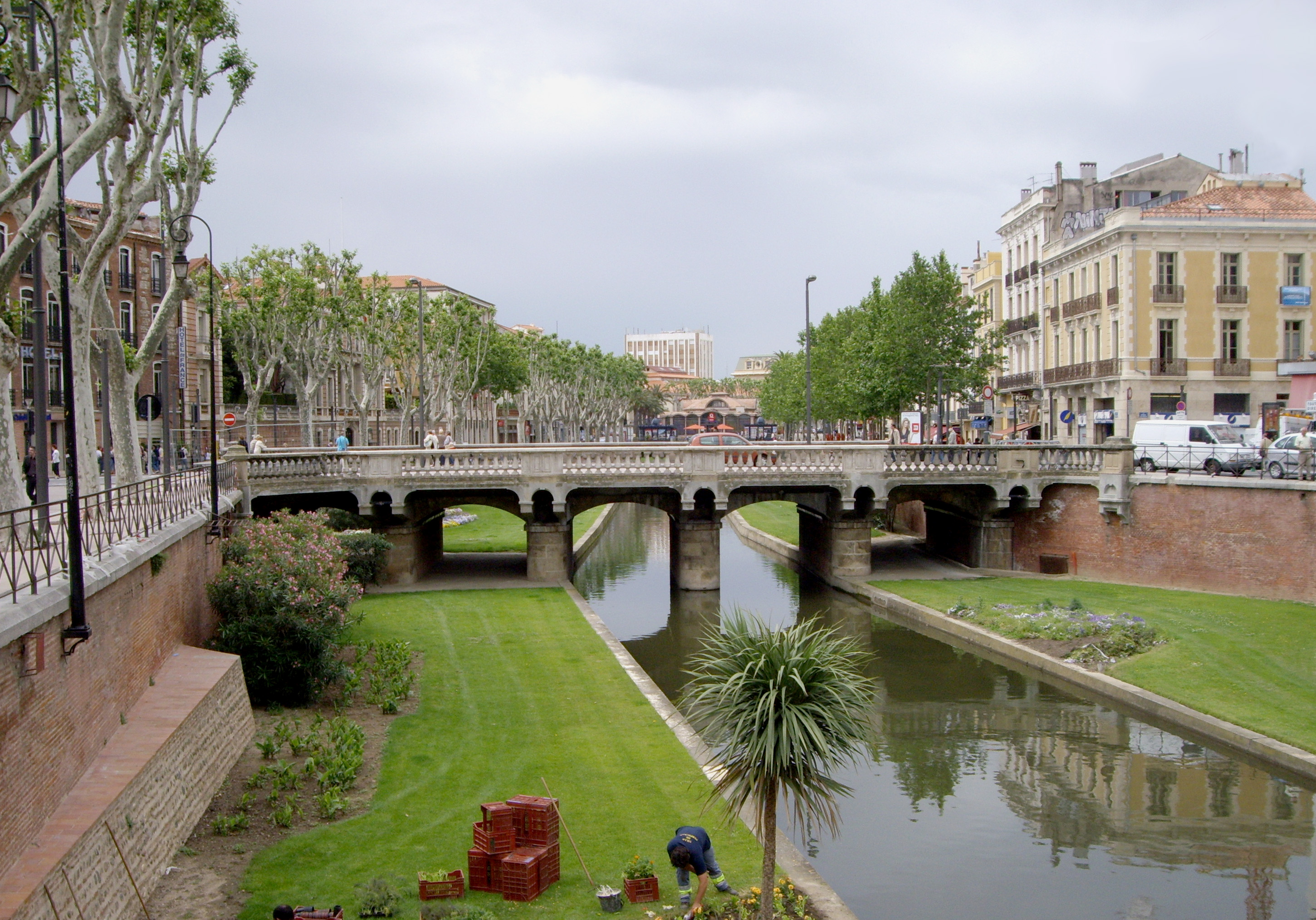
佩皮尼昂的巴塞河。
加尔桥。
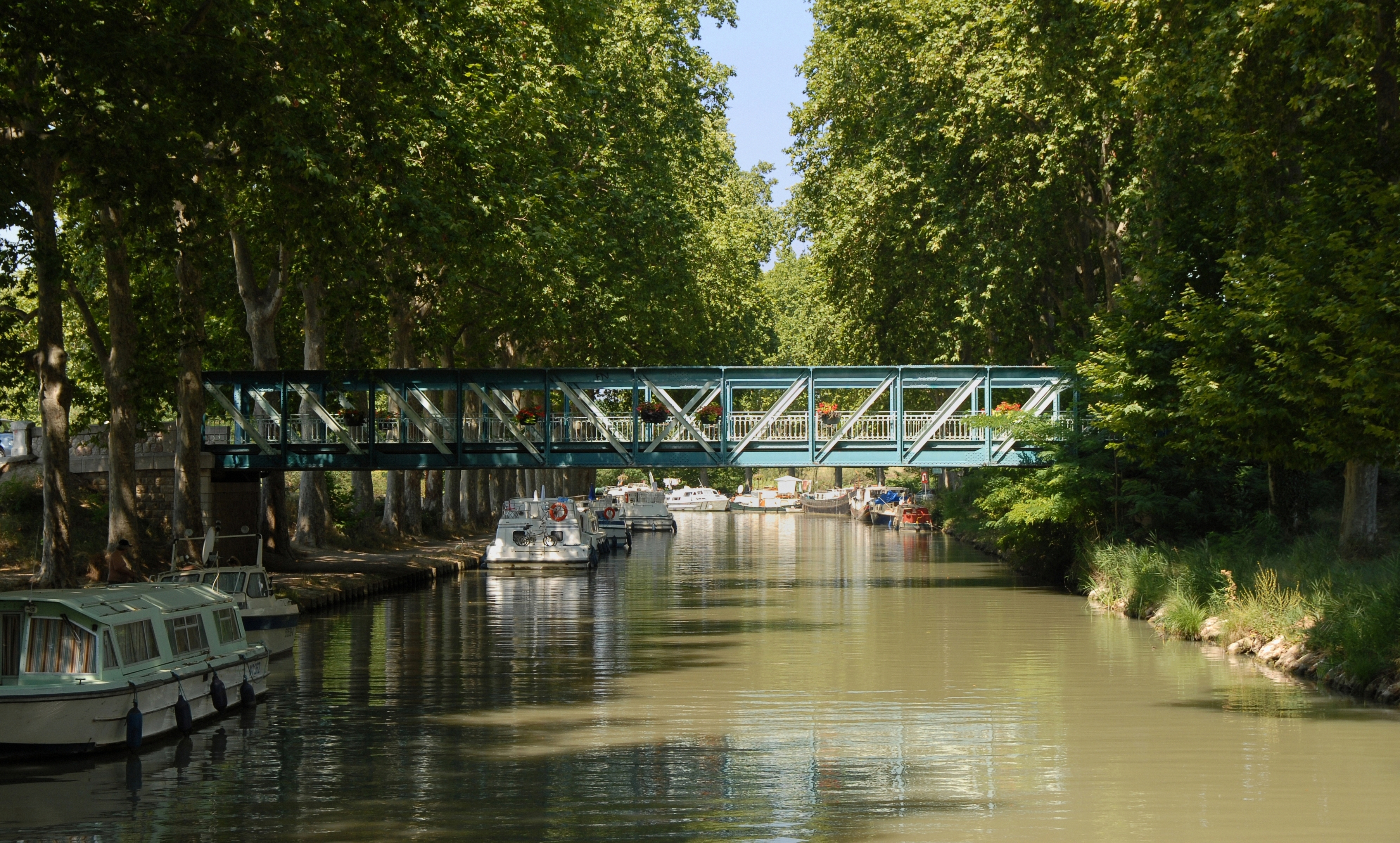
南运河。
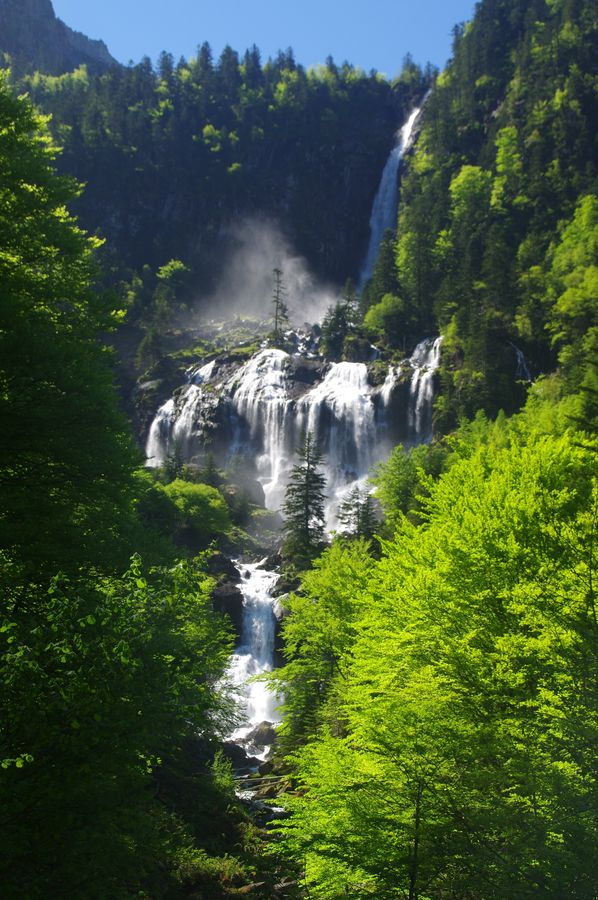
位于阿列日省的阿尔斯瀑布

### 地形与地质

法国西南的地形图

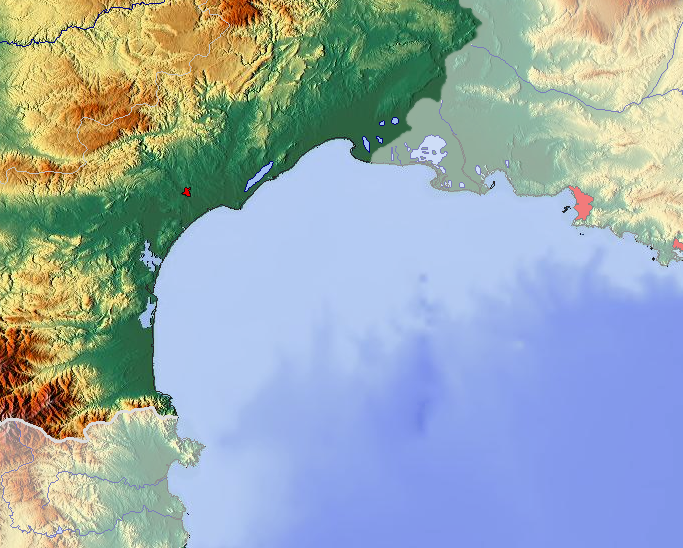
狮子湾沿海地区的地形图，显示该地区的边界

该地区横跨法国南部的两个主要山脉：比利牛斯山脉北坡和中央高原南部。
比利牛斯山脉在该地区覆盖约15,000平方千米，覆盖了上比利牛斯省、上加龙省、阿列日省、奥德省和东比利牛斯省的大部分区域。这相当于法国比利牛斯山脉总面积的85.5%，约占该地区总面积的五分之一。作为阿尔卑斯带的一部分，比利牛斯山脉形成于始新世，自东向西延伸，并标志着与西班牙的边界。该地区主要包括比利牛斯山脉中部的法国部分（最高点在上比利牛斯省的维涅马勒峰，海拔3,298 m）和比利牛斯山脉东部或加泰罗尼亚部分（最高点在卡尔利特峰，海拔2,921 m，但代表性的山峰是卡尼古峰，海拔2,784 m，俯瞰鲁西永平原）。该山脉以其南北走向的深谷、稀少且海拔较高的山口、众多的山地溪流（称为gaves或nestes）、谷顶常常以冰斗结束（如加瓦尔尼冰斗、特鲁姆斯冰斗或马克达乌冰斗在上比利牛斯省）以及相较于阿尔卑斯山脉缺少大型湖泊和人口稀少（2006年法国比利牛斯山脉总人口密度为27,5 hab./平方千米）。
中央高原在该地区覆盖约26,000平方千米，包括洛泽尔省、阿韦龙省和洛特省的全部区域，塔恩-加龙省的东部边界以及塔恩省的东南三分之一，奥德省、埃罗省和加尔省的北部边界。这相当于中央高原总面积的30%和该地区总面积的三分之一多。作为古老的地质构造（华力西造山运动）的一部分，中央高原地势相对平缓且中等高度，包含高原、低山和中山。该地区的最高点是位于洛泽尔山的菲尼埃尔峰（海拔1,699 m）。该地区包括受强烈侵蚀的喀斯特高原（石灰岩），如北部洛特省和塔恩-加龙省的凯尔西高原，中东部阿韦龙省、洛泽尔省、埃罗省和加尔省的拉尔扎克高原和梅让高原，以及北部阿韦龙省和洛泽尔省的欧布拉克高原的火山和花岗岩高原，中央阿韦龙省的勒韦祖高原的结晶高原和次级山脉，如东北部洛泽尔省的马热里德山脉、东部阿韦龙省、洛泽尔省、埃罗省和加尔省的塞文山脉，以及南部上加龙省、塔恩省、阿韦龙省、奥德省和埃罗省的拉科纳山、卡鲁克-埃斯皮诺斯山脉和黑山的连续山脉。这些地区还包括低海拔的酸性硅质土壤地，如西部塔恩省和阿韦龙省的塞加拉地区，以及主要河流的峡谷。
这两个山脉在黑山和科比耶尔山脉附近交汇，被洛拉盖地区和米内瓦地区之间的狭窄平原和低山隔开。该地理门槛在纳鲁兹门槛处达到189 m的最高点，连接西部延伸至大西洋的沉积盆地（阿基坦盆地）和东部逐渐升向中央高原高原和山地的砂质地中海平原（朗格多克海岸）。中央高原通过200至400 m的中间石灰岩地带逐渐升高（如加里格地区）。
该地区的地下资源有限，过去曾被开采过。可以提到的矿产包括钨矿（在阿列日省的萨劳的昂格拉德冰斗矿区直到1987年，塔恩省的富玛德矿可能在未来被开采）、黄金矿（主要来源于含量极低的冲积矿床，中央高原和比利牛斯山脉的大多数河流都是黄金河流，例如黑山和奥德省的萨尔辛金矿，于2004年关闭）、铜矿（例如埃罗省卡布里耶尔的皮奥什-法鲁斯矿在新石器时代末期即已开采，距今约5000年）、油页岩矿（在阿韦龙省塞韦拉克勒沙托的锡斯巴湖矿区直到1951年）、锌和方铅矿矿（在上比利牛斯省阿伦矿区直到1983年，加尔省低地塞文山脉的帕列尔十字矿直到1971年，比罗斯谷的班塔尤矿直到1955年）以及铀矿（在埃罗省洛代夫矿区直到1997年）。中央高原南部还有煤矿储量，直至2001年仍在加尔省的塞文煤矿、阿韦龙省的德卡兹维尔煤矿和塔恩省的卡尔莫煤矿进行开采。

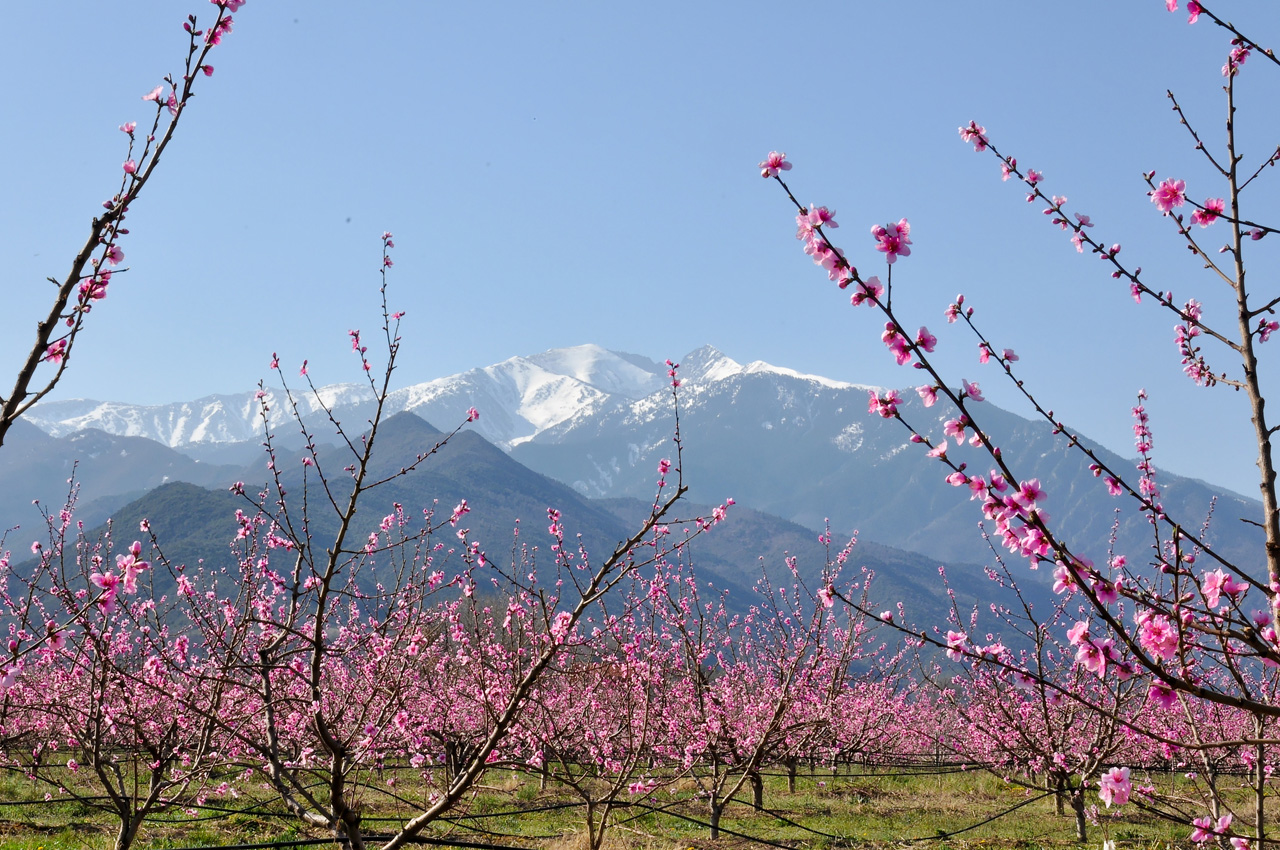
从鲁西永平原看卡尼古山脉
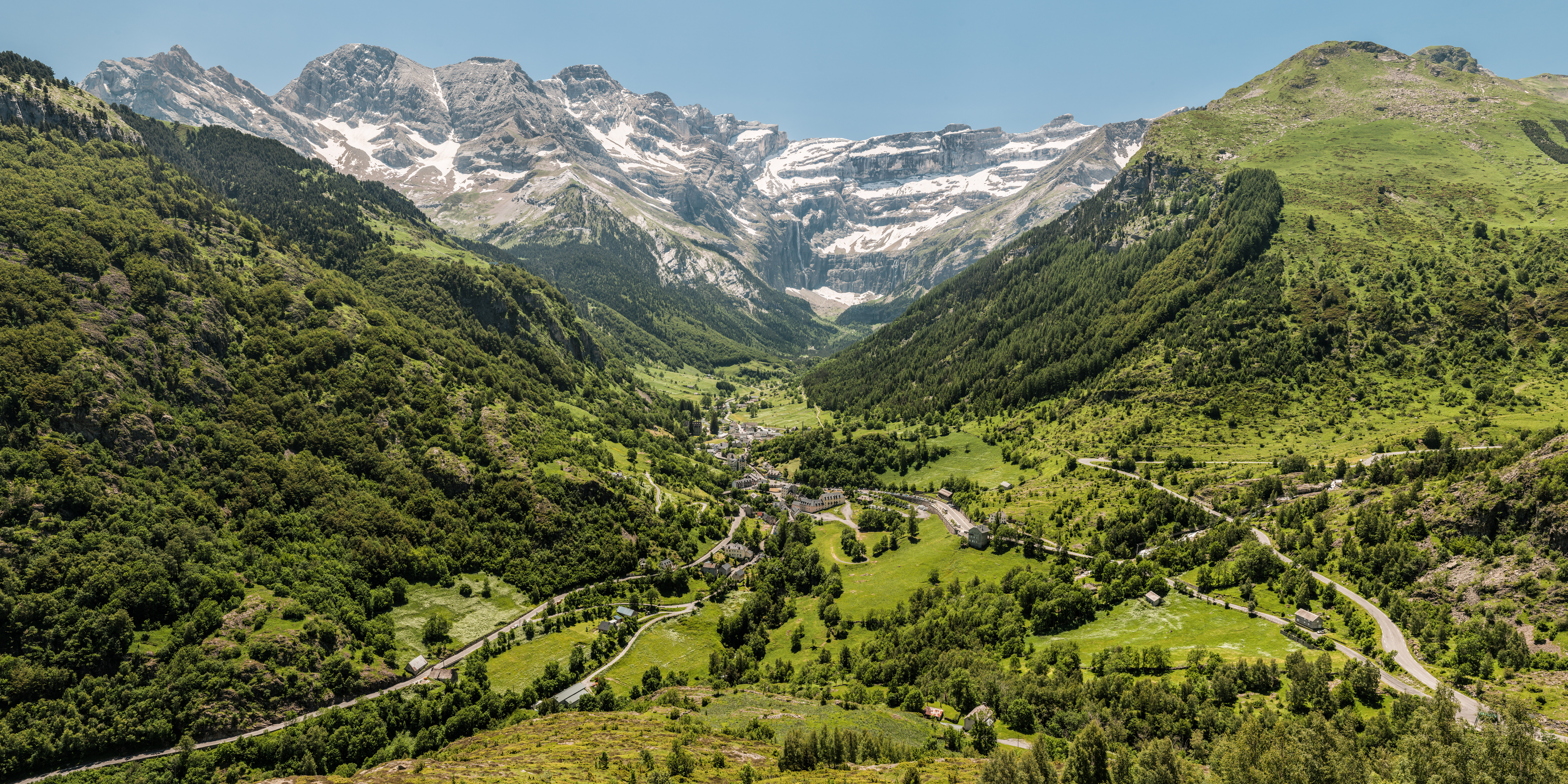
比利牛斯山脉中的加瓦尔尼冰斗
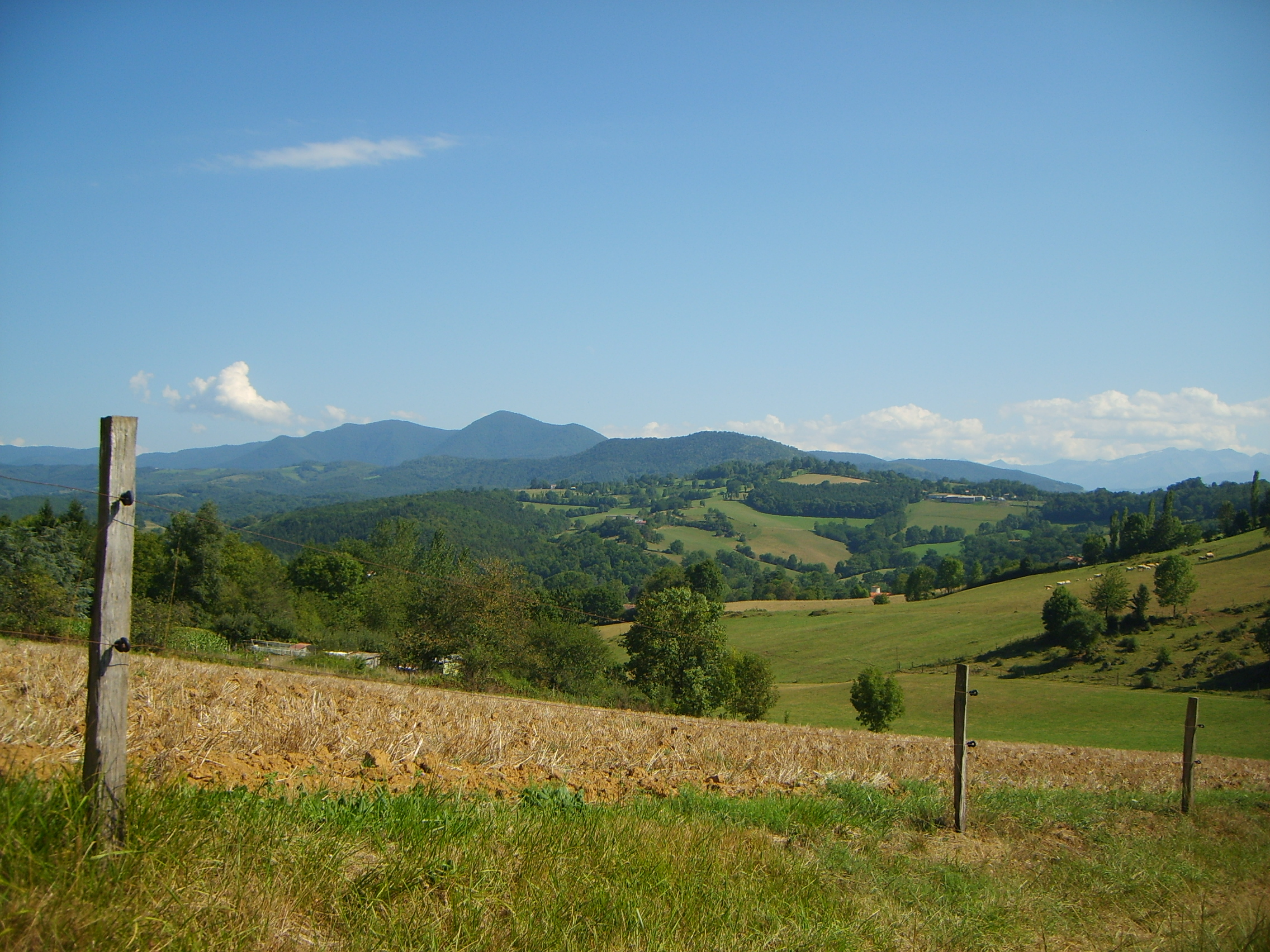
比利牛斯山脉的库瑟朗地区（阿列日省）
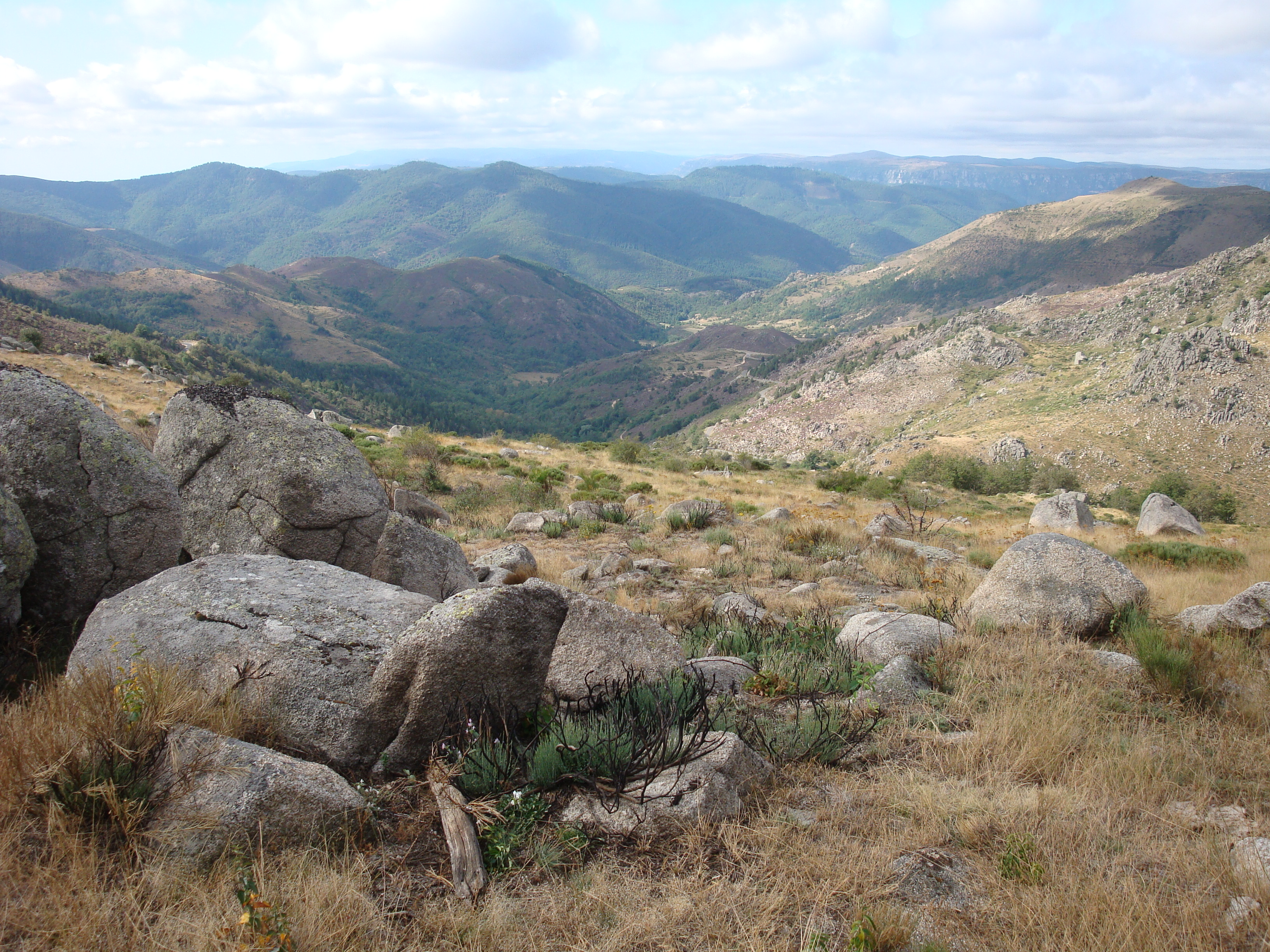
塞文山脉的风景
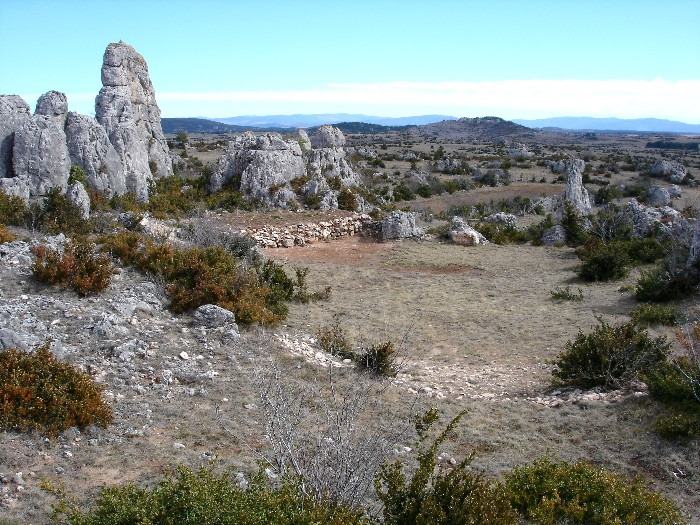
拉尔扎克高原及其白云岩地层
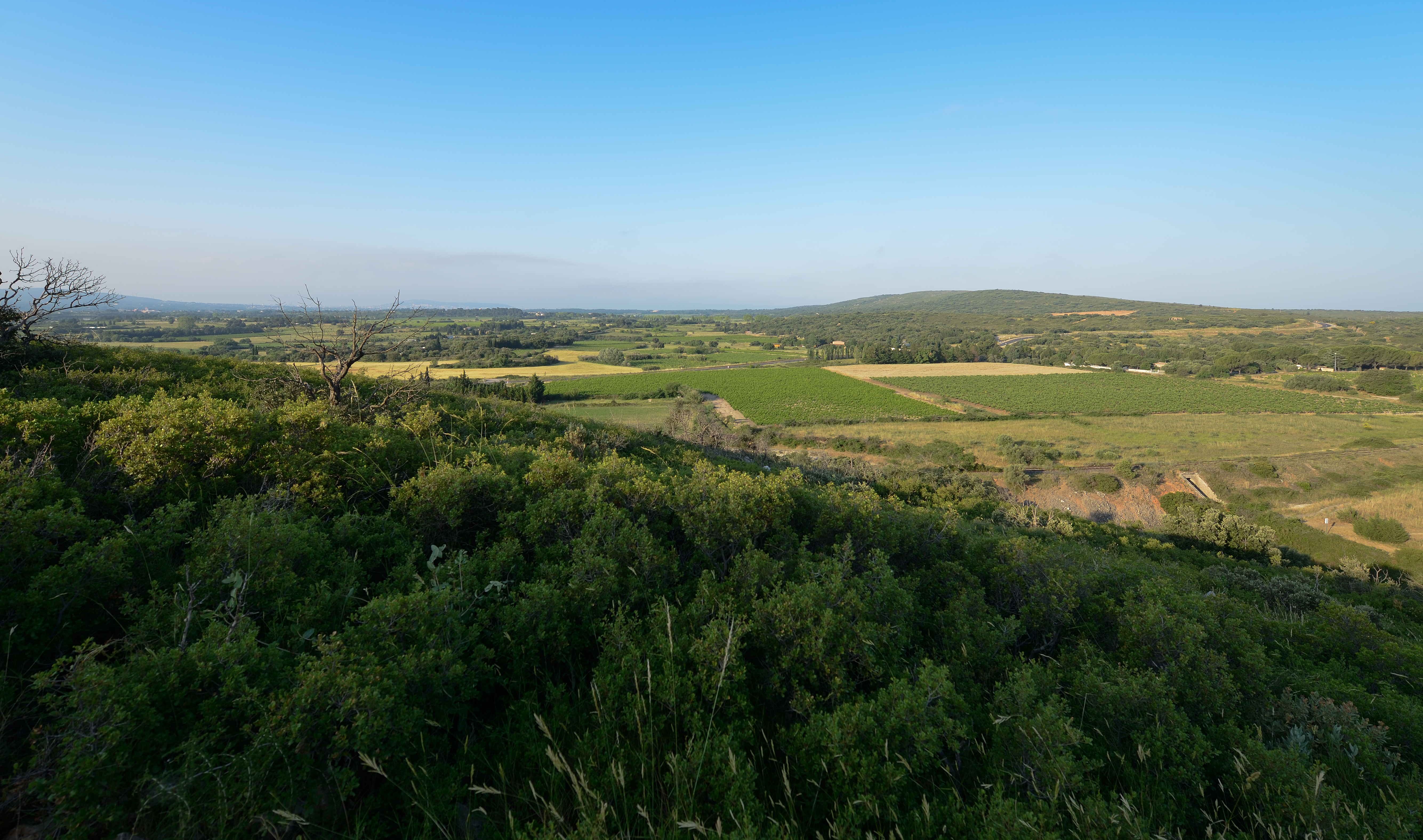
埃罗省蒙巴赞的加里格和平原

这种特定的地形和地质框架以及该地区的位置，造就了一些独特的地方气候特点。

### 气候
奥克西塔尼大区跨越了三大气候区：朗格多克沿海地区属于地中海气候（Csa，有些地区倾向于Csb，根据柯本气候分类法）；阿基坦盆地有较为温暖的海洋性气候（柯本分类中的Cfb）；中央高原和比利牛斯山脉有山地气候（只有比利牛斯山脉的最高峰具有真正的山地气候）。图卢兹和洛拉盖门槛之间的区域受地中海气候影响，同时也受到海洋性气候和山地气候的影响。
在地中海气候区，年温差较小，例如：佩皮尼昂的年温差为14 °C，塞特为15 °C，蒙彼利埃为17 °C，尼姆为18 °C。这些数值与半海洋性气候相似，尽管纬度较低。冬季比西部海岸稍暖，1月份的平均气温从尼姆的6.9 °C到佩皮尼昂的8.4 °C，年霜冻天数在塞特为8.5天，格罗迪罗伊为12.1天，佩皮尼昂为13.5天，蒙彼利埃为25.3天，距海岸几公里。夏季炎热干燥，7月份的平均气温从塞特的23 °C到尼姆的24.9 °C。夏季降雨最少的月份是7月，格罗迪罗伊为12.4 mm，塞特为13.1 mm，蒙彼利埃为16.4 mm，佩皮尼昂为17.1 mm，尼姆为28.2 mm。日照时数非常高，佩皮尼昂为2506小时，尼姆为2663小时，蒙彼利埃为2668.2小时。
在地中海气候区受海洋性气候影响的地区，冬夏季气温略低，降雨量较多。例如，在图卢兹和阿尔比，年温差与朗格多克沿海地区相似（约16 °C），但1月份的平均气温（5.9 °C）和7月份的平均气温（22 °C）均低于沿海地区1至3 °C，最少降雨量的月份7月有37.7 mm降雨。日照时数较少，图卢兹为2031小时，阿尔比为2200小时。
在阿基坦海洋性气候区，冬季较温和（1月份在古尔东为5 °C，欧什为5.2 °C，蒙托邦为5.5 °C），但可能出现严寒霜冻。在1971至2000年期间，蒙托邦的绝对最低气温为−20 °C。夏季气温比北部地区高（7月份在古尔东为20.3 °C，欧什为20.7 °C，蒙托邦为22.5 °C），并常有雷暴。年温差随着远离海岸而增加，但仍在合理范围内，欧什为15.5 °C。全年降雨量较均匀，但夏季降雨量仍偏少，尤其在东部和比利牛斯山脚下。降雨量在盆地中心（蒙托邦年降雨量为747 mm）较少，但在靠近山脉的地方增加（古尔东年降雨量为883 mm）。日照时数在接近比利牛斯-大西洋省时减少，欧什为1866小时，而向东和地中海方向增加：古尔东为2054小时，阿尔比为2200小时。尽管此气候类型较偏南，但在高压天气时，冬季仍常见雾霾或低云。

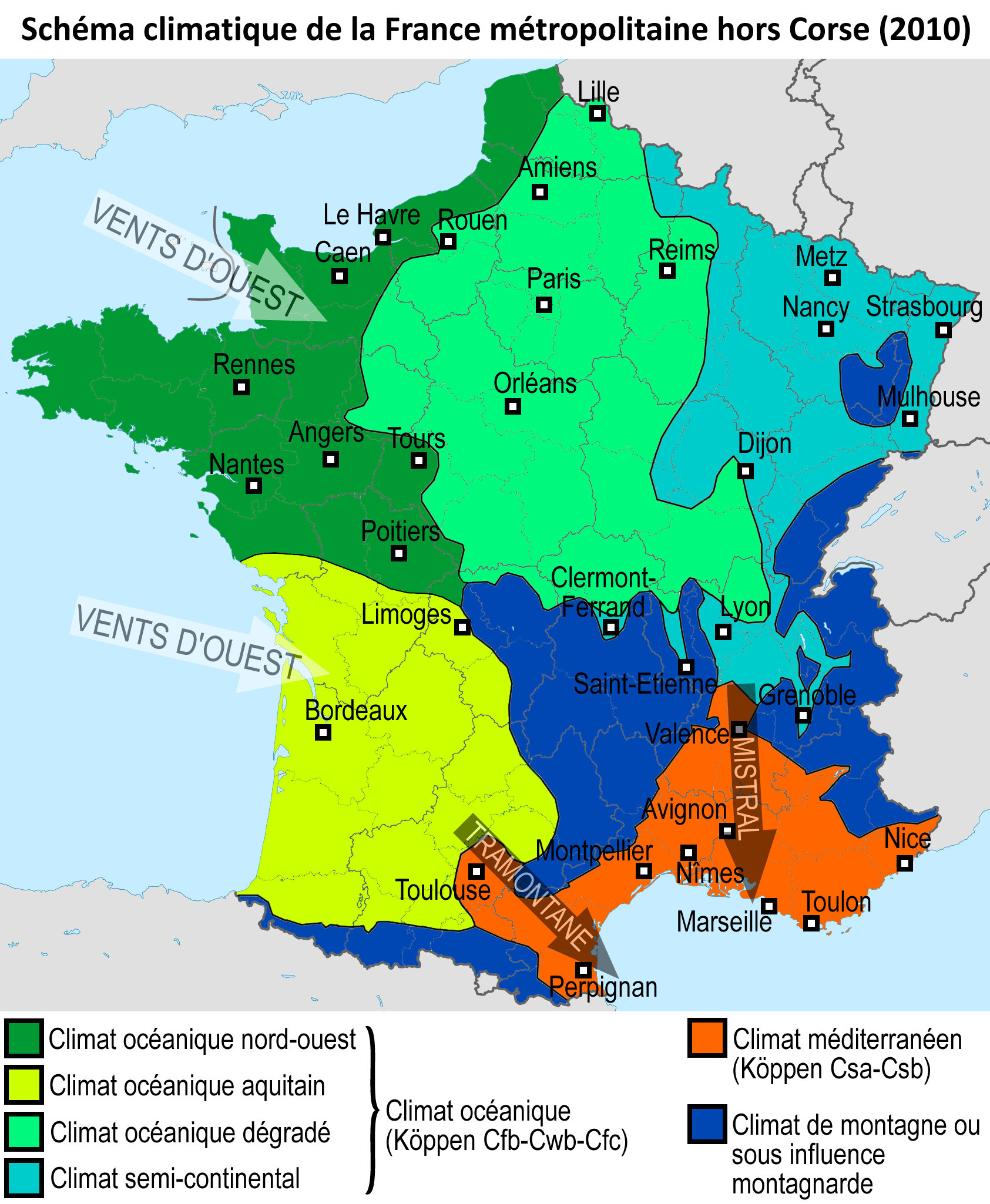
2010年法国本土（不包括科西嘉）的气候图
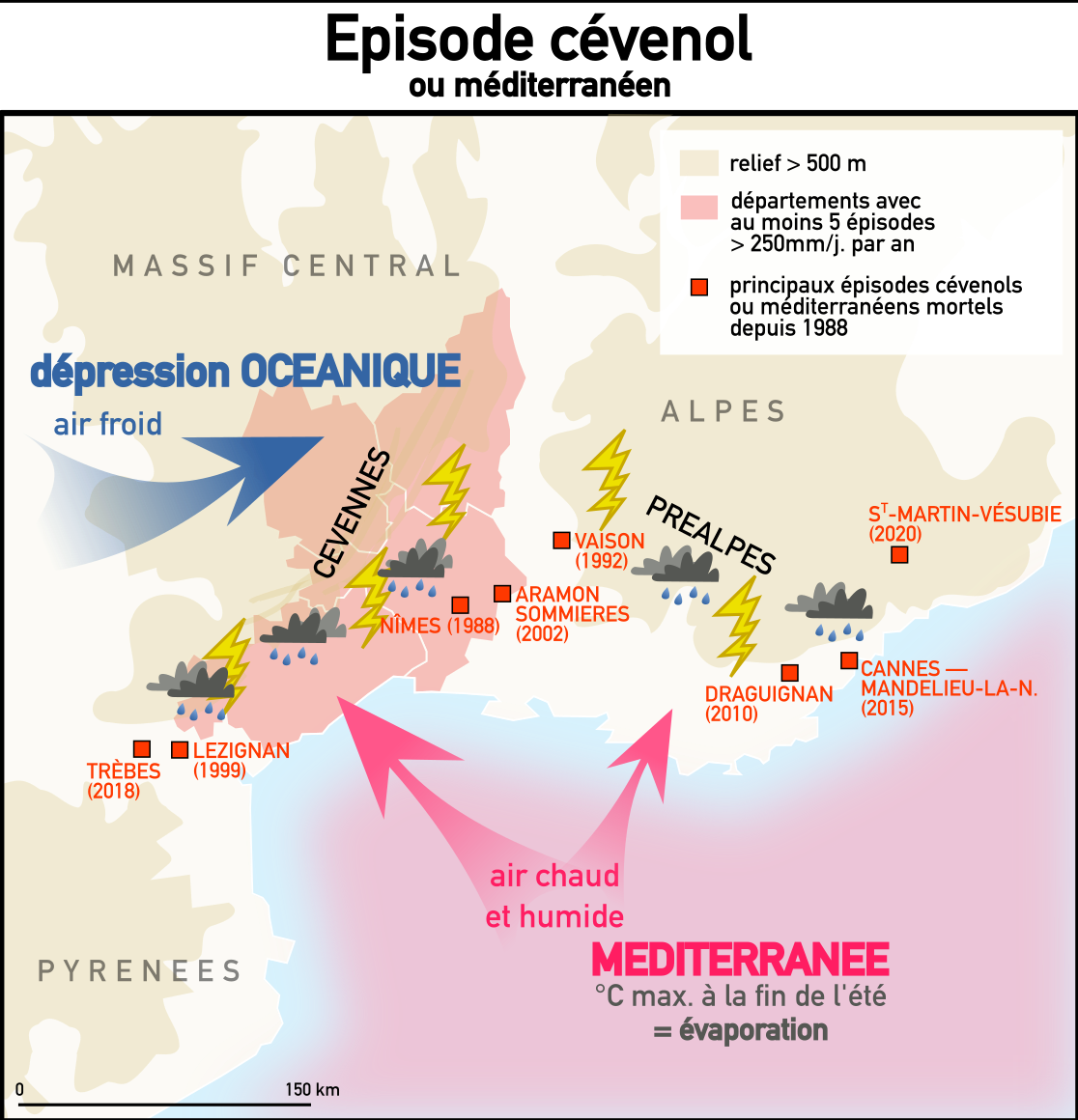
解释塞文和地中海气候现象的示意图
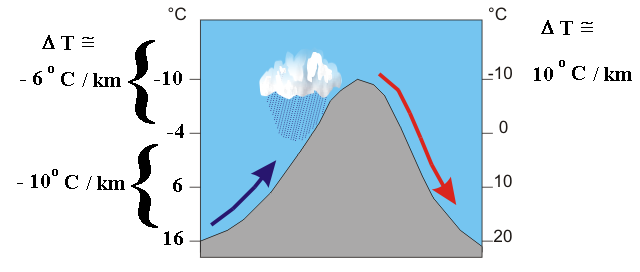
解释焚风效应的示意图：在山脉前后温度的变化

在该地区的北部和南部山脉中，随着海拔的升高，气温降低，迎风坡的降雨量增加。在小型山脉和外部山脚，山地气候类似于附近平原的气候，但受海拔影响。冬季明显比平原寒冷，中等海拔山区1月份的平均气温仍为正值：门德（海拔1,019 m）的平均气温为0.6 °C。但在山谷或海拔更高的地方，冬季气温明显降低，如艾古阿尔山（海拔1,567 m）的平均气温为−1.4 °C。在冬季平均气温低于0 °C的地方，雪会经常降落并在冬季长时间积存。夏季凉爽，艾古阿尔山7月份的平均气温为13.1 °C。气温随海拔的变化在春季和夏季比秋冬更明显，因此海拔高处的年温差往往小于平原。日照的节奏也不同，高压天气下，山脉通常位于逆温层上方，因此阳光充足，气温相对温和，而平原则寒冷阴暗。夏季，山顶附近云量较多，山脉有午后雷暴，而平原则阳光充足。冬季山地的日照时间通常多于平原，而夏季则相反。
该地区的地形框架也创造了一些特殊的气候和气象现象。山地环境加速了海洋、海洋或北风的风速（文丘里效应），形成较强的走廊风。例如，来自洛拉盖地区的奥坦风从东南/南南东方向吹向阿基坦盆地东部和中央高原西南部，而特朗塔纳风则从北北西方向吹向朗格多克沿海地区。密史脱拉风从北-东北方向穿过罗讷河谷，主要影响朗格多克平原东部和中央高原东南部。这些风通常强劲，能使空气干燥，天空清澈，冬季在地中海气候区可能引发较频繁的寒潮，类似于受保护的蔚蓝海岸地区。
冷空气与狮子湾带来的暖湿空气（称为“海洋入侵”）相遇，并在中央高原南部山脉（尤其是塞文山脉）积聚形成暴风雨现象，称为“塞文天气现象”，主要影响加尔省、埃罗省和洛泽尔省（类似现象在奥德省和黑山也存在），尤其在秋季。几个月的降雨量可能在几天内集中降下，导致沿海河流（称为塞文河流）泛滥，造成平原洪灾，损失巨大。
在比利牛斯山前和阿基坦盆地，秋冬季节南风至西南风可带来干燥和异常温暖的天气，这是由于暖空气从西班牙穿过比利牛斯山脉时的焚风效应引起的。这种现象可能加剧森林火灾。

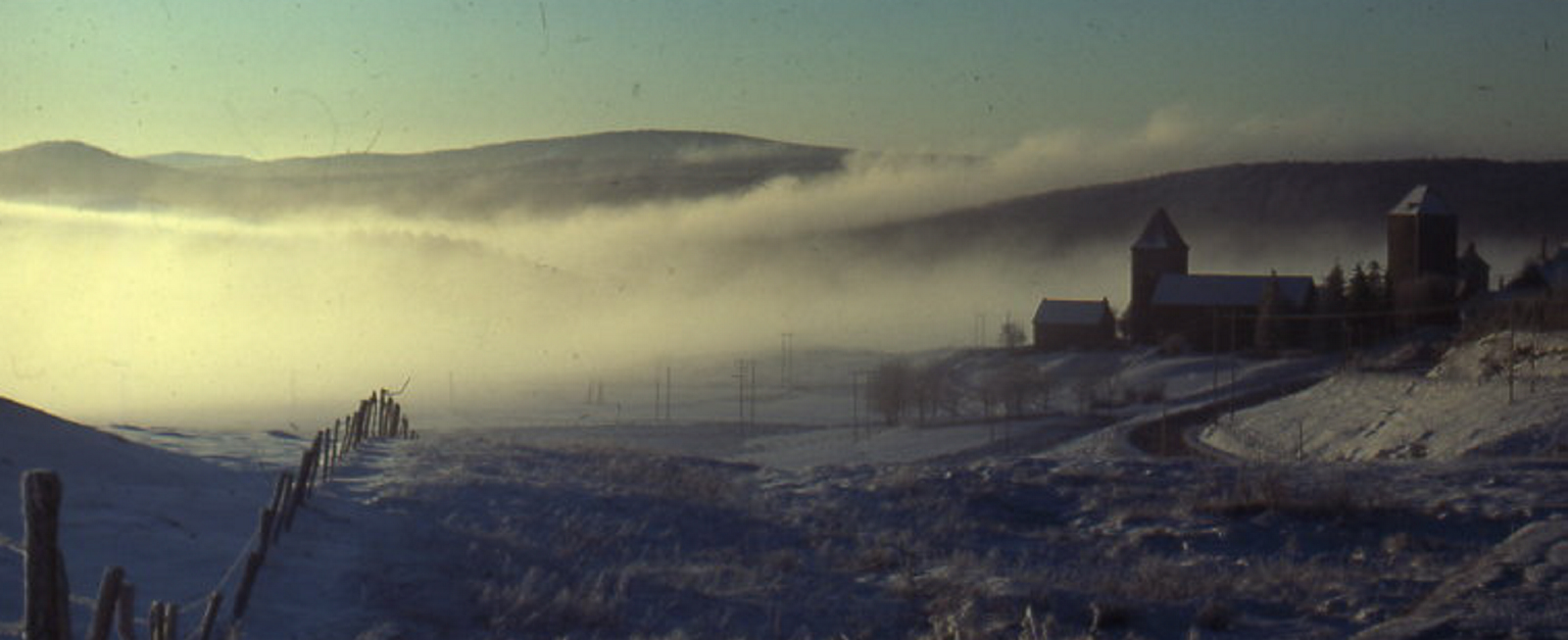
1979年11月，欧布拉克地区雪景中的晨雾
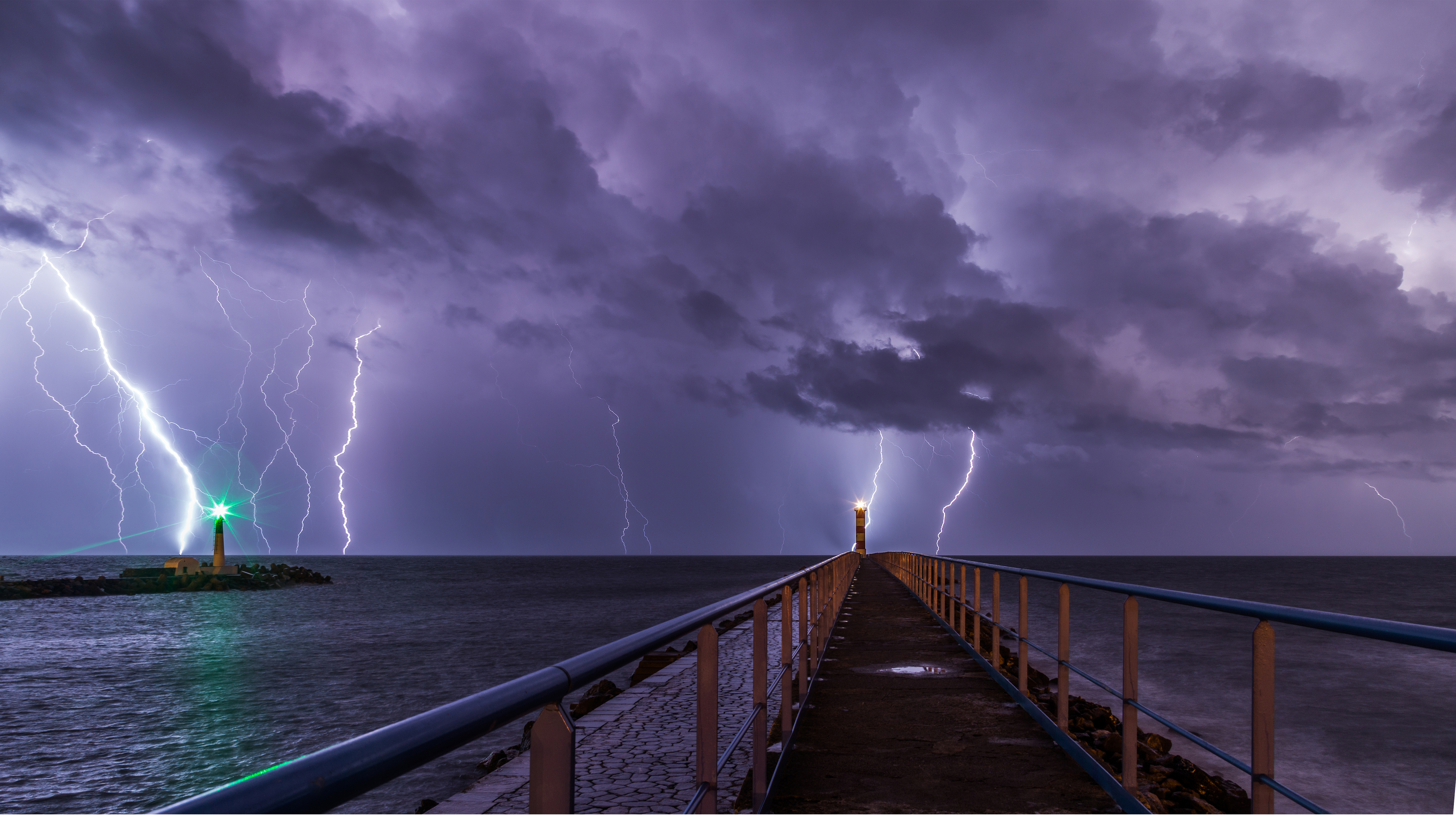
新港, 奥德省的暴风雨
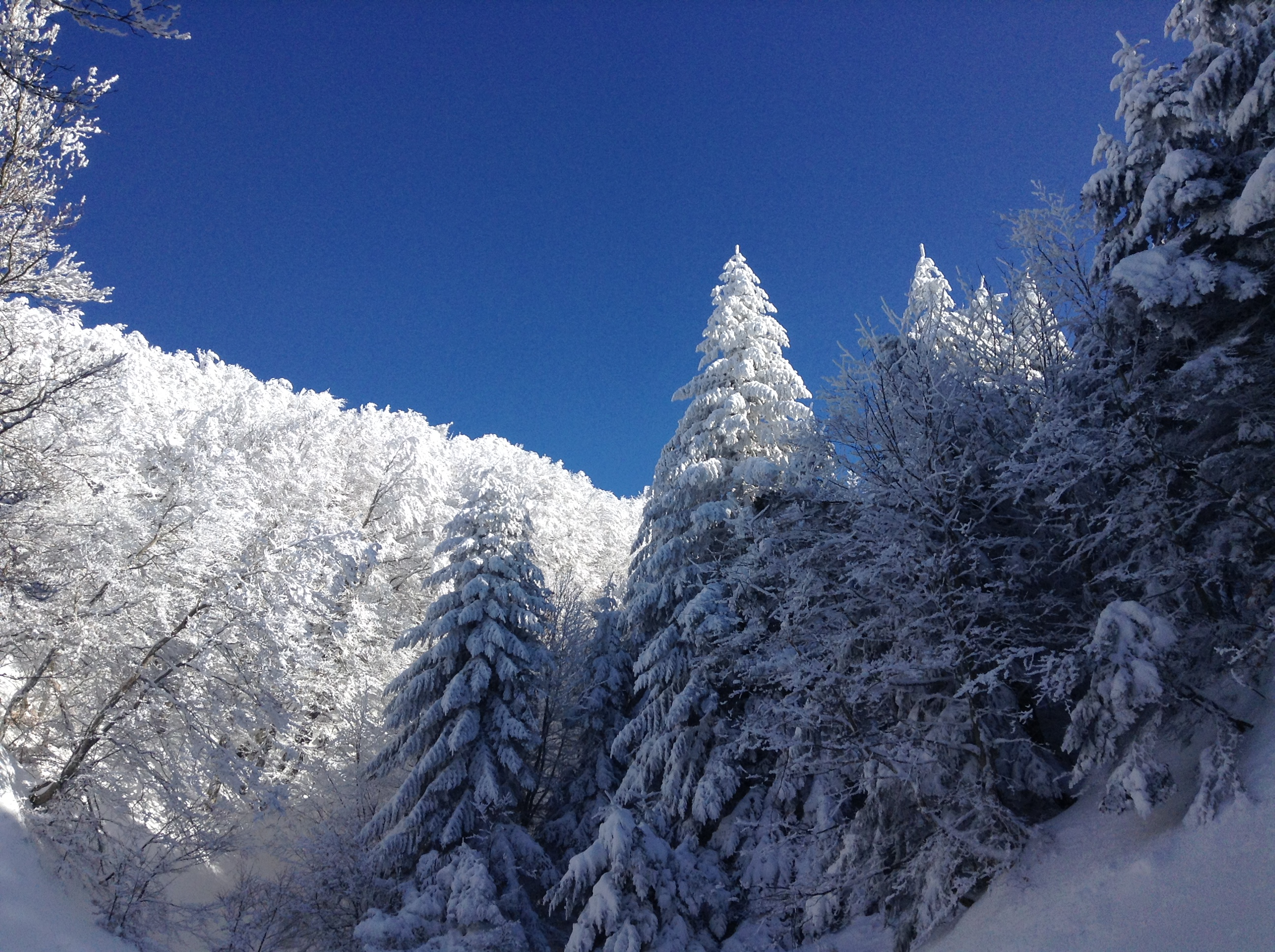
艾古阿勒峰普拉特佩罗滑雪场的雪景
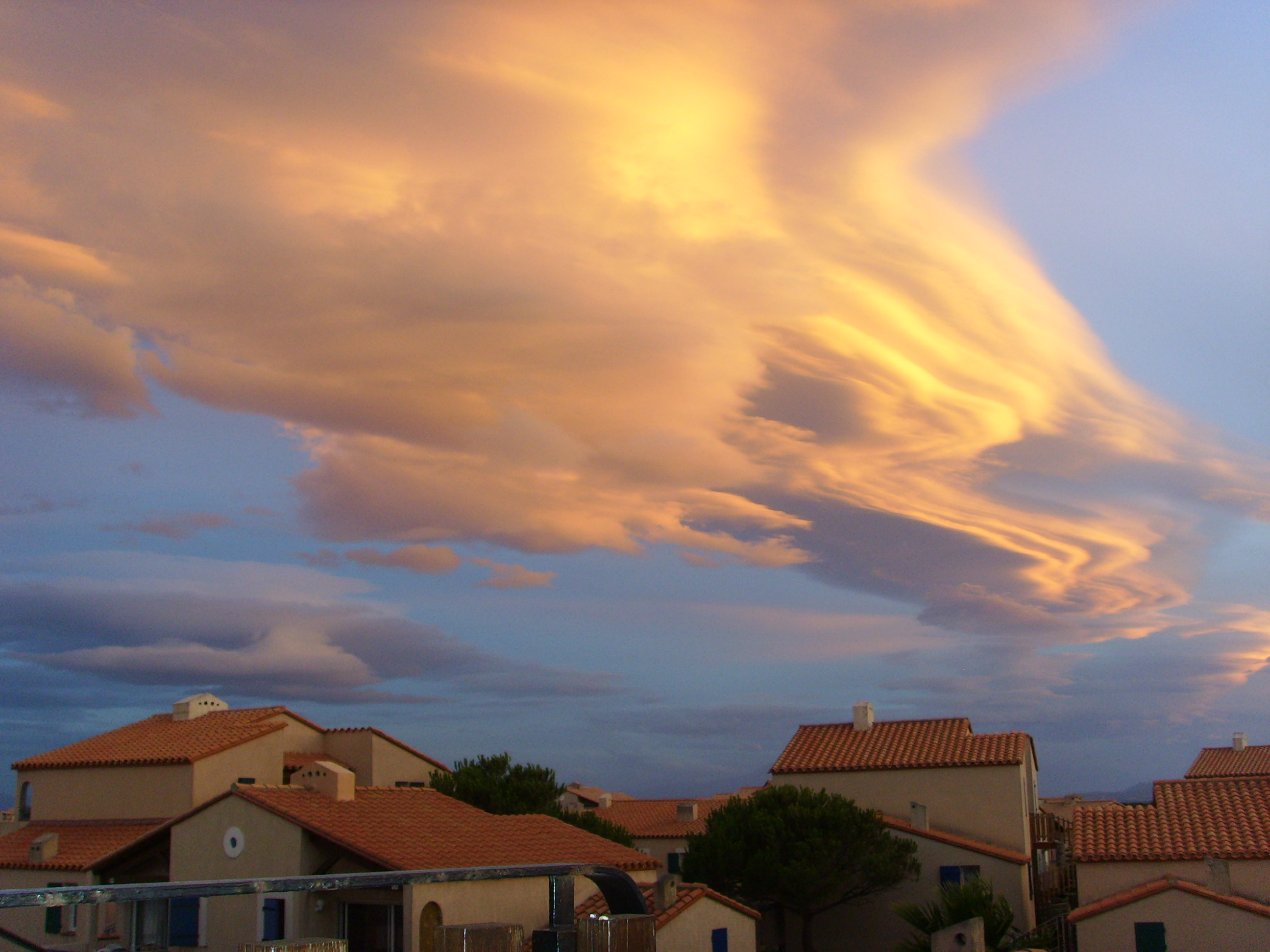
奥德省勒卡特港上空由特朗塔纳风引起的荚状云
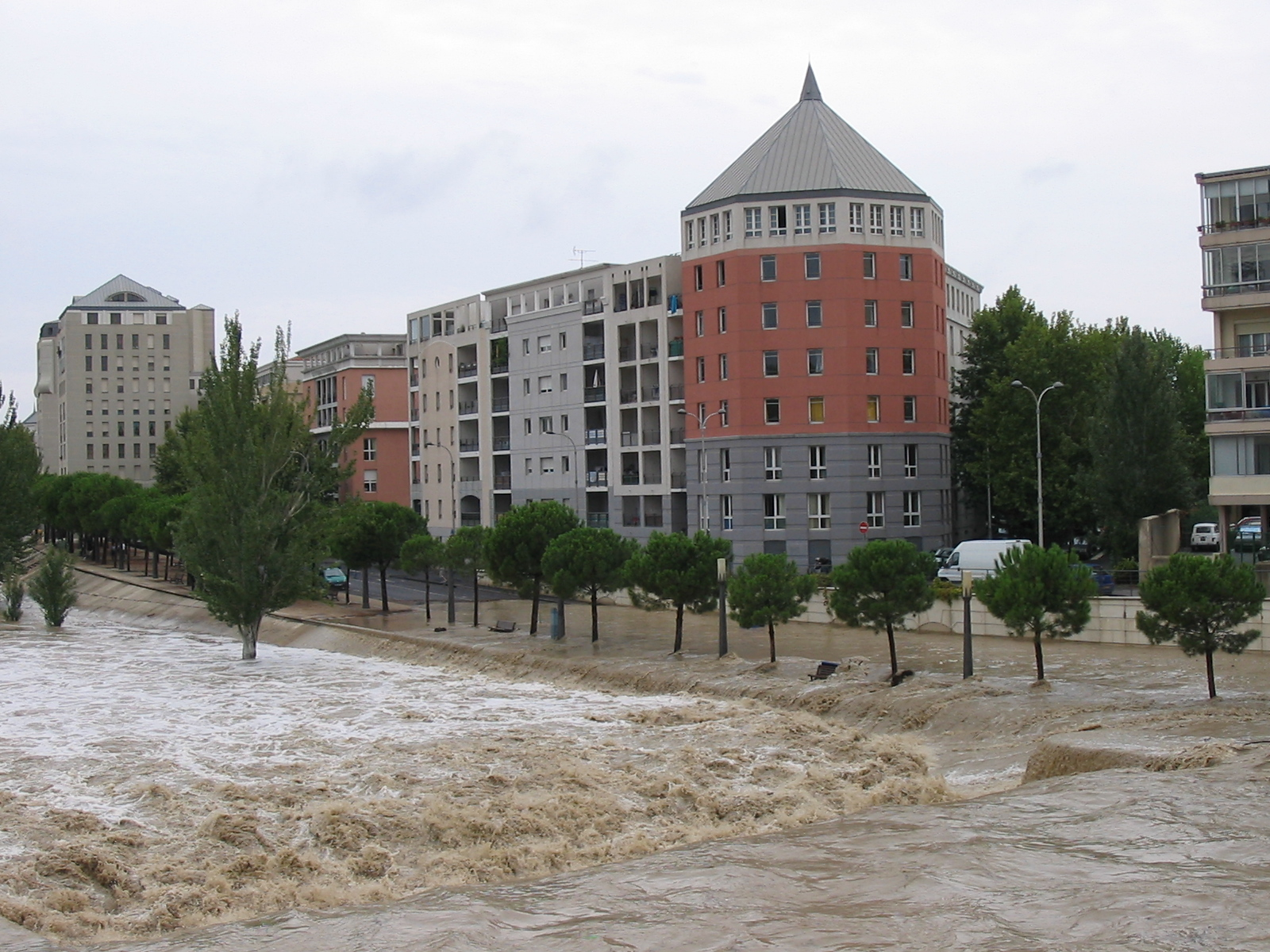
2005年9月6日蒙彼利埃莱兹河因塞文天气现象洪水泛滥
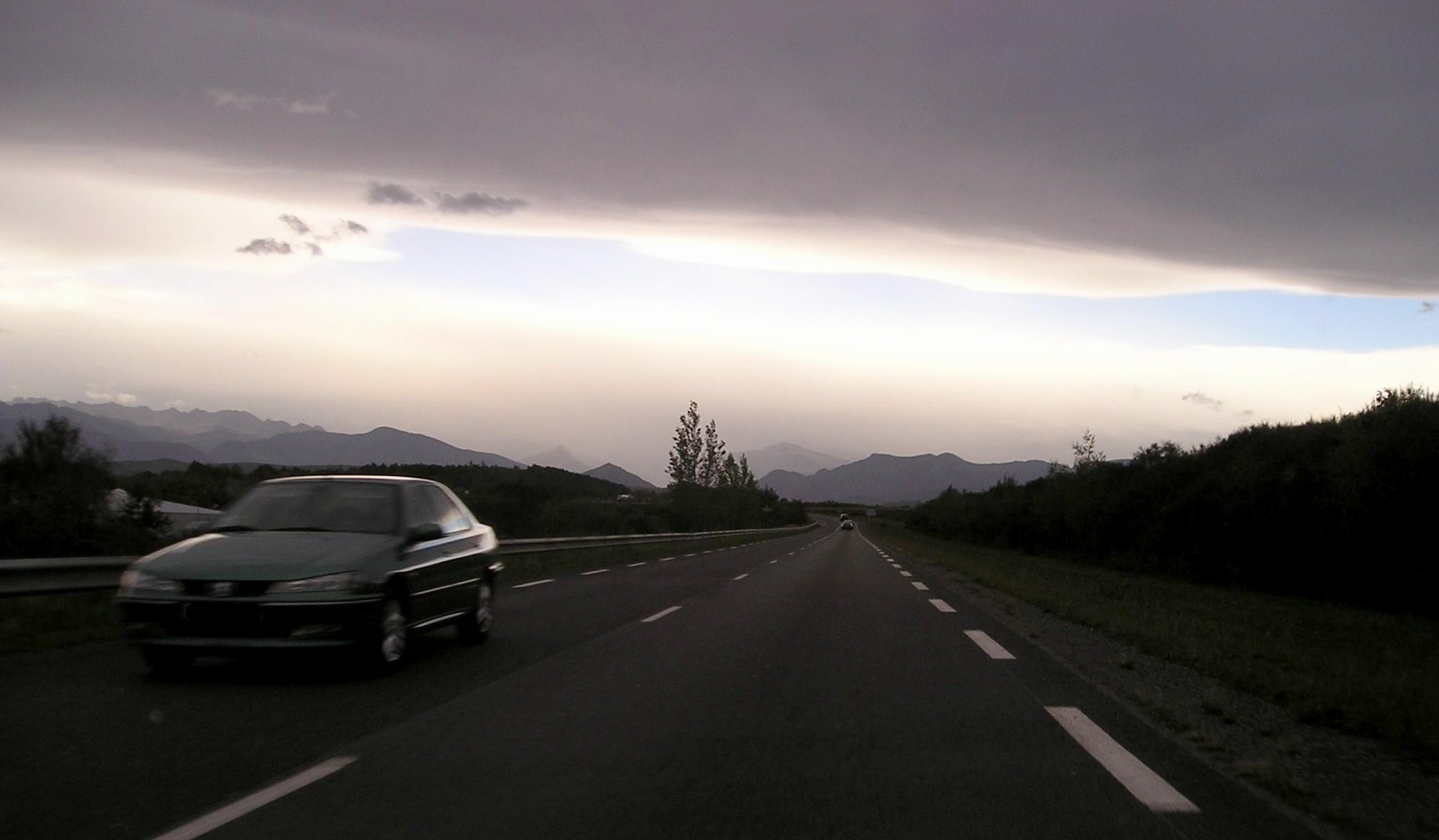
比利牛斯山脉的焚风效应，特征为蓝天带（焚风区）和下风处的“吹散”云，显示出强风
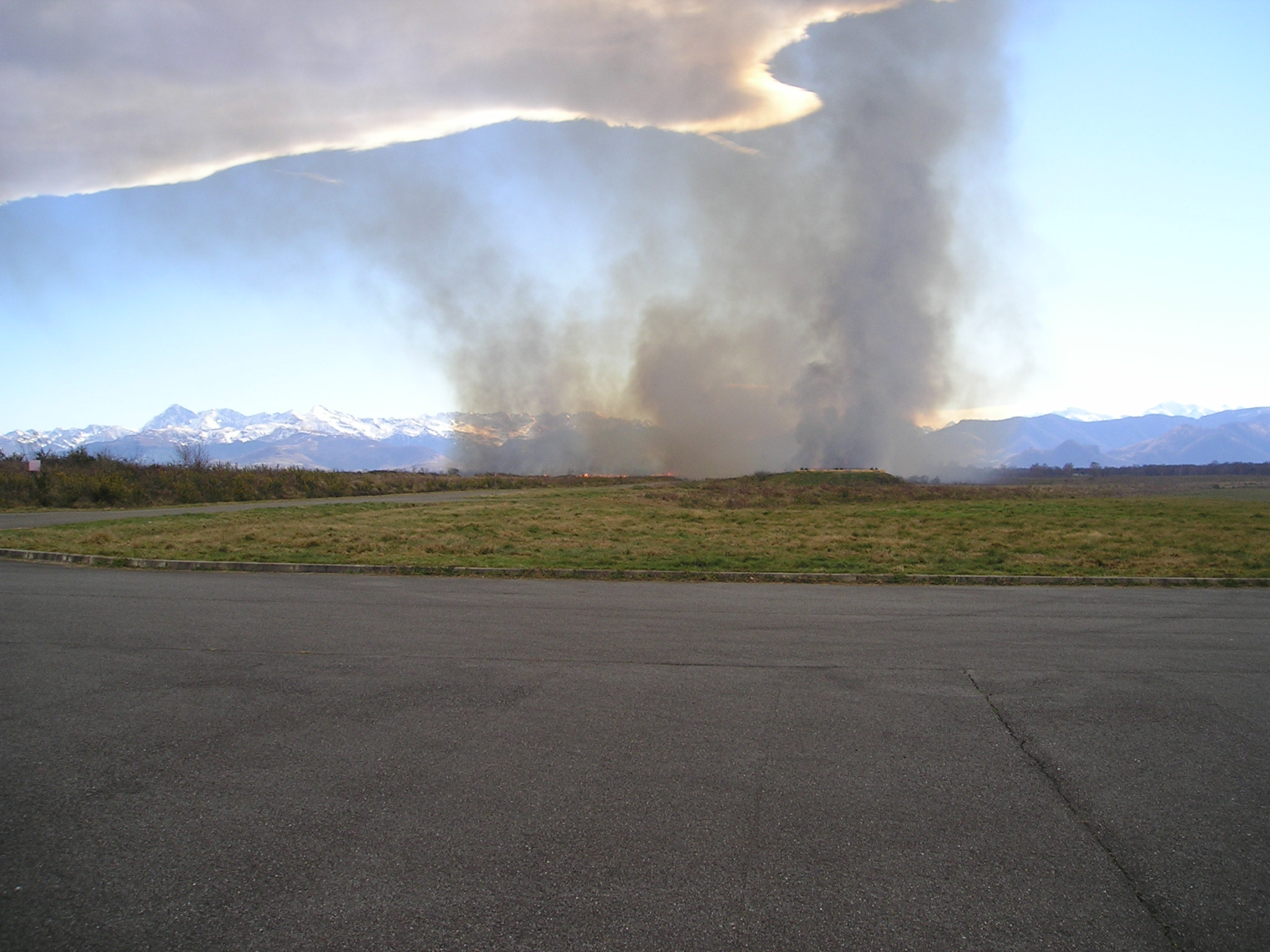
比利牛斯山区的焚风引起的火灾
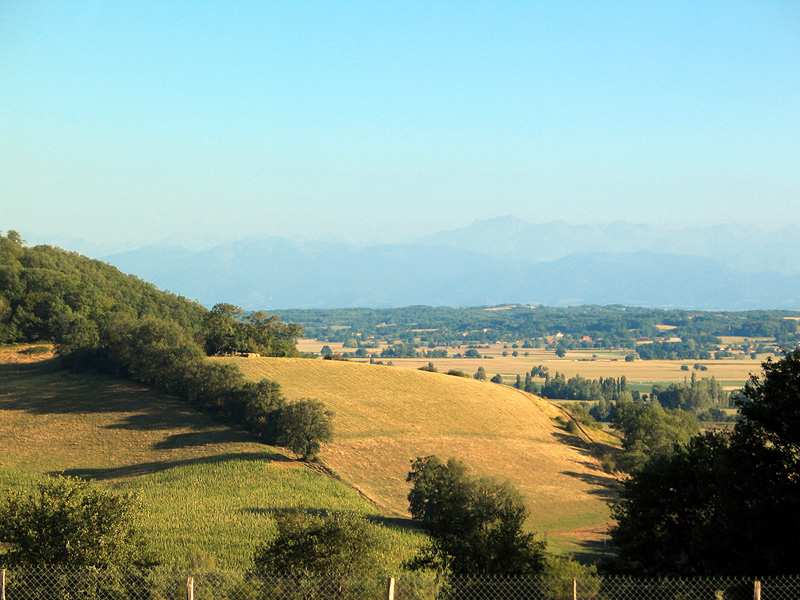
夏季的热尔省，背景为比利牛斯山脉

这些地方气候特点，加上丰富多样的地形、水域和土壤类型，为多样而丰富的动植物提供了理想的生长环境。

### 环境

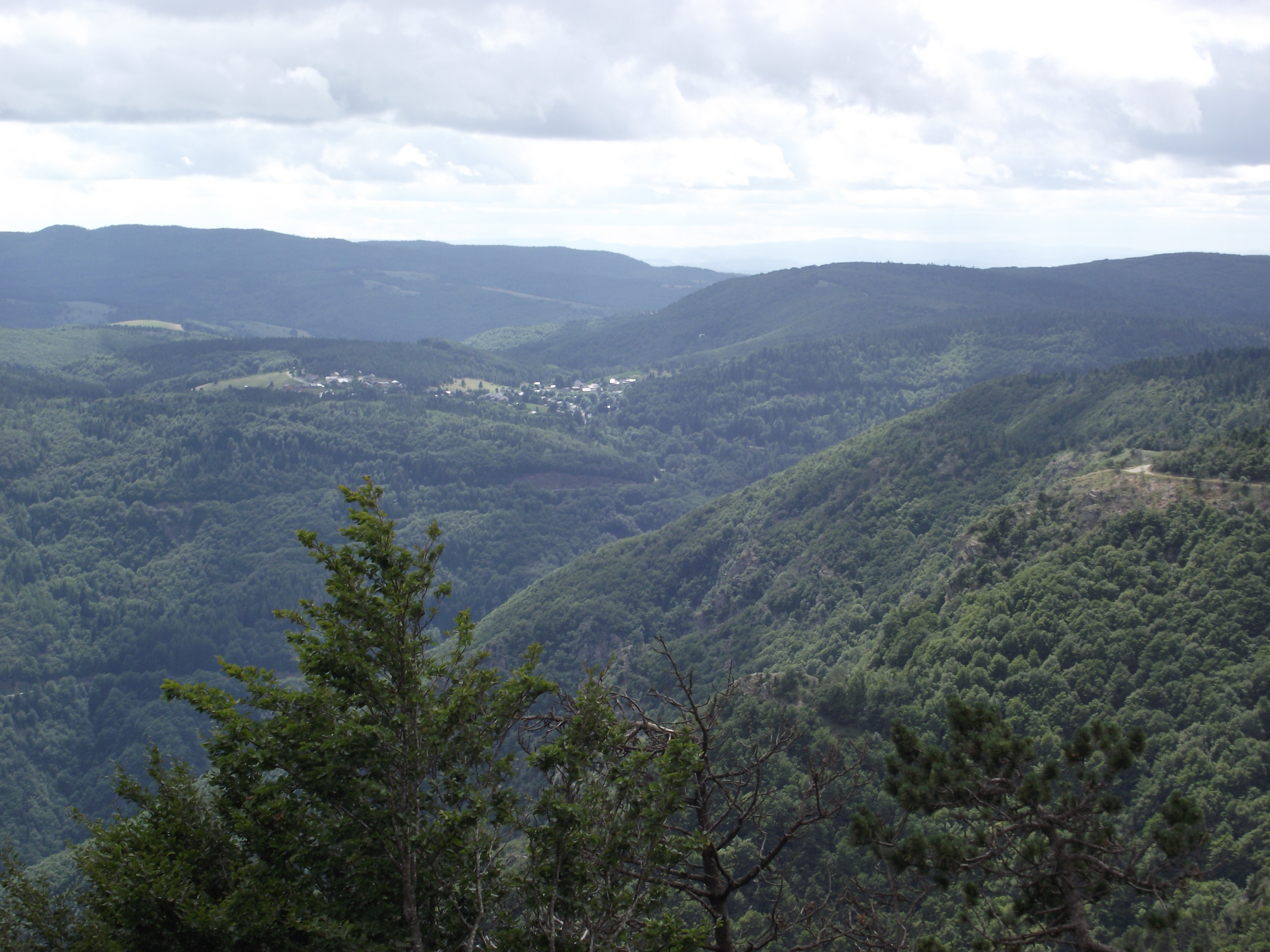
塞文山脉艾古阿尔山（mont Aigoual）山坡上的森林。

山区的低人口密度使得大面积的自然环境得以维持、保护和多样化。农业用地占区域总面积的48 %，森林占43 %，其他自然空间占2 %（由于在低密度人口带的农业衰退和公共政策的影响，森林面积有增加的趋势）。因此，奥克西塔尼居民平均拥有的自然和农业空间是法国本土平均水平的1.5 倍，自然生态区（ZNIEFF）覆盖了区域面积的52 %（法国本土的这一比例为24 %）。区域内有三个森林区域正在2018年由国家森林局（ONF）进行“杰出森林”的认证：位于加尔省和洛泽尔省之间的艾古阿尔山，东比利牛斯省的坎波雷尔（Camporells），以及阿列日省的瓦利耶山（mont Valier）。

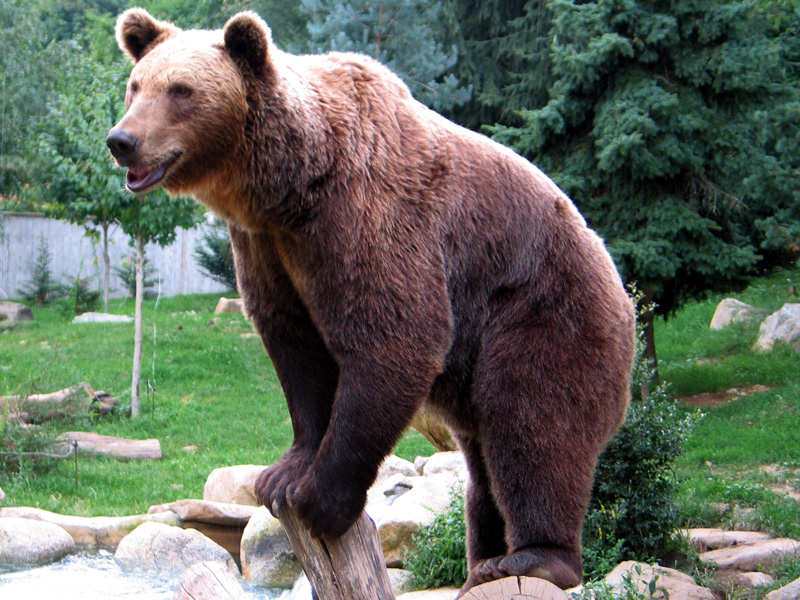
比利牛斯动物园中的棕熊（Ursus arctos arctos），位于上比利牛斯省。

这些自然区划作为特定生物群落的生物生境，受到了保护政策的关注。在物种数量方面，奥克西塔尼（尤其是前朗格多克-鲁西永地区）是法国生物多样性最丰富的三个地区之一，与普罗旺斯-阿尔卑斯-蓝色海岸和科西嘉并列。联合国教科文组织在法国认定的十四个生物圈保护区中，有四个位于奥克西塔尼地区：加尔省的卡马格，洛泽尔省和加尔省的塞文山脉国家公园，洛特省的多尔多涅流域，以及加尔省的加尔东峡谷。在地方性或亚地方性物种区域中，有比利牛斯山脉（例如比利牛斯河狸和比利牛斯蝾螈），塞文山脉，科斯高原和南部中央高原的黑山（主要是植物物种如阿韦龙蛇麻草、软体动物或昆虫），奥德省的克拉普山（massif de la Clape），科比耶尔山区的阿拉里克山（montagne d'Alaric）或阿尔贝尔山脉，以及沿海平原的河流（例如莱兹河鲈鱼、埃罗河鲈鱼和Septimanie的小鲵）或比利牛斯的山谷。多项国家行动计划旨在重新引入或恢复濒危或消失的物种，包括1996-1997年和2006年在上加龙省和上比利牛斯省实施的比利牛斯山脉棕熊重新引入计划。

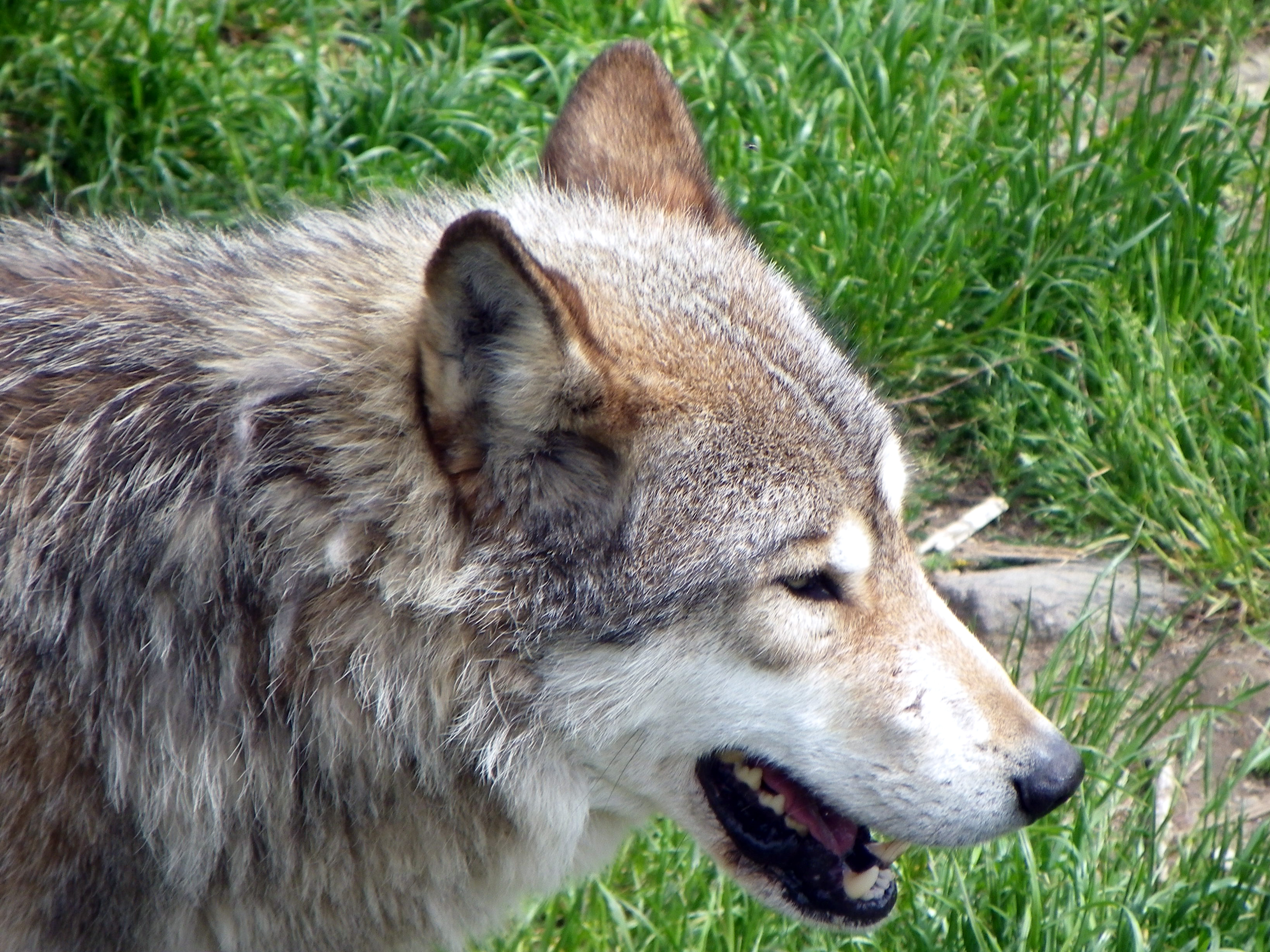
在洛泽尔省的热沃当狼园（Parc à loups du Gévaudan）中饲养的波兰灰狼（Canis lupus lupus）。

另一种在该地区有代表性的动物是灰狼（Canis lupus lupus），由于对依赖畜牧业为生的当地居民造成了严重冲突，导致其在1940年代逐渐被消灭并在法国灭绝。灰狼在1990年代重新出现在阿尔卑斯山脉，并在2000年代和2010年代重新出现在奥克西塔尼的山脉中。2016-2017年，该地区有七个灰狼常驻区（ZPP），其中四个位于南部中央高原（阿布拉克及阿韦龙省和洛泽尔省的大科斯和洛泽尔山，埃罗省的卡鲁克山（Caroux）-埃斯皮努兹山（Espinouse），以及洛泽尔省和阿尔代什省、上卢瓦尔省的塔纳格山（Tanargue）和加尔迪勒山（Moure de la Gardille））和比利牛斯东部的山峰（如卡尔利特峰、坎普卡尔多斯峰、皮格马尔峰和卡尼古山，以及东比利牛斯省和奥德省的拉泽斯地区（Razès））。

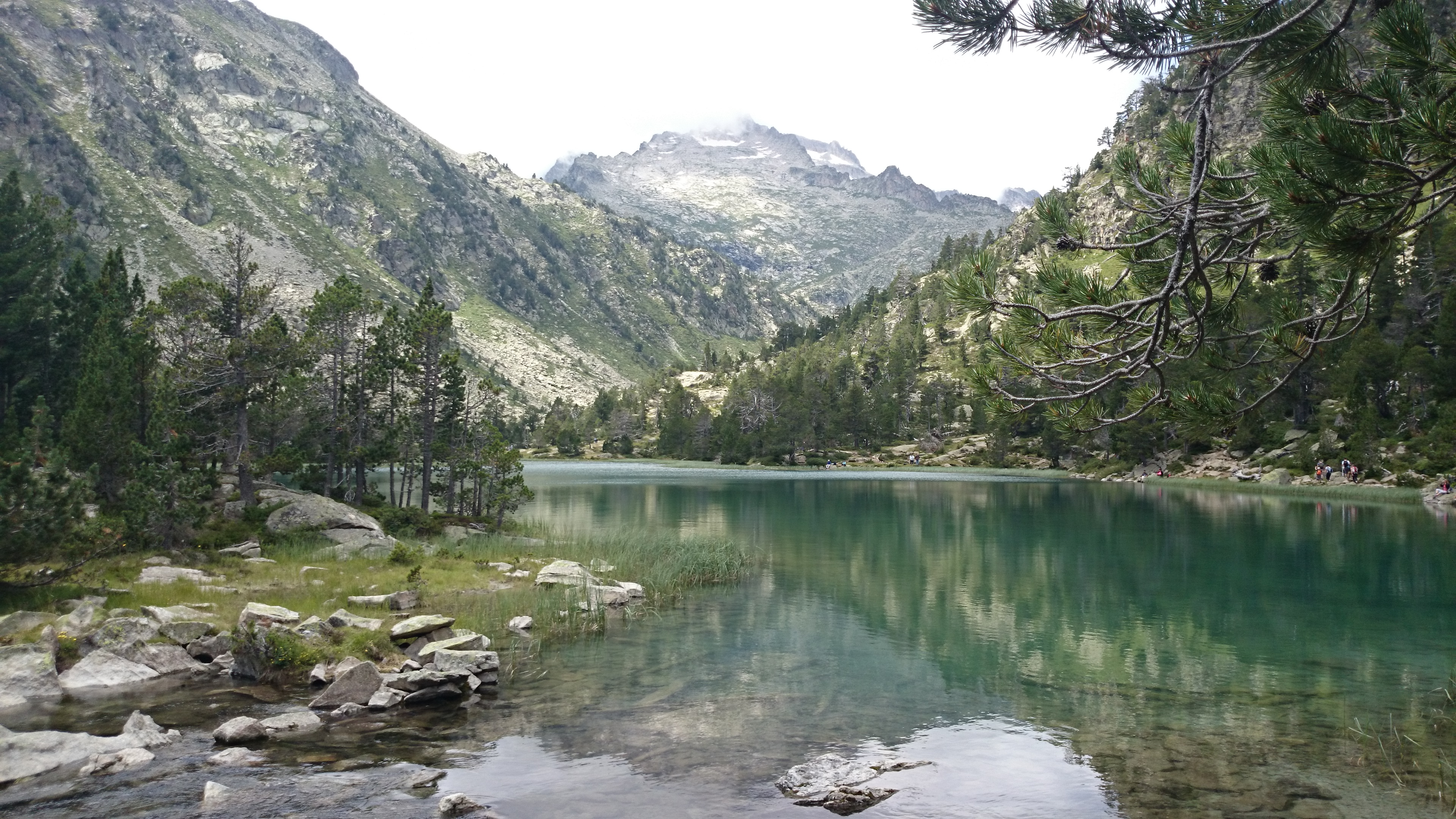
尼奥维耶尔国家自然保护区（Réserve naturelle nationale du Néouvielle）内的湖泊Les Laquettes，位于比利牛斯国家公园入口处。

该地区拥有多个保护区，包括比利牛斯国家公园（其中部分被列为世界遗产，位于比利牛斯山脉-佩尔迪多山地区），塞文国家公园和大科斯地区自然公园（均为世界遗产科斯和塞文山脉的一部分），上朗格多克地区自然公园，凯尔西科斯地区自然公园，地中海纳博讷地区自然公园，加泰罗尼亚比利牛斯地区自然公园，阿列日比利牛斯地区自然公园，阿布拉克地区自然公园，狮子湾海洋自然公园，以及五个被授予“法国大区”标签的景点：加尔桥、圣吉耶姆勒德泽尔特和埃罗峡谷、卡尼古山脉、小卡马格和纳瓦塞勒圆形大剧场。

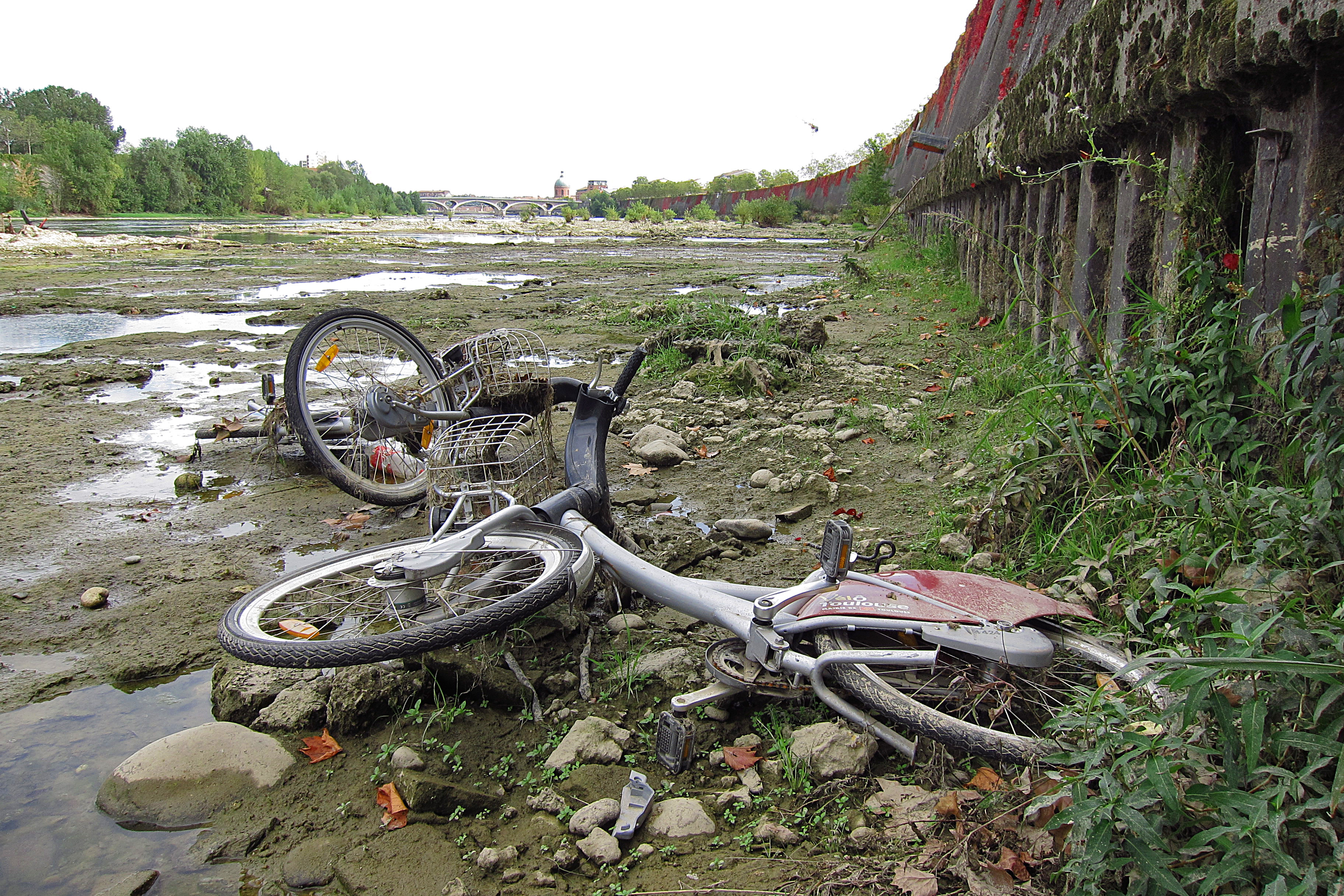
2012年图卢兹加龙河干涸河床中的垃圾。

相反，该地区最低海拔的沿海平原和图卢兹盆地历史上人口最密集和最城市化的地区，自1960年代以来吸引了几乎所有的地区人口和经济发展（包括两大城市的吸引力和地中海沿海的大众旅游）。结果，人口压力越来越大，导致农业用地或自然空间（河岸和池塘、沿海沙丘、灌木丛等）因城市扩张而被人为化，建筑物和交通干线分割了空间，土壤贫瘠以及农业投入品的污染，沿海沙丘侵蚀等问题。

### 人文地理
奥克西塔尼的人口地理分布特点是以图卢兹和蒙彼利埃为中心，地中海沿海平原人口稠密且城市化程度高，图卢兹的农业腹地以及属于“低密度对角线”的山区。
自中世纪以来，奥克西塔尼的城市框架基本确立。期间，由于基督教西方的城市发展（特别是地中海地区），补充了从古代继承而来的城市网络。
尽管城市结构自此以来变化不大，且整个现代时期和工业革命期间城市增长有限，但自20世纪末以来的经济和人口活力大大促进了城市化。这一过程伴随着都市化现象，图卢兹及沿海的主要轴线沿线的郊区或间隙空间越来越密集，形成了“几乎连续的城市带”。同样，这一增长虽然普遍惠及所有城市，但大大加剧了区域内主要都市（如图卢兹和蒙彼利埃）与其他城市间的差距。
该城市框架包括：西部以图卢兹为中心的单中心系统，由中等城市（如蒙托邦、阿尔比、卡斯特尔、帕米耶、欧什、卡尔卡松，甚至在大区外的阿让）围绕图卢兹大都会呈星状分布；东部沿地中海沿岸平原从东北的阿维尼翁到西南的佩皮尼昂，分布有大型城市（如蒙彼利埃，佩皮尼昂和尼姆）及较小的城市中心（如贝济耶、纳博讷、塞特）。此外，在前山区还分布有一些相对重要的聚居地（如加尔省的阿莱斯，阿韦龙省的大科斯山脚下的罗德兹，或比利牛斯山麓的塔布）
| 城市       | 2016年城市区域 (人口) | 2016年城市单位 (人口) |
| ---------- | --------------------- | --------------------- |
| 图卢兹     | 1,345,343             | 957,750               |
| 蒙彼利埃   | 607,896               | 434,933               |
| 佩皮尼昂   | 323,336               | 201,807               |
| 尼姆       | 268,087               | 185,295               |
| 贝济耶     | 173,258               | 91,455                |
| 塔布       | 115,886               | 75,506                |
| 阿莱斯     | 114,893               | 95,162                |
| 蒙托邦     | 111,499               | 78,754                |
| 阿尔比     | 99,293                | 74,426                |
| 卡尔卡松   | 99,041                | 48,456                |
| 纳博讷     | 93,576                | 53,594                |
| 塞特       | 90,970                | 90,970                |
| 罗德兹     | 86,745                | 50,498                |
| 卡斯特尔   | 67,698                | 56,352                |
| 圣西普里安 | 53,623                | 53,623                |
| 卢内尔     | 51,042                | 51,042                |

### 交通
该地区的交通网络布局与人口分布相对应，提供了多样化的交通方式。

#### 航空运输

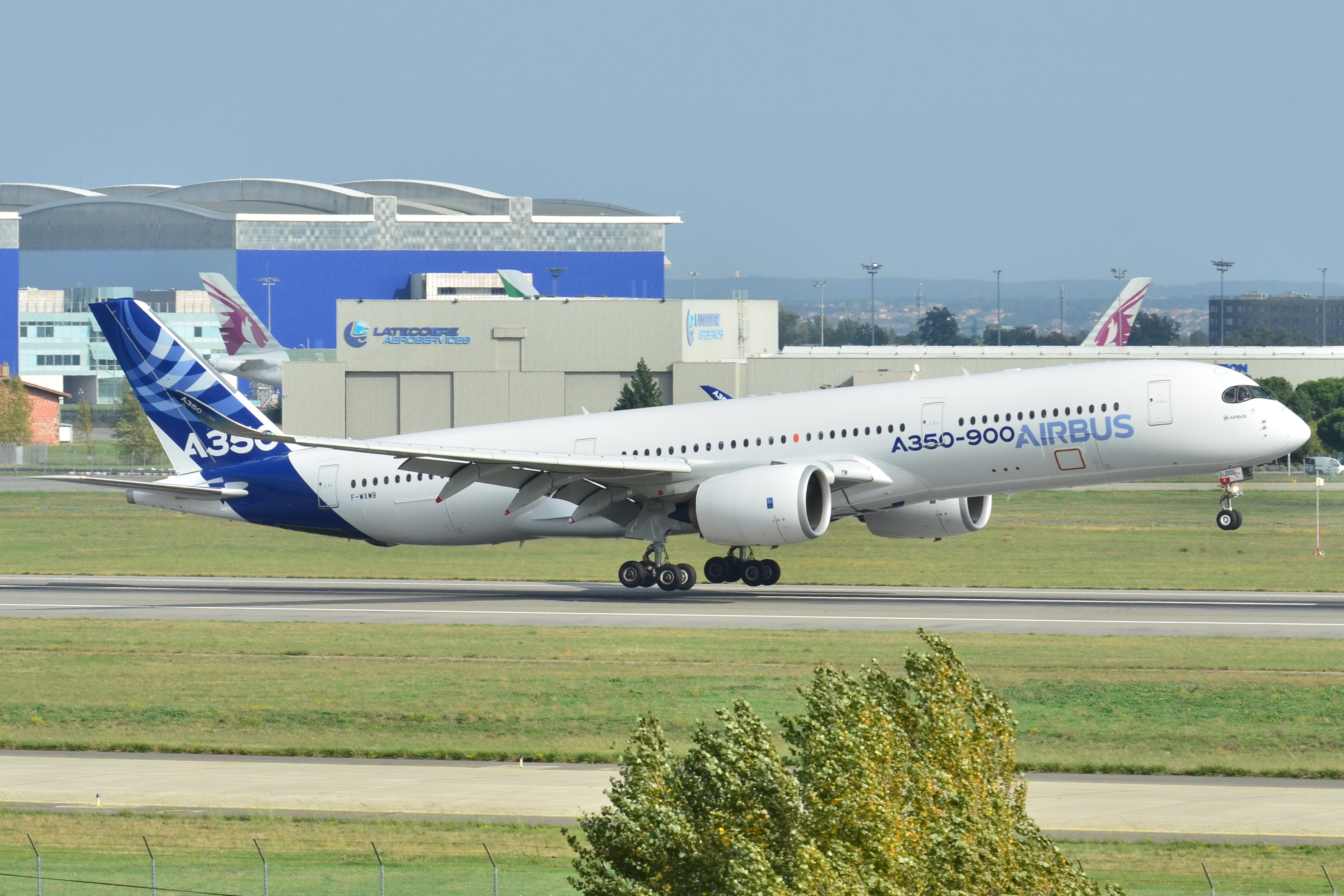
Airbus A350-900在图卢兹-布拉尼亚克机场降落。

该地区有10个机场，其中最重要的是图卢兹-布拉尼亚克机场（2017年旅客量为9,264,611人次）和蒙彼利埃地中海机场（2017年旅客量为1,849,410人次），它们有许多飞往欧洲和马格里布的国际航线。该地区还有许多小容量机场，如尼姆-加尔恩机场、佩皮尼昂-里沃萨尔特机场、卡尔卡松-萨尔瓦扎机场和贝济耶-阿格德角机场，主要有许多飞往英国的日常航班。塔布-卢尔德-比利牛斯机场则接待前往卢尔德的国际宗教旅游包机。最后，该地区还有一些重要的区域机场，如布里夫-苏亚克机场、卡斯特尔-马扎梅机场和罗德兹-阿韦龙机场。

#### 公路运输

以图卢兹为中心的高速公路网络

该地区被以下高速公路贯穿：A9, A20, A54, A61, A62, A64, A66, A68, A75, A620, A621, A623, A624, A645, A680, A709 和 A750。
四条欧洲高速公路A级路线通过该地区：E9（连接奥尔良和巴塞罗那，经过该地区的A20, A62, A61, A66 和 N20），E11（连接维耶尔宗和贝济耶，在该地区通过A75，E15（一条从苏格兰的因弗内斯到安达卢西亚的阿尔赫西拉斯的南北走向参考公路，经过伦敦、巴黎、里昂和巴塞罗那，在该地区完全对应于A9），E72（连接波尔多和图卢兹，经过A62，E80（一条从里斯本到土耳其和伊朗边境的东西向参考公路，经过维多利亚-加斯泰斯、图卢兹、蒙彼利埃、尼斯、罗马、杜布罗夫尼克、索非亚和伊斯坦布尔，在奥克西塔尼地区经过A64, A620, A61, A9 和 A54）。
公路网络的组织分为两部分。首先，在该地区的西部，它围绕图卢兹呈放射状分布，最重要的路线是连接波尔多和纳博讷的“两海高速公路”（“Autoroute des Deux Mers”），经过该地区的A62 和A61，这两条公路的交汇处构成了图卢兹东部环城公路的一部分。其他重要道路从这条“两海高速公路”或A620（旧称“西环路”，现为图卢兹环城公路的西段和南段）辐射出去，包括通往西南部塔布、波城和巴约讷的A64 “比利牛斯”，以及通往西班牙的A645 “瓦尔德阿兰支线”，通往南部帕米耶和富瓦的A66 “阿列日”和N20，通往东北部阿尔比和罗德兹的A68 “帕斯特尔”（双线并行的A680正在延伸到卡斯特尔），通往北部卡奥尔的A20 “奥克西塔尼”，通往西北部布拉尼亚克机场的A621 “阿里阿德之线”，通往西部欧什的A624和N124。由于这些辐射状高速公路的汇集以及图卢兹都市区的通勤流动性，图卢兹环城公路成为奥克西塔尼最繁忙的公路路线，2016年全线平均每日车流量超过93000辆，其中西南段最高达130000辆甚至140000辆，西北和东北段超过120000辆。

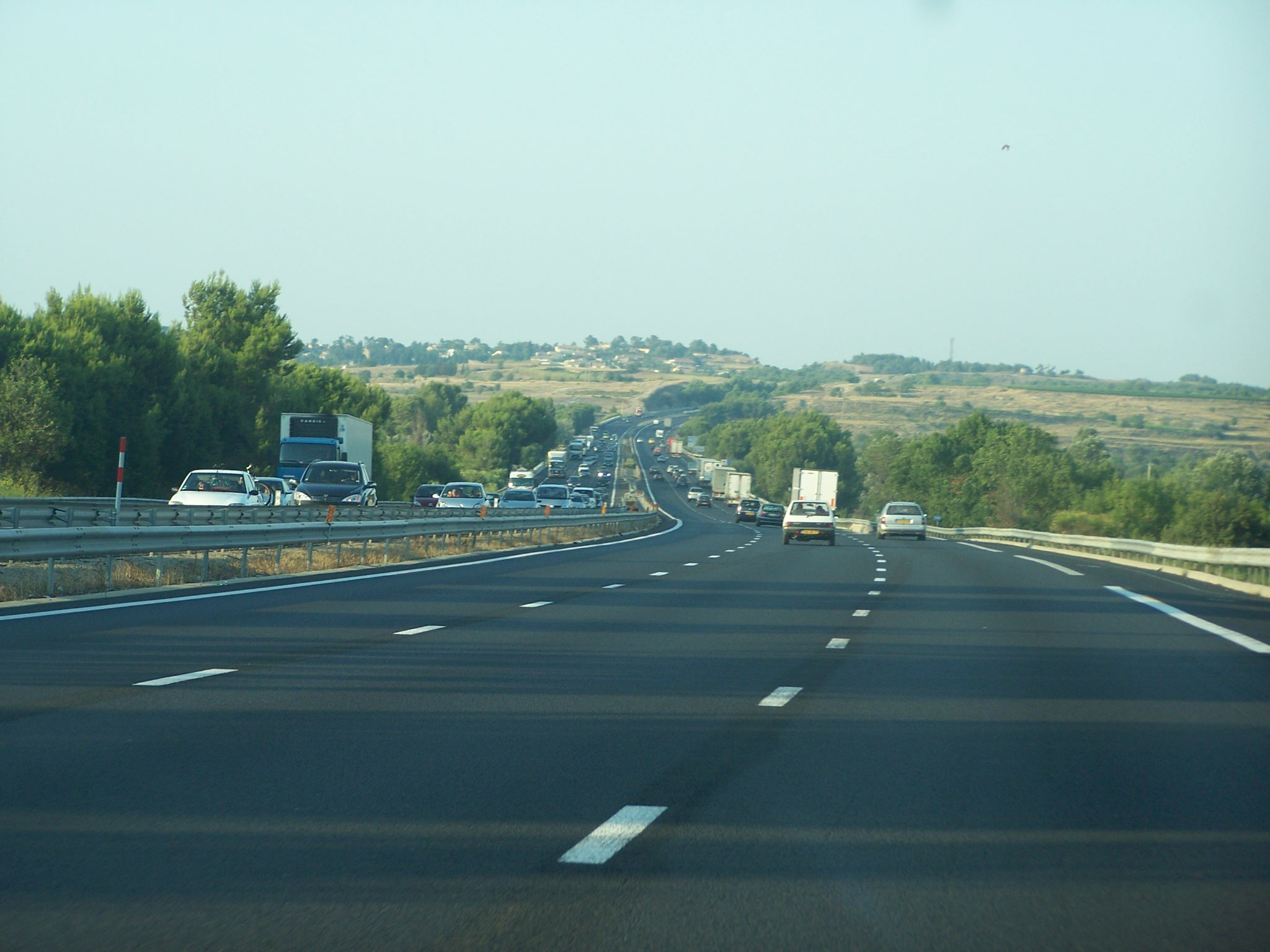
A9高速公路在奥德省

相反，沿着地中海沿岸平原的公路网络更加线性，基于A9 “朗格多克-加泰罗尼亚”（由A709覆盖蒙彼利埃都市区并延伸至尼姆、阿尔勒和萨隆-德普罗旺斯的A54）和几乎沿古多米提亚大道路线的主要铁路。由于它服务于几个重要的城市群（尼姆、佩皮尼昂和特别是蒙彼利埃，以及区域边界外的阿维尼翁）和一个夏季非常受欢迎的旅游海岸（包括拉辛任务的海滨度假胜地），同时作为连接多个欧洲乃至世界大都会的欧洲轴线（巴黎、里昂、马赛、巴塞罗那）并产生大量商业流量，使得A9成为法国最繁忙（也是最拥堵）的高速公路之一 · 。2016年，除了环城公路外，该地区最繁忙的道路仍然是A9，特别是在蒙彼利埃和尼姆之间（所有固定站的平均每日车流量约为90000辆，高峰时在蒙彼利埃东部达到119500辆）。虽然该路线在蒙彼利埃和法西边界（在珀蒂斯的平均每日车流量为32600辆）之间的车流量逐渐减少，但主要是私家车减少，而重型车辆的数量仍然非常多（占总交通量的20%到30%之间）。
最后，一条连接地中海沿岸与中央高原的穿越路线在1989年至
2014年间逐步建设完成：从贝济耶到洛泽尔省西部，再到北部克莱蒙费朗的A75 “子午线”，以米约高架桥（唯一的收费部分）为标志，通过A750 “埃罗公路”连接蒙彼利埃。
通过阿拉尼奥隧道-比尔萨隧道以及阿雷斯山口和珀蒂斯山口等山口可以跨越法西边界。

#### 铁路运输
该网络的组织结构与公路网络类似。在原南部-比利牛斯大区，它以图卢兹马塔比欧站为中心呈放射状分布，主要轴线为大西洋和地中海之间的横向线路：波尔多—塞特铁路。而在原朗格多克-鲁西永大区，它则更为线性，以服务于沿海平原主要城市的轴线为骨干，这些线路依次为塔拉斯孔—塞特铁路、波尔多-塞特站铁路的终端段（位于塞特到纳博讷之间）以及纳博讷—波尔沃铁路直到边界。这些主要线路连接了国家和国际网络，不仅由区域快铁（TER）使用，还有城际列车、夜间城际列车、TGV和西班牙高速列车（AVE），以及货运列车。

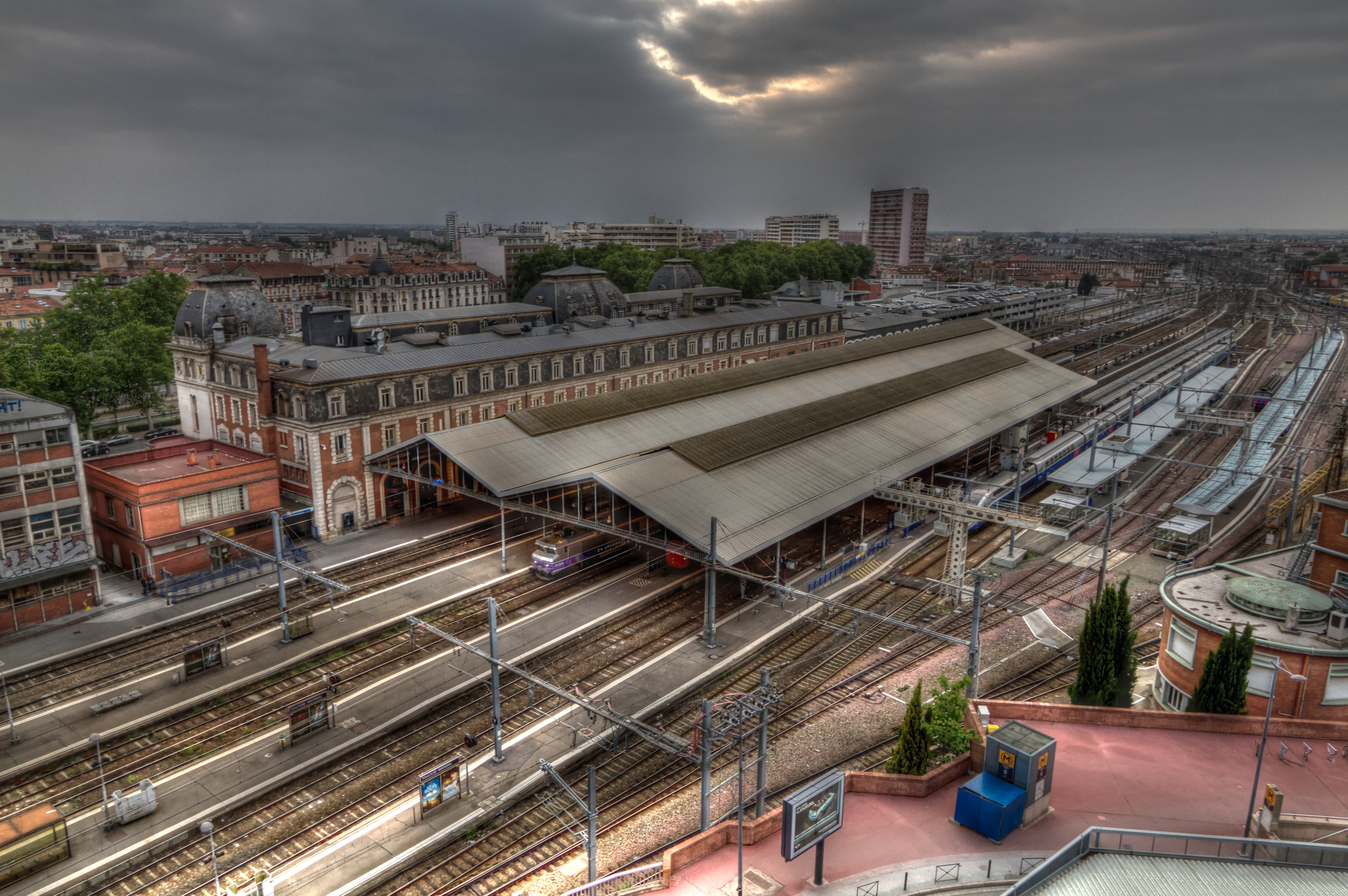
图卢兹-马塔比奥站是该地区最重要的客运站，2015年在法国排名第48，在省级排名第七。

该地区最重要的车站都位于上述两条主轴线上，分别是图卢兹马塔比欧站，2015年约有1千万旅客；蒙彼利埃圣罗克站，800万旅客；尼姆站，380万旅客；佩皮尼昂站，160万旅客；纳博讷站，140万旅客；贝济耶站，130万旅客；蒙托邦波旁城站，110万旅客；塞特站，100万旅客；以及卡尔卡松站，80万旅客。

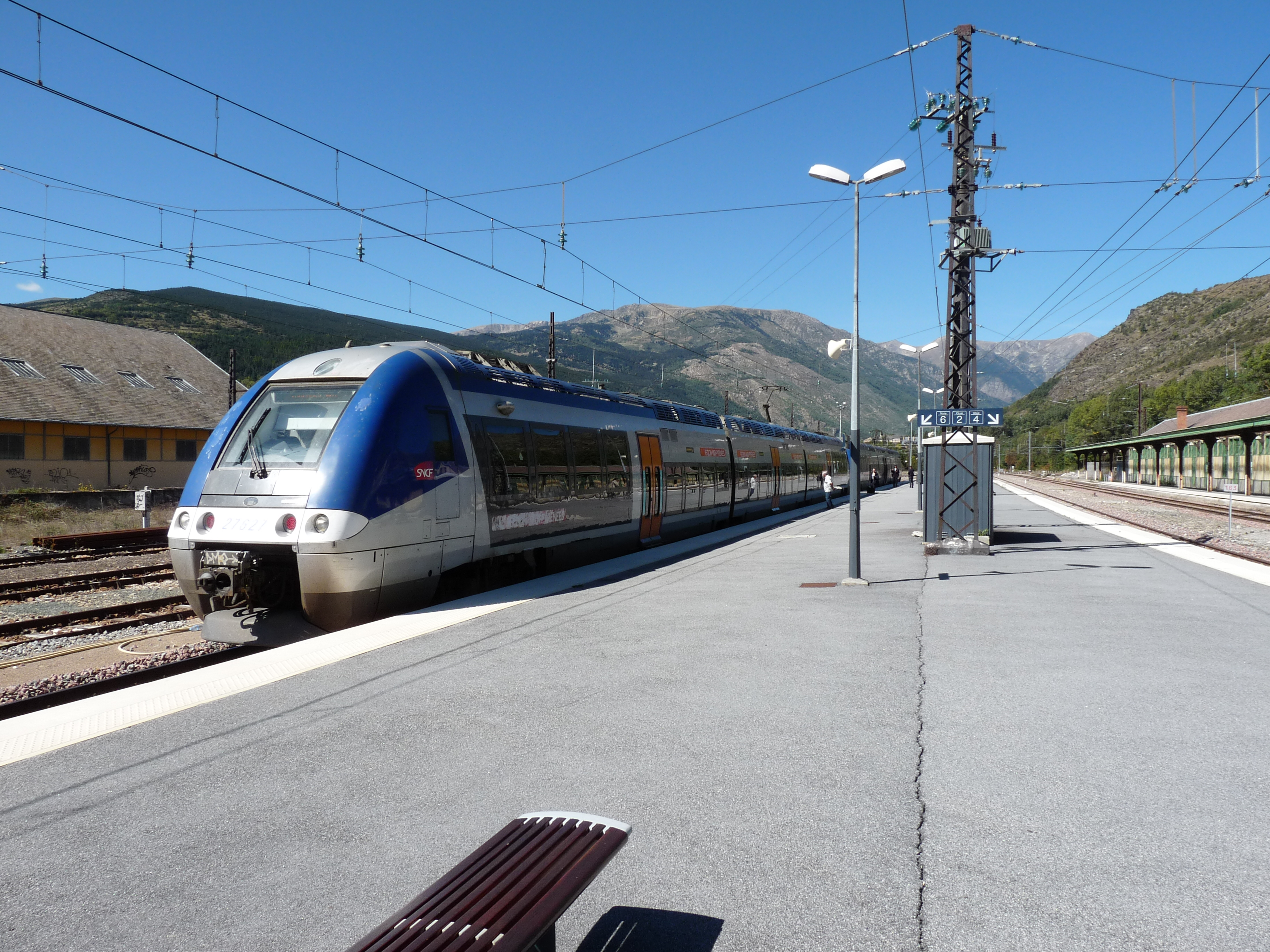
位于比利牛斯山脉附近的拉图尔-德卡罗尔-恩韦伊特站，2015年

小线路几乎完全由区域快铁（TER）服务，连接这些车站与乡村腹地及中央高原和比利牛斯山脉的山区，例如：从图卢兹出发的图卢兹—欧什铁路（从图卢兹-圣阿涅站向西通往欧什站），图卢兹—巴约讷铁路（从图卢兹马塔比欧站向西南通往塔布站、卢尔德站，然后是波城站，最终到达巴约讷站），波尔泰圣西蒙—普伊格塞尔达铁路（从图卢兹郊区的波尔泰-圣西蒙站向南通往帕米耶站、富瓦站，最终到达拉图尔德卡罗勒站，该线路与被称为“黄车”的塞尔达涅线连接，该线路通往自由城-韦尔内莱班站，并继续延伸至佩皮尼昂站），以及布里夫拉盖亚尔德—图卢兹铁路（从图卢兹马塔比欧站向东北方向，经过圣叙尔皮斯站，该站有支线通往卡斯特尔站和马扎梅站，以及加亚克站，再通过菲雅克站，这两站均可通过支线连接阿尔比城站、阿尔比马德莱娜站和罗德兹站）；从蒙托邦波旁城站出发的莱索布赖—蒙托邦铁路（从巴黎奥斯特里茨站向东北方向，经过卡奥尔站）；从卡尔卡松站出发的卡尔卡松到里夫萨尔特的铁路（向南行进的单线铁路，目前仅有TER奥克西塔尼服务到基扬站，经过利穆站，一些上游段和通往里夫萨尔特站的部分仍可用于矿物运输或卡塔尔和费努伊德铁路，一条观光铁路）；从贝济耶站出发的贝济耶—讷萨格铁路（向北行进，服务于贝达里厄站、米约站、塞韦拉克-勒沙托站和洛泽尔省西部的马尔沃若勒站和圣舍利达普谢尔站，然后继续到讷萨格站）；从尼姆站出发的圣日耳曼代福塞—尼姆铁路（列车“塞文号”在此线路上运行，从尼姆站向西北行进，服务于阿莱斯站、塞文山脉的热诺拉克站、洛泽尔省东部的拉巴斯蒂德-圣洛朗莱班站和朗戈涅站，最终到达克莱蒙费朗站）和圣塞泽尔到格罗-迪鲁瓦线（从圣塞泽尔站的单线铁路向西南延伸，服务于小卡马尔格到海边的艾格莫尔特站和格罗迪鲁瓦站，夏季客流量很大）。

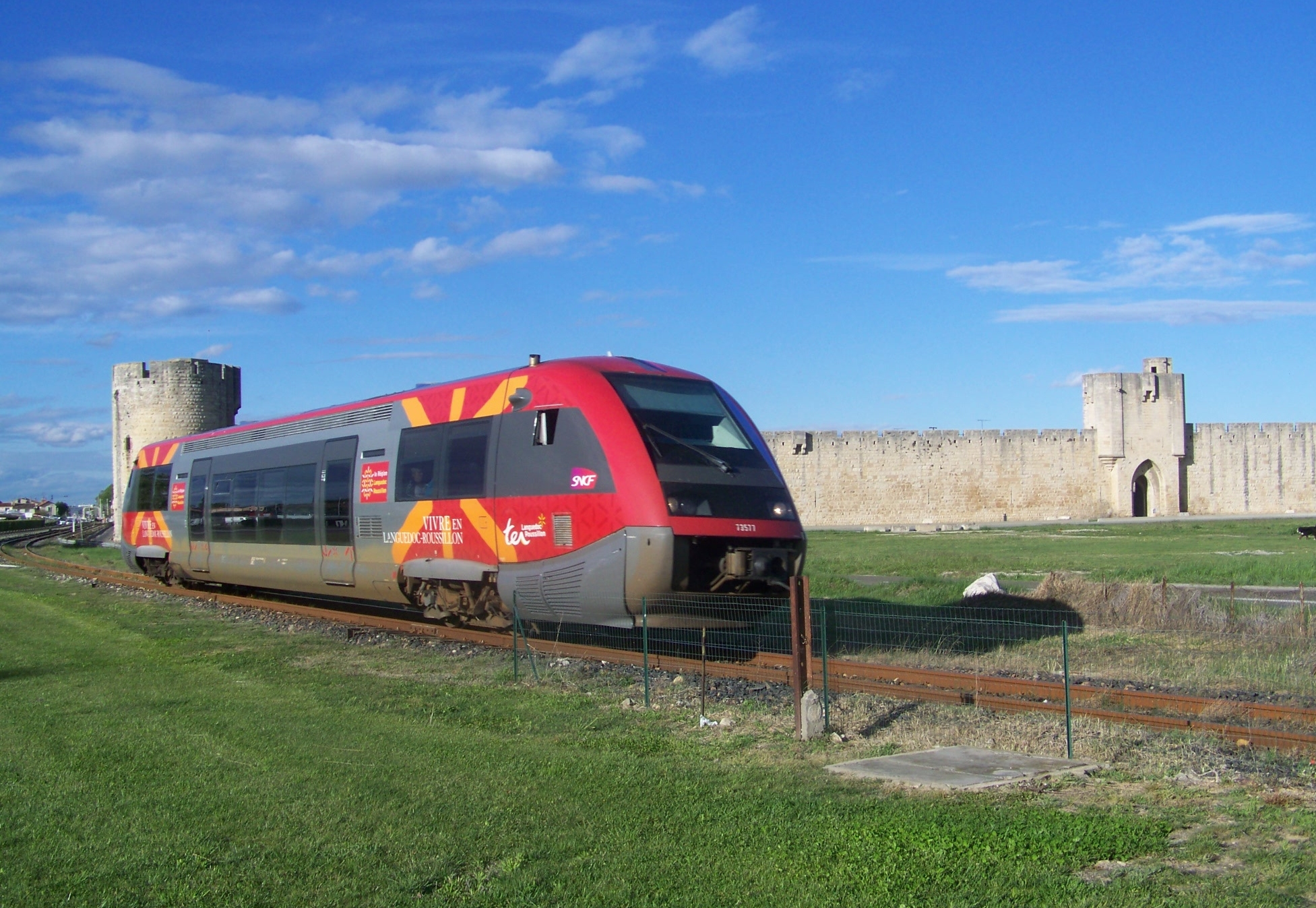
在艾格莫尔特城墙前运行的TER奥克西塔尼，2012年

奥克西塔尼地区管理TER奥克西塔尼网络，该网络继承自原南部-比利牛斯大区和朗格多克-鲁西永大区的两张区域快铁（TER）网络：2010年，TER南部-比利牛斯每天全周有356次列车运行和80次公交运行，同年TER朗格多克-鲁西永每天全周有236次列车运行和53次公交运行。2016年，该网络的客流量为2100万人次，运行543列火车和20条铁路线、43条公交线路，覆盖2514公里铁路网络和274个车站及停靠点。日均客流量约为56000人次，相当于每位居民每年3.66次出行。
2016年，奥克西塔尼地区的铁路运输年预算为4.84亿欧元。从区域快铁（TER）区域化至2016年，奥克西塔尼或其前身两大区共投资约20亿欧元用于铁路运输。2002年至2016年间，该地区资助了153列新列车，建设了65个交换枢纽，翻新了130个地区车站以及600公里的地区铁路线。从2002年的每年1310万人次到2014年的每年2080万人次，客运量增长了60%。2018年9月，TER网络与公交、校车和区域需求交通网络合并，形成了奥克西塔尼州际线路（LiO）。

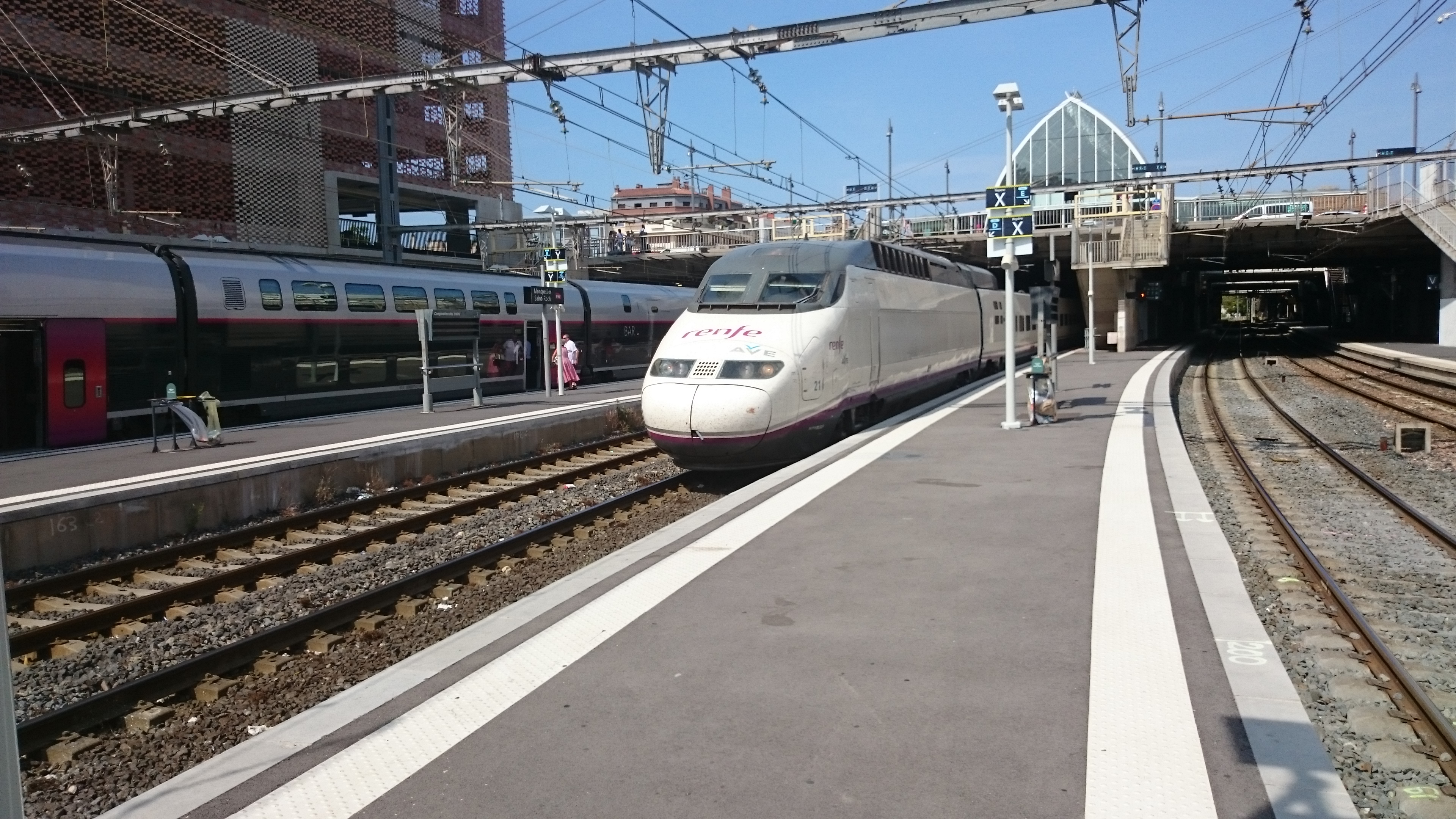
2015年，蒙彼利埃-圣罗克站的TGV Duplex和Renfe-SNCF合作的Renfe系列S-100

该地区有三条高速铁路（LGV）穿过沿海平原，成为从巴黎到马德里的欧洲放射状轴线的一部分：地中海高速铁路（于2001年投入使用，连接瓦朗斯TGV站到尼姆站和未来的尼姆-曼迪尔-雷德桑TGV站，通过罗讷-阿尔卑斯高速铁路和东南高速铁路，从巴黎里昂车站到里昂帕尔迪厄站，或从马赛圣夏尔站），尼姆—蒙彼利埃繞道（2017年开始用于货运，2018年起用于客运，延伸至新的蒙彼利埃南法站）和佩皮尼昂—菲格拉斯高速铁路（从2010年至2013年逐步开通，连接佩皮尼昂站到西班牙的菲格拉斯-维拉法特站，再延伸至赫罗纳站、巴塞隆納聖徒車站及未来的巴塞罗那萨格拉站、萨拉戈萨-德利西亚斯站和最终的马德里阿托查车站，通过西班牙的馬德里—巴塞隆拿高速鐵路）。多条线路正在规划或建设中：蒙彼利埃-佩皮尼昂新线（预计将实现从巴黎或马赛到马德里的全程高速连接，目前TGV在经典线路上以较低速度运行，服务于贝济耶站和纳博讷站）以及波尔多-图卢兹高速线（大西南铁路项目（GPSO）的一部分，这条线路将连接图卢兹马塔比欧站到巴黎蒙帕纳斯站，经过蒙托邦波旁城站并在波尔多圣让站与南部-大西洋欧洲高速铁路连接，目前TGV在经典的波尔多—塞特铁路上以较低速度运行）。此外还考虑过一条图卢兹-纳博讷新线（但原定于2012年开始的公众讨论从未进行），这将完成大西洋与地中海之间的横向连接，同时连接图卢兹到巴塞罗那、马赛、里昂和巴黎里昂车站的高速服务。通往西班牙的国际LGV线路由Renfe-SNCF合作运营，使用法国的TGV或西班牙的AVE列车，从巴黎或马赛到蒙彼利埃，再从佩皮尼昂到马德里高速行驶，从图卢兹或蒙彼利埃到佩皮尼昂以较低速度行驶，途经纳博讷。

#### 水路运输

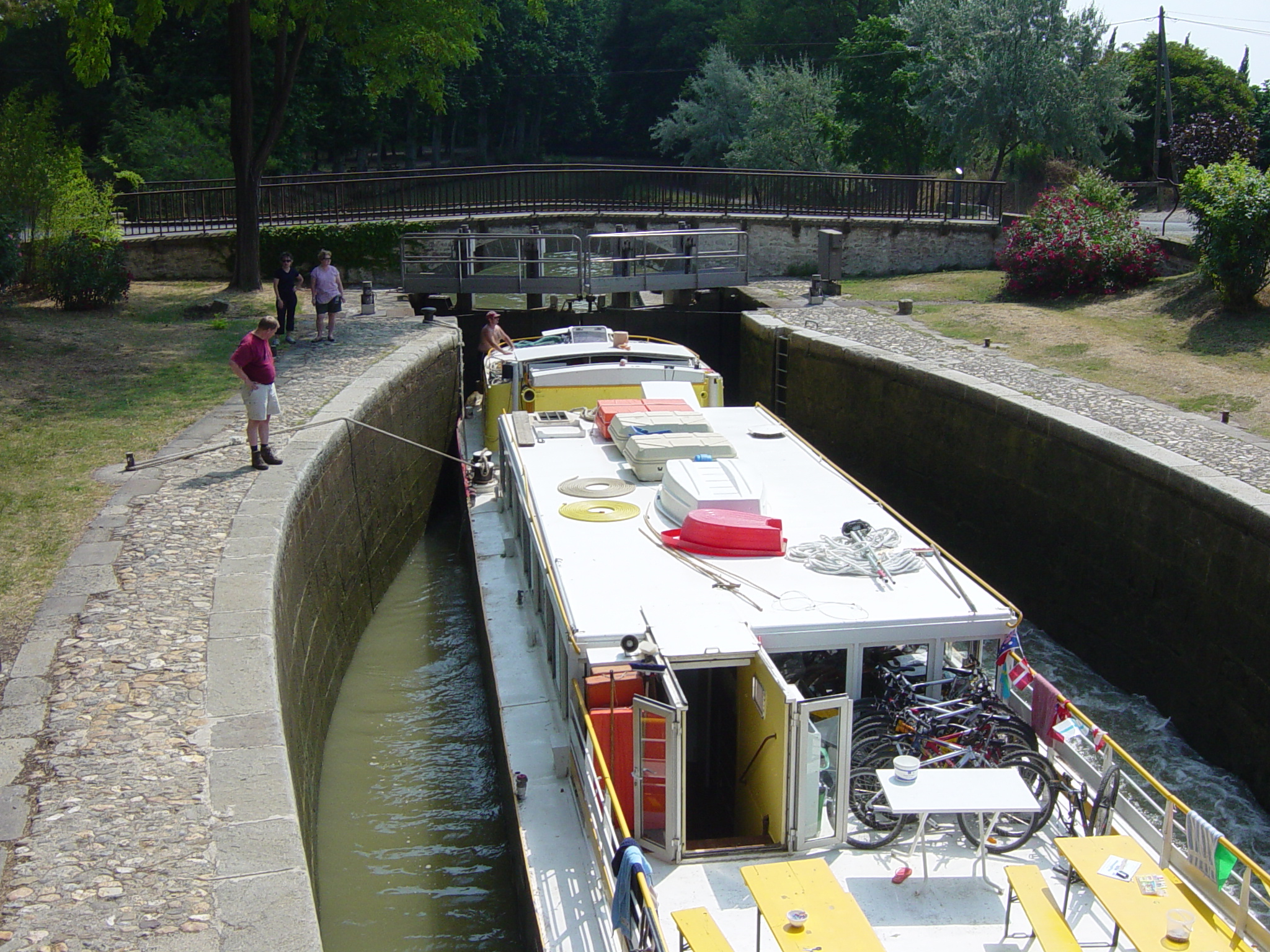
停靠在奥德省普伊谢里克的米迪运河拉吉耶尔船闸的驳船“Le Tourville”，2006年

该地区被双海运河穿越，连接了大西洋和地中海，由加龙河旁运河和米迪运河组成，还有连接托湖（也就是地中海）和罗纳河的罗纳-塞特运河。然而，自1970年代和1980年代以来，这些水路不再承担货物运输的任务，尽管这是它们最初的用途。取而代之的是，重要的水上旅游得到了发展。
唯一保留了商业和工业重要性的水路是该地区东部边界的罗纳河，其中包括博凯尔（该地区唯一的罗纳河港口，但主要用于娱乐）、塔拉斯孔（次要的工业和水路港口）和阿尔勒水路港（该区域主要的工业和港口）。

#### 海上运输

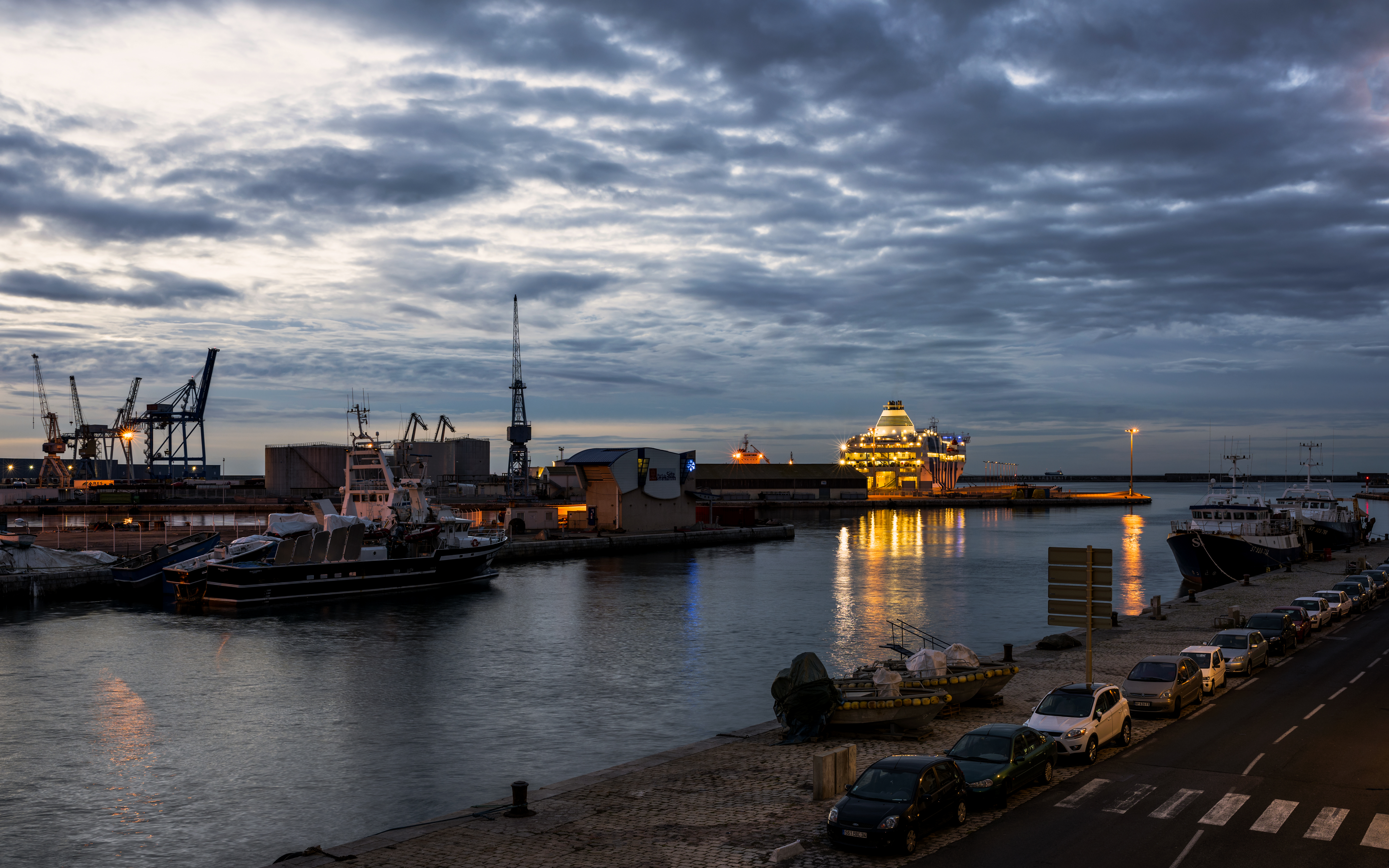
塞特港

由于其面向地中海的海岸线，发展了几个商港，如塞特港（该地区货物吨位第一，法国地中海沿岸第二，仅次于马赛港，全法第11大港口），新港（该地区第二，法国地中海沿岸第三，但在谷物出口方面排名第一，石油产品进口方面排名第二，全法第21大港口）以及旺德港（该地区第三，法国地中海沿岸第八，全法第35大港口，但在地中海水果港口中排名第二）。这三个港口均获得了“法国南部港口”标签，但在法国地中海沿岸的货物运输中占比很小，主要运输由马赛港完成。2018年，奥克西塔尼和布列塔尼是唯一没有大港的法国大陆地区。两大主要商港塞特港和新港均为该地区所有。
在客运方面，只有塞特港和规模较小的旺德港表现出色，但与普罗旺斯-阿尔卑斯-蓝色海岸大区的主要港口（马赛港、尼斯港、土伦港）和科西嘉（巴斯蒂亚、阿雅克肖）相比差距很大。

#### 城市交通

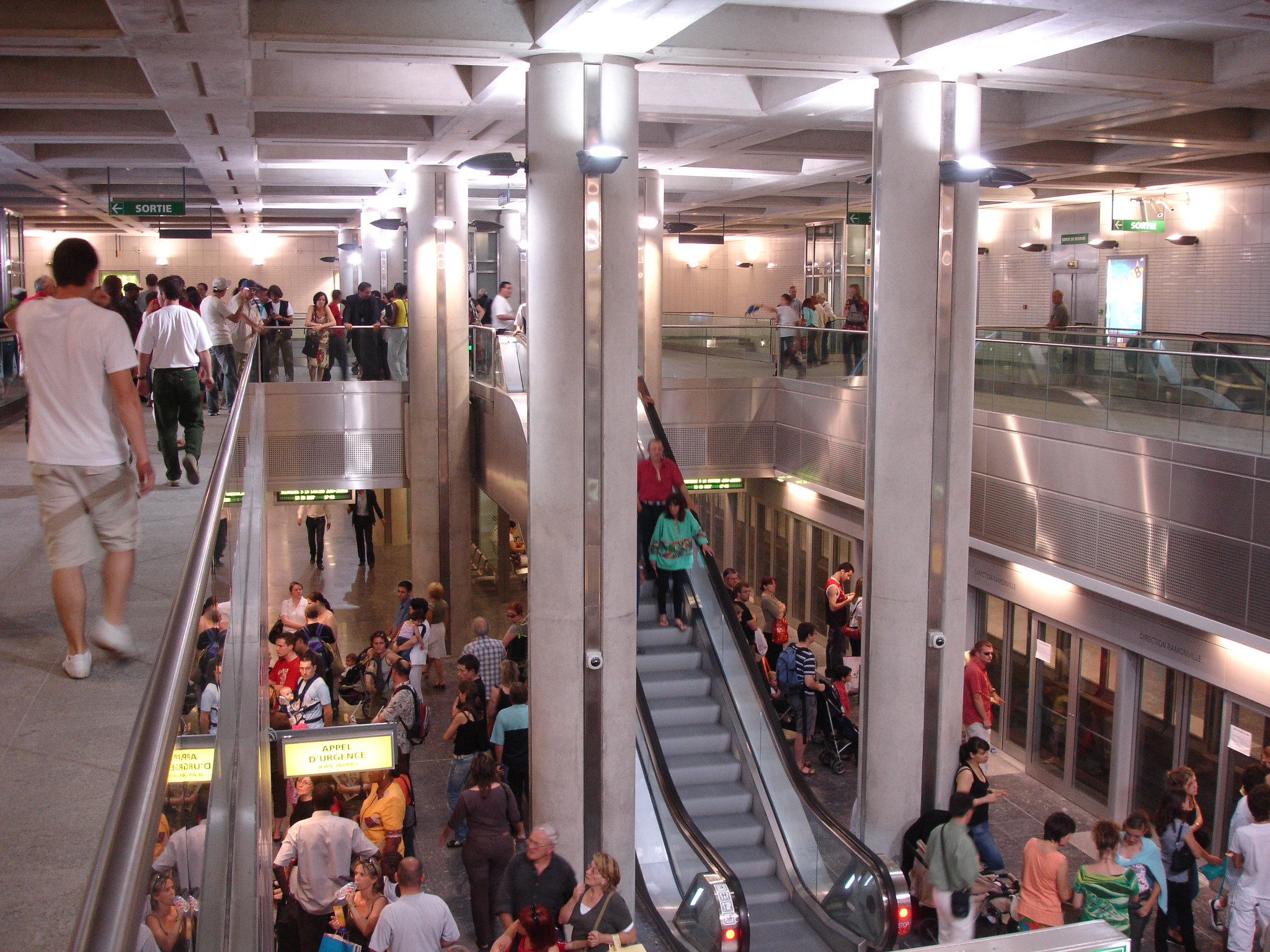
图卢兹地铁“让-饶勒斯”站的B线站台高峰时段

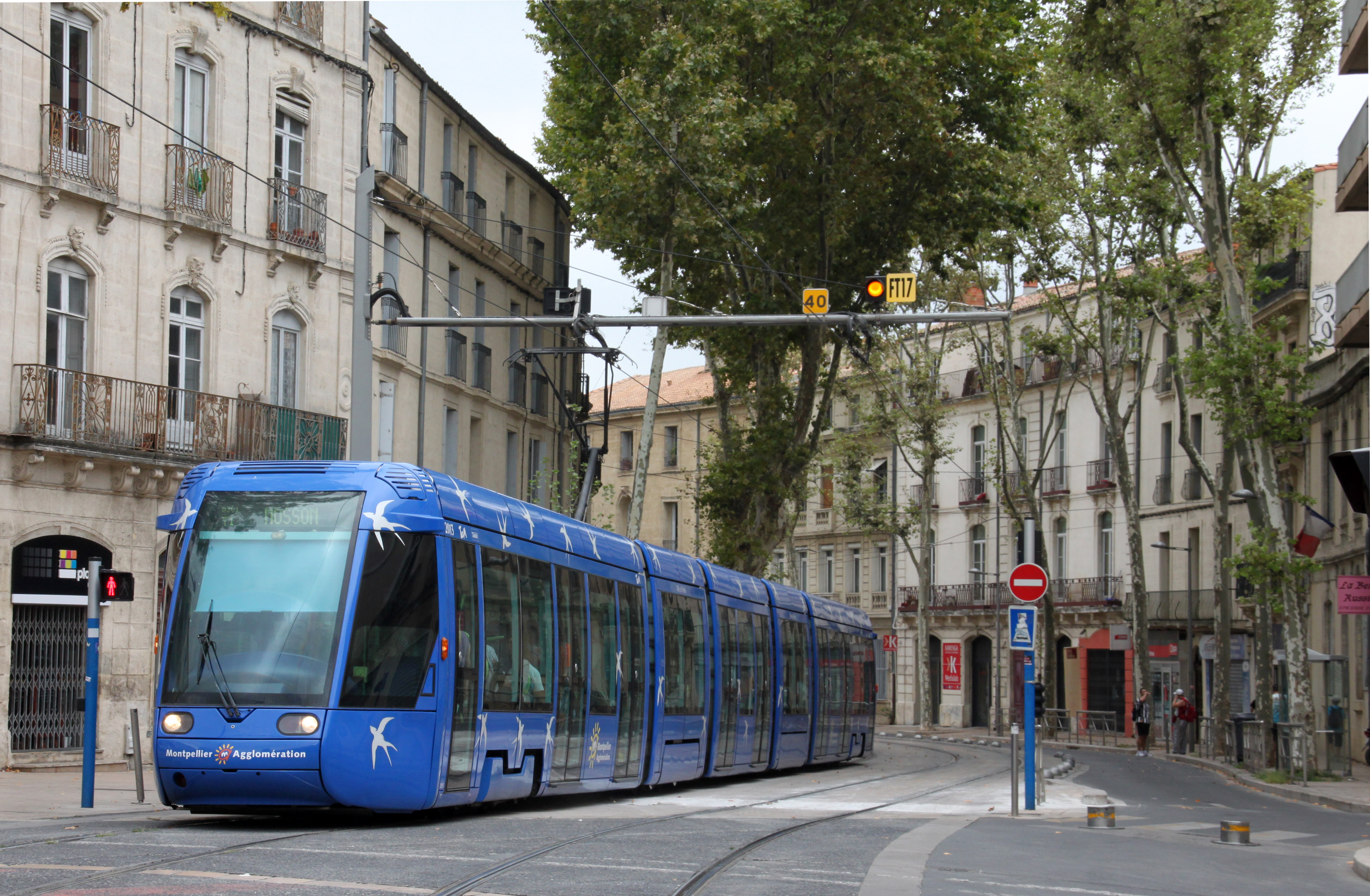
蒙彼利埃电车1号线

在奥克西塔尼，只有图卢兹都会区拥有图卢兹地铁系统。图卢兹和蒙彼利埃地中海都会区是唯一拥有电车系统的两个大都会区。
所有大都会区都有公交系统。最大的城市如图卢兹和蒙彼利埃，以及中等城市如塔布、蒙托邦、阿尔比、罗德兹、卡尔卡松和塞特均设有公交网络。各省还设有城际线路。尼姆和佩皮尼昂也有巴士快速交通系統（BHNS）系统。
四个大都会区设有公共自行车服务系统：图卢兹、蒙彼利埃、佩皮尼昂和塔布。

#### 奥克西塔尼大区的综合运输线路
自2018年9月起，奥克西塔尼大区成为全区所有城际和校车运输的管理机构，同时负责管理TER。这意味着各省的城际运输网络将转变为一个统一的区域网络，命名为奥克西塔尼综合运输线路。2018年，该网络将包括约360条定期线路、数千条校车线路、按需交通服务以及现有的TER线路。新网络还将为塔恩-加龙省增设两条线路，这是该省以前所缺少的。尽管建立了统一的网络，但到2020年，跨省出行仍然困难，除非乘坐区域性的TER大巴，因为网络的统一化需要时间。此外，目前还没有统一的票价体系：各网络将在2020-2021学年继续保留各自的票价。

## 人口和社会
截至2015年1月1日，奥克西塔尼大区拥有5,774,185名居民，是法国人口第五多的大区。同时，由于净迁移率非常高，它也是人口增长最快的地区之一。但是，由于人口密度仅为79人/平方千米，它也是法国第六低的大区，在法国本土（不包括科西嘉）中排第四。人口分布极不均衡，近五分之三的居民集中在两个主要区域：图卢兹都市区（占约四分之一），形成西部的单中心系统；而多中心的朗格多克平原则属于地中海弧的一部分，占全区人口的三分之一以上。两者之间是阿基坦盆地的其他部分以及比利牛斯山脉和中央高原的地形，它们共同构成了“空对角线”的西南边界。

### 人口统计
多年来，奥克西塔尼大区一直是法国本土人口增长最快的地区之一。2007年至2012年期间，人口年均增长率为0.9%，在法国本土各地区中仅次于科西嘉地方集体（1.1%）。这一增长主要得益于大城市（图卢兹都市区年均增长率为1.4%，蒙彼利埃都市区为1.3%，佩皮尼昂都市区和贝济耶都市区为1.1%）、沿海地区（埃罗省为1.3%，是最具吸引力的两个省之一，加尔省为1%，奥德省和东比利牛斯省为0.9%）以及塔恩-加龙省（1.3%）的强劲增长。相反，增长最慢的是位于比利牛斯山脉（上比利牛斯省在2007年至2012年间年均增长为零）和中央高原（洛泽尔省为0%，阿韦龙省为0.1%）。
人口增长主要归因于这些地区的高吸引力，因为2007年至2012年期间的净迁移人数为40,400人，占人口增长的四分之三，使该地区成为绝对值上法国本土最大的接纳地。按人口计算，净迁移率年均增长为+0.7%，在法国本土中仅次于科西嘉地方集体（+1.1%）。然而，由于自然增长率较低（2007年至2012年年均仅为+0.2%），仅为法国本土平均水平的一半，与其他一些大区（如布列塔尼、勃艮第-弗朗什-孔泰、中央-卢瓦尔河谷大区）相当。然而，在两个主要都市区内，自然增长和净迁移更为均衡，图卢兹都市区的自然增长和净迁移率年均均为+0.7%，蒙彼利埃都市区分别为+0.6%和+0.7%。
相比之下，在规模较小的城市和比利牛斯山脉（东比利牛斯省为0%，阿列日省和上比利牛斯省为-0.2%）、阿基坦盆地农村地区（热尔省为-0.3%，塔恩省为0%）以及中央高原（洛特省为-0.3%，阿韦龙省和洛泽尔省为-0.2%）的自然增长率尤其低甚至为负 · 。
自然增长率较低主要与人口年龄中位数较高有关：20岁以下人口仅占全区人口的23%，而法国本土为24.4%；65岁以上人口占近五分之一（19.7%），比法国本土平均水平高出2.5个百分点。2012年，80岁以上人口比例为6.5%，而法国本土平均为5.5%。自然增长率的差异在年龄结构上也显现出来：图卢兹都市区和蒙彼利埃都市区作为全国乃至欧洲的重要学生城市和技术园区，其年轻人口比例更高，提供了比该地区其他部分更为多样化的就业机会。因此，2012年，图卢兹都市区20岁以下人口占24.7%，65岁以上人口占14.2%；而蒙彼利埃都市区的这些比例分别为23.9%和15.5%。相比之下，洛特省20岁以下人口占20%，65岁以上人口占25.6%，阿韦龙省这两个比例分别为20.9%和24.7%，热尔省分别为20.9%和24.4%，上比利牛斯省分别为20.9%和23.9%，阿列日省分别为21.4%和23%，洛泽尔省分别为21.4%和22.05%，东比利牛斯省分别为22.7%和22.8%，贝济耶城市群分别为22.9%和22.5%。
| 3,892,344                             | 4,057,772 | 4,251,833 | 4,545,648 | 4,847,335 | 5,310,966 | 5,573,466 | 5,774,185 |
| 来源：1968-2015年人口普查 来源：Insee |           |           |           |           |           |           |           |

### 移民
因此，国内和国际的迁徙流动支撑了主要的人口增长。2011年，奥克西塔尼未来大区的居民中不到六成是本地出生的，而其他地区的平均本地出生率超过三分之二。这些非本地居民中很大一部分来自其他法国地区，他们的身份和年龄各不相同（包括被吸引到图卢兹或蒙彼利埃大学中心的学生，尤其是30岁以上的就业或非就业人员，退休人员也占相当大比例） 。具体来说，2008年，有3,183,471名未来大区的居民出生在该地区，占总人口的58.7%（朗格多克-鲁西永地区为50.8%，米迪-比利牛斯地区为59.9%）。在2,236,475名出生在该地区之外的居民中，超过三分之二（1,519,265人，占67.9%）来自其他法国大区，主要来自法兰西岛（379,678人，占17%）、新阿基坦大区（227,083人，占10.2%）、奥弗涅-罗讷-阿尔卑斯大区（179,912人，占8%）和普罗旺斯-阿尔卑斯-蓝色海岸大区（162,457人，占7.3%），以及北方-加莱海峡大区（151,306人，占6.8%）或大东部大区（135,169人，占6%）。此外，还有32,382人来自法国海外地区，占1.4% 。
一个相当大的比例是出生在外国的居民。2008年，他们有684,828人，占外地出生居民的30.6%（占总人口的12.6%）。其中约三分之二是移民，根据法国国家统计与经济研究所（INSEE）和前高级移民委员会的定义，移民是指“出生在外国并居住在法国的外国人”。因此，这些人不包括从阿尔及利亚、突尼斯和摩洛哥回国的人（黑脚和哈基），他们在朗格多克-鲁西永地区数量众多（这是这些社区主要定居的两个地区之一，另一个是普罗旺斯-阿尔卑斯-蓝色海岸），特别是在蒙彼利埃（例如，在北部的莫森社区或南部的拉蒂斯市区，有25,000名在1962至1963年间从阿尔及利亚回国的黑脚），贝济耶、塞特、佩皮尼昂、纳博讷或图卢兹。黑脚和哈基（他们最初被安置在集中营中，如比利牛斯-东部的里韦萨尔特营地或加尔省的圣莫里斯-拉多伊兹）在20世纪60年代仍是一些小省城的重要组成部分。如今，黑脚文化和血统在奥克西塔尼大区非常浓厚，许多政治人物宣称自己有这种背景，使黑脚成为奥克西塔尼大区不可忽视的选民和经济群体。
在绝对值方面，2012年奥克西塔尼大区是法国本土移民数量第四多的大区（469,325人），远远落后于法兰西岛和奥弗涅-罗讷-阿尔卑斯，但几乎与普罗旺斯-阿尔卑斯-蓝色海岸持平。然而，相对值方面，相对于总人口的移民比例低于法国本土平均水平（8.3%对8.8%），但高于其他省（6.7%），在所有大区中排名第五（与大东部并列，落后于科西嘉）。在各省中，移民比例最高的是比利牛斯-东部（10%）、埃罗（9.5%）、上加龙省（9.2%）和加尔省（8.8%），最低的是洛泽尔省和阿韦龙省（4.5%）。
一部分在大区外出生的居民出生在国外。2008年，他们有684828人，占外来出生人口的30.6%（占大区总人口的12.6%）。其中约三分之二是移民，根据法国国家统计与经济研究所（INSEE）和前法国高等移民委员会的定义，“移民”是指“在国外出生且移居法国的外国人”。因此，这些统计数据不包括众多从阿尔及利亚、突尼斯和摩洛哥归国的法裔阿尔及利亚人（Pieds-noirs）和哈基人（Harkis），尤其是在前朗格多克-鲁西永地区（这些社区主要集中在该地区和普罗旺斯-阿尔卑斯-蓝色海岸）。这些人口特别集中在蒙彼利埃（如北部的La Paillade区或南郊的Lattes市，1962至1963年间有25000名从阿尔及利亚归来的法裔阿尔及利亚人）以及贝济耶、塞特、佩皮尼昂、纳博讷和图卢兹等重要城市。法裔阿尔及利亚人和哈基人（他们最初被集中在东比利牛斯省的里夫萨尔特营或加尔省的Saint-Maurice-l'Ardoise营等集中营中）在这些城市的发展中起了重要作用，而这些城市在1960年代前还只是一些缺乏活力的小城镇。
现如今，奥克西塔尼大区的文化和血统中有很强的法裔阿尔及利亚人影响，许多政治人物也声称拥有这种血统（如前图卢兹市长Pierre Cohen，佩皮尼昂市长Jean-Marc Pujol，贝济耶市长Robert Ménard，博凯尔市长Julien Sanchez，前埃罗省议会主席Kléber Mesquida，东比利牛斯省议员Louis Aliot，多米尼克·博迪的妻子Ysabel Saiah，Quint-Fonsegrives市长Bernard Soléra，Cordes-sur-Ciel市长Paul Quilès，国务秘书Kader Arif等），使法裔阿尔及利亚人成为奥克西塔尼大区不可忽视的政治和经济势力。
2012年，奥克西塔尼大区在法国本土的移民人数上排名第四（469325人），仅次于法兰西岛和奥弗涅-罗纳-阿尔卑斯大区，但与普罗旺斯-阿尔卑斯-蓝色海岸几乎持平。然而，相对而言，移民占大区总人口的比例低于全国平均水平（8.3%对8.8%），但高于法国其他省份（6.7%），使该大区在各大区中排名第五（与大东部大区并列，低于科西嘉）。在大区内，移民人口比例最高的是东比利牛斯省（10%）、埃罗省（9.5%）、上加龙省（9.2%）和加尔省（8.8%），比例最低的是洛泽尔省和阿韦龙省（4.5%）。

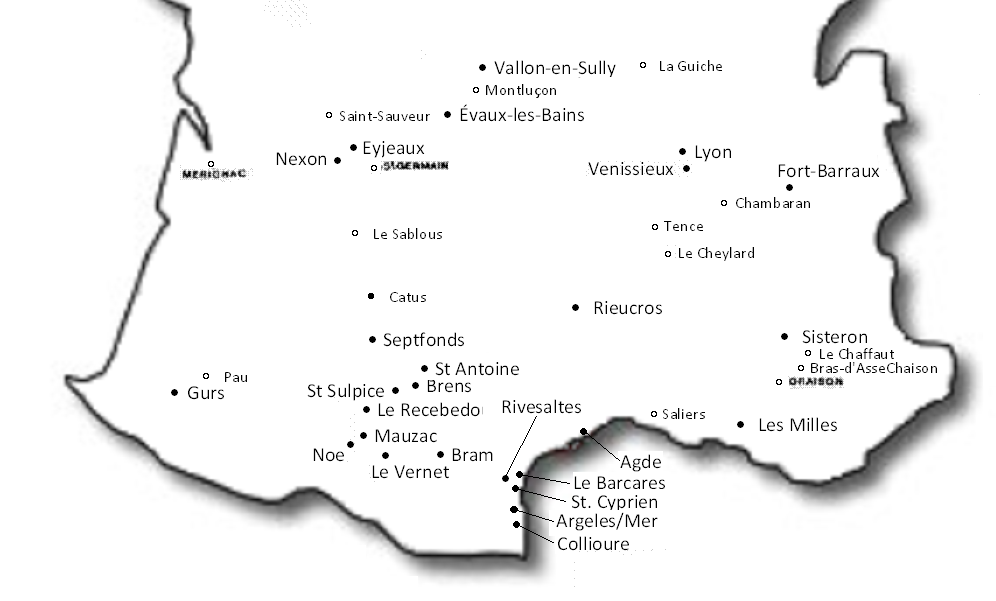
1939年西班牙内战后“撤退”的西班牙难民集中营地图。

从古代起，奥克西塔尼大区就是国际人口大迁徙的接纳地。20世纪期间，各种族群在该地区定居。意大利裔法国人在世纪之交来到这里，在葡萄园或中部盐田公司工作，这引发了当地对他们定居的激烈反应，例如1893年8月的艾格莫尔特意大利人屠杀。从1930年代起，西班牙内战难民在“撤退”后首先被集中在一些生活条件极差的营地，这些营地主要设在鲁西永平原的海滩上，如阿尔热莱-苏尔-梅尔集中营或巴尔卡雷斯集中营，也包括其他省份的营地，如埃罗省的阿格德营。他们中的大部分随后在东比利牛斯省定居，更广泛地在前朗格多克-鲁西永的沿海各省或边境省份（上比利牛斯省和阿列日省）定居，他们与早在本世纪初由主要来自穆尔西亚大区的农民工形成的社区融为一体（莫吉奥是该地区和法国主要的西班牙移民聚集地之一）。这些西班牙裔人口在人口、经济和文化方面对该地区产生了深远影响，保留了许多特定的习俗（如罗梅利亚朝圣、奔牛节、弗拉门戈、斗牛等） ·  · 。然而，从1960年代末开始，西班牙和意大利移民的到来逐渐减少，到20世纪末几乎完全停止。葡萄牙裔法国人从1960年代起移民（尽管他们在该地区定居的人数较少，相比之下，更多人定居在法兰西岛），与此类似，还有在独立战争后大量移居法国的阿尔及利亚裔法国人。从1970年代末和1980年代起，更多的摩洛哥裔法国人以及撒哈拉以南非洲和亚洲的移民来到这里。
因此，这些移民中将近一半（45.7%）来自欧盟其他国家（主要是邻国西班牙，还有意大利和葡萄牙），近五分之一（19%）来自摩洛哥（主要集中在加尔省、埃罗省和塔恩-加龙省），十分之一（11.4%）来自阿尔及利亚（在上加龙省，特别是在图卢兹市区，社区较为集中）。这些移民，尤其是非洲裔移民，主要集中在该地区的大型城市区的某些街区，这些街区通常有大量的社会住房（如图卢兹的Bagatelle、La Reynerie和Bellefontaine区，接纳了该市20%的移民；蒙彼利埃的La Paillade、Hauts-de-Massanne、Alco和Petit Bard区，移民比例较高（1999年超过15%）；佩皮尼昂北部的Haut-Vernet、Bas-Vernet和Moyen-Vernet区；尼姆东南的Mont-du-Plan区；贝济耶东南的La Devèze区）。来自西班牙、意大利或葡萄牙的移民及其后裔虽然也大量存在于大城市区，但比非洲裔移民分布更为广泛，生活在郊区或农村的比例更高 · 。
越来越多的东欧人（特别是来自罗马尼亚、保加利亚、波兰、摩尔多瓦和乌克兰）也来到这个法国大区

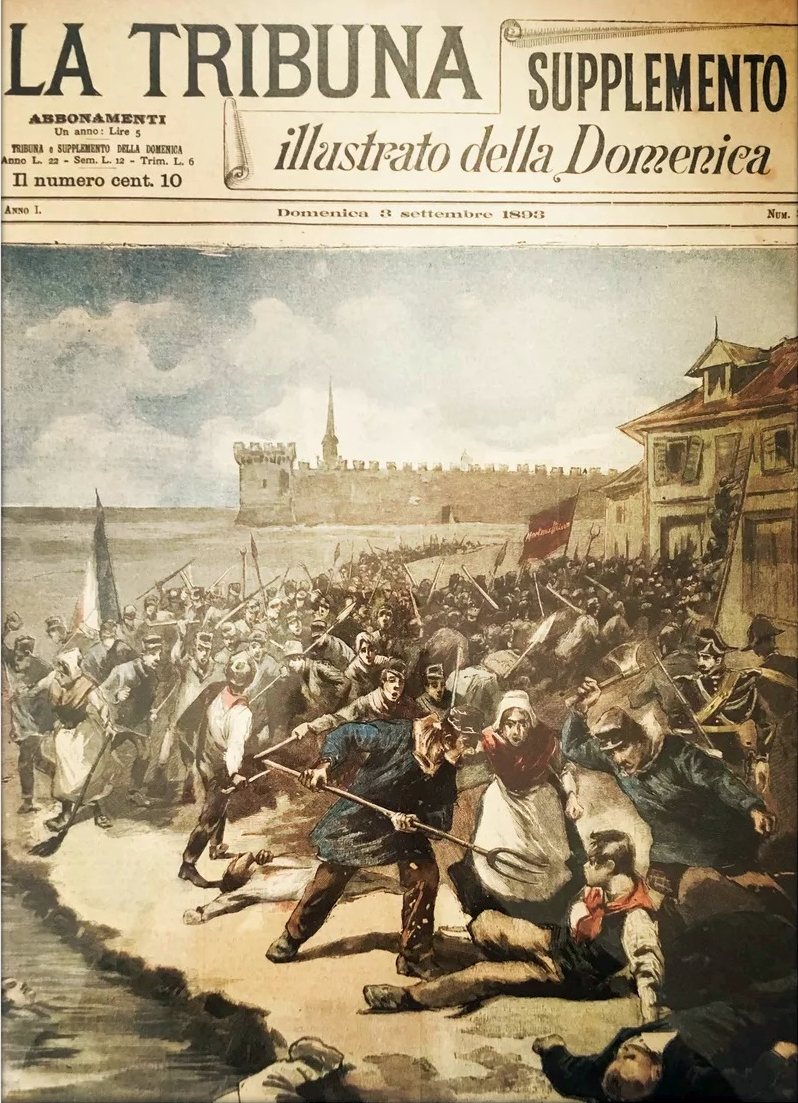
1893年艾格莫尔特意大利人大屠杀
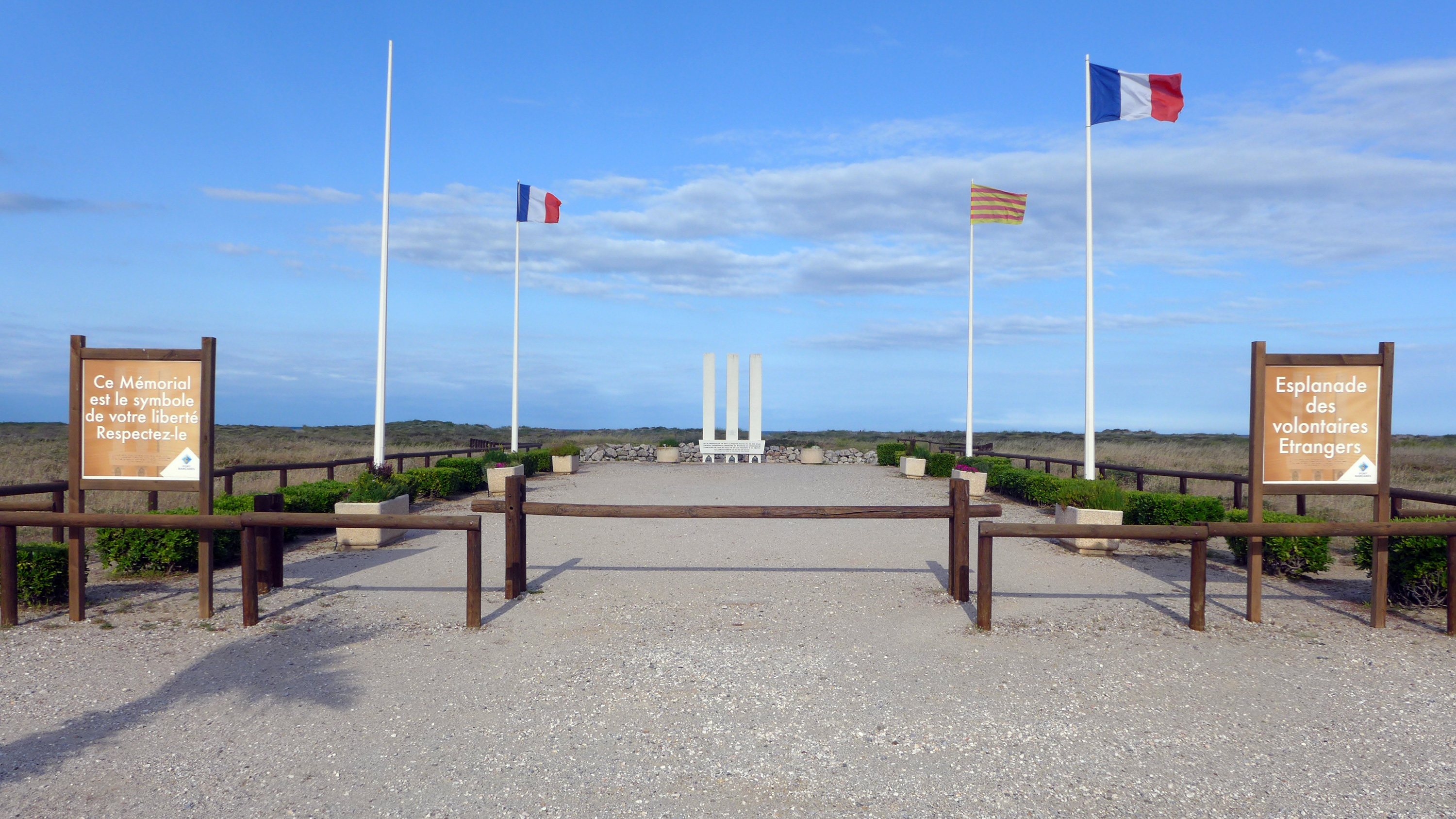
巴尔卡雷斯营地的西班牙难民纪念碑
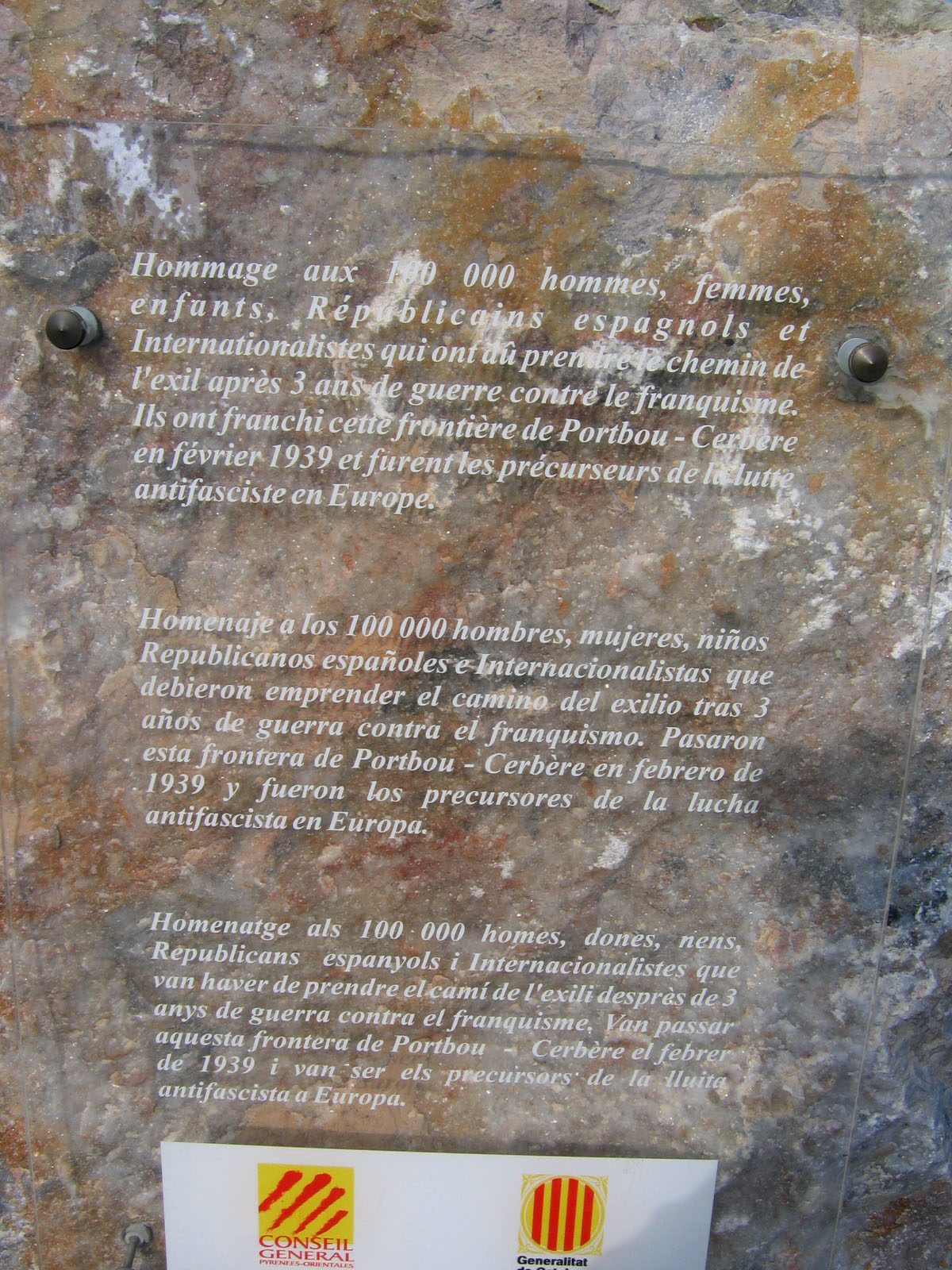
在贝利特尔斯山口向西班牙共和党人致敬
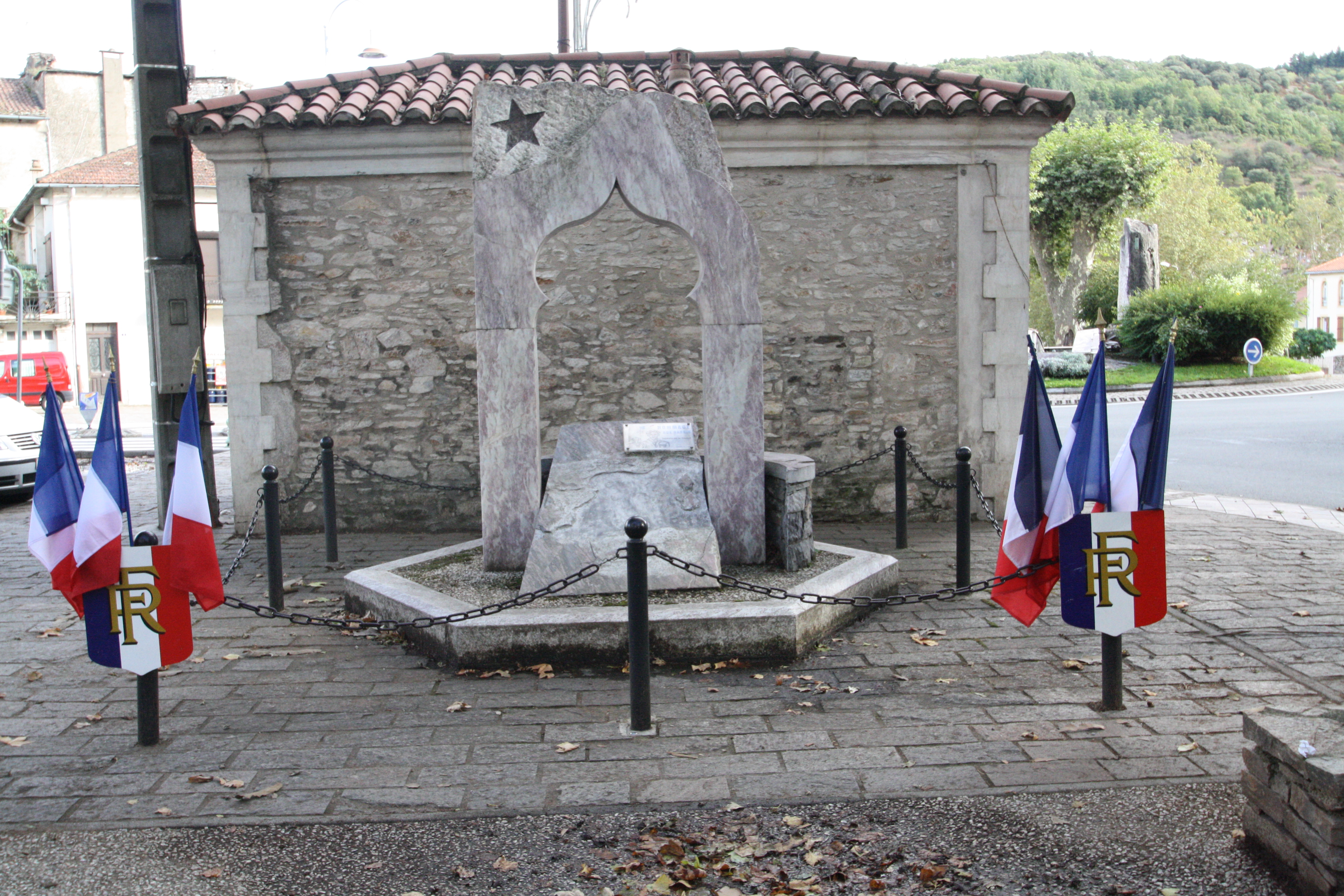
圣庞斯-德托米埃尔（埃罗省）-哈基人纪念碑
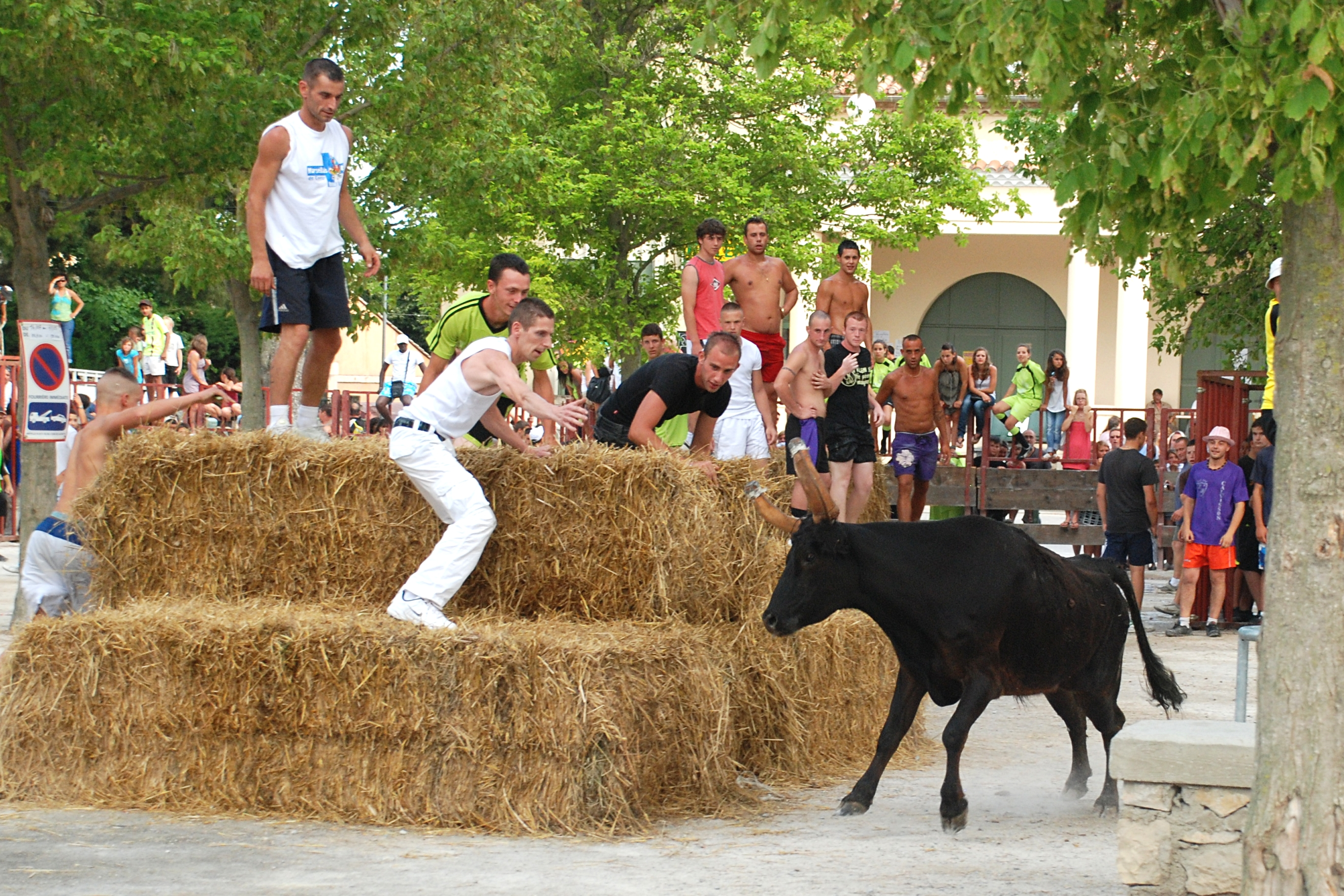
在加尔省卡尔维松的节日期间举行的奔牛节
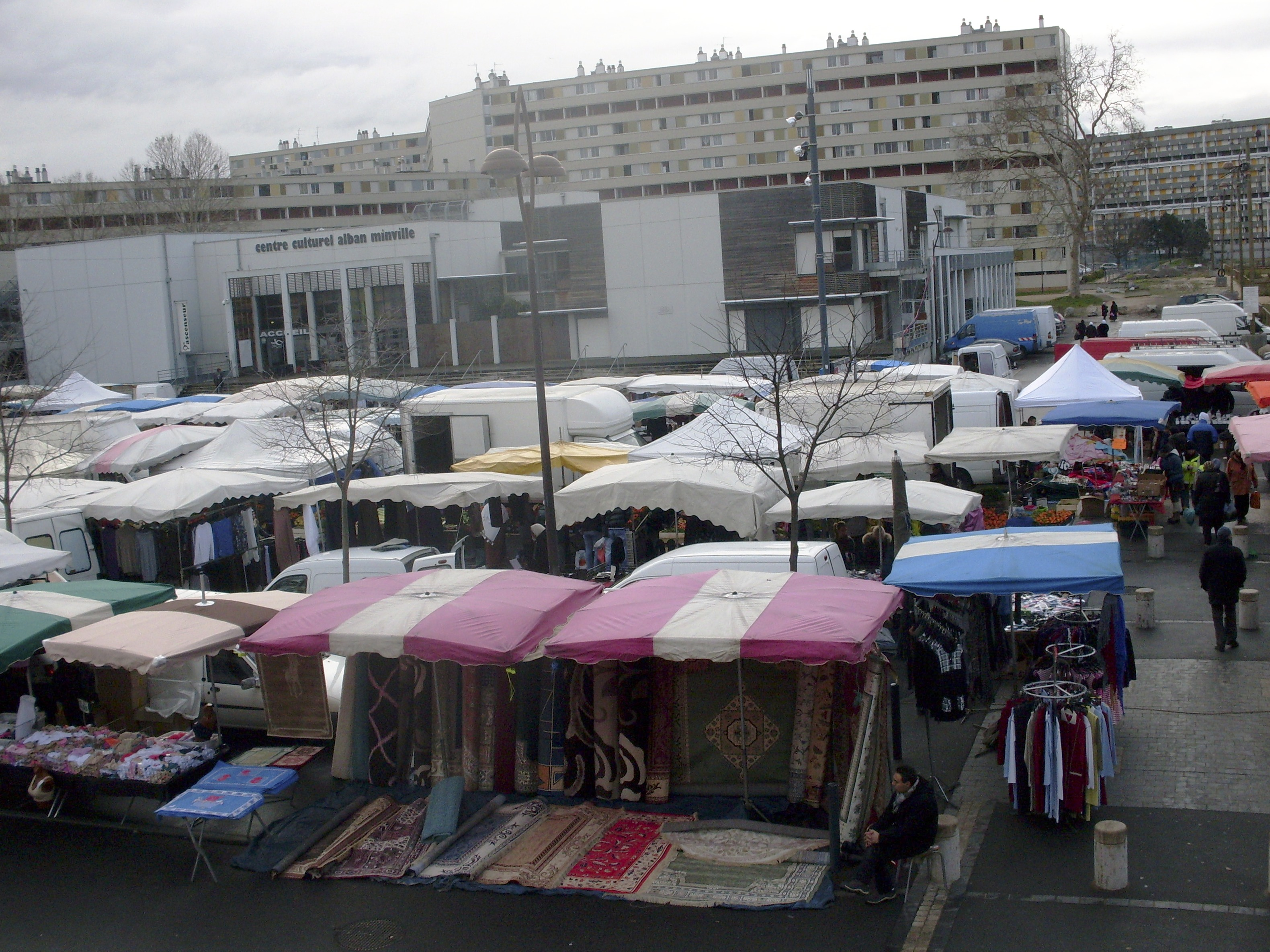
图卢兹贝尔丰坦区的集市日，背景是屋苑

### 居住和住房
下表显示了2008年奥克西塔尼大区拥有超过1000个度假住宅的市镇。
| 城市                    | 省份         | 度假住宅 |
| ----------------------- | ------------ | -------- |
| 阿格德 (卡普达格)       | 埃罗省       | 30,349   |
| 勒格罗迪鲁瓦 (卡马格港) | 加尔省       | 18,238   |
| 拉格朗德莫特            | 埃罗省       | 16,280   |
| 勒巴卡雷斯              | 东比利牛斯省 | 14,839   |
| 勒卡特                  | 奥德省       | 13,482   |
| 阿尔热莱斯-叙尔梅尔     | 东比利牛斯省 | 10,856   |
| 格吕桑                  | 奥德省       | 10,305   |
| 圣西普里安              | 东比利牛斯省 | 10,273   |
| 卡内-昂-鲁西永          | 东比利牛斯省 | 8,104    |
| 弗勒里                  | 奥德省       | 7,381    |
| 维阿                    | 埃罗省       | 7,123    |
| 瓦尔拉普拉日            | 埃罗省       | 6,435    |
| 塞特                    | 埃罗省       | 5,819    |
| 马赛扬                  | 埃罗省       | 5,526    |
| 纳博讷                  | 奥德省       | 5,304    |
| 蒙彼利埃                | 埃罗省       | 5,136    |
| 新港                    | 奥德省       | 4,573    |
| 科特雷                  | 上比利牛斯省 | 4,395    |
| 普拉瓦斯莱弗洛          | 埃罗省       | 4,389    |
| 图卢兹                  | 上加龙省     | 4,265    |
| 圣拉里苏兰              | 上比利牛斯省 | 4,209    |
| 瑟里尼昂                | 埃罗省       | 4,197    |
| 冯特-罗梅乌-奥德略-维亚 | 东比利牛斯省 | 3,952    |
| 巴拉吕克莱班            | 埃罗省       | 3,585    |
| 莫吉奥 (卡农海滩)       | 埃罗省       | 3,510    |
| 莱昂热                  | 东比利牛斯省 | 3,349    |
| 巴涅尔-德吕雄           | 上加龙省     | 3,305    |
| 巴涅尔-德比戈尔         | 上比利牛斯省 | 2,979    |
| 阿克斯莱泰尔姆          | 阿列日省     | 2,359    |
| 卡佐邦                  | 热尔省       | 1,468    |
| 乌斯图                  | 阿列日省     | 1,075    |
| 康潘                    | 上比利牛斯省 | 1,070    |

### 教育
奥克西塔尼行政区的领土与同名的学术区相对应，该学术区于2016年1月1日成立，包括蒙彼利埃学区（涵盖奥德省、加尔省、埃罗省、洛泽尔省和东比利牛斯省），其学监同时也是该学术区的学术区学监，以及图卢兹学区（涵盖阿列日省、阿韦龙省、上加龙省、热尔省、洛特省、上比利牛斯省、塔恩省和塔恩-加龙省），属于C区（与法兰西岛学术区共享假期）。
在2015-2016学年，奥克西塔尼的入学率在法国各大区中排名第六，拥有1261636名学生，占大区总人口的21.6%，同比增长0.9%（增长率第三，仅次于法属圭亚那和法兰西岛）。其中，蒙彼利埃学区有609034名学生，占总人口的21.7%，同比增长1.2%；图卢兹学区有652602名学生，占总人口的21.6%，同比增长0.7%。该大区入学率最高的省份是两大都市区，分别是上加龙省（25.2%）和埃罗省（24.5%），也是今年学生人数增长的主要贡献者（增长率分别为1.4%和2.3%）。相反，八个省的入学率低于20%：洛特省（16.4%）、阿列日省（17.4%）、热尔省（17.5%）、阿韦龙省（17.7%）、奥德省（18.4%）、上比利牛斯省（19.3%）、东比利牛斯省（19.6%）和塔恩省（19.8%）。虽然洛泽尔省的入学率在该区中排名第三（20.7%），但其学生人数下降幅度最大（-1.1%）。
截至2016年9月1日，共有545634名学生就读于小学，使其成为法国小学阶段学生人数第四多的大区，其中88.2%的学生在公立学校就读（由市政府管理）。
在2016年秋季学期，奥克西塔尼在中学阶段的学校数量上排名第五，但在初中和高中学生人数上排名第四，有452895名学生和21961名学徒在932所学校就读，其中640所是公立学校，接收了82.1%的学生，292所是私立学校（私立学校占中学的31.3%，为法国第五高的比例，但私立学校的学生比例仅为18.9%，为法国第八高的比例）。这些学校中，近三分之二是初中（587所，其中441所是由县政府管理的公立初中，146所是私立初中），此外还有340所高中（194所是由区政府管理的公立高中，146所是私立高中，其中206所是普通与技术高中，128所是公立高中，78所是私立高中，134所是职业高中，66所是公立职业高中，68所是私立职业高中）和五所特殊教育学校（EREA，全是由区政府管理的公立学校）。
该地区的主要高等教育和研究机构包括：
- 图卢兹第一大学（包括图卢兹经济学院和图卢兹管理学院）
- 图卢兹第二大学（包括国家高级视听学院）
- 图卢兹第三大学
- 蒙彼利埃大学
- 保罗-瓦莱里-蒙彼利埃大学
- 尼姆大学
- 佩皮尼昂大学
- 让-弗朗索瓦·商博良国立大学学院（阿尔比、罗德兹、卡斯特尔，包含ISIS工程师学院）
- 图卢兹国立理工学院，涵盖：
  - 国家高等电力、电子、信息与电信学院（ENSEEIHT）
  - 国家高等农业学院（ENSAT）
  - 国家高等化学与技术工程师学院（ENSIACET）
  - 塔布国家工程师学院（ENIT）
  - 国家气象学院（ENM）
  - 普尔潘工程师学院
  - 图卢兹国家兽医学院
- 图卢兹国家应用科学学院
- 图卢兹政治学院
- 高级航空与空间学院（ISAE-SUPAERO）
- 民航大学（图卢兹、蒙彼利埃、穆雷、卡尔卡松、卡斯特尔诺达里）
- 蒙彼利埃国立高等农业科学学院
- 蒙彼利埃国立高等化学学院
- 阿尔比-卡尔莫国立高等矿业学院
- 阿莱斯国立高等矿业学院
- 图卢兹新闻学院
- 图卢兹国家高等建筑学院
- 蒙彼利埃国家高等建筑学院
- 蒙彼利埃国家高等农业研究学院
- 图卢兹高等艺术学院
- 塔布高等艺术与陶瓷学院
- 图卢兹国家农业教育学院
- 图卢兹商学院
- 蒙彼利埃商学院

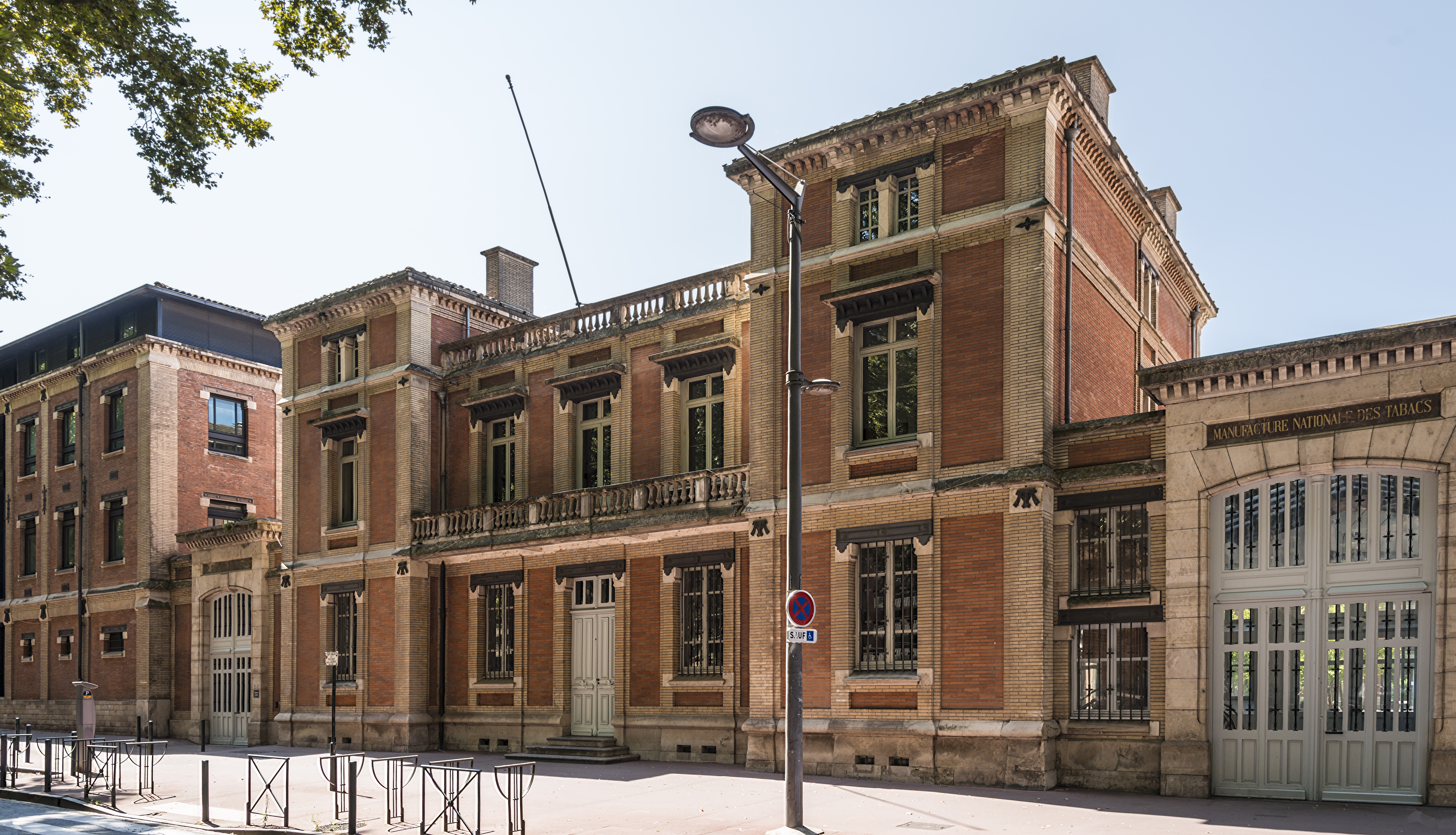
图卢兹经济学院，图卢兹第一大学的一部分。
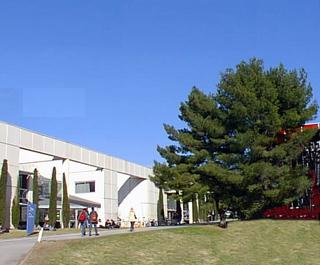
保罗-瓦莱里-蒙彼利埃大学校园。
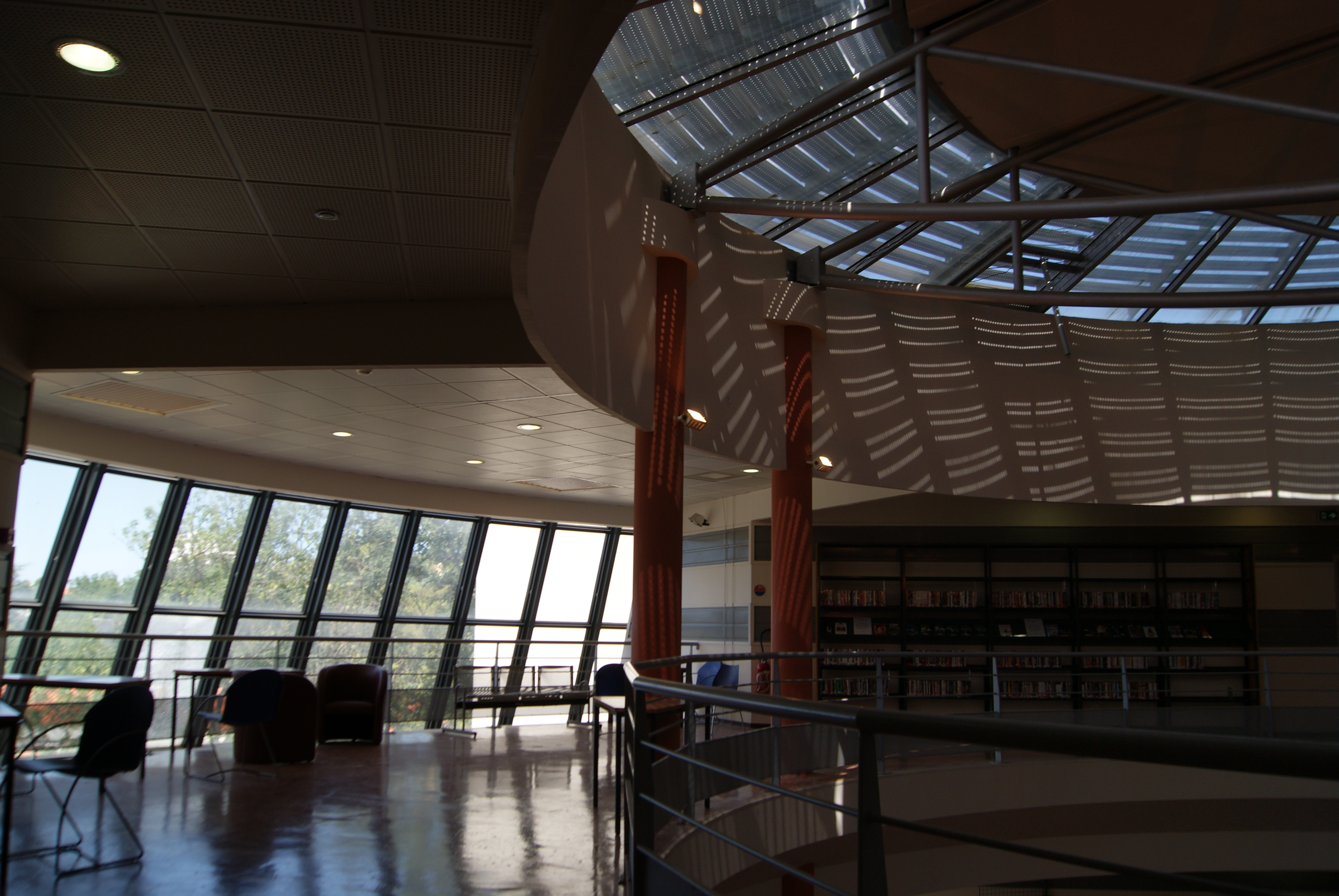
佩皮尼昂大学图书馆。
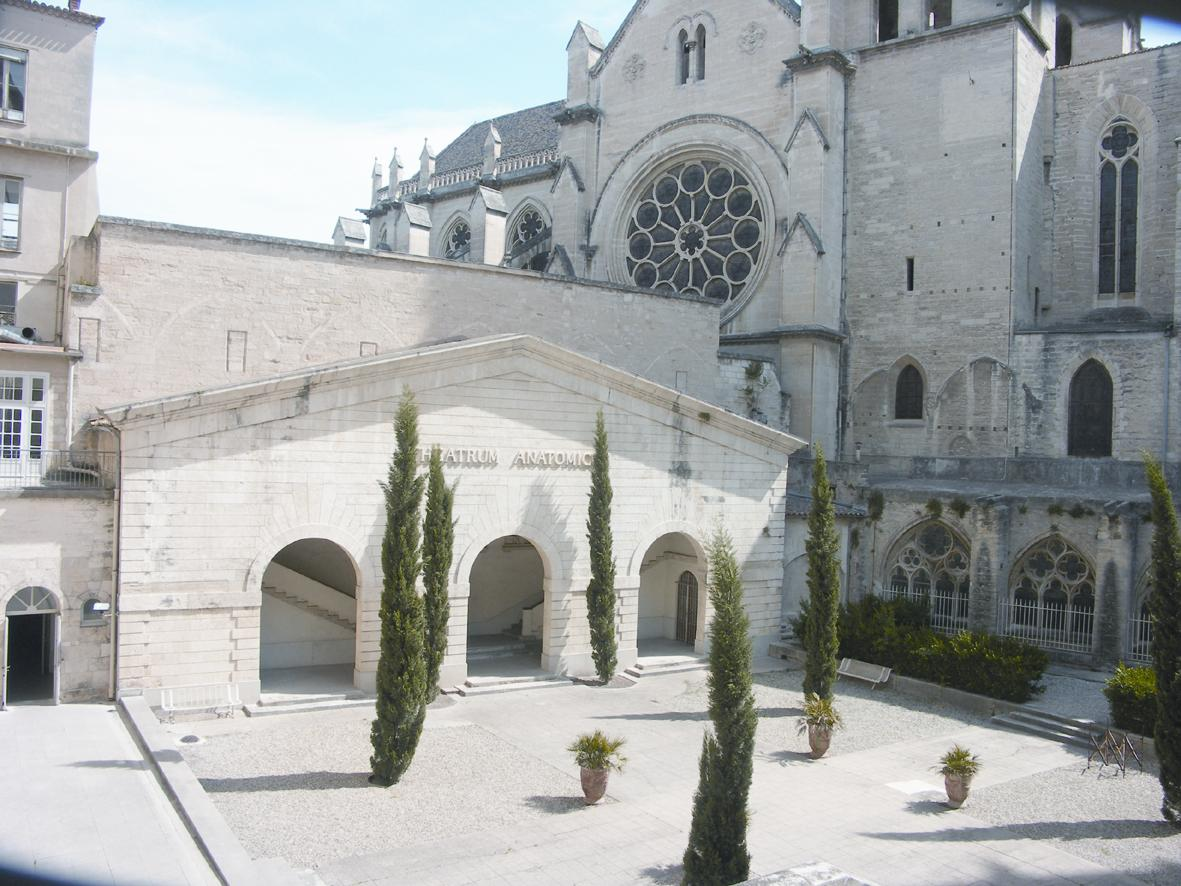
蒙彼利埃医学院的荣誉庭院。

## 政治与管理

### 政治趋势

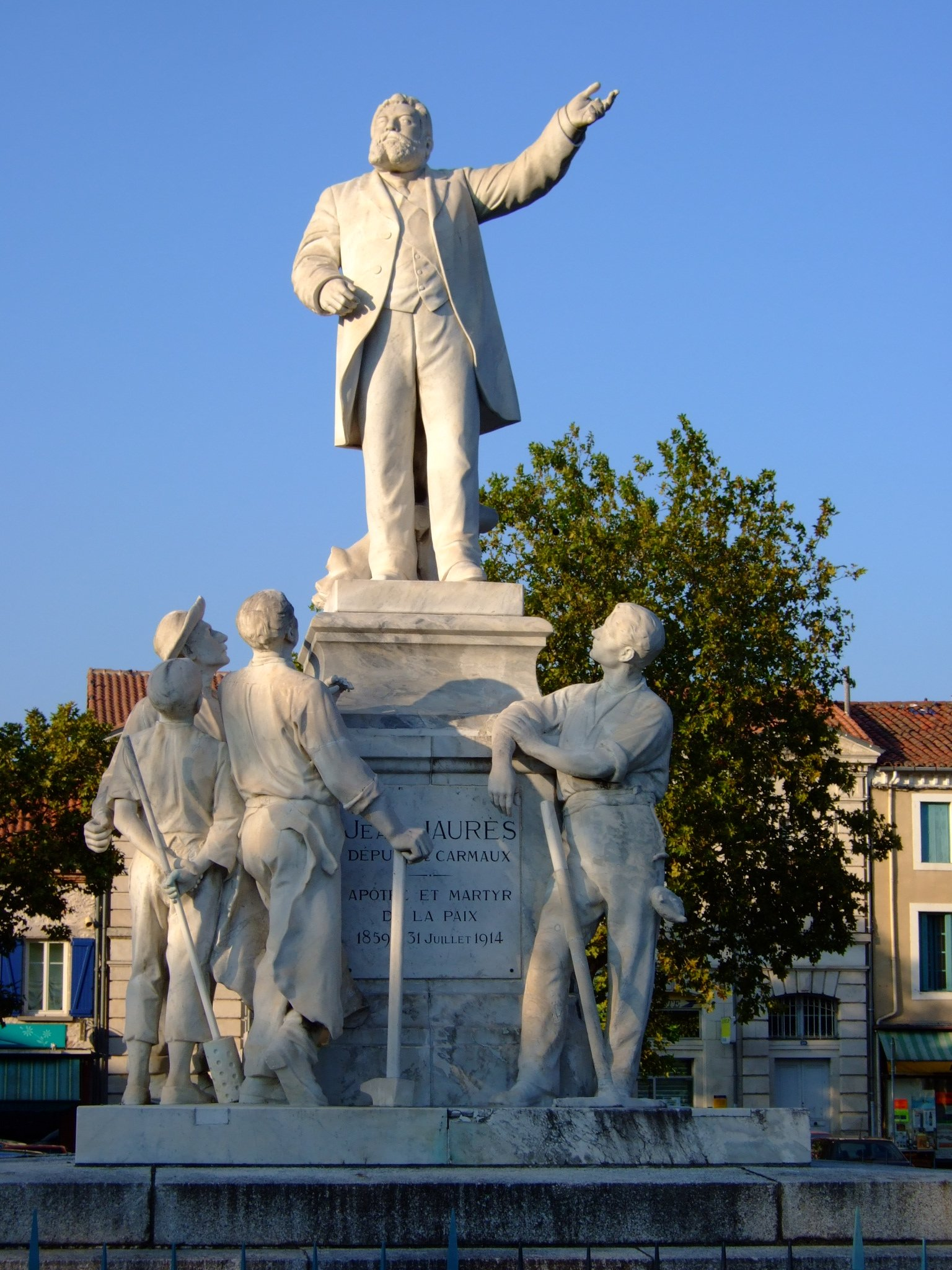
加布里埃尔·佩克，位于卡尔莫的让·饶勒斯纪念碑。

自19世纪末以来，该地区一直是激進黨的历史堡垒（以南方报为代表），因此具有一种共和主义的社会自由主义色彩，伴随着一定的反教权主义和团结主义，但也有市政社会主义和共产主义的存在（如“红色南方”，由让·饶勒斯、1907年葡萄种植者起义和合作酿酒厂、卡尔莫、德卡兹维尔或阿莱的矿工，图卢兹地区和阿列日地区的工人以及塞特的码头工人和渔民等象征）。。在全国范围内的社会主义领导人中，有两位起初在其他地区扎根，但后来在今天的奥克西塔尼大区找到了立足点：莱昂·布鲁姆在1929年进入奥德省，利昂内尔·若斯潘在1986年后进入上加龙省。该地区在21世纪初仍然偏向法国的左翼。实际上，在2018年，社会党（PS）单独或在激进社会和自由运动的帮助下（在2017年前是左翼激进党，简称PRG）、法国共产党（PCF）、欧洲生态绿党（EELV）、民族主义和加泰罗尼亚民族主义运动（如奥克西塔尼党）以及左翼独立的支持下，管理了自2016年1月起成立的奥克西塔尼大区议会（在此之前，他们从1973年到1986年以及1998年起管理南比利牛斯大区议会，从1974年到1986年以及2004年起管理朗格多克-鲁西永大区议会），以及13个省议会中的10个（阿列日省议会、奥德省议会、加尔省议会、热尔省议会、上加龙省议会和埃罗省议会自1945年以来连续管理，塔恩省议会在1945年至1955年、1961年至1976年和1982年以后管理，洛特省议会自2004年起管理，此前由左翼激进党控制，即使现任主席在2016年被暂停党籍，热尔省议会在1976年至1992年和1998年以后管理，东比利牛斯省议会在1945年至1956年和1998年以后管理，洛泽尔省议会自2015年起管理）。此外，还有一个由左翼管理的议会（上比利牛斯省议会自1945年以来由激进社会和自由运动管理，2008年至2011年由社会党管理）。在2017年法国总统选举中，四位明确归类为左翼的候选人在该地区总共获得了30.24%的选票（加上埃马纽埃尔·马克龙的票数则为52.56%），其中让-吕克·梅朗雄获得了22.14%的票数（奥克西塔尼大区是支持左翼激进派候选人最多的地区）。他在阿列日省排名第一（这是继塞纳-圣但尼省之后的第二大支持他的省份），在上加龙省、洛特省和上比利牛斯省排名第二（这些省份分别是他的第五、第六和第七大支持省份）。他在沿海四省（埃罗省、加尔省、奥德省和东比利牛斯省）排名第二，仅次于玛丽娜·勒庞。

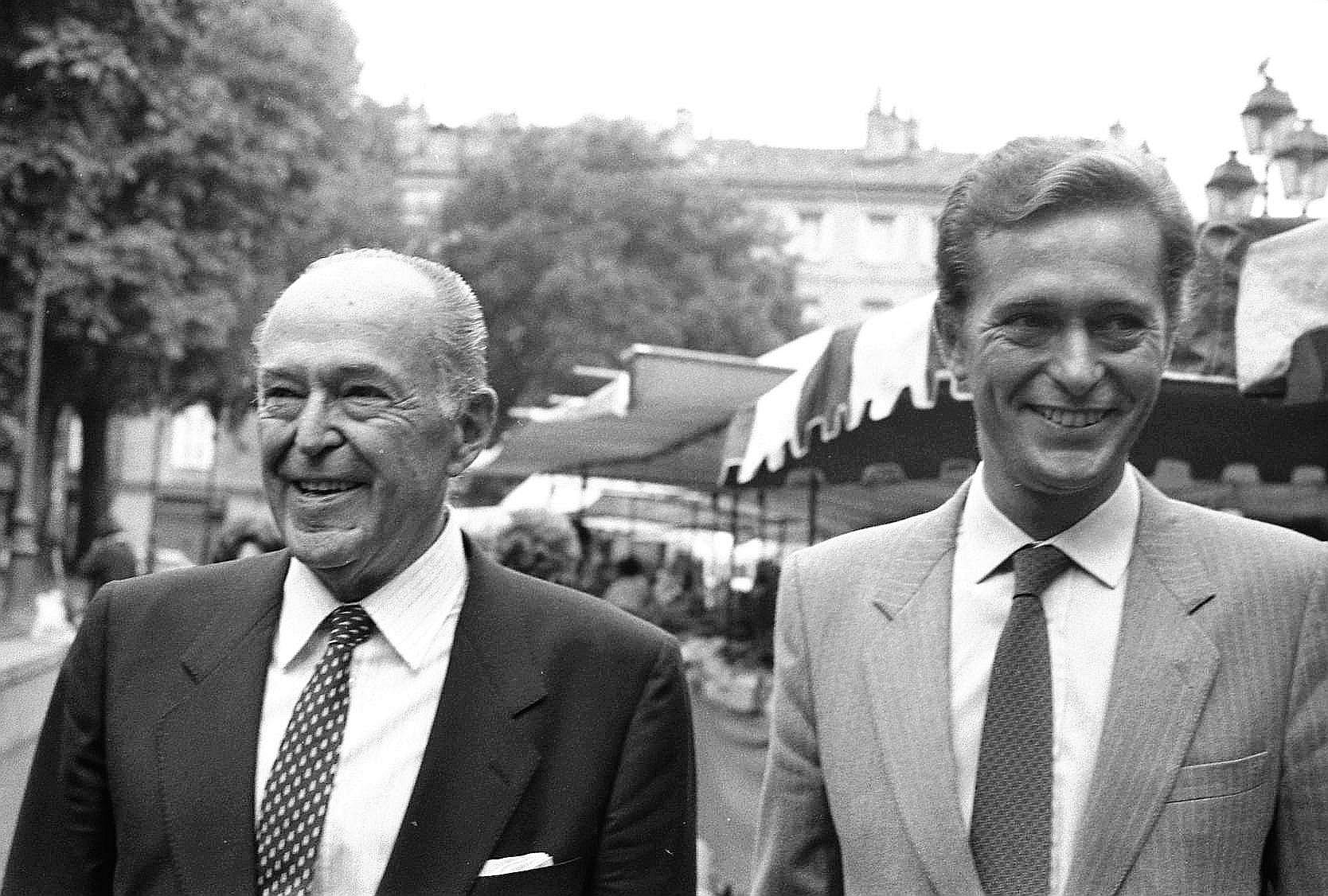
皮埃尔·博迪和他的儿子多米尼克·博迪，从1971年到2001年担任图卢兹市长，是20世纪末中庸右翼在南比利牛斯地区的领导人。

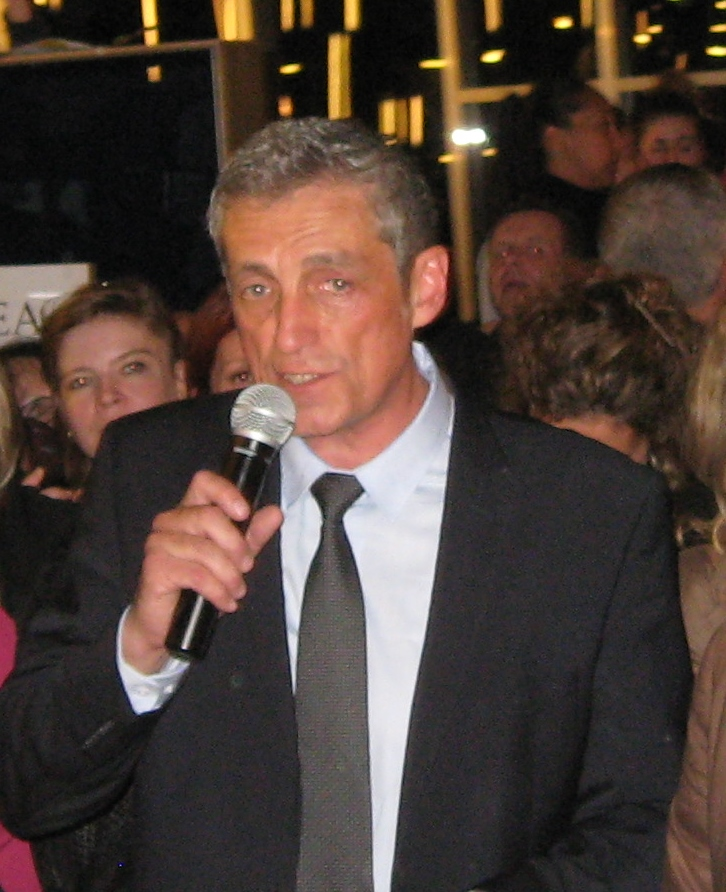
蒙彼利埃市长菲利普·索雷尔，2014年。

法国的中间派和右派历史上被称为“白色南方”，与“红色南方”相对，继承了19世纪末的反革命派、教权主义和君主主义传统。特别是中间派和中间偏右在洛特省的小农民中或平原的一些城市中，例如蒙彼利埃、佩皮尼昂和图卢兹，他们代表了反对激进社会主义的力量，二战后由图卢兹市的历任市长皮埃尔·博迪及其子多米尼克·博迪、菲利普·杜斯特-布拉齐和让-吕克·穆登克，以及前蒙彼利埃市长弗朗索瓦·德尔马斯代表。此外，20世纪70年代以来，这些城市中的一部分激进派或社会民主派家庭加入了国家政治光谱中的中间派或中间偏右阵营，例如佩皮尼昂的保罗·奥尔杜伊、其子让-保罗·奥尔杜伊及让-马克·普霍尔，或贝济耶的乔治·方特斯。不管怎样，这些“激进社会主义”地区的重要选民部分可能会支持无党派或跨党派、独立的候选人，尤其是在塔恩省、热尔省或洛特省，以及蒙彼利埃的市长乔治·弗雷什（尽管是PS成员，但经常与该党领导层对立）和菲利普·索雷尔。2017年法国总统选举期间，在南比利牛斯地区、重要城市地区以及传统激进社会主义地区，埃马纽埃尔·马克龙的得票数非常高（他在该地区获得22.32%的选票，仅次于玛丽娜·勒庞，但在原南比利牛斯八个省中的五个省中排名第一，即洛特省、上加龙省、阿韦龙省、上比利牛斯省和热尔省），随后在2017年法国立法选举中，共和国前进党（LREM）及其盟友民主运动（MoDem）或左翼激进党（PRG）的候选人表现良好（该地区49个选区中有37个被赢得，其中34个由LREM赢得，所有选区在奥德省和塔恩省，在上加龙省赢得一个MoDem选区，在上比利牛斯省和塔恩-加龙省赢得两个PRG选区），表明该地区的激进或社会民主派中左翼选民、基督教民主中间派选民和中间偏右自由派选民之间的融合越来越明显。

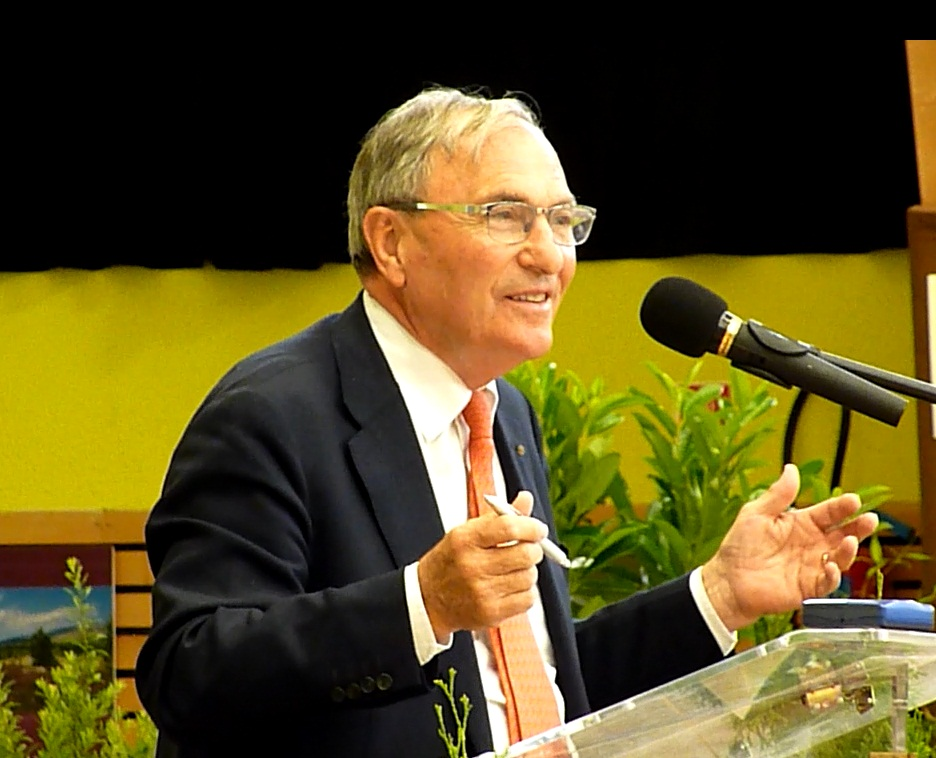
雅克·布朗, 20世纪末和21世纪初洛泽尔省和朗格多克右翼的政治代表

在农村和山区地区，法国的右翼更多地以保守和农民的形式出现，19世纪末“白色南方”传统更为强烈，尤其是在洛泽尔省或阿韦龙省，例如前洛泽尔省参议员和1986年至2004年朗格多克-鲁西永大区主席雅克·布朗。戴高乐主义自1960年代以来在山区腹地、东比利牛斯省或奥德省的比利牛斯山脉以及沿海地区的建有度假村的市镇中扎根，如埃罗省的拉格朗德莫特（勒内·库维涅斯及其子菲利普、斯蒂芬·罗斯尼奥尔），帕拉瓦莱弗洛（克里斯蒂安·让让）或阿格德（皮埃尔·勒鲁瓦-博略）；加尔省的勒格罗迪鲁瓦（艾蒂安·穆鲁）。自由保守主义右翼也在朗格多克平原的许多中等城市中加强了其地位，甚至在21世纪初征服了以前的红色南方堡垒，如尼姆、贝济耶、塞特、阿莱或更近期的纳博讷。在2017年总统选举中，右派的三位候选人共获得23.43%的选票，其中弗朗索瓦·菲永获得17.07%的选票，排名第四（全国范围内排名第三），仅次于玛丽娜·勒庞、埃马纽埃尔·马克龙和让-吕克·梅朗雄。他只在洛泽尔省（22.82%）排名第一，在阿韦龙省（20.78%）排名第二，同时在该地区的最差得票为阿列日省的12.73%。

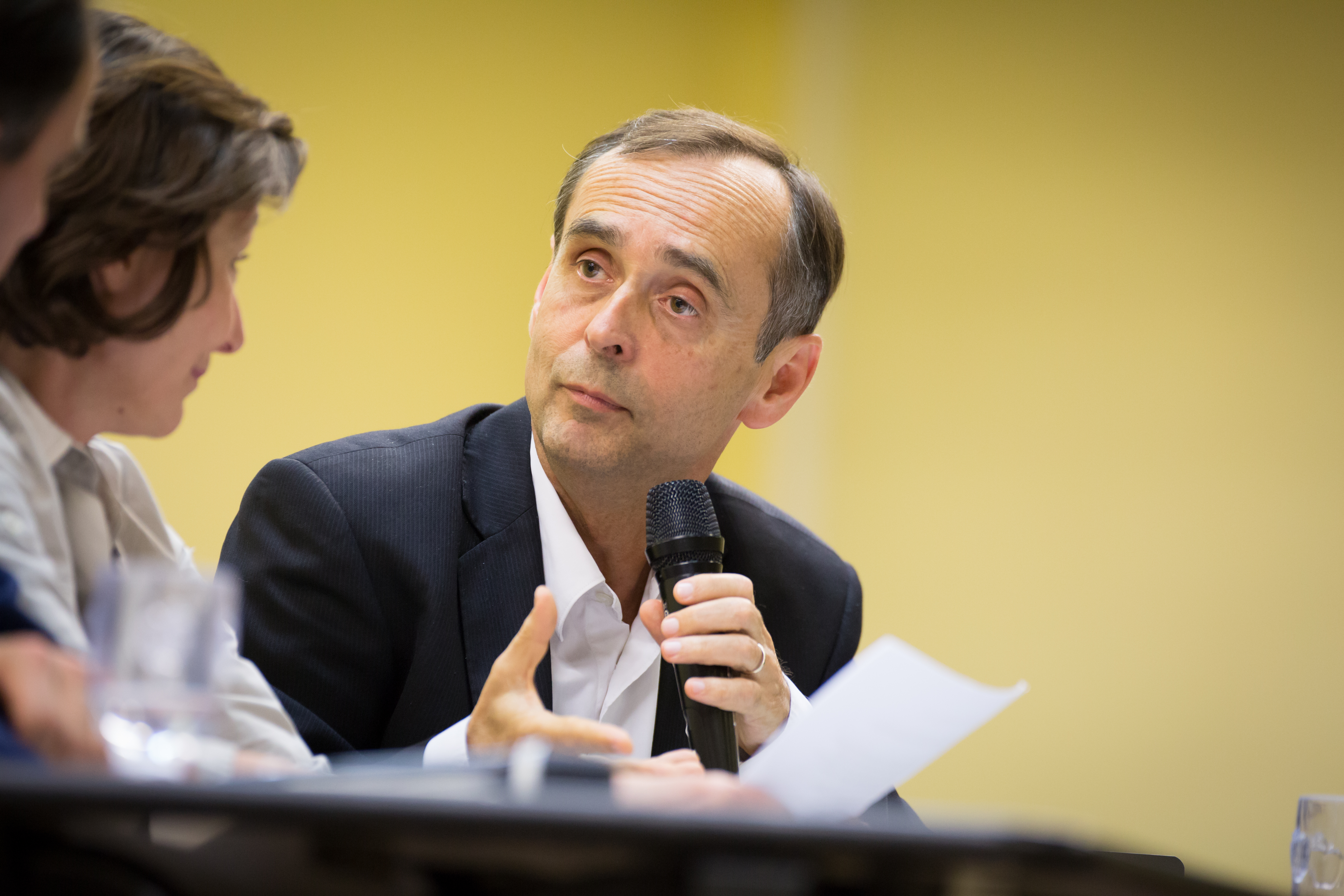
罗贝尔·梅纳尔，贝济耶市长，2015年在图卢兹的政治集会。

最后，自1960年代以来，极右翼或民粹主义右翼的选票在该地区不断增加，象征着国民阵线（FN）后来改名为国民联盟（RN）在地中海沿海地区和加龙河中游地区的日益扎根。例如，1986年法国立法选举中，加尔省、埃罗省和东比利牛斯省各选出了一名国民阵线的议员。在2014年法国市镇选举中，极右翼赢得了两座城市，其中包括埃罗省的第二大城市和该地区第五大城市贝济耶，由国民阵线、站起来的法国（DLR）和法国运动（MPF）的联盟推选的罗贝尔·梅纳尔当选市长，还有加尔省的博凯尔。在2012年法国立法选举中，吉尔贝·科拉尔（加尔省）是全国唯一的两个与此政治派别有关的议员之一，而在2017年法国立法选举中，有六名议员来自该党或与该党有关联，其中两名在该地区当选（东比利牛斯省的路易·阿里奥和加尔省的吉尔贝·科拉尔，后者再次当选），此外还有贝济耶市长的妻子埃曼纽尔·梅纳尔在埃罗省当选。但在总统选举中，这一选民群体在该地区的影响尤为明显：早在1995年总统选举中，首轮投票中，加尔省、埃罗省和东比利牛斯省就将让-玛丽·勒庞列为第二，仅次于利昂内尔·若斯潘，超过雅克·希拉克和爱德华·巴拉迪；在2002年总统选举中，朗格多克-鲁西永是九个将让-玛丽·勒庞列为第一的地区之一（主要由于上述三个省的投票，奥德省仍然偏向左翼支持利昂内尔·若斯潘，洛泽尔省则偏向右翼支持雅克·希拉克），而南比利牛斯是唯一一个将利昂内尔·若斯潘列为第一的大陆地区（在这个地区，只有塔恩-加龙省将让-玛丽·勒庞列为第一，洛特省和阿韦龙省首先选择了雅克·希拉克，其余五个省支持利昂内尔·若斯潘）；在2012年总统选举中，尽管五年前有所下降，国民阵线候选人玛丽娜·勒庞的得票率再次上升，加尔省是唯一一个将她列为第一的省份（她在该省获得了她的第六高得票率），她在奥德省排名第二，仅次于弗朗索瓦·奥朗德，超过尼古拉·萨科齐；而在2017年总统选举中，她在新成立的奥克西塔尼大区得票率大幅上升，首轮投票中以22.98%的得票率领先（在投票给国民阵线候选人的八个地区中，她在此得票率最低，同时埃马纽埃尔·马克龙和让-吕克·梅朗雄分别以22.32%和22.14%的得票率紧随其后），六个省份支持她超过其他候选人（四个沿海省份以及塔恩省和塔恩-加龙省，其他省份支持埃马纽埃尔·马克龙，洛泽尔省例外，支持弗朗索瓦·菲永，而阿列日省支持让-吕克·梅朗雄）。
|                                | 激进左翼             | 左翼 | 中间派                                | 右翼                                                                                   | 极右翼                         |
| ------------------------------ | -------------------- | --- | ------------------------------------- | -------------------------------------------------------------------------------------- | ------------------------------ |
| 2017年法国总统选举结果         | (1) 22.14 % (梅朗雄) | (1) 6.52 % (阿蒙) | (1) 22.32 % (2) 62.99 % (马克龙)      | (1) 17.07 % (菲永)                                                                     | (1) 22.98 % (2) 37.01 % (勒庞) |
| 2012年法国总统选举结果         | (1) 13.20 % (梅朗雄) | (1) 29.27 % (2) 54.74 % (奥朗德)                                                                                                | (1) 8.25 % (贝鲁)                     | (1) 23.80 % (2) 45.26 % (萨科齐)                                                       | (1) 19.63 % (勒庞)             |
| 奥克西塔尼大区议会成员 (2016-) | 4 (FI) + 7 (PCF)     | 49 (PS-MRC) + 17 (MR 前PRG 及其支持者) + 14 (EELV-地方主义者) + 2 (DVG)                                                         | 6 (UDI-MoDem-LREM)                    | 20 (LR - DVD)                                                                          | 39 (RN)                        |
| 省议会                         |                      | 10 PS (阿列日省, 奥德省, 加尔省, 热尔省, 上加龙省, 埃罗省, 洛特省, 洛泽尔省, 东比利牛斯省, 塔恩省) + 1 MR ex-PRG (上比利牛斯省) | 1 UDI (阿韦龙省) + 1 SE (塔恩-加龙省) |                                                                                        |                                |
| 法国国民议会成员 (2017-)       | 3 (FI)               | 3 (PS) + 2 (MR ex-PRG) | 34 (LREM) + 1 (MoDem)                 | 3 (LR)                                                                                 | 2 (RN) + 1 (EXD)               |
| 法国国民议会成员 (2012-2017)   |                      | 36 (PS) + 3 (PRG) + 2 (EELV) + 1 (DVG)                                                                                          | 1 (UDI-AC)                            | 5 (LR)                                                                                 | 1 (FN)                         |
| 法国参议院成员 (2017 和 2014)  |                      | 11 (PS) + 4 (MR ex-PRG) + 1 (DVG)                                                                                               | 4 (UDI) + 1 (LREM)                    | 8 (LR) + 1 (DVD)                                                                       |                                |
| 市长 (省会城市)                |                      | 5 PS (欧什, 卡奥尔, 富瓦, 芒德, 蒙彼利埃)                                                                                       | 1 LREM (鲁埃格) + 1 DVC (阿尔比)      | 4 LR (蒙托邦, 尼姆, 塔布, 图卢兹) + 1 DVD (卡尔卡松)                                   | 1 RN (佩皮尼昂)                |
| 市长 (人口超过4万的城市)       |                      | 1 PS (蒙彼利埃) | 1 SE (阿尔比)                         | 6 LR (图卢兹, 尼姆, 佩皮尼昂, 蒙托邦, 塞特, 塔布) + 3 DVD (卡斯特尔, 纳博讷, 卡尔卡松) | 1 EXD (贝济耶)                 |
| 市长 (人口2.5万到4万的城市)    |                      | 3 PS (科洛米耶, 图恩费伊, 米雷)                                                                                                 |                                       | 2 LR (阿莱, 阿格德) + 1 DVD (吕内尔)                                                   |                                |

### 行政中心

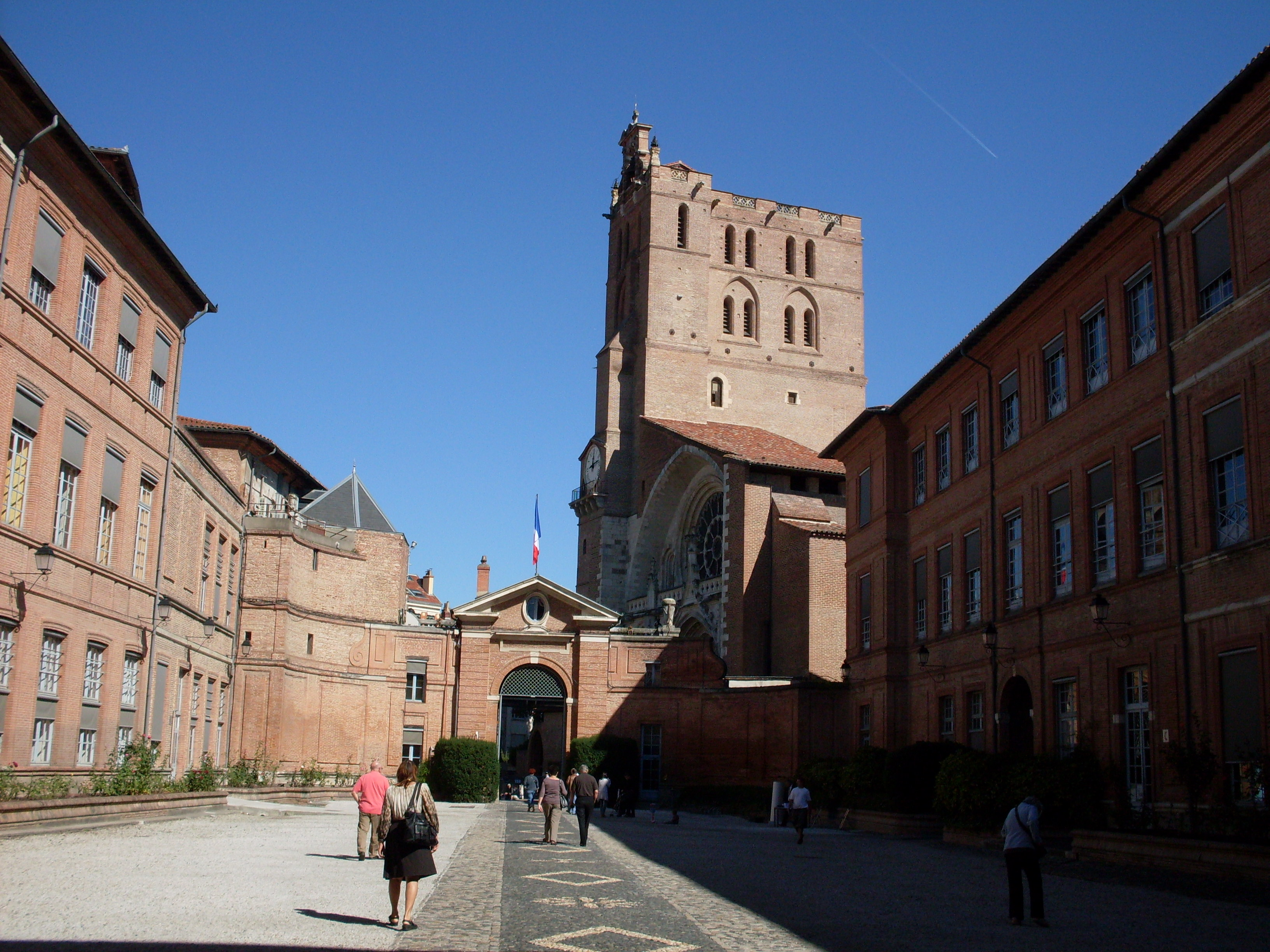
奥克西塔尼大区及上加龙省的省政府办公楼，位于图卢兹。

图卢兹是奥克西塔尼大区的省政府、地区议会大楼及地区经济、社会与环境委员会（CESER）所在地。然而，地区议会的议会会议和某些去集中化部门的服务机构（如地区卫生局、文化事务局和青年、体育及社会融合局）则位于蒙彼利埃。此外，蒙彼利埃学区的学区主任也成为奥克西塔尼大区（包含图卢兹学区在内）的学区主任，该大区学区于1月1日成立。
大部分的这种分配是在2015年7月31日的部长会议上决定的，会议确定了新大区的临时行政中心名单以及国家去集中化部门的地区管理部门的设立，并决定将大都市学区合并为十三个地区学区。

### 行政划分

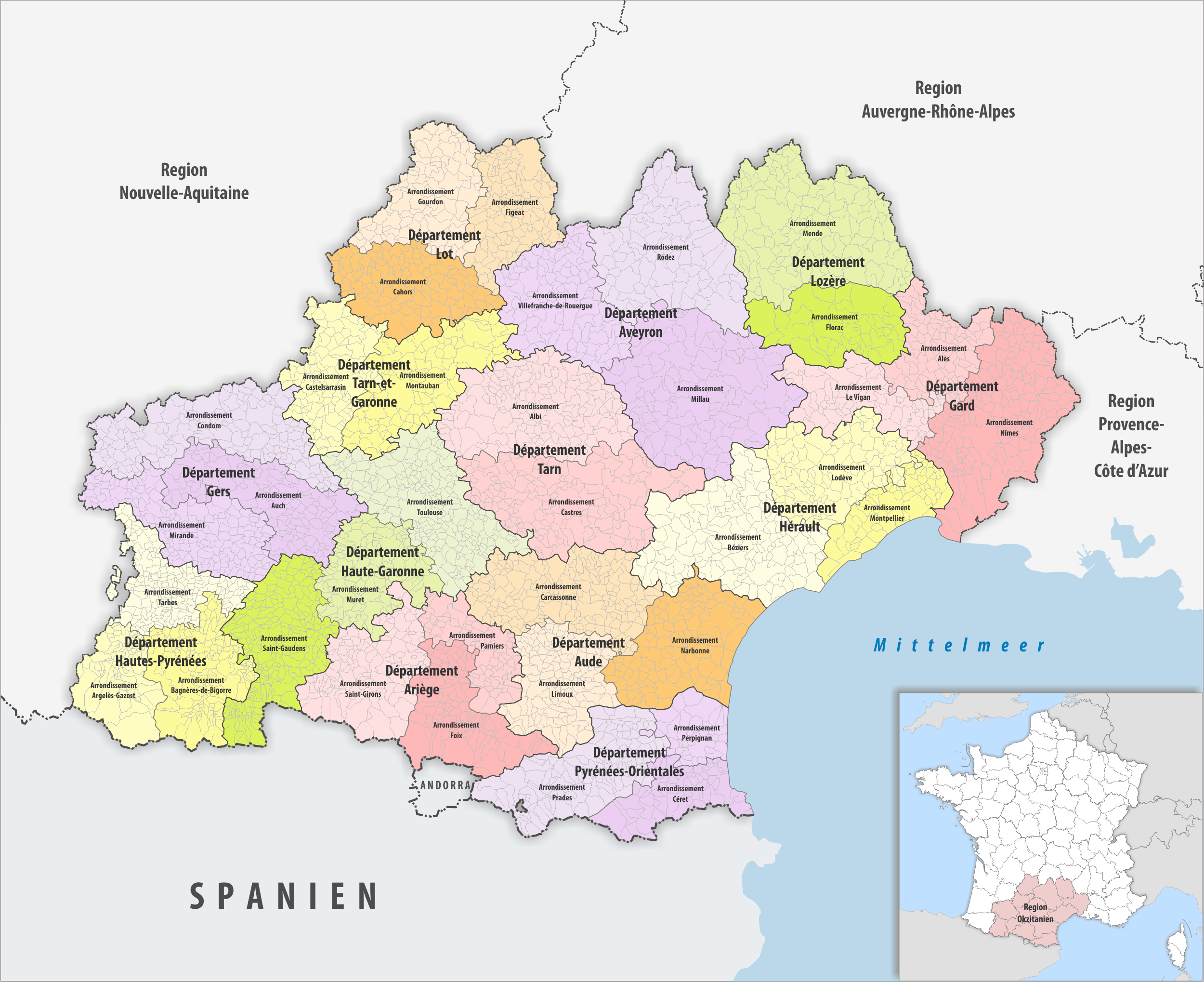
奥克西塔尼大区内的省、区和市镇分布图。

奥克西塔尼大区包含13个省，这些省对应于原来的南部-比利牛斯大区和朗格多克-鲁西永大区：阿列日省、奥德省、阿韦龙省、加尔省、上加龙省、热尔省、埃罗省、洛特省、洛泽尔省、上比利牛斯省、东比利牛斯省、塔恩省和塔恩-加龙省。
| 编号 | 省份             | 省会     | 区 | 县 | 市镇 |
| ---- | ---------------- | -------- | -- | -- | ---- |
| 09   | 阿列日省（Ariège）     | 富瓦     | 3  | 13 | 331  |
| 11   | 奥德省（Aude）       | 卡尔卡松 | 3  | 19 | 436  |
| 12   | 阿韦龙省（）     | 罗德兹   | 3  | 23 | 285  |
| 30   | 加尔省（Gard）       | 尼姆     | 3  | 23 | 351  |
| 31   | 上加龙省（Haute-Garonne）     | 图卢兹   | 3  | 27 | 587  |
| 32   | 热尔省（Gers）       | 欧什     | 3  | 17 | 462  |
| 34   | 埃罗省（Hérault）       | 蒙彼利埃 | 3  | 25 | 342  |
| 46   | 洛特省（Lot）       | 卡奥尔   | 3  | 17 | 313  |
| 48   | 洛泽尔省（Lozère）     | 芒德     | 2  | 13 | 152  |
| 65   | 上比利牛斯省（Hautes-Pyrénées） | 塔布     | 3  | 17 | 469  |
| 66   | 东比利牛斯省（Pyrénées-Orientales） | 佩皮尼昂 | 3  | 17 | 226  |
| 81   | 塔恩省（Tarn）       | 阿尔比   | 2  | 23 | 319  |
| 82   | 塔恩-加龙省（Tarn-et-Garonne）  | 蒙托邦   | 2  | 15 | 195  |

奥克西塔尼是法国三个拥有两个具有“都会”地位的intercommunalités的地区之一，该地位由《公共领土行动现代化和都会确认法》（MAPTAM法）创建，这是acte III de la décentralisation改革的另一部分：
- 图卢兹都会区；
- 蒙彼利埃地中海都会区。

该法将获得城市社区地位所需的人口下限降低到250,000人，因此，另一个地区的intercommunalité在2016年1月1日获得了这一地位：佩皮尼昂地中海都会区。该地区还拥有另一个人口超过200,000的intercommunalité：尼姆都会区。

### 地区委员会

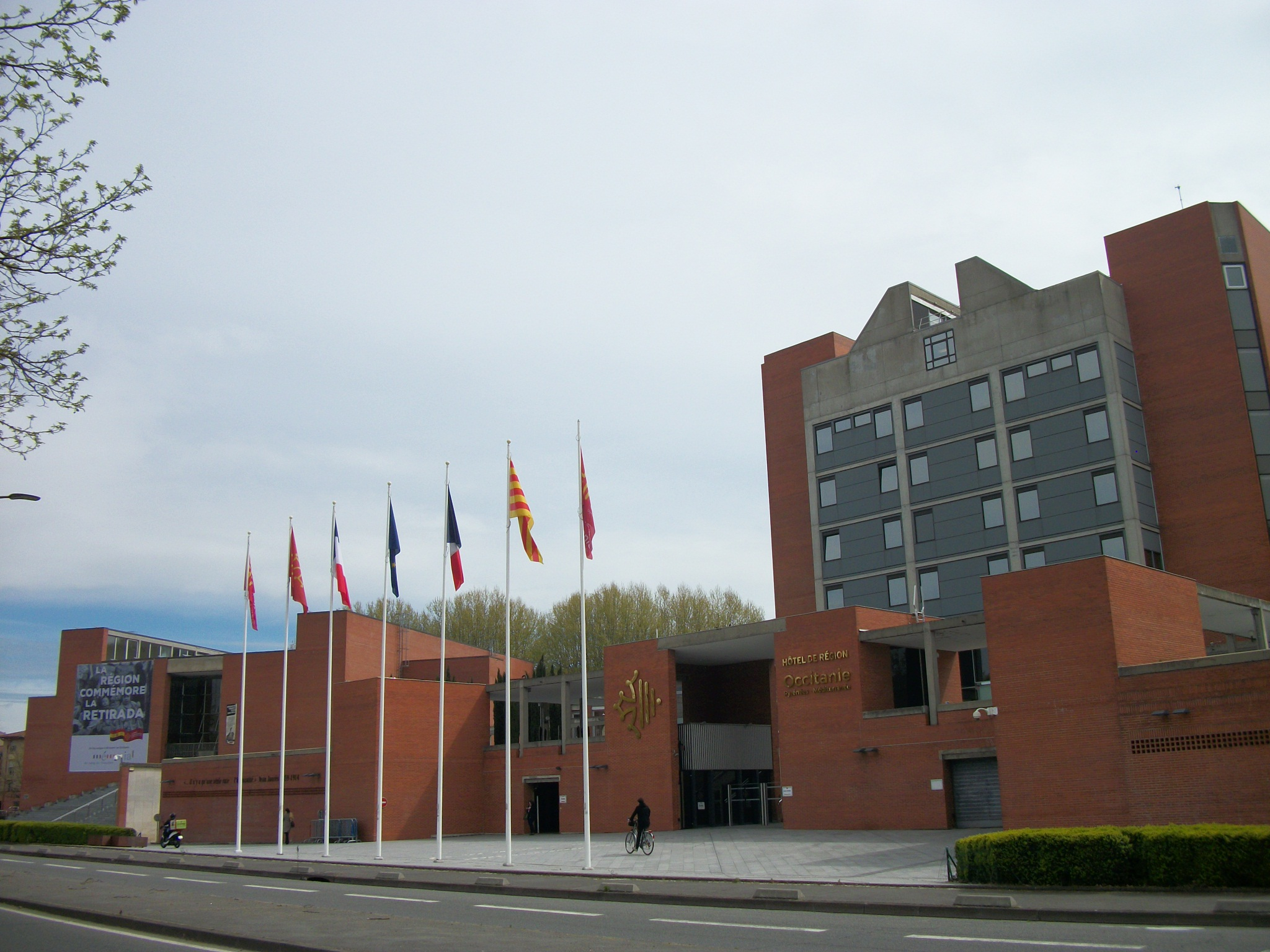
奥克西塔尼地区委员会总部“图卢兹地区酒店”。

该地区的议会是奥克西塔尼地区委员会。

#### 历届主席名单
自2016年1月4日起，在2015年12月6日和13日的地区选举后，卡罗尔·德尔加（Carole Delga）（法国社会党）成为奥克西塔尼地区的主席，领导由三个小组组成的多数派：“社会党共和党公民”（将法国社会党与共和党公民运动联合起来）；“新世界”小组（包括欧洲生态绿党、法国共产党、奥克西塔尼党和其他左翼成员）；以及主要由激进运动组成的“激进小组”。

#### 职能
大区拥有不同的职能：
- 经济发展
- 管理高中、学徒政策和职业培训
- 协调职业指导服务
- 公共就业服务
- 管理大部分欧洲区域发展基金、就业和农业基金

大区在文化、体育、推广区域语言、民众教育和旅游方面拥有共同职能。

#### 大区预算
方案授权
2016年1月18日，地区议会在等待预算投票的同时投票通过的第一批拨款如下：
方案授权金额为2.778亿欧元：
- 教育：7480万欧元
- 欧洲基金管理：6920万欧元
- 经济行动：6910万欧元
- 领土规划：3350万欧元
- 环境保护：1330万欧元
- 交通运输：580万欧元
- 文化、体育和休闲：570万欧元
- 职业培训和学徒：50万欧元

承诺授权
承诺授权金额为2.925亿欧元：
- 交通运输：1.18亿欧元
- 经济行动：3100万欧元
- 职业培训与学徒：6220万欧元
- 文化、体育和休闲：2140万欧元
- 欧洲基金管理：1930万欧元
- 教育：1650万欧元
- 环境保护：530万欧元
- 领土规划：450万欧元
- 卫生与社会行动：67.85万欧元

### 地区经济、社会和环境委员会
奥克西塔尼的地区经济、社会和环境委员会（CESER）是大区的第二个议会，仅具有咨询性质。其主席是Jean-Louis Chauzy。
官方网站 （页面存档备份，存于）

### 防务和安全
在该地区，军事生活非常活跃。这里集中了大多数组成第11空降旅的单位，拥有数十个军营，其部队通常是第一批被派遣到冲突地区的，如黎巴嫩、乍得、科索沃、阿富汗、马里等国。位于蒙托邦的第17空降工兵团（也被称为“法国军队的瑞士军刀”）是法国最著名的团之一，因为它是欧洲唯一可以在极端条件下完成特定任务的精英部队。其他著名的驻军还包括帕米耶、卡尔卡松和卡斯特尔萨拉辛。奥克西塔尼还拥有军事营地，如凯吕斯营地，以及国家突击队训练中心，如蒙-路易和科利乌尔的训练中心。在纳博讷附近的克拉佩山脉还有一个地中海空域监控雷达站。

#### 陆军

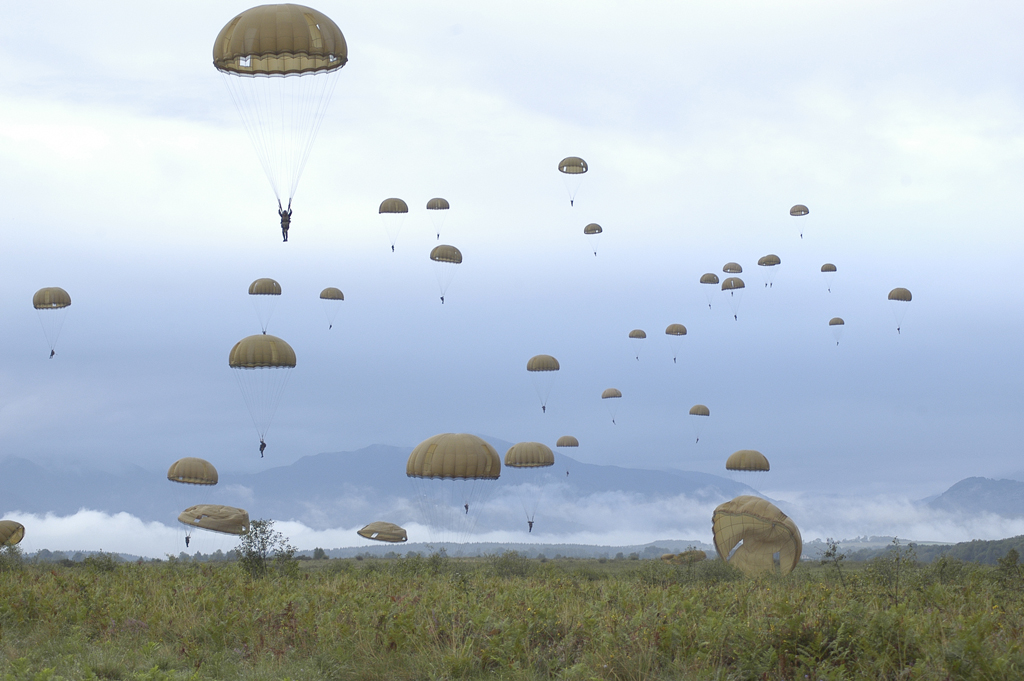
在杰尔区进行的伞降（第1空降猎兵团），靠近塔布。

- 09 : 帕米耶：第1空降猎兵团，贝蒙上尉军营
- 11 : 卡斯特尔诺达里：第4外籍团，丹久上尉军营
- 12 : 拉尔扎克营地：第13外籍半旅
- 30 : 劳敦-拉尔杜瓦兹：第1外籍工兵团，将军罗莱特军营 - 加里格营地 - 尼姆：第6轻装甲旅 - 第2外籍步兵团，夏布里埃上校军营 - 第4物资团 - 第503运输团，尼姆-加龙海军航空基地
- 31 : 库尼奥：第1空降运输团，埃德梅上校军营 - 巴尔马：第11空降旅 - 缪雷：第3物资团 - 图卢兹：第14空降步兵与后勤支援团
- 65 : 杰尔营地 - 塔布：第1空降轻骑兵团，拉雷军营 - 第35空降炮兵团，苏尔特军营
- 66 : 蒙-路易：国家突击队训练中心 - 科利乌尔：国家突击队训练中心分队 - 佩皮尼昂：专业跳伞训练中心，若弗军营
- 82 : 凯吕斯营地 - 蒙托邦：第17空降工兵团，杜梅尔军营 - 第11物资支援基地 - 卡斯特尔萨拉辛：第31工兵团，马雷斯科军营
- 卡尔卡松：第3海军步兵空降团，拉佩林军营
- 卡斯特尔：第8海军步兵空降团，法约尔军营

#### 海军
- 位于维尔彭特和维尔马涅的法国南部传输中心负责通过卫星处理和连接投射或作战中的军事单位。

#### 空军
- 位于纳博讷克拉佩山脉的地中海空域监控雷达站。

## 经济

### 职业活动
2012年，奥克西塔尼地区共有约113,000家企业以及2,494,000名员工。
| 2012年数据                 | 15至64岁的活跃人口 |
| -------------------------- | ------------------ |
| 工匠、商人、企业负责人     | 62,012             |
| 高级管理人员和知识分子职业 | 189,997            |
| 中级职业                   | 357,911            |
| 职员                       | 318,932            |
| 工人                       | 747,148            |

奥克西塔尼地区最大的12家公司排名：
| 公司                          | 邮政编码 | 城市       | 营业额           |
| ----------------------------- | -------- | ---------- | ---------------- |
| 空中客车                      | 31700    | 布拉尼亚克 | 46,211,240,000 € |
| 空中客车集团                  | 31300    | 图卢兹     | 9,749,000,000 €  |
| 阿尔特拉德集团                | 34510    | 弗洛伦萨克 | 2,300,000,000 €  |
| 皮尔法伯集团                  | 81100    | 卡斯特尔   | 2,000,000,000 €  |
| U系统南部区域中心             | 34740    | 旺达尔格   | 1,946,136,854 €  |
| Dyneff                        | 34000    | 蒙彼利埃   | 1,723,710,766 €  |
| 泰雷兹阿莱尼亚航天公司        | 31100    | 图卢兹     | 1,632,947,000 €  |
| Socamil合作社                 | 31170    | 图尔讷菲耶 | 1,006,118,249 €  |
| 先正达                        | 31790    | 圣索沃     | 1,001,054,563 €  |
| 皇家宠物食品                  | 30410    | 艾马尔格   | 895,166,170 €    |
| Stela石油产品公司             | 81000    | 阿尔比     | 908,759,910 €    |
| Continental Automotive France | 31100    | 图卢兹     | 790,692,372 €    |

### 农业

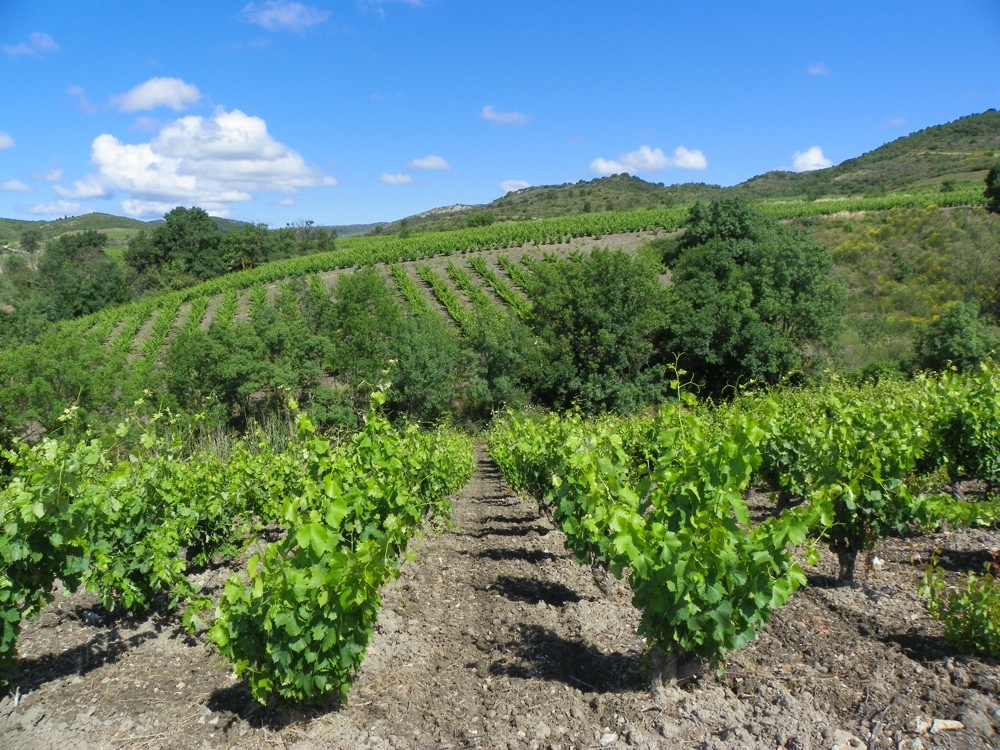
科比埃尔葡萄园。

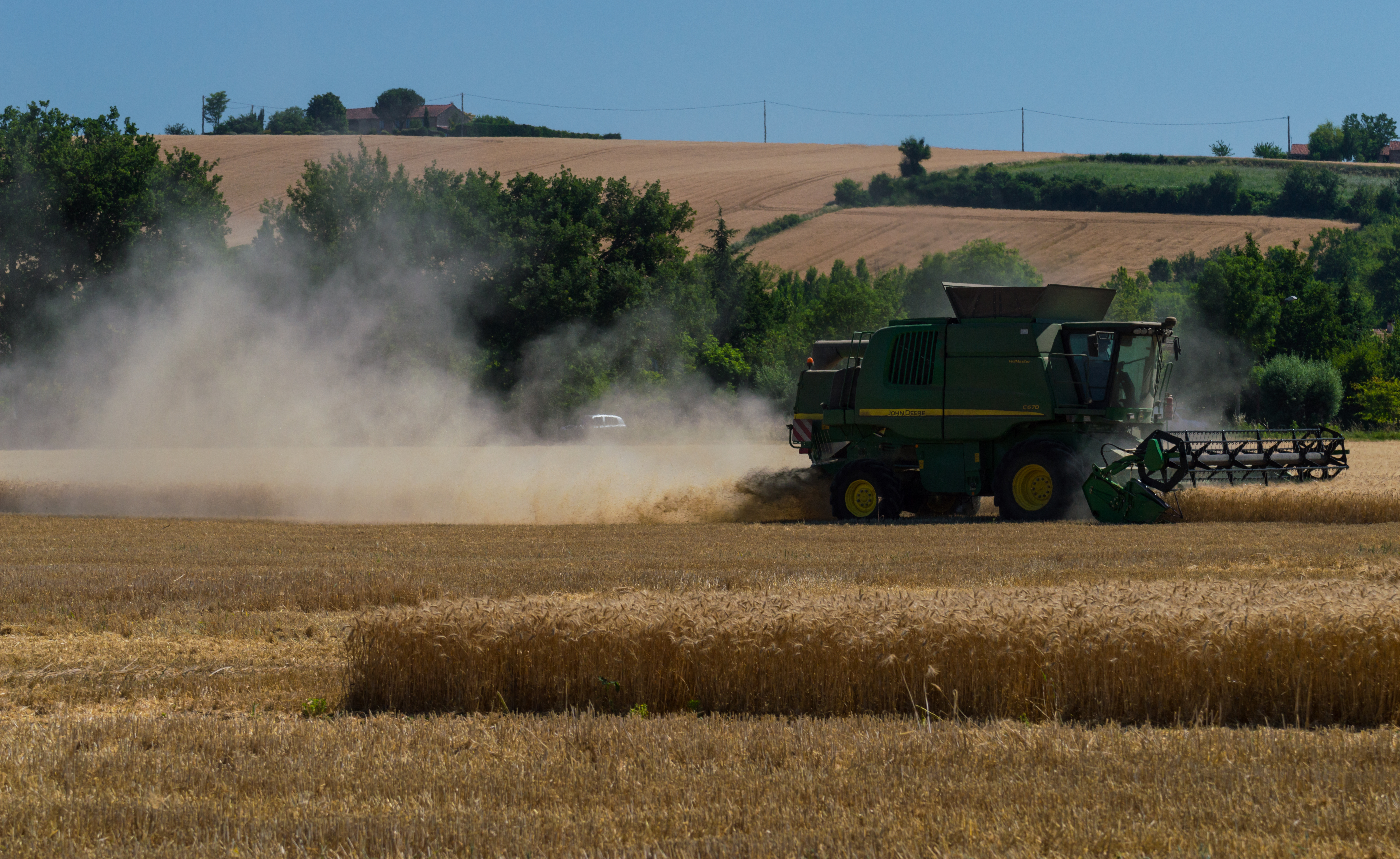
劳拉盖地区的小麦田。

奥克西塔尼是法国第二大农业地区，仅次于新阿基坦大区，拥有78300个农业经营。
奥克西塔尼是法国第一大有机农业地区，2015年有6500个农场（总面积329,660 公顷）进行有机农业认证。其中，葡萄园面积超过23,000 公顷。
该地区是法国第二大农业就业区，拥有164300人，其中包括86000个农场主、17700名长期雇员和16500名季节工。
作为法国第一大种植区（硬小麦、玉米等），该地区的大部分土地用于粮食作物（814,500 公顷）、饲料作物（用于牲畜饲养，317,300 公顷）和葡萄种植（270,000 公顷）。
奥克西塔尼是法国第一大羊类生产区，集中了全国32%的羊群，生产29%的肉类和73%的奶制品。该地区是第三大农产品加工区，拥有7000个企业。
此外，奥克西塔尼是世界上最大的受保护原产地名称葡萄酒生产区。

### 研究与开发

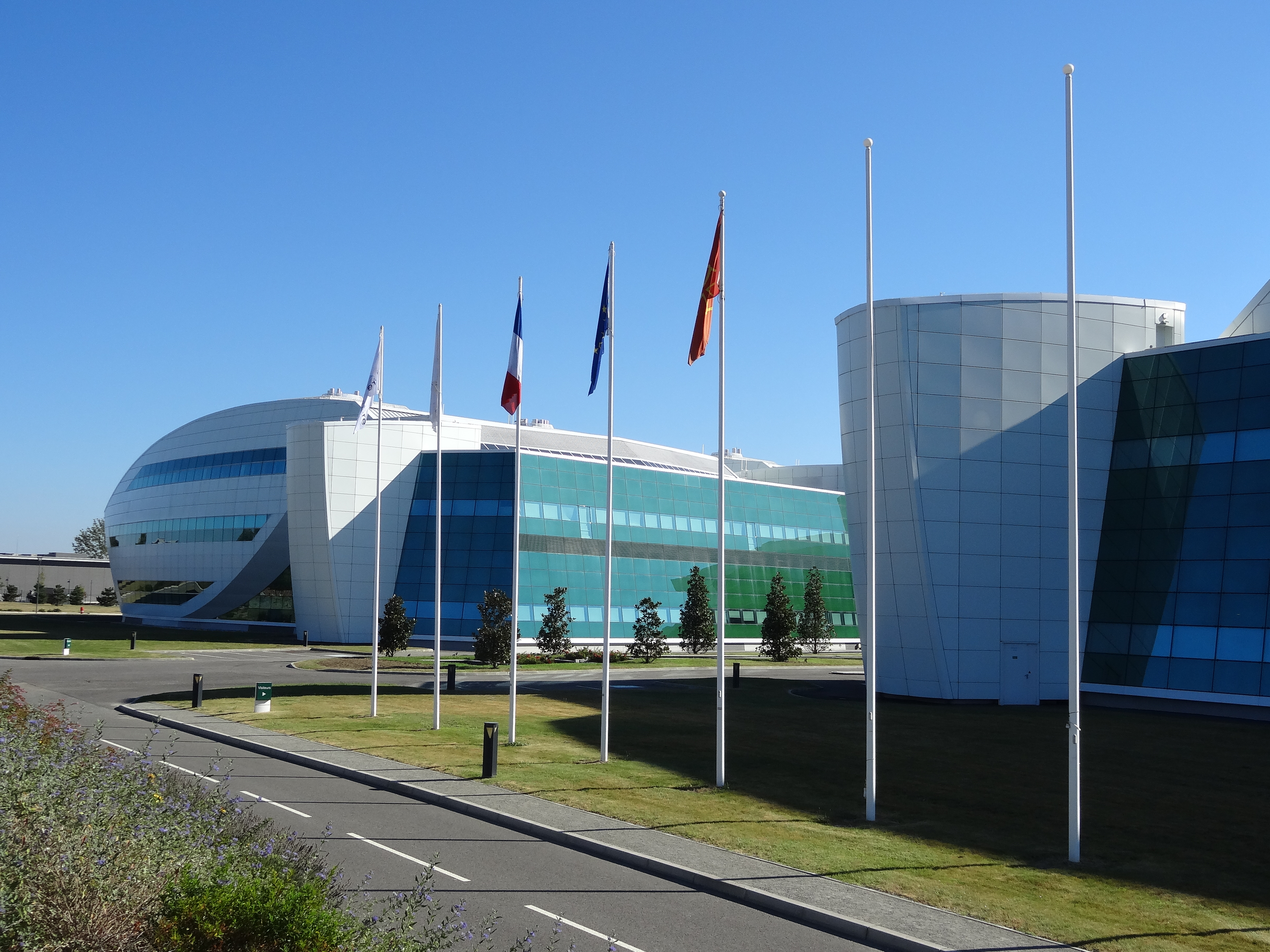
Pierre-Fabre肿瘤研究中心，位于图卢兹。

奥克西塔尼是法国本土在研发（R&D）方面占GDP比例最高的地区（2014年为3.7%），也是唯一一个达到欧盟2020年欧洲战略目标（3%）的地区。
该地区每年在研发上的投入约为56亿欧元，其中60%来自企业。这是法国本土第三大研发投入，仅次于奥弗涅-罗讷-阿尔卑斯大区（66亿欧元）和法兰西岛大区（190亿欧元）。
该地区拥有超过29,400 名研究人员和15个竞争力集群，使其成为拥有最多竞争力集群的地区：在法国本土的71个集群中，有14个位于奥克西塔尼，如航天谷（按成员企业和员工数量排名第三的竞争力集群）、农业南部创新、癌症生物健康、Derbi、水、Elopsys、Eurobiomed、地中海海洋、Optitech、欧洲陶瓷中心、地中海质量、Risques、Terralia、Trimatec、ViaMéca。该地区还拥有35所高等院校和大学，共有227,148 名学生。

### 旅游

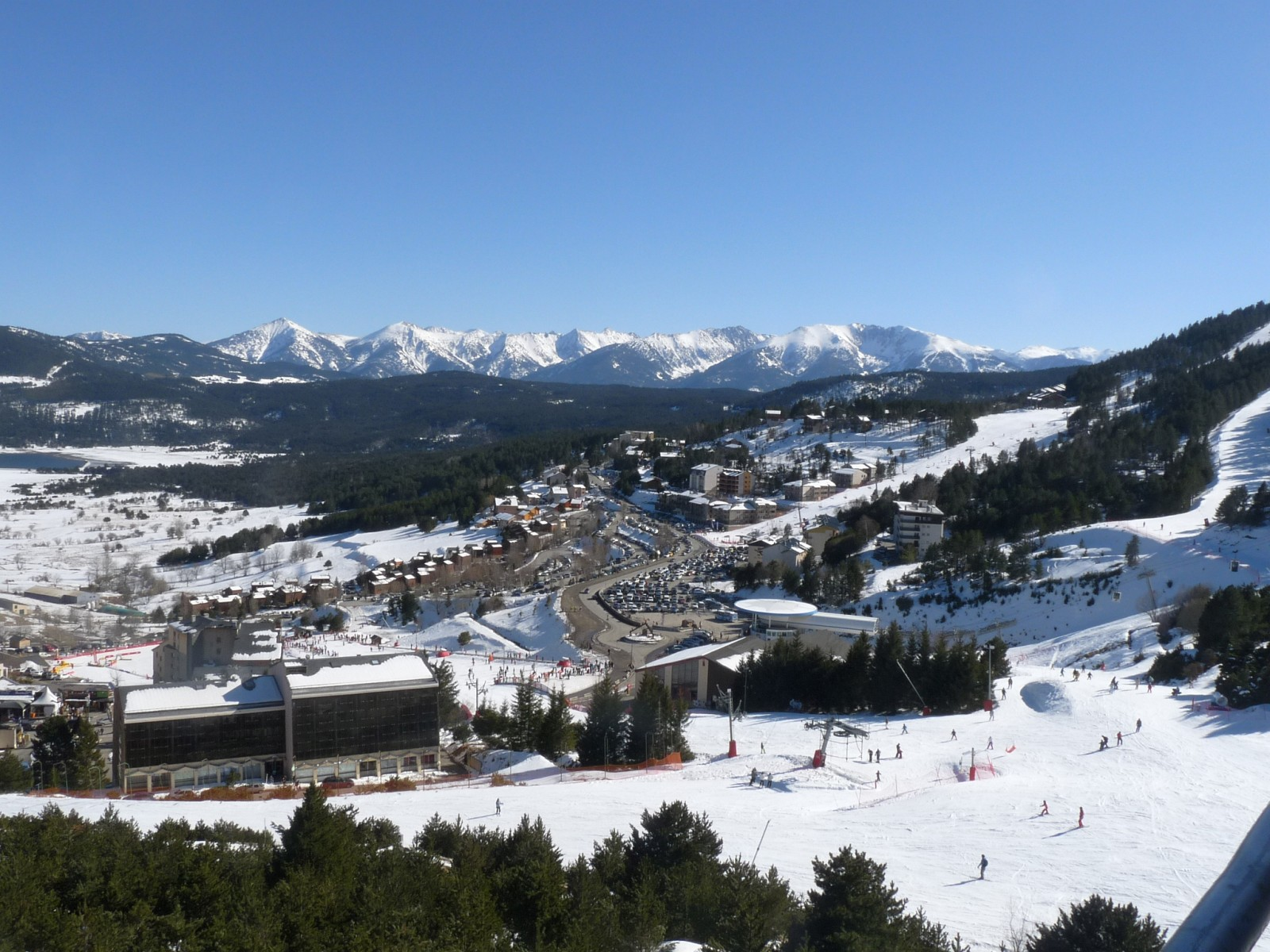
位于东比利牛斯省的Les Angles滑雪站。

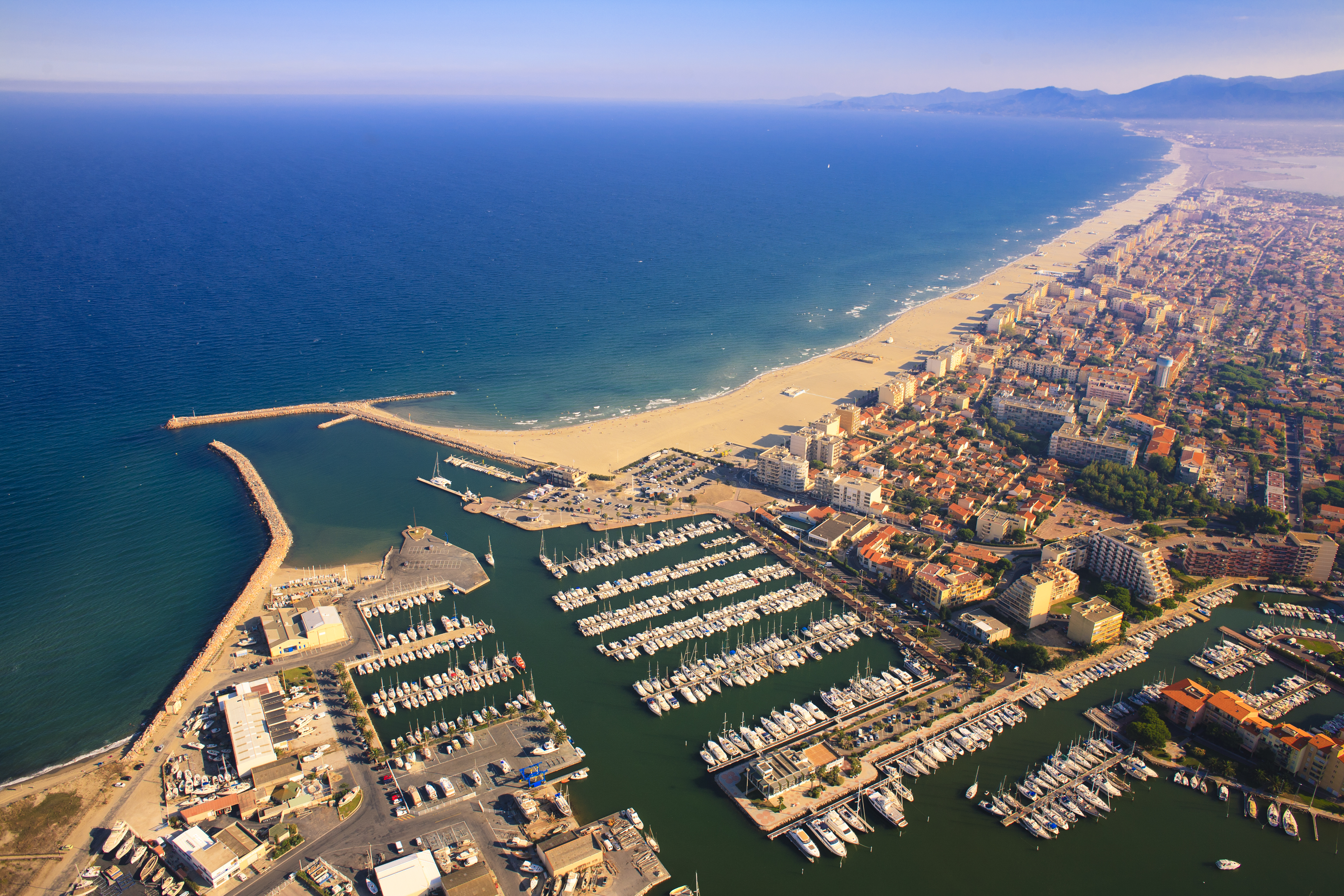
东比利牛斯省的Canet-en-Roussillon海滩。

奥克西塔尼是法国第四大旅游地区，每年旅游收入达130亿欧元，年均住宿1.81亿夜，其中露营2300万夜，海滨旅游者1420万人次，包括700万外国游客，酒店住宿1500万人次。
- 在露营方面排名第一（无论是容量还是游客数量），拥有1326个露营地，共159700个营位（65%的外国游客更喜欢露营）
- 在温泉设施方面排名第一，拥有166000名温泉游客
- 酒店房间数量排名第四，共65700间客房，2037家酒店（其中380万外国游客，卢尔德有210万外国游客）
- 旅游业就业人数排名第四，共87500个岗位。

该地区有两条山脉：比利牛斯山脉，与西班牙和安道尔接壤，滑雪站位于上比利牛斯省、上加龙省、阿列日省、奥德省和东比利牛斯省，平均海拔在1400至2,500 米之间，最高的滑雪道位于Piau-Engaly，海拔2,600 米。中央高原的滑雪站位于阿韦龙省和洛泽尔省，滑雪道海拔在1,100 米至1,400 米之间。

#### 中央高原滑雪站
- 在阿韦龙省：拉吉奥勒 • 布拉梅卢 • 奥布拉克 (12)。
- 在洛泽尔省：布莱马尔-洛泽尔山 • 奥布拉克 (48) • 巴尔克 • 勒蓬-德蒙韦尔。
- 在加尔省：普拉特佩罗。

#### 比利牛斯山脉滑雪站
- 在上比利牛斯省：阿祖恩谷 • 圣拉里-苏兰 • 杜尔马莱滑雪区 • 佩拉居德 • 科特雷 • 皮奥-恩加利 • 卢龙谷 • 吕兹-阿尔迪登 • 加瓦尔尼-杰德尔 • 奥塔坎 • 尼斯托斯 • 蒙吉。
- 在上加龙省：吕雄-苏佩尔巴涅尔 • 穆尔蒂斯 • 布尔格-多伊尔。
- 在阿列日省：米亚内-多内藏 • 古泽特-内热 • 奥尔梅山 • 阿克斯三域 • 阿斯库-佩耶雷 • 古利耶-内热 • 勒尔湖 • 贝伊高原。
- 在奥德省：卡穆拉克。
- 在东比利牛斯省：昂格勒 • 枫丹白露 • 博尔克尔-比利牛斯2000 • 福米热尔 • 波尔泰-普伊莫朗 • 皮瓦拉多 • 基拉讷 • 卡普西尔北欧滑雪站 • 埃尔-皮格马尔 • 康布雷达兹滑雪区。

#### 海滩和游艇港
奥克西塔尼地区的31个市镇临地中海，拥有215 公里的海岸线，45,000 公顷的池塘和潟湖，以及位于巴纽尔斯叙尔梅尔的海洋自然公园。
海滩和游艇港包括：
- 加尔省：格罗迪鲁瓦（“卡马尔格港”）。
- 埃罗省：拉格朗德莫特 • 莫吉奥（“卡农海滩”） • 帕拉瓦莱弗洛 • 维伦纽夫莱马格洛讷 • 弗龙蒂尼昂 • 塞特 • 马尔塞扬 • 阿格德（“阿格德角”、“格罗达格德”） • 维亚斯 • 波蒂朗热 • 塞里尼昂海滩 • 瓦尔拉斯海滩 • 旺德尔。
- 奥德省：弗勒里（“圣皮埃尔拉梅尔”） • 纳博讷（“纳博讷海滩”） • 格吕桑 • 新港 • 拉帕尔姆 • 勒卡特。
- 东比利牛斯省：巴克雷斯 • 托雷耶斯 • 圣玛丽拉梅尔 • 卡内卢西永 • 圣西普里安 • 埃尔讷 • 阿尔热莱叙尔梅尔 • 科利乌尔 • 波尔旺德尔 • 巴纽尔斯叙尔梅尔 • 瑟尔贝尔。

### 航空业
一个多世纪以来，航空工厂在图卢兹地区不断建立，对当地经济和历史产生了深远影响。这些工厂最初建在蒙托德朗（南部）、圣埃洛伊（西北部），然后是图卢兹-科洛米耶-布拉尼亚克，靠近城市边界。在去中心化过程中，这座城市被选为平衡国家大都市之一，承接航空和航天活动。
历史上，Breguet 19飞机是在埃罗省的Vendargues制造的。这也是为什么该城市的体育俱乐部被称为Vendargues，徽章上有一架飞机。

#### 空中客车
空中客车是一家位于图卢兹郊区布拉尼亚克的航空制造公司。作为空中客车集团旗下的全资子公司，该公司制造全球约一半的民用飞机，是波音的主要竞争对手。
空中客车于1960年代末作为一个财团由欧洲制造商成立。空中客车工业于2001年成为一家简化股份公司（SAS），是EADS的子公司，后者在2014年更名为空中客车集团。BAE系统公司在2001年至2006年间持有空中客车20%的股份。
2010年，空中客车在法国、德国、英国、比利时（比利时航空公司）和西班牙的18个工厂雇用了62751人。虽然空中客车的飞机零件主要在欧洲制造，但有些零件来自世界各地。然而，最终的组装线位于法国图卢兹、德国汉堡、西班牙塞维利亚、中国天津和美国莫比尔。空中客车的子公司也位于美国、中国、日本和印度。
在近代历史上，一些革命性的新型飞机在图卢兹设计，例如全球唯一的超音速客机协和飞机和全球最大的客运飞机空中客车A380。该飞机的最终组装在图卢兹进行。至今，空中客车仍是当地和国家经济的关键参与者，尤其是在航空领域。2013年，空中客车图卢兹工厂成为法国最大的工业基地，拥有13217名员工。图卢兹在航空航天研究、创新和工业领域确立了自己的地位。

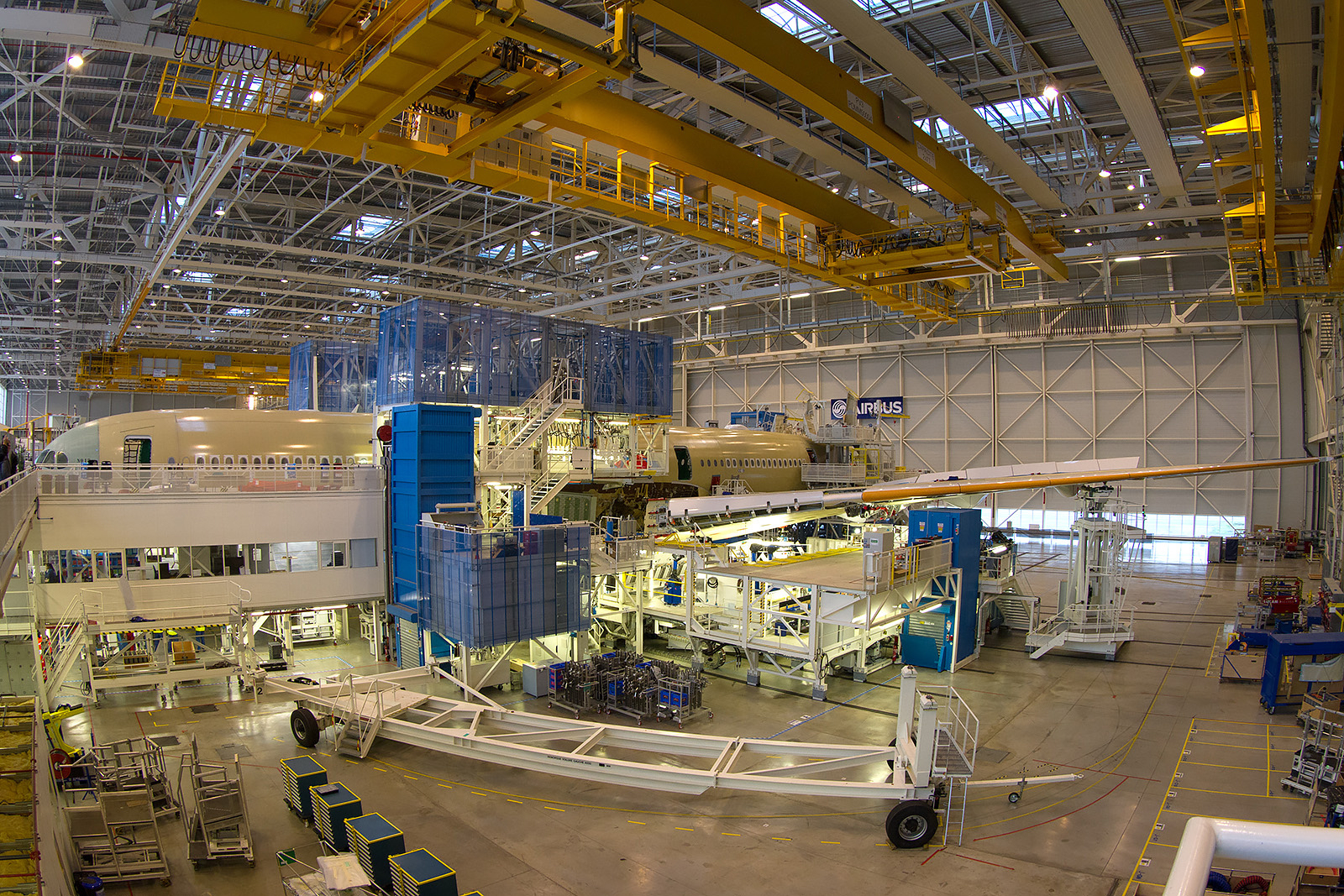
图卢兹的空中客车A350组装线
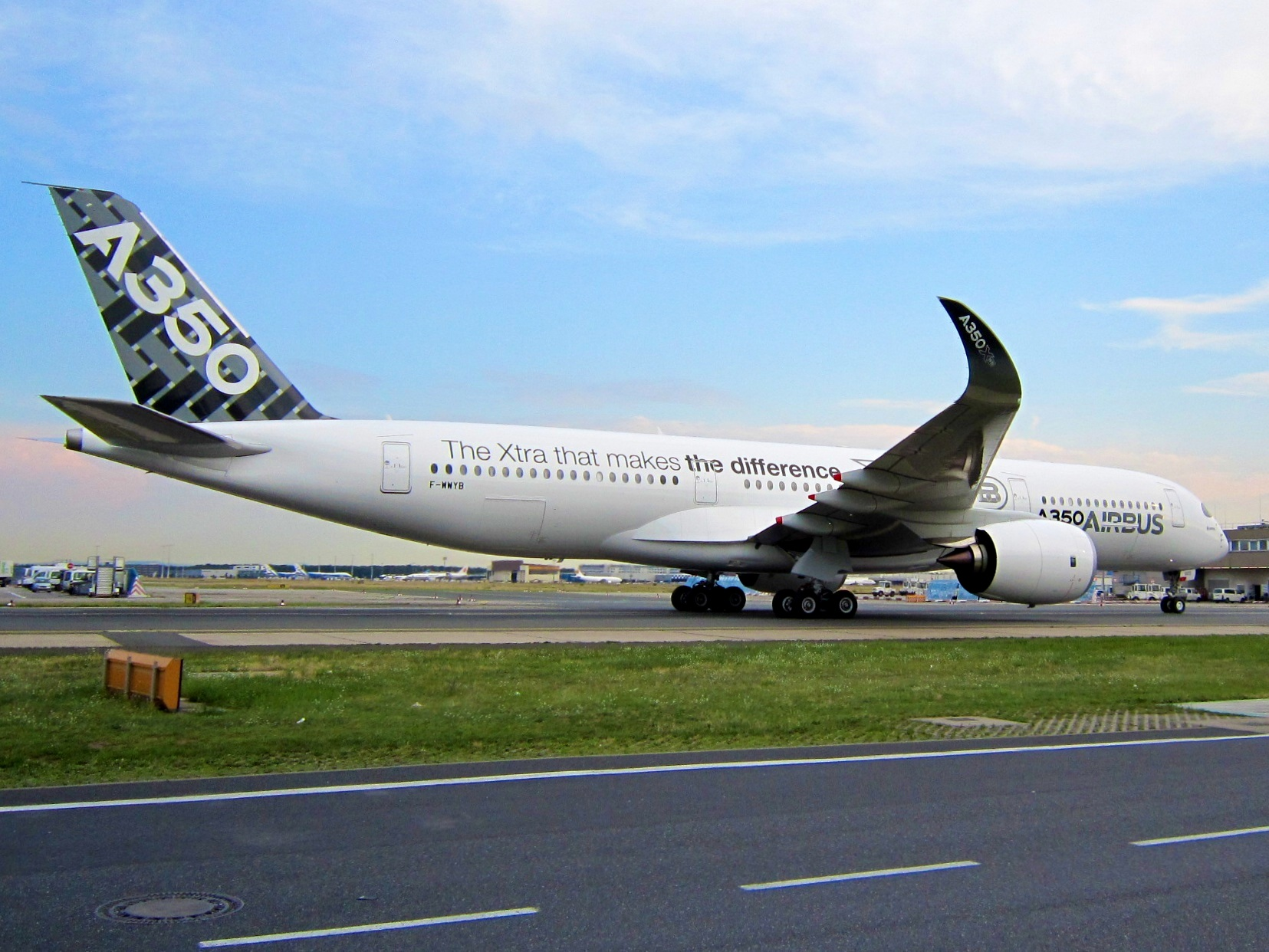
图卢兹的A350。
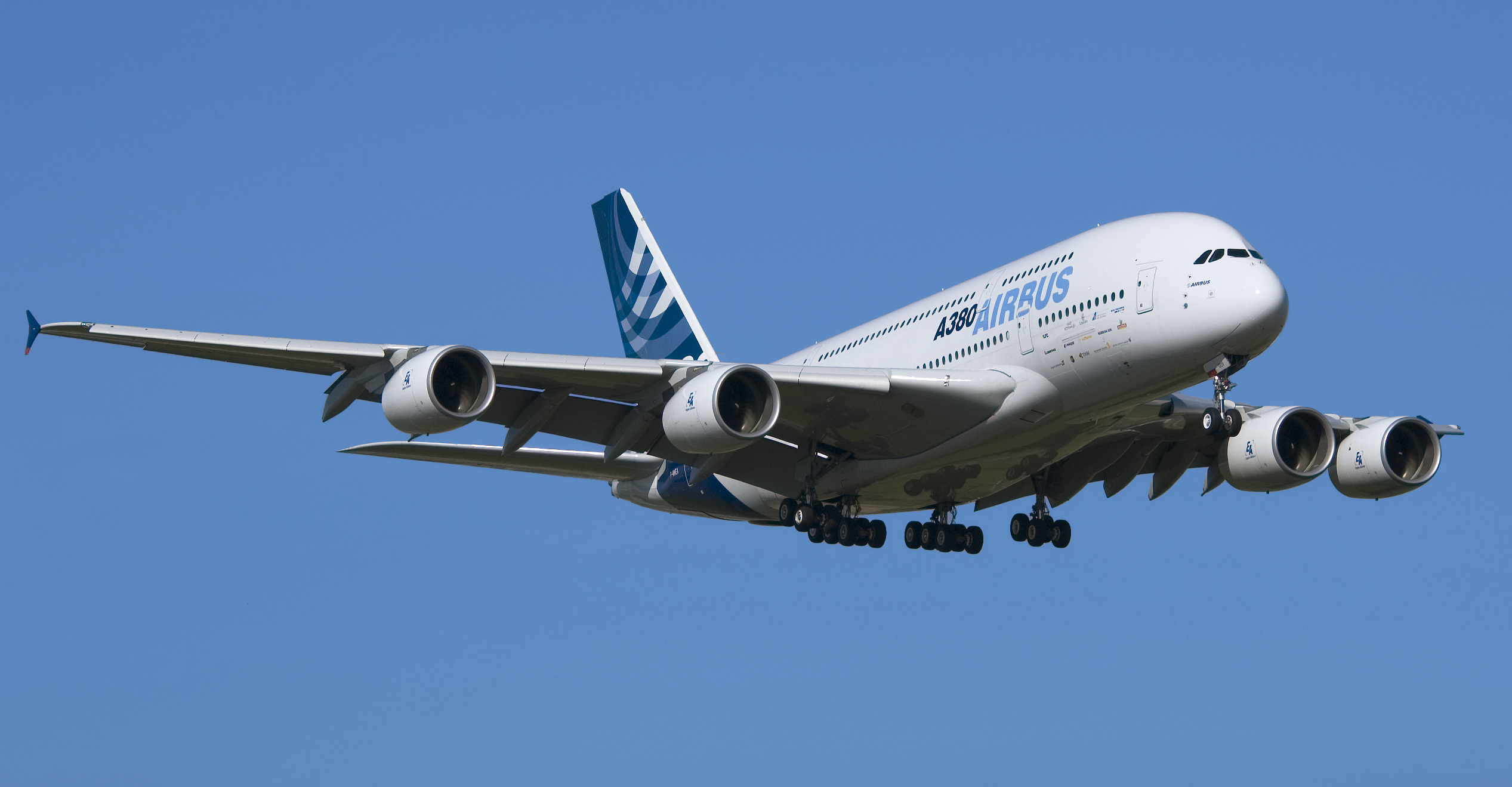
图卢兹的A380。
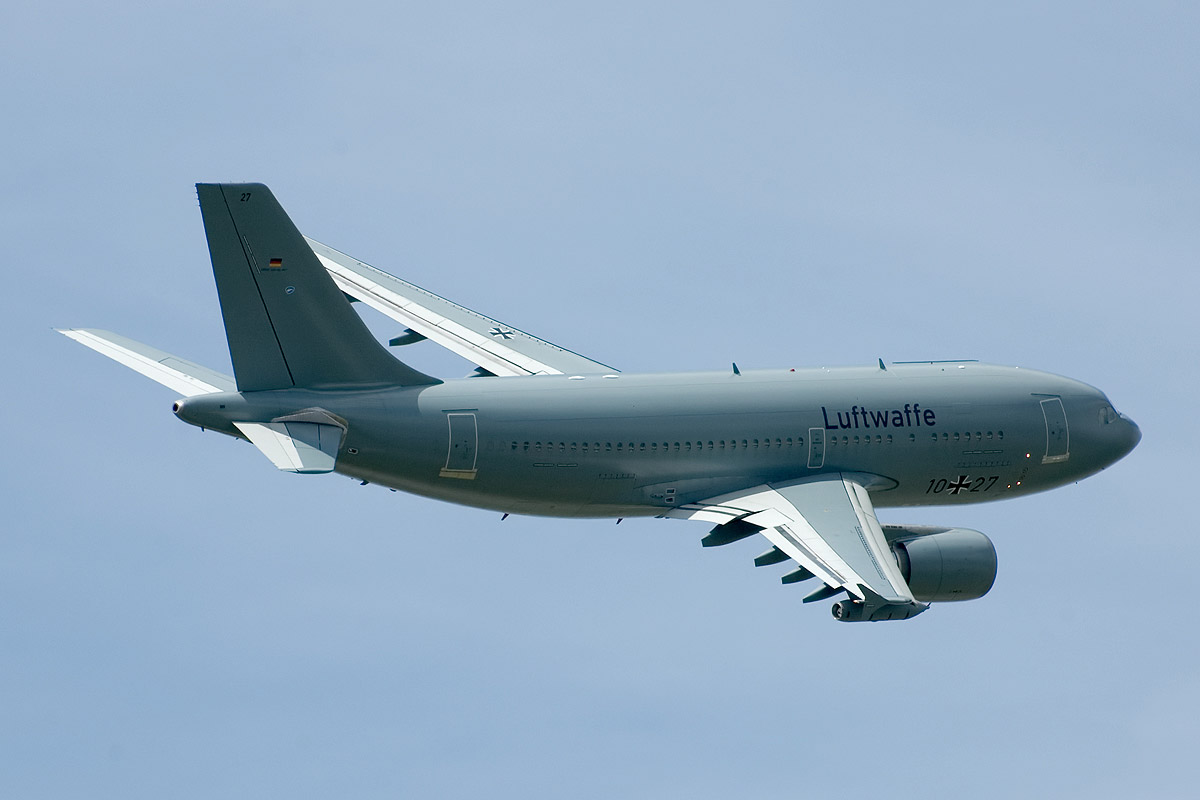
图卢兹的空中客车A310 MRTT - 军用飞机。
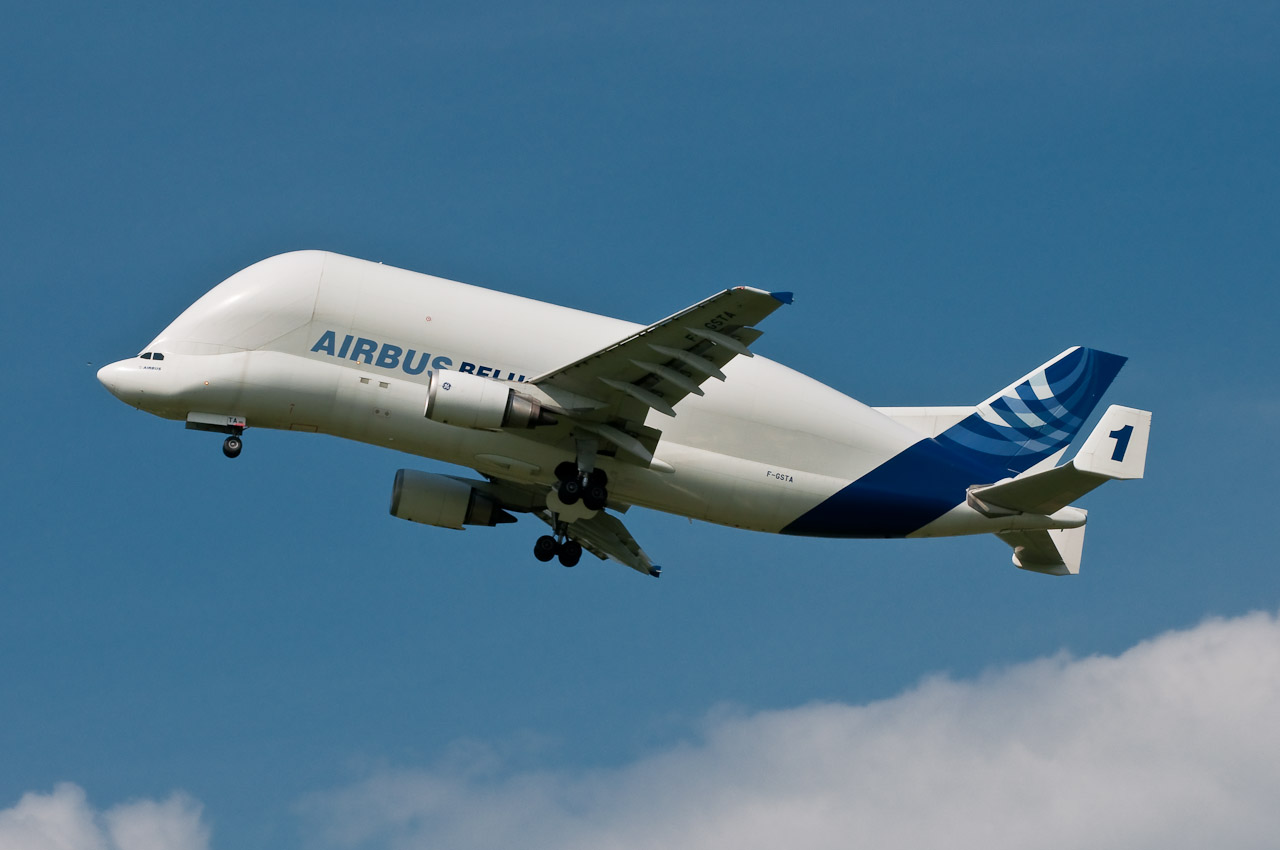
图卢兹的空中客车A300-600ST（Beluga）。
- 2005年A380首次从图卢兹-布拉尼亚克机场起飞。

### 航天工业
航天工业在该地区占有重要地位。目前，这里有大约二十家制造商和设备供应商，雇佣了约17,000名员工。该地区集中了法国四分之一的航空航天研究潜力。

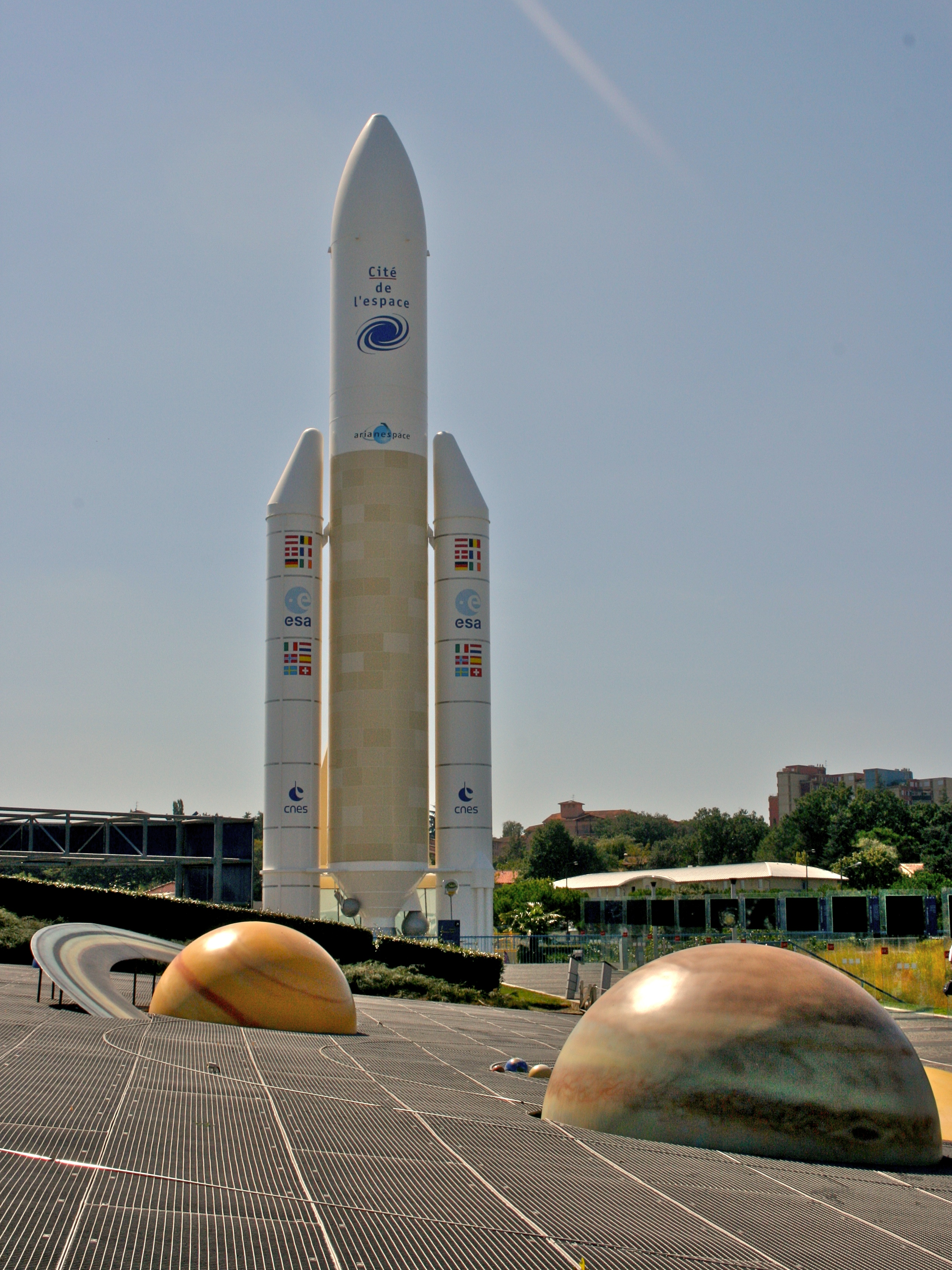
图卢兹的阿丽亚娜5号火箭。

奥克西塔尼是欧洲主要的航天中心之一，阿丽亚娜火箭所搭载的大部分卫星都是在该地区设计和组装的。航天工业总共直接雇佣了7,500名员工，间接雇佣了15,000人，有超过200家地区性公司。
该地区拥有多所大学和学校，如保罗-萨巴蒂埃大学、ISAE（Sup Aéro）、ENAC、IAS、INSA，以及包括CERT-ONERA、LAAS、CESR、OMP、LEGOS、DTP、GRGS、CESBIO等机构和实验室。航天公司如空中客车防务与航天、泰雷兹阿莱尼亚空间、Spot Image、CLS-Argos、Intespace、国家航天研究中心（CNES）等也在该领域工作。该地区的航天工业中心航空航天谷是欧洲最重要的航天工业中心。
自2012年起，法國國家太空研究中心（CNES）的科学家们通过位于图卢兹的中心控制火星科学实验室计划中的好奇号机器人，该机器人被送往火星进行地表分析和样本采集工作。该火星探测任务由美国国家航空航天局（NASA）主导，并与欧洲航天局（ESA）和法國國家太空研究中心（CNES）合作。

#### 科学观测站

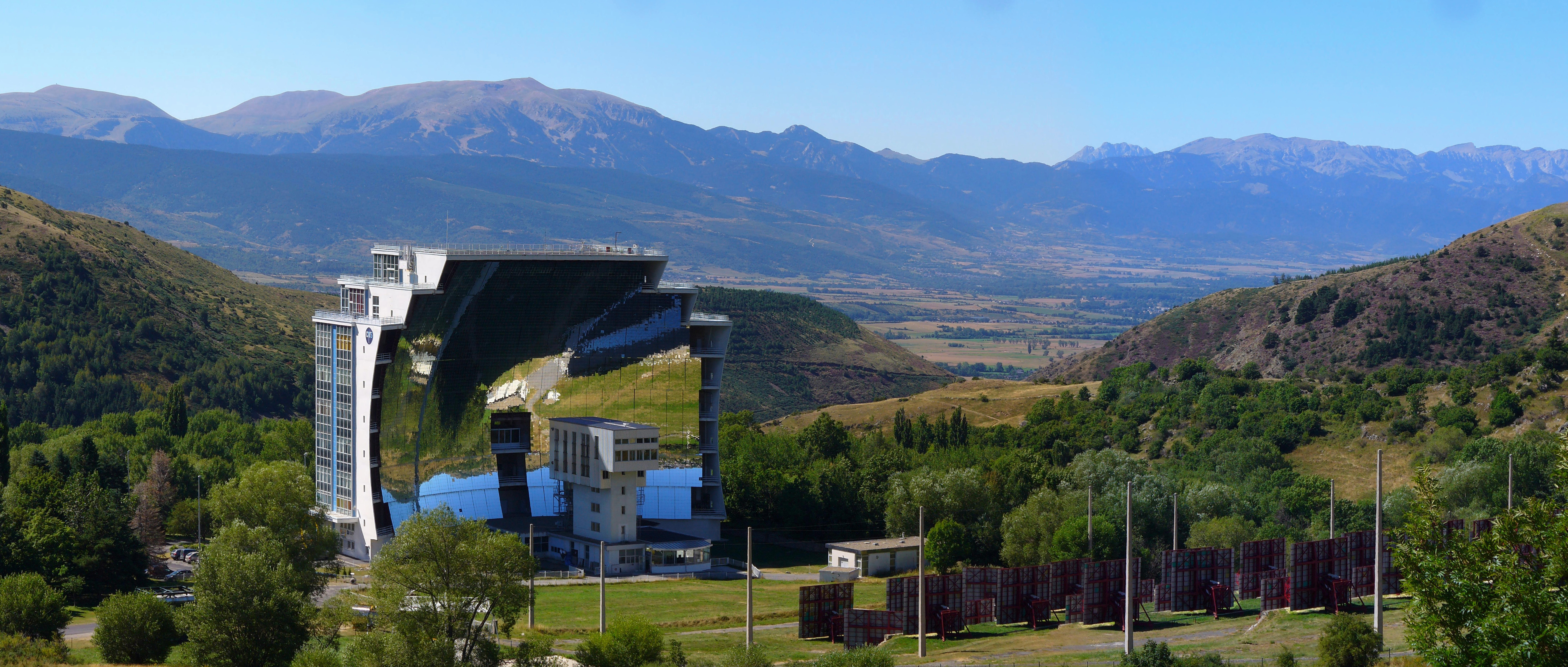
奥代伊奥太阳炉，位于东比利牛斯省。

位于丰罗默-奥代约-维亚的奥代伊奥太阳炉高54米，宽48米，包含63个定日镜，是一个依靠太阳能运行的太阳炉，于1970年投入使用。其热功率为1兆瓦。与乌兹别克斯坦的帕肯特太阳炉齐名，是世界上最大的两个太阳炉之一。
这个实验室因其在高温现象和材料在极端条件下的行为研究领域的独特科学成就而享誉全球。位于蒙路易和奥代伊奥的太阳炉成为全球太阳能潜力和多种应用的典范。参观者还能在现场看到太阳能烤炉的烹饪演示。

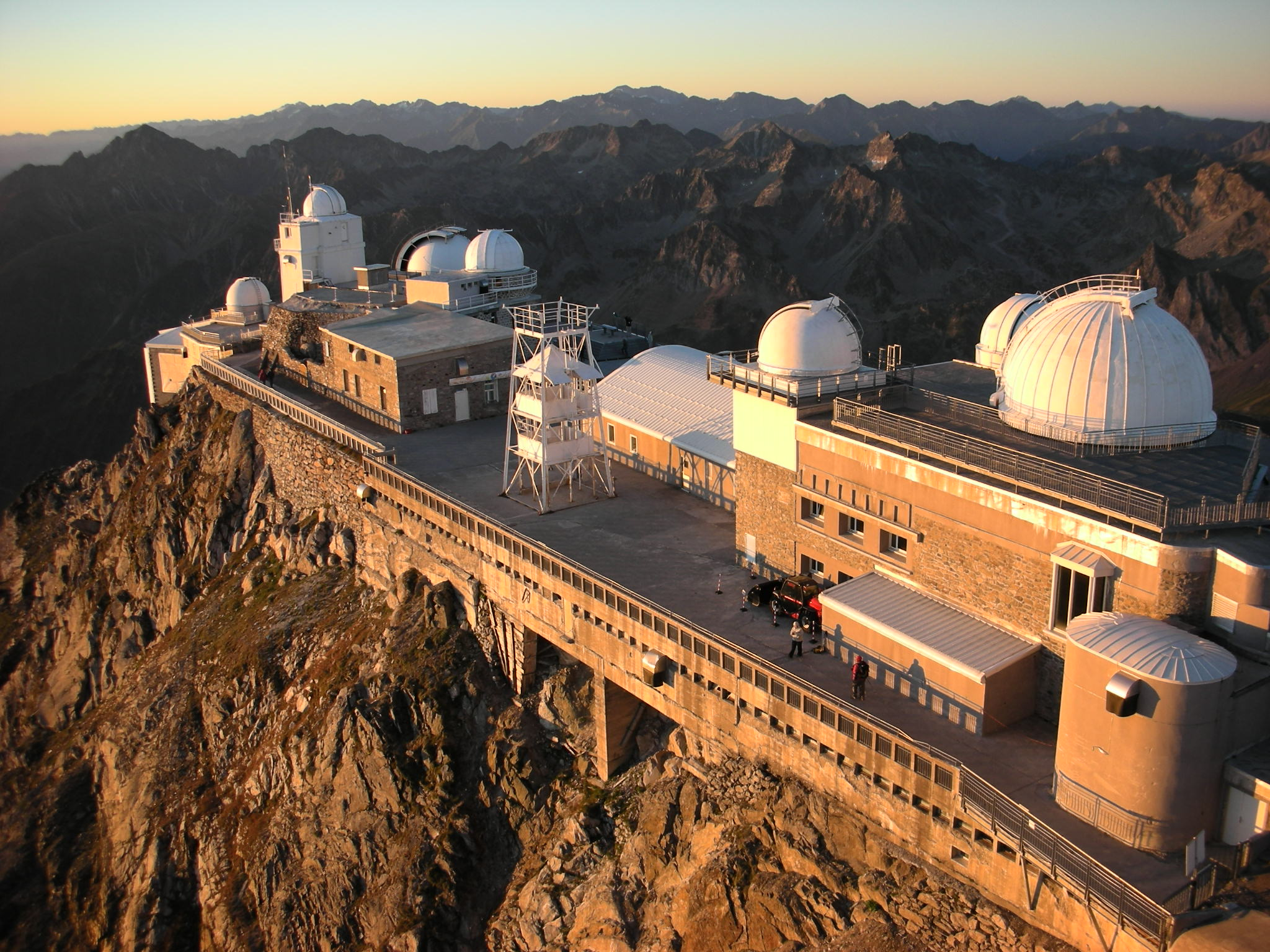
黎明时分的比戈尔山峰天文台的圆顶。

自1870年代以来，位于比戈尔山峰海拔2877米处的天文台拥有欧洲最大和最强大的望远镜。气象观测和天文学研究是创建这个天文台的主要动机。在比戈尔山峰进行过许多重要的研究项目。如今，米迪-比利牛斯天文台在三个主要领域开展工作：夜间的天体物理学活动（包括太阳活动）和大气科学活动。

### 军事工业
Airbus Defence and Space 专注于制造军用飞机、无人机、导弹和人造卫星。该部门由四个分支组成3：Space Systems、Military Aircraft、Communication, Intelligence and Security 以及 Electronics and Border Security。
Military Aircraft 分支主要负责飞行部分（Airbus A400M Atlas、Eurofighter Typhoon、Airbus A330 MRTT、无人机）以及空中管理（航空服务、维护、维修、航空电子系统、情报和侦察、轻型运输）。
- 军用飞机：CASA C-212 - CASA CN-235 - C295 - Airbus A310 MRTT - Airbus A330 MRTT - Airbus A400M Atlas - Eurofighter Typhoon
- 军用无人机：Talarion - Harfang - Barracuda - Atlante - Tracker - EADS Tanan - Euro Hawk
- 卫星：KRS - COMS - SPOT（地球观测）- Gaia - JUICE（科学卫星）
- 通信、情报与安全：Cassidian Electronics、Cassidian Air Systems、Cassidian Systems、MBDA、Eurofighter。

### 信息技术
战后不久，美国的信息技术公司如 IBM、Texas Instruments、Dell 等开始在法国寻找生产基地。为此，这些公司寻找类似“小加利福尼亚”的地方，这些地方需具备以下特点：
- 人口密度较低且临海的城市，
- 拥有较高的智力储备和知名大学的城市，
- 拥有密集的公路或铁路连接的城市。

在一度接近纳博讷后，IBM 最终选择了蒙彼利埃，并于1958年在此建立了其全球主要工厂之一——IBM Pompignane。这家工厂专门生产 IBM System/360 大型机，直到1983年 Mauroy 计划导致朗格多克地区被迫去工业化为止。这家 IBM 工厂至今仍在运营，现主要制造联想笔记本电脑，并作为测试中心和商业展示中心。此外，IBM 于2015年在蒙彼利埃高地建造了一个数据存储集群，用于支持 Watson (人工智能) 项目。
IBM 的衰退伴随着Dell公司的及时到来，自1990年以来，Dell将蒙彼利埃作为其欧洲定制笔记本电脑的制造中心。
如今，蒙彼利埃被认为是欧洲信息技术的首都之一。许多公司在奥克西塔尼设有国家或国际信息技术部门，包括 La Poste、Crédit Agricole、ACOSS、UGAP、Ubisoft、Royal Canin、Inforsud、Pôle emploi 等。

### 核工业
- 洛代沃的 Cogema 铀矿（1997年关闭，Hérault）。
- 纳博讷的 Usine Orano Malvési （原 Comurhex，后为 Areva，现为 Orano）（精炼和转换 yellowcake 为 四氟化铀，Aude）。
- Marcoule 的 核设施（CEA 和 Orano，反应堆处于退役阶段，研究，Gard）。
- Golfech 的 核电站（EDF，Tarn-et-Garonne）。

### 制药工业
- Pierre Fabre（卡斯特尔）
- Sanofi（蒙彼利埃）
- EV Roig 实验室（佩皮尼昂）
- Horiba（蒙彼利埃）

## 历史

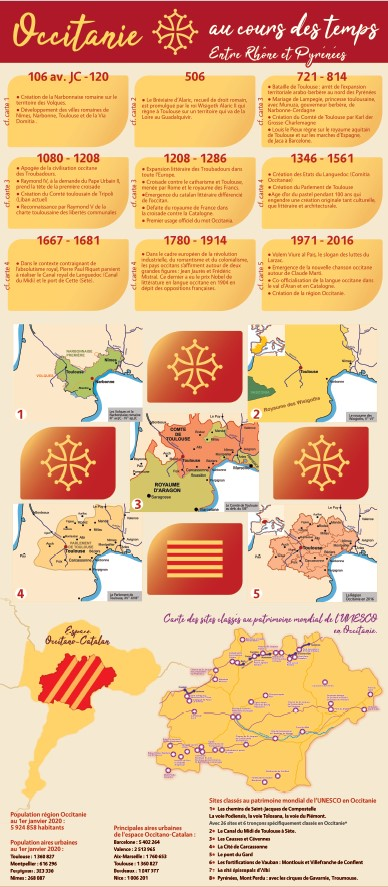
历史上的朗格多克和比利牛斯之间的奥克西塔尼亚

2016年，在法国地图上，罗纳河与比利牛斯之间出现了一个新地区，名为奥克西塔尼亚。
在同一地区，名称“Occitania”或“Occitanie”几乎连续使用了超过500年，从13世纪末到18世纪末，这些名称被法国国王、连续的议会和朗格多克的各州使用。20世纪中叶，语言学家、诗人和作家们也开始用这个名称来指代整个奥克语或奥克西坦语的地区。
因此，“Occitanie”这个名字涵盖了两个同样合法但不同的现实情况。类似的情况也存在于其他地区，如欧洲（欧盟和从大西洋到乌拉尔山脉的欧洲，从博斯普鲁斯海峡到北角的欧洲）或美洲（从白令海峡到火地岛，美国等）。
奥克西坦十字（以前称为朗格多克十字）出现在许多地区、城市、组织和协会的徽章或标志上，这些地区和国家分布在意大利和加泰罗尼亚之间。它的起源不确定，其含义多种多样，包括太阳、黄道带，甚至神秘象征。
奥克西坦十字，以其十二个泡状或圆点为特征，最早出现在11世纪下半叶图卢兹伯爵的徽章上。从11世纪起，它被广泛采用。
今天，奥克西坦十字是两种含义上的奥克西塔尼亚的主要象征之一。它也是奥克语和奥克西坦文化最受尊敬和最熟悉的象征。

## 文化

### 历史身份

18世纪的省份，黄色为朗格多克地区，蓝色为加泰罗尼亚和加斯科涅地区，粉红色为福瓦地区，绿色为鲁西永地区

这一新的行政区域包括了一些文化和历史渊源各异的省份和地区，特别是在18世纪：朗格多克（上朗格多克和下朗格多克）、加泰罗尼亚地区（鲁西永、塞尔达涅、瓦莱斯皮尔、康弗伦、卡普西尔）、福瓦伯国以及古老的加斯科涅（阿尔马尼亚克、科明热、库塞朗、比戈尔、康多米斯、内布赞、里维埃尔-韦尔东）和吉耶纳（凯尔西、鲁埃尔格）的东部地区。

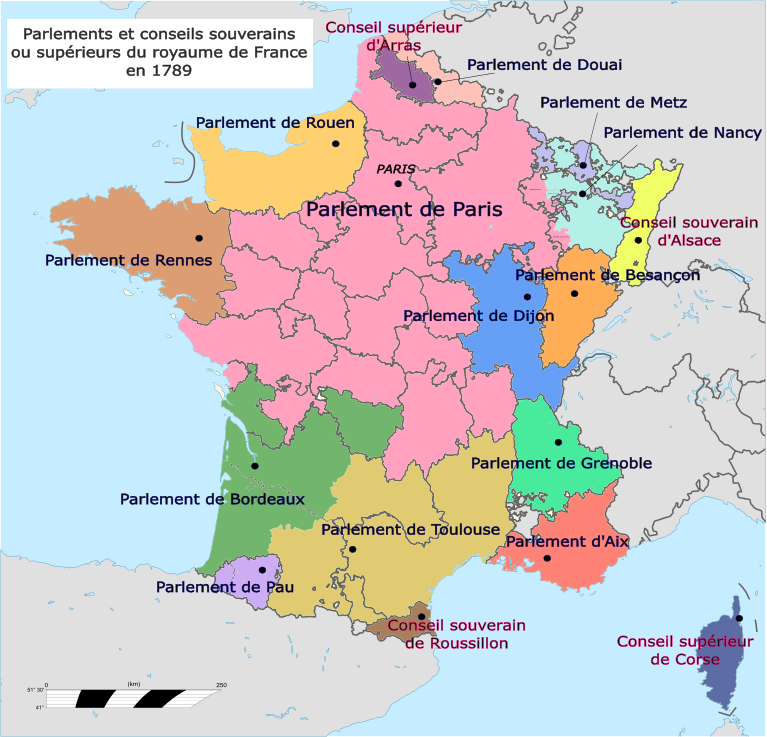
从15世纪到18世纪，图卢兹议会的司法管辖范围几乎与今天的奥克西塔尼亚地区相同。

在旧制度时期，这些地区大部分隶属于成立于1443年的图卢兹议会。
在文化上，这一新的地区属于拉丁传统（奥克西坦文化和加泰罗尼亚文化），大部分与奥克西塔尼亚文化区相连，唯独比利牛斯山脉东部的大片地区属于加泰罗尼亚地区。

#### 奥克西塔尼亚
奥克西塔尼亚（Occitània 或 Óucitanìo）是西南欧的一个历史区域，奥克西坦语是其主要的本地语言（参见奥克西塔尼亚的不同名称）。这个地区在罗马时期已经统一，名为维也纳省（Viennoise），后来被称为“七省”（Sept Provinciæ），在中世纪初期被称为阿基坦（Aquitanica，图卢兹的西哥特王国）。在法兰克征服之前，这个地区占据了法国南部的大部分地区，除了鲁西永和巴斯克地区外，还包括西班牙的阿兰谷和意大利的奥克西坦山谷。奥克西塔尼亚以其奥克西坦文化而著称，自中世纪以来，它是法国罗曼文化的第二个分支，并在意大利、西班牙和摩纳哥也有一定影响。尽管它没有正式地位，但在一些法国地方政府的网站上被展示和承认，如洛特-加龙省议会和阿让市的网站。

在奥克西坦文化区（红线）的奥克西塔尼亚地区。

由米迪-比利牛斯和朗格多克-鲁西永合并而成的行政区大部分属于奥克西坦传统。事实上，它的95%领土位于奥克西塔尼亚文化区内，并处于其核心位置。因此，奥克西坦身份在该地区有着很强的认同感，并在两个前地区之间具有重要的共同特征。因此，该地区在其创建后被命名为奥克西塔尼亚，以此参考其文化渊源和身份。

##### 朗格多克

图卢兹伯爵及朗格多克的纹章：金色的奥克十字在红色背景上。

所谓的朗格多克（指说奥克语的地区，在奥克语中称为 Lengadòc，[ˌleŋgo̞ˈðɔ]）的大部分领土在十三世纪由于阿尔比十字军（1208-1229）的结果而归属于法兰西王国的皇家领地，旨在结束教会所称的“卡特里派异端”，并使卡佩王朝将其影响力扩展到卢瓦尔河以南。因此，特朗卡维尔家族的旧公国（阿尔比、卡尔卡松、贝济耶、阿格德和尼姆的副郡）在1224年被并入皇家领地，图卢兹伯爵的领地则在1271年被并入。最后的封建飞地也在十六世纪初逐渐被吸收，包括1258年的热沃当伯国、1293年的梅尔盖伊伯国、1349年的蒙彼利埃领地和1507年的纳博讷副郡。
属于朗格多克三级会议（第一次于1346年召开）管辖范围的领土逐渐缩小，成为旧省时期所谓的朗格多克省。
1359年标志着该省历史上的一个决定性转折点：正如亨利·吉勒斯所确立的于1965年在他的《朗格多克15世纪的会议》的专著中指出，就在1359年法国，博凯尔、卡尔卡松和图卢兹三大总督区的好城市缔结了一份空引用 (帮助) · ，要求皇家官员将他们一起召集 · ，而不是分别按总督区召集他们。到14世纪末，这个三总督区之地，即将被保留为朗格多克的名称，指的是博凯尔-尼姆和卡尔卡松两大总督区以及《布勒蒂尼和约》保留的图卢兹总督区的东部部分。福瓦伯国，起初隶属于卡尔卡松总督区，后于1333年隶属图卢兹总督区，但不再属于朗格多克。
1542年，该省被分为两个总督区：图卢兹总督区负责上朗格多克，蒙彼利埃总督区负责下朗格多克。它们一直延续到1789年。然而，从17世纪开始，朗格多克全省只有一个总监，总部设在蒙彼利埃。

##### 上吉耶纳

阿基坦和吉耶纳公国的纹章，后来被吉耶纳省采用：红色背景上的金色豹纹。

大西南法国的历史地区，法国旧省的加斯科涅（在加斯科涅语中为 Gasconha ）和吉耶纳（在奥克语中为 Guiana ）源自中世纪的瓦斯科尼公国、阿基坦公国，然后是吉耶纳公国。如今只有这两个省的东部地区属于奥克西塔尼大区：它们主要是那些在1360年的布勒蒂尼条约中被英格兰国王、吉耶纳公爵获得的领土，随后在1462年创建波尔多议会后仍受图卢兹议会管辖。从那时起，这些领土通常被统称为上吉耶纳，与隶属于波尔多法庭的下吉耶纳相对。
吉耶纳旧省包含在大区内的领土实际上是奎尔西（现今的洛特省和塔恩-加龙省的北部）和鲁埃格（阿韦龙省）。从九世纪起，这两个伯国就成为图卢兹伯爵的领地，从一个旁系或主系开始，它们因此成为奥克语在其朗格多克方言变体中的语言区的一部分。和图卢兹伯爵的其他领地一样，它们于1271年第一次并入法国皇家领地，然后在1360年的布勒蒂尼条约中被割让给英格兰国王。奎尔西在1472年最终并入王冠，而鲁埃格则在阿尔玛尼亚克伯爵的所有权下直到1607年才并入。这些领地成为吉耶纳省（在1561年设立为军事政府）的组成部分，并从1635年起组成蒙托邦总督区（在1779年成为上吉耶纳省）。今天，吉耶纳一词在行政或政治上已不再有实际意义。只有上阿让尼为寻找身份认同，曾尝试利用“吉耶纳”的历史资本，推广“吉耶纳之地”以覆盖多尔多涅河谷的洛特-加龙省部分。然而，这种说法现在已被更具旅游意义的“多尔多涅之地”所取代。奎尔西和鲁埃格的名称则仍然保持着强烈的身份认同价值。

为路易十四设计的加斯科涅旧省纹章：蓝色背景上的银狮和红色背景上的金色麦束，代表阿尔玛尼亚克伯爵的狮子。

加斯科涅是位于现今热尔省（阿尔马尼亚克和孔多莫瓦）、上比利牛斯省（比戈尔伯国）的法国旧省，加上邻近地区的朗德省，以及两大旧大区之一的其他一些部分阿基坦旧大区和南比利牛斯旧大区（主要是上加龙省的南部和西部的科米热斯、内布藏和里维埃-维尔东，以及阿列日省西部的库泽朗）。这些地区在不同历史时期分别被称为阿基坦高卢、诺温波普兰尼、瓦斯科尼（瓦斯孔人的领土），然后在十三世纪成为加斯科涅。这些地区地理多样性强，位于大西洋、加龙河和比利牛斯山脉之间。由于历史上从说原始巴斯克语的阿基坦人演变为说共通的拉丁化方言的加斯科涅人，这些地区形成了强烈的文化身份。在十五世纪至十六世纪初，这些地区逐渐成为法国皇家领地的一部分。例如，科米热斯在1443年当地王朝绝嗣后被割让给法国国王，阿尔马尼亚克、比戈尔伯国和内布藏连同福瓦伯国在1607年并入法国。

##### 福瓦伯国

福瓦伯国的纹章

福瓦伯国是一个创建于约1050的旧法国伯国，起源于卡尔卡松伯国，为伯纳德·罗杰·德·福瓦所建，他是老罗杰的儿子。在1398，伯国传给了格莱伊家族，在1458，法国国王查理七世将其升为法国上议院，授予伯爵加斯顿四世·德·福瓦-贝阿恩。
伯国及其对等贵族地位在1484传给了阿尔布雷家族，然后在1548传给了波旁-旺多姆家族。在1607，国王亨利四世将伯国并入法国王室领地。
自法国大革命以来，伯国完全包含在阿列日省内。传统上讲，这里的方言是朗格多克方言。

##### 鲁西永

鲁西永的纹章，参考了加泰罗尼亚旗帜的设计。

旧制度下的鲁西永省，曾是加泰罗尼亚伯国、马略卡王国和阿拉贡王冠的一部分，后来在1659年11月7日签署的比利牛斯条约中并入法国。在此条约之前，法国王国和阿拉贡王冠之间的边界更靠北，是沿着惊险的堡垒线（参见城堡和1258年科比尔条约）延伸的。
这些领土包括在九世纪建立的鲁西永伯国、孔弗朗特伯国以及塞尔达涅伯国北部，外加瓦莱斯皮尔子爵领地（贝萨卢伯国的一个“pagus”，于1209年并入鲁西永伯国）。这些领土在并入法国时，属于鲁西永和塞尔达涅伯国的政府（加泰罗尼亚语中为governació dels comtats de Rosselló i Cerdanya），由鲁西永伯国、孔弗朗特伯国和塞尔达涅伯国北部的viguerie组成。新的鲁西永省，或简单地称为鲁西永，是一个没有省议会的赋税地区（一个省议会，即鲁西永省议会，直到1787年8月15日才创建）。它既是一个政府，也是一个监管机构，作为边境省份，它归属于战争国务秘书。它拥有一个独立于图卢兹高等法院的主权司法机构，即鲁西永主权委员会。
如今，鲁西永省的名称仍然是指代这片领土最常用的称呼，并且出现在旧朗格多克-鲁西永大区的名称中。
现在，这片领土通常被划分为五个传统且自然的科马尔卡，非官方的：鲁西永（地理上狭义的），瓦莱斯皮尔，孔弗朗特，塞尔达涅和卡普西尔。此外，还有芬伊勒德，该省份的奥克西塔尼亚部分。

### 文化活动

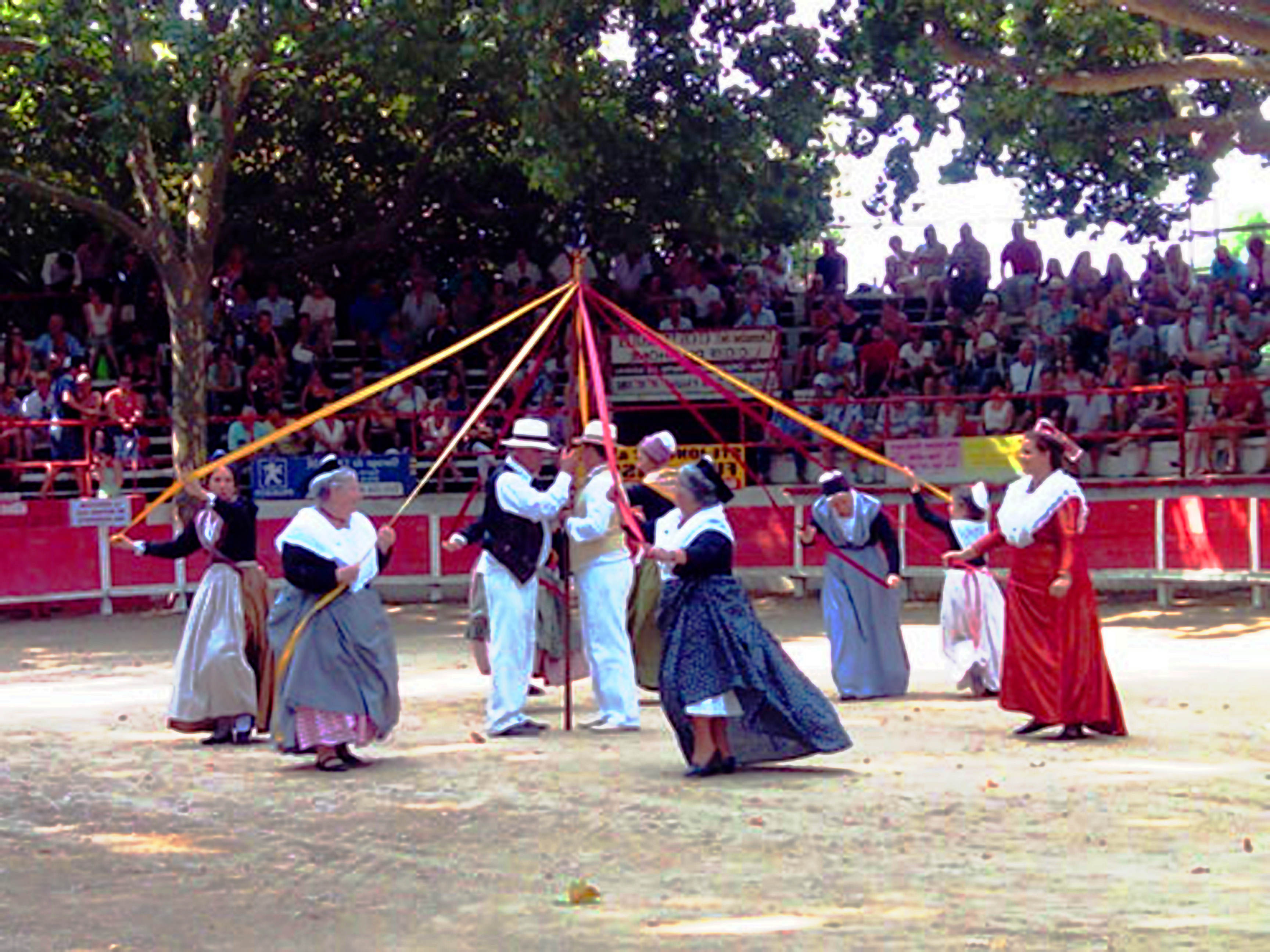
在加尔省的献祭节上的Cordelles

该地区历史上是献祭节（在奥克语地区）和festa major（在东比利牛斯省）的发源地之一。这些活动与庆祝教区的守护神（通常是在小村庄）以及农业日历有关，根据地方的不同，通常在整个夏季举行，吸引了邻近城镇的年轻人以及自大众旅游发展以来的许多度假者。活动包括组织游乐会、在村里的公共广场上集体用餐、免费的抽奖、传统服装或中世纪服装游行、舞会以及每个地区或传统文化特有的活动（如在东比利牛斯省的撒尔达纳舞和人塔，在下朗格多克的港口、河边和湖边城市的水上竞技，在埃罗省的图腾动物游行，在加尔省和埃罗省西部的卡马尔格赛牛等）。此外，还有在该地区普遍存在的传统季节性节日，例如冬季的狂欢节和忏悔星期二（其中最著名的是利穆狂欢节）、朝圣（如在加尔省的圣玛丽德拉梅尔朝圣，对吉普赛人社区有着重要的文化和身份认同意义，同时也成为了重要的旅游景点）、夏至火节（尤其是圣让节，起源于比利牛斯山，但在许多平原村庄中发展起来），以及自19世纪以来从西班牙引进的斗牛中心的费里亚节（如尼姆费里亚和贝济耶费里亚是法国最大的费里亚节 · ）。此外，还创建了许多具有区域、国家甚至国际影响的活动，以推广奥克文化，如在鲁埃格的Estivada以及在贝济耶的Fèsta d'Oc。

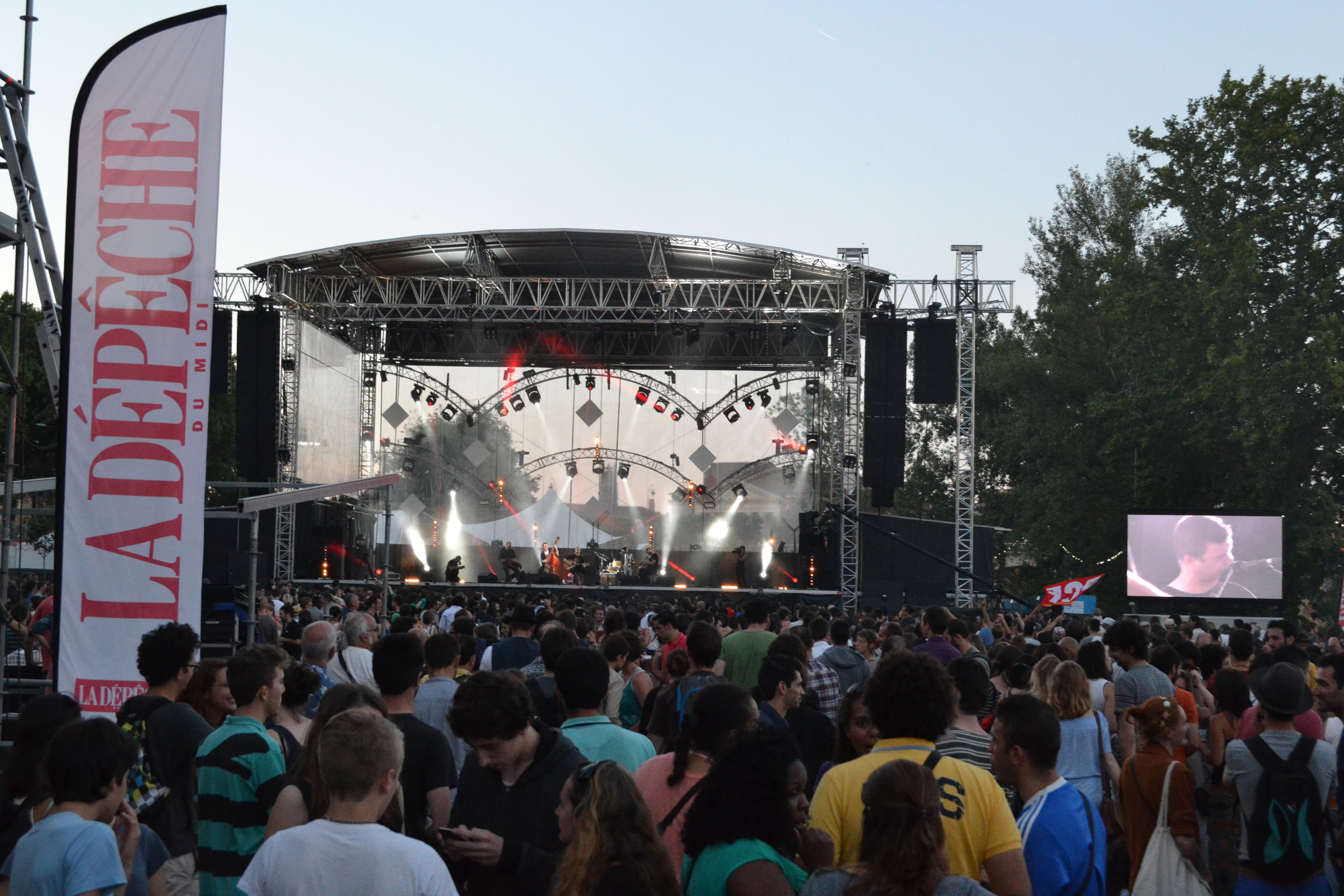
2015年在图卢兹举办的Rio Loco节。

该地区还举办了多个音乐或舞蹈节，其中一些特别是在大城市中举办的节日，获得了全国甚至国际声誉：如在图卢兹的Rio Loco（世界音乐）、Piano aux Jacobins、Toulouse les Orgues、Les Siestes électroniques或Novelum（现代音乐），以及在其大都市区内举办的地中海节；在蒙彼利埃的法国电台节、蒙彼利埃舞蹈节或Electromind（电子音乐，2005年至2009年）；在尼姆的秋季音乐节（古典音乐）或尼姆节（流行音乐）；在阿热莱斯海滨的南法音乐节（主要是法国香颂和摇滚），在巴卡雷港的Electrobeach音乐节（法国最大的电子音乐节），在普拉德的帕布洛·卡萨尔音乐节（室内乐）；在塞特的Fiest'A Sète（世界音乐），在陀卡普的陶音乐节（世界音乐和新法兰西场景），在佩泽纳斯的Printival Boby Lapointe（流行音乐），在圣吉伦乐沙漠的音乐会；在上加龙省的吕雄抒情会；在上加龙省的圣贝特朗·德·科明日音乐节；在阿莱斯的疯歌手（合唱团），在朱纳的爵士音乐节，在苏梅纳的塞文变身节，在加尔省的乌泽斯舞蹈节；在加斯科涅的埃克拉之声（抒情艺术），在孔多姆的Banda和Peñas音乐节，在上加龙省的科明日爵士音乐节，在马西亚克爵士音乐节（法国和欧洲最重要的爵士音乐节之一），在维克费赞萨克的Tempo latino（古巴音乐和拉丁音乐）；在阿尔比耶尔的世界音乐节，在纳博讷的音乐与历史音乐节（古典音乐和传统音乐），在卡巴尔德斯的卡巴尔德斯音乐节（奥德省）；在阿韦龙省的卡普音乐节（流行音乐、摇滚、雷鬼），在拉马齐克的斯卡巴扎克音乐节（2005年至2011年）；在卡斯特尔萨拉辛的卡斯特尔萨拉辛节（法国香颂），在布吕尼奎尔城堡音乐节的布吕尼奎尔城堡歌剧节（喜歌剧）；在阿尔比的暂停吉他节，在索雷兹的启蒙音乐节（主要是抒情艺术）；在卡奥尔布鲁斯音乐节（欧洲最古老的布鲁斯音乐节），在蒙居克的歌词节，在索伊亚克的西姆科班斯爵士音乐节（爵士音乐）。

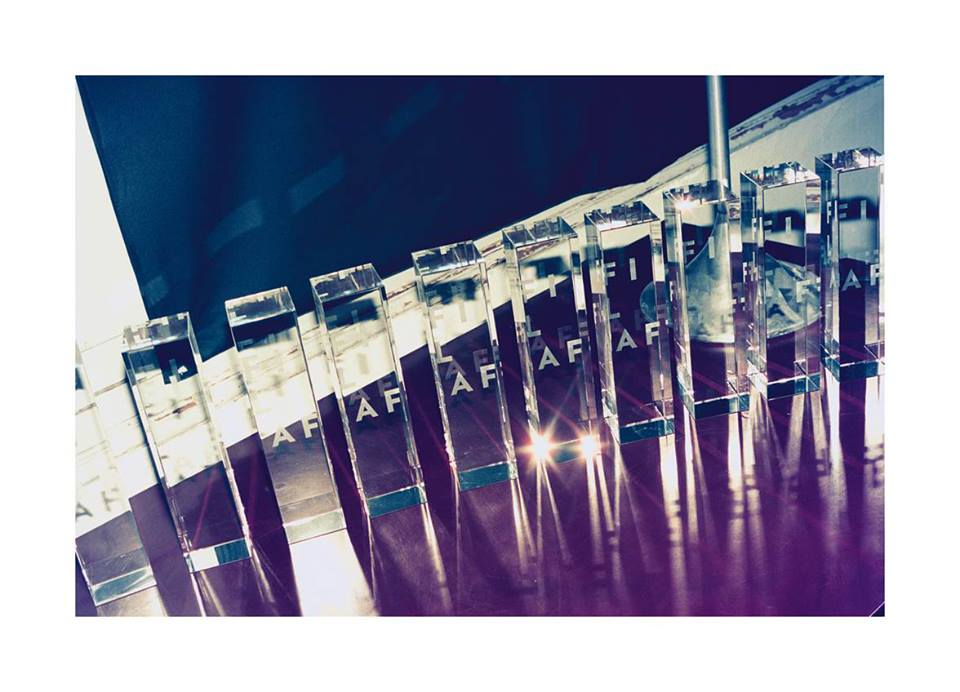
佩皮尼昂的国际艺术书籍与电影节奖杯

此外，两大区域大都会还举办与电影、戏剧、表演艺术、电视或艺术相关的活动。在蒙彼利埃，每年都会举办蒙彼利埃地中海电影节（Cinémed）、蒙彼利埃短片节以及喜剧春天（戏剧和现场表演）。在图卢兹，则有西班牙电影节（Cinespaña）、国际搞笑电影节（Fifigrot）和现代摄影节（Manifesto）。奥什的Circa节是法国在现代马戏艺术领域最重要的节日。此外，在该地区的其他城镇也有一些重要的电影、表演艺术或影像节，如佩皮尼昂的对抗电影节或国际艺术书籍与电影节（FILAF），在东比利牛斯省的卡贝斯坦国际短片节，在热尔省的奥什独立电影节，在上加龙省的吕雄电视创作节，在纳博讷的国际历史小说电影节，以及在阿列日省的福伊电影节。

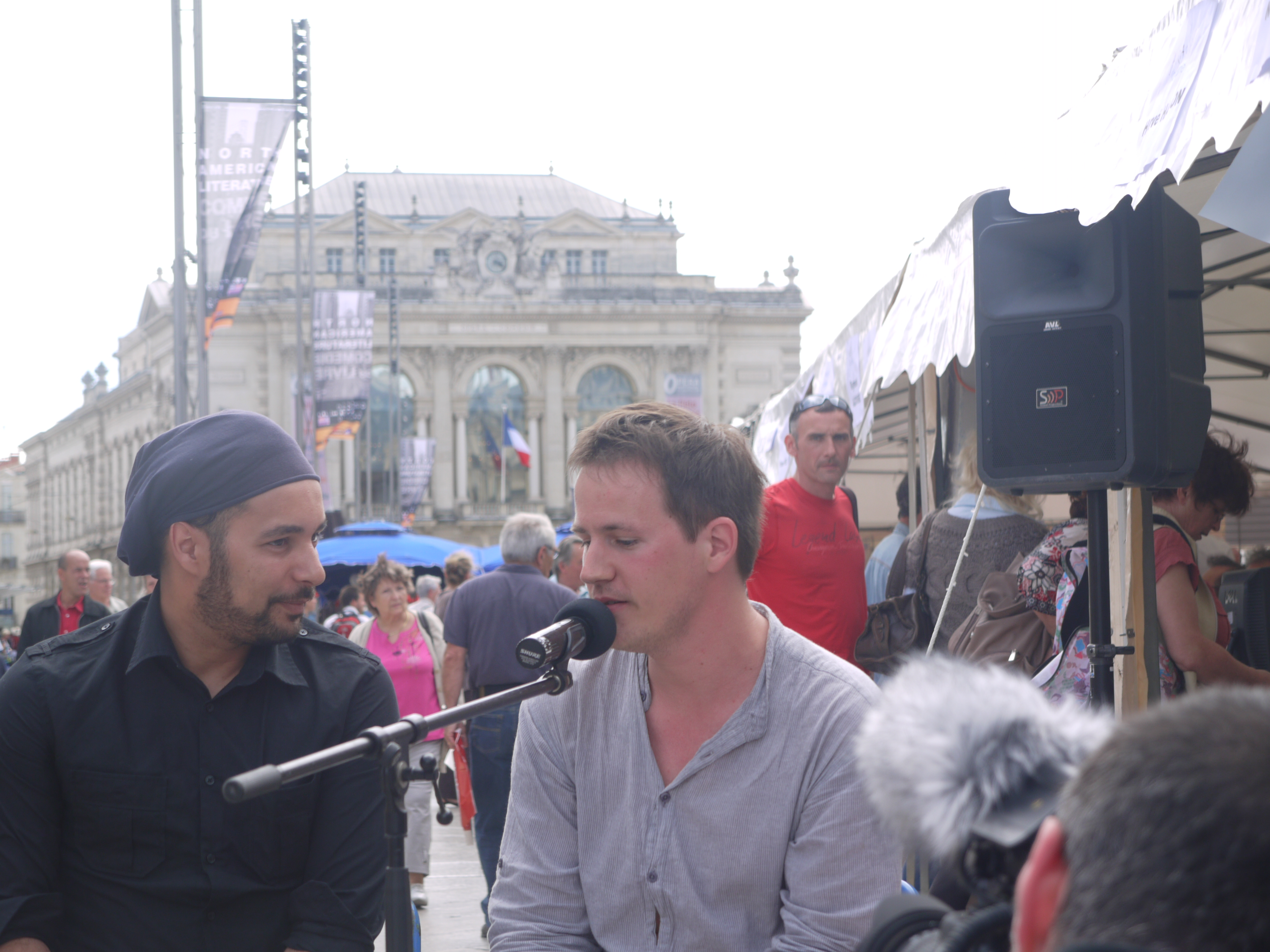
2010年在蒙彼利埃的喜剧书展上进行阅读活动

历史上，与书籍和文学相关的主要活动是图卢兹的鲜花游戏学院的年度比赛（自14世纪以来）以及更近的蒙彼利埃书展、图卢兹国际犯罪文学节、弗朗蒂尼昂国际黑色小说节、阿韦龙省的奥布拉克会议和蒙托邦及塔恩-加龙省的秋季文学节，以及在较小程度上尼姆的传记节、科洛米埃尔漫画节、洛泽尔省的故事与相遇节、维勒讷沃莱扎维尼翁的地中海犯罪小说节以及比戈尔-莱班日书展。
此外，该地区还举办了几场与动漫、视频游戏或科幻相关的会议。图卢兹游戏展（TGS）是法国省份中最大的活动展览，2014年吸引了Template:Nombre。从2014年开始，其组织者将概念引入了邻近地区的波城，并于2018年起在蒙彼利埃举办。
最后，一些节庆活动为该地区带来了广泛的知名度。帕拉瓦莱弗洛和蒙彼利埃的国际极限运动节（FISE）是全球最重要的年度城市运动和极限运动活动之一。自2010年首次举办以来，塞特停靠节每两年一届，已成为法国地中海沿岸最重要的传统船只聚会活动。

### 媒体

#### 平面媒体

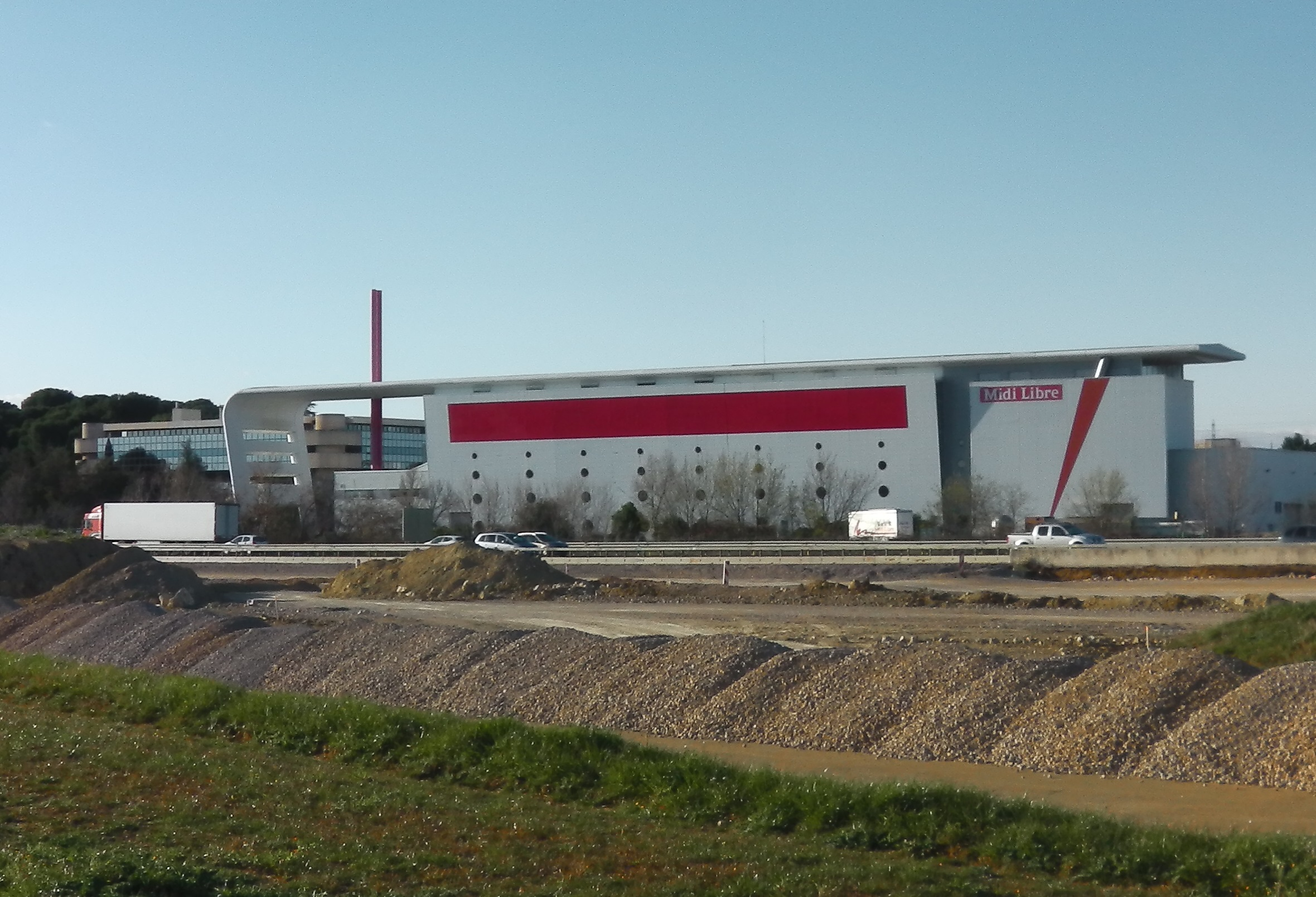
Midi libre在圣让德韦达的总部

- Arkheia 是一本历史杂志，创办于1999年，位于蒙托邦，专注于“20世纪西南部的历史与记忆”。

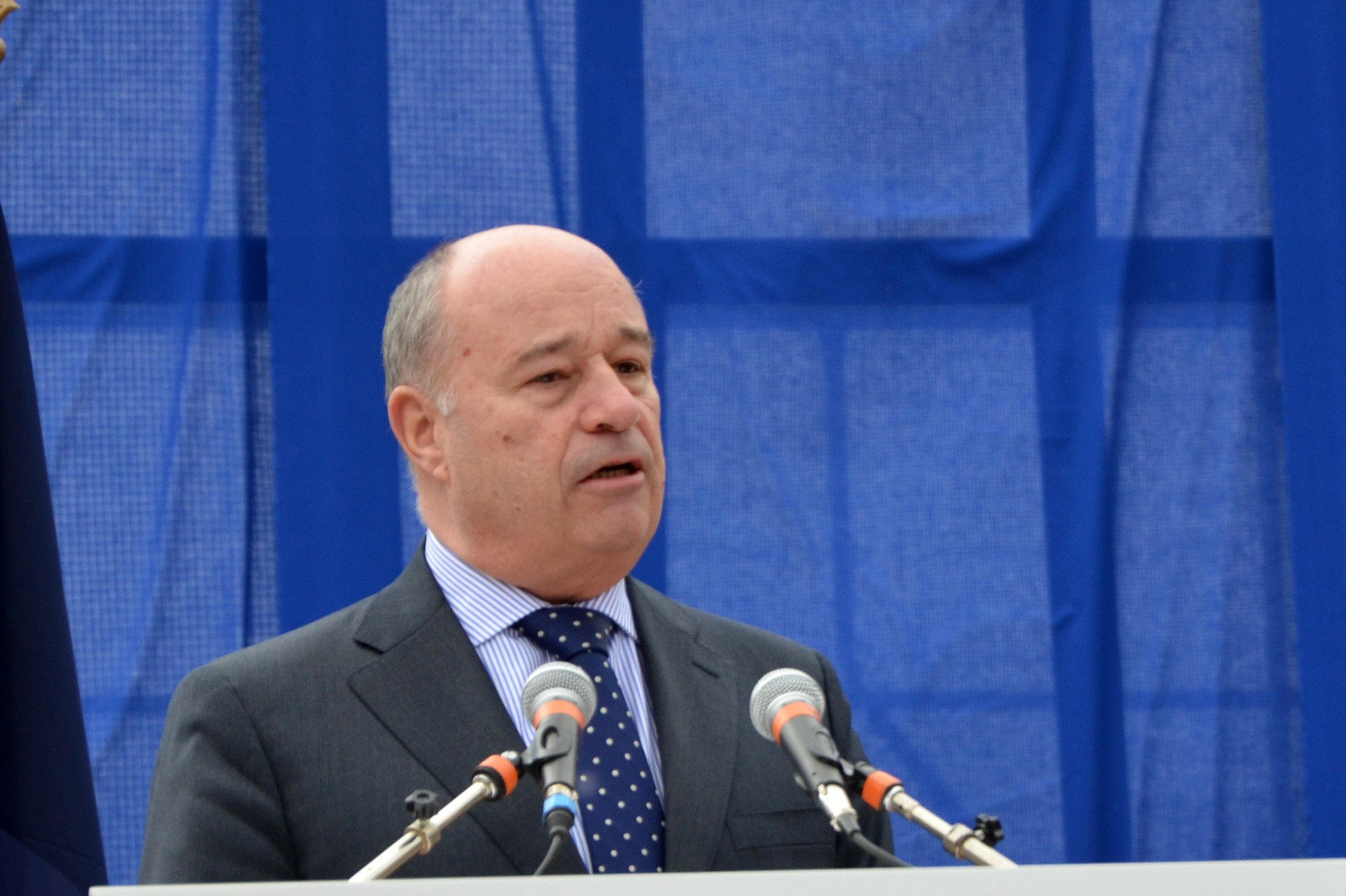
2012年的让-米歇尔·贝莱

- 热尔省考古学会会刊 是热尔省考古学会自1900年以来出版的一本杂志。
- 中心新闻报 是一份法国的区域性日报，覆盖阿韦龙省，总部位于鲁埃格。
- 南方报（南方报集团）是一份法国区域性日报，创办于1870年，总部位于图卢兹，在旧南部-比利牛斯大区的八个省（阿列日省、阿韦龙省、上加龙省、热尔省、洛特省、上比利牛斯省、塔恩省、塔恩-加龙省）以及邻近的洛特-加龙省（新阿基坦大区）和奥德省（旧朗格多克-鲁西永大区）发行。
- 于贝尔出版社 是一家创办于1979年的出版社，位于上加龙省的米雷，专门出版美食、葡萄酒和区域文化的杂志、期刊和指南。
- 蒙彼利埃公报（与南方报集团合作）是一份地方信息报纸，自1987年10月21日每周四在蒙彼利埃出版并在其市区发行。
- 科明日公报（南方报集团）是一份自2007年在上加龙省南部和上比利牛斯省东部发行的法国地方周报。

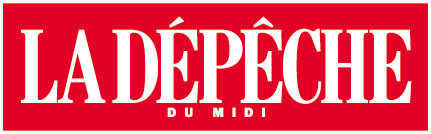
《南方报》的标志

- 独立报（南方报集团）是一份创办于1846年的法国区域性日报，总部位于佩皮尼昂，主要在东比利牛斯省和奥德省发行。
- 新洛泽尔 是一份每周四在洛泽尔省发行的地方周报，创办于1944年，以取代原来的教区报纸《洛泽尔十字报》。
- 马赛人报 是一份创办于1943年的法国区域性日报，总部位于马赛，主要覆盖普罗旺斯-阿尔卑斯-蓝色海岸大区，但在加尔省也有发行。该报在埃罗省出版有特刊《埃罗日报》。
- 自由中部报（南方报集团）是一份创办于1944年的法国区域性日报，总部位于圣让德韦达，靠近蒙彼利埃，在旧朗格多克-鲁西永大区和阿韦龙省发行。
- 橄榄球报（南方报集团）是一份自1929年起专注于橄榄球的法国双周刊，隶属于南方报集团，部分位于图卢兹，部分位于巴黎。
- 比利牛斯新报（南方报集团）是南方报集团旗下在上比利牛斯省发行的日报。
- 圣阿夫里克进步报 是一份自1910年起报道阿韦龙省南部地方新闻的周报。
- 圣阿夫里克报 是一份自1881年起报道阿韦龙省南部地方新闻的周报。
- Satiricon 是一本创办于1995年的法国讽刺季刊，专注于图卢兹及周边城市，由皮埃尔·桑松创办，被视为地方版的《鸭鸣报》。
- 罗西永周报 是一份自1996年起在东比利牛斯省发行的法国地方周报。
- 自由塔恩报 是一份主要在阿韦龙省、塔恩省和塔恩-加龙省发行的法国地方周报。
- 加泰罗尼亚工人报 是自1936年起作为法国共产党东比利牛斯省支部机关报的法国地方周报。
- 南方之声 是一份自1895年起在上加龙省发行的法国地方信息周报，最初名为《南十字报》，现分为周四在报摊销售的《南方之声图卢兹版》和《南方之声劳拉盖版》，以及周五在图卢兹免费分发的《南方之声周末版》。

#### 广播
- Assemblée Régionale des Radios Associatives (ARRA)[112]
- France Bleu Gard Lozère
- France Bleu Hérault
- France Bleu Roussillon

- Littoral FM
- Pyrénées FM

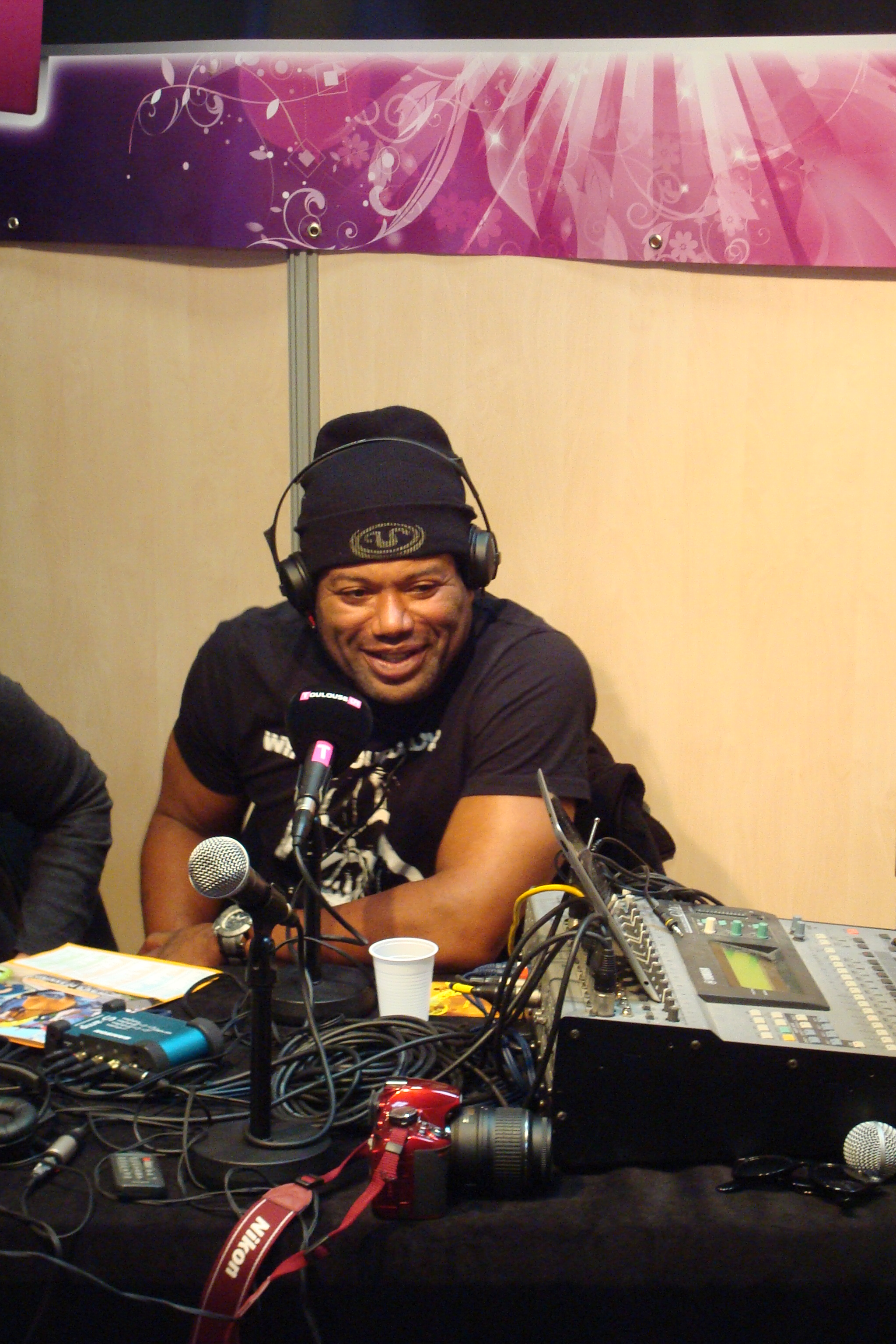
Christopher Judge 在 2012 年 Toulouse Game Show 上接受 Toulouse FM 的广播采访。

- Radio campus Toulouse
- Radio Fréquence Nîmes
- Radio Margeride
- Radio MIL (Musique Information Loisirs)

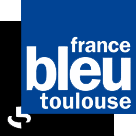
France Bleu Toulouse 的标志。

- Radio Occitania
- Radio Pays d'Hérault[113]
- Radio Présence
- 100% Radio

- Radio Saint-Affrique
- Radio Sommières
- Radio Temps Rodez
- Radio Zéma
- RADIOM
- Sud Radio (France)
- Totem (radio)

##### 图卢兹广播电台
- Canal Sud
- FMR (radio)
- France Bleu Occitanie
- Mouv'
- Radio campus Toulouse
- Radio Occitania
- NRJ Toulouse
- Toulouse FM

##### 蒙彼利埃广播电台
- Radio Aviva
- Radio Campus Montpellier
- Radio Clapas
- Divergence FM
- L'Eko des Garrigues
- FM Plus
- Radio Lenga d'Oc
- RCF Maguelone Hérault
- NRJ Montpellier

##### 尼姆广播电台
- Radio Alliance Plus
- RAJE Nîmes
- Radio Ecclesia
- Radio Fréquence Nîmes
- NRJ Nîmes

#### 电视
- Ceven TV
- France 3 Occitanie
- Télé Bleue
- Télé Miroir

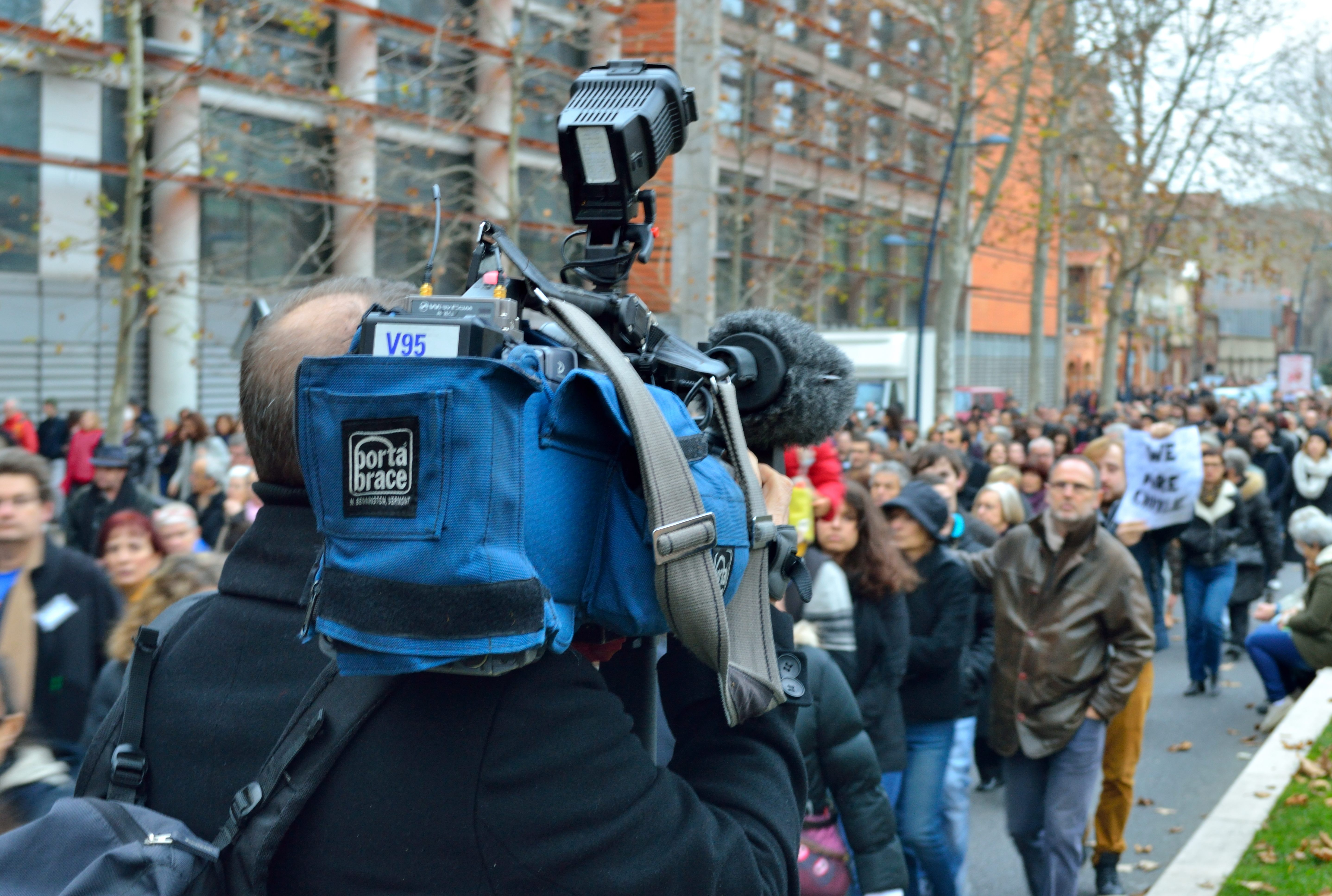
在 图卢兹 进行 2015年1月10日至11日游行 时，France 3 Midi-Pyrénées 的摄像师在拍摄，以纪念2015年1月法国恐袭事件的受害者。

- ViàOccitanie Toulouse
- ViàOccitanie Montpellier
- ViàOccitanie Pays Gardois
- ViàOccitanie Pays-Catalan
- Bouquet ViàOccitanie.

#### 体育
奥克西塔尼大区的体育活动以悠久的传统、在现代体育组织中的重要角色以及多种高水平的体育项目而著称。
在法国，体育组织类似于该国的金字塔结构。法国青年与体育部负责全国的体育现象，并将每个项目的具体组织工作委托给各个体育联合会，这些联合会再将权力委托给区域联盟负责地方赛事的组织。
大区内的许多城市长期以来将体育活动作为优先事项，因此已有九个城市获得过法国最具运动精神城市挑战赛的称号：欧什在1964年，芒德在1988年，尼姆在1991年，布拉尼亚克在1992年，卡斯特尔在1995年，蒙彼利埃在1997年，图卢兹和芒德在1998年，丰罗莫在2009年，以及阿尔比在2012年。
2015年，该大区拥有最多注册会员的体育项目是足球（163309名注册会员），其次是网球（95983名注册会员）和全国学校体育联盟（89085名注册会员）。作为西南地区的历史性运动且具有强烈身份认同价值的橄榄球，在仅统计橄榄球联盟的注册会员数量时，位列第四（2018年有72203|名注册会员）。至于橄榄球联赛，有5172|名注册会员（2018年数据），虽然人数较少，但仍被认为“在该地区有着广泛的代表性”。
每年，Midi Libre-La Dépêche举办奥克西塔尼奖杯颁奖典礼，通过这两个大区主要报纸的读者投票，颁发给在奥克西塔尼大区活动或具有奥克西塔尼血统的最佳运动员。

##### 团队运动
该大区有许多高水平的俱乐部，以下是一些非详尽的列表。

###### 男子足球

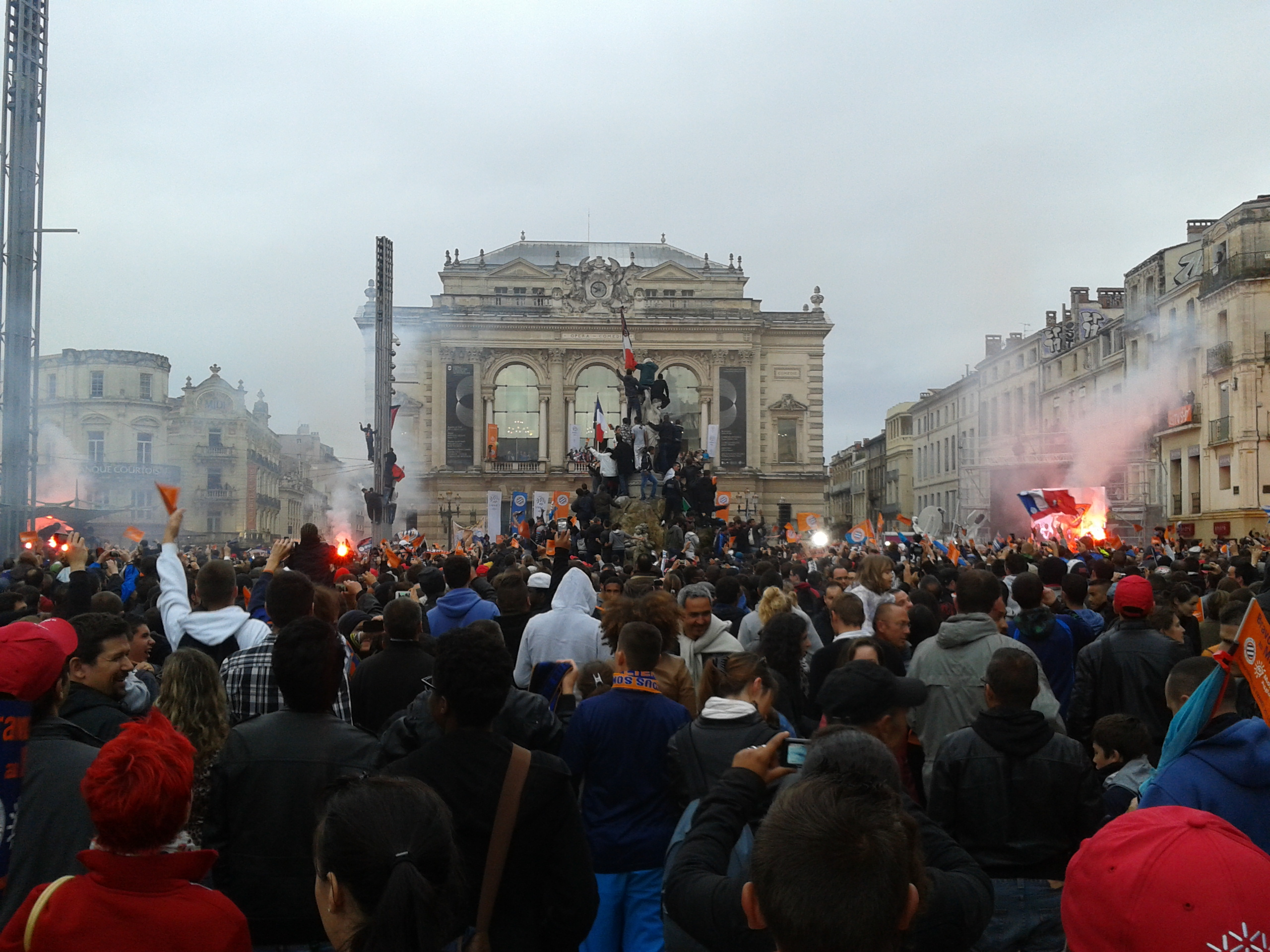
蒙彼利埃HSC于2011-2012赛季法甲联赛夺冠庆祝活动，摄于2012年5月21日蒙彼利埃科媒体广场

- 蒙彼利埃HSC（是该大区唯一获得过法甲联赛冠军的俱乐部，一次是在2011-2012赛季，还两次获得法国杯，分别是在1928-1929赛季和1989-1990赛季）和图卢兹FC，两次获得法国杯冠军，分别是在1956-1957赛季和2022-2023赛季，目前参加法甲联赛。
- 罗德兹AF目前参加法乙联赛。

##### 女子足球
- 蒙彼利埃HSC参加法国女子足球甲级联赛。
- 罗德兹AF、ASPTT阿尔比、图卢兹FC和FF尼姆大都会参加法国女子足球乙级联赛。

##### 男子十五人制橄榄球
- 图卢兹体育场橄榄球俱乐部是获得最多冠军的俱乐部（21次法国冠军和5次欧洲冠军）。该队参加法国橄榄球顶级联赛，同样参加该联赛的还有美国佩皮尼昂（7次法国冠军）、卡斯特尔奥林匹克（5次法国冠军和欧洲盾杯冠军）和蒙彼利埃HR（2次欧洲挑战杯冠军和欧洲盾杯冠军）。

- 贝济耶AS（11次法国冠军、4次伊夫斯·杜马努瓦挑战杯冠军并获得历史上第一个欧洲冠军杯——FIRA欧洲俱乐部冠军杯）、US卡尔卡松、科洛米耶橄榄球俱乐部（1次欧洲挑战杯冠军）、US蒙托邦（1次法国冠军）和RC纳博讷（2次法国冠军和9次伊夫斯·杜马努瓦挑战杯冠军）参加法国橄榄球乙级联赛。

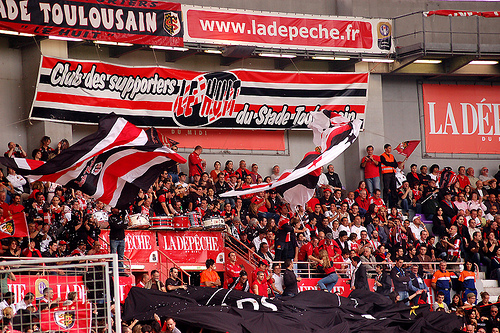
图卢兹体育场橄榄球俱乐部的支持者，摄于2008年。
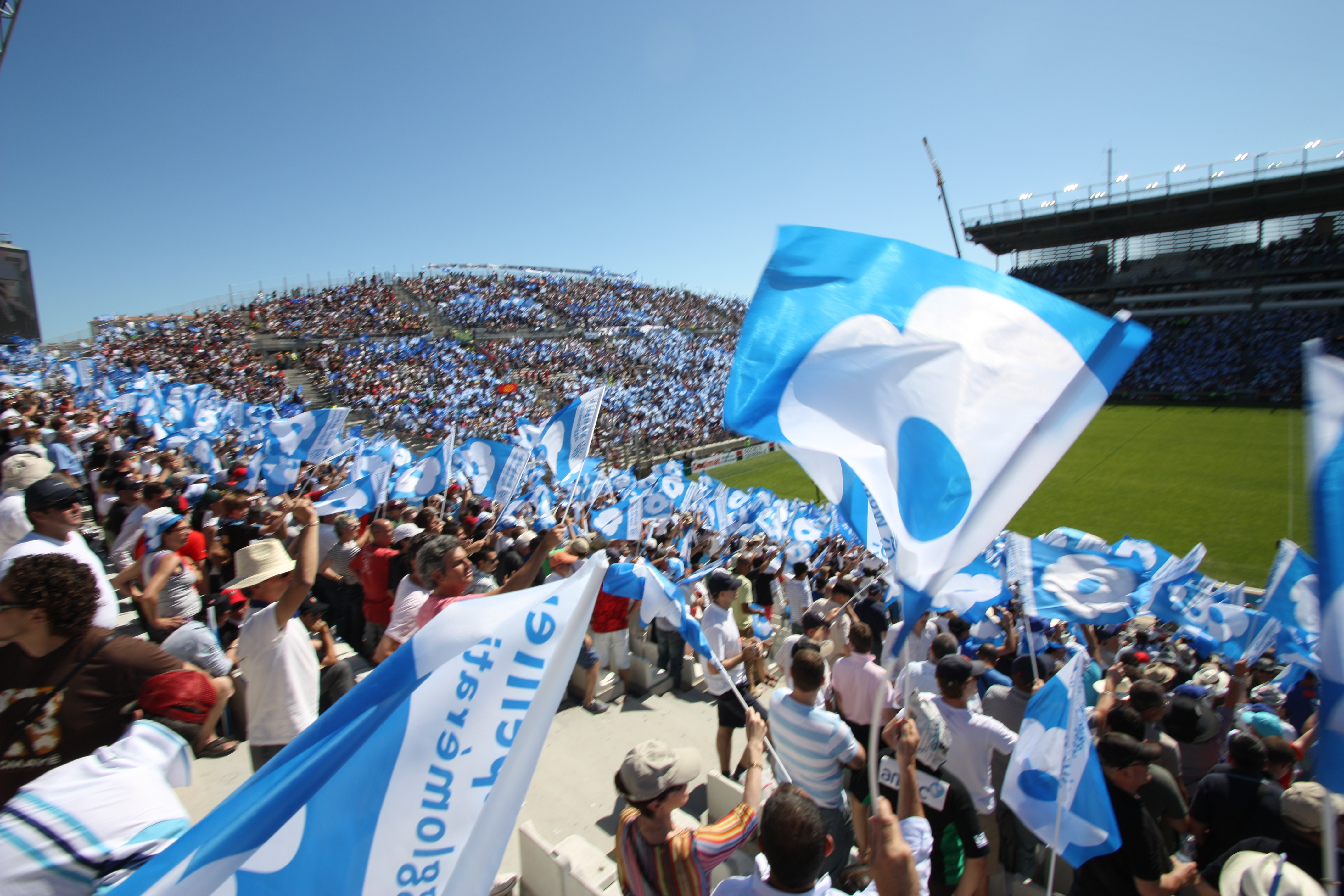
蒙彼利埃HR的支持者。
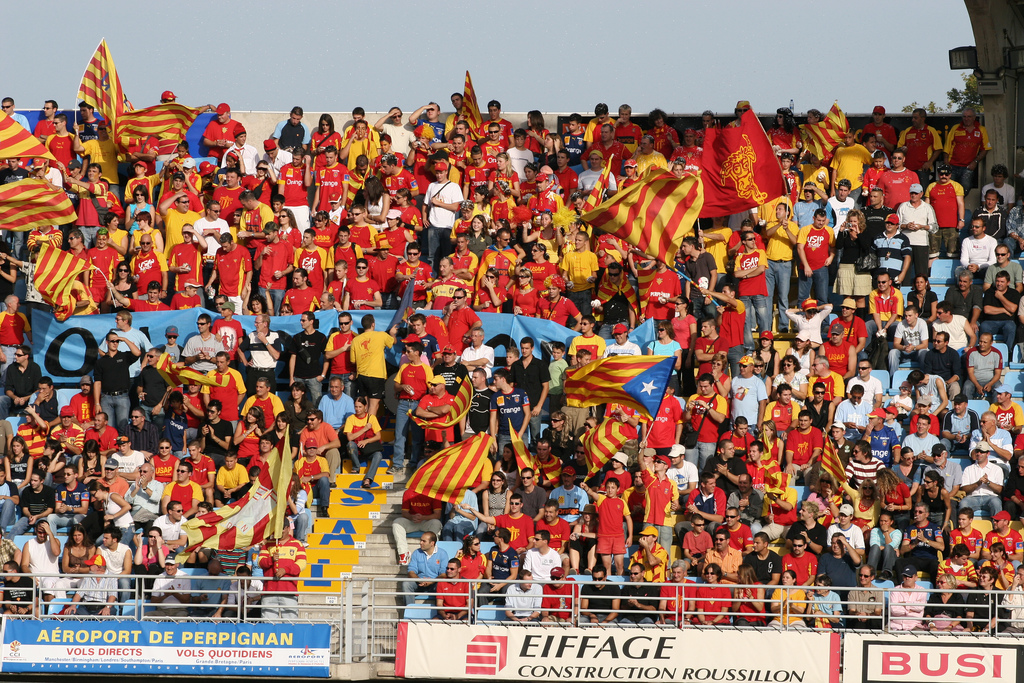
美国佩皮尼昂的支持者在Aimé-Giral体育场。
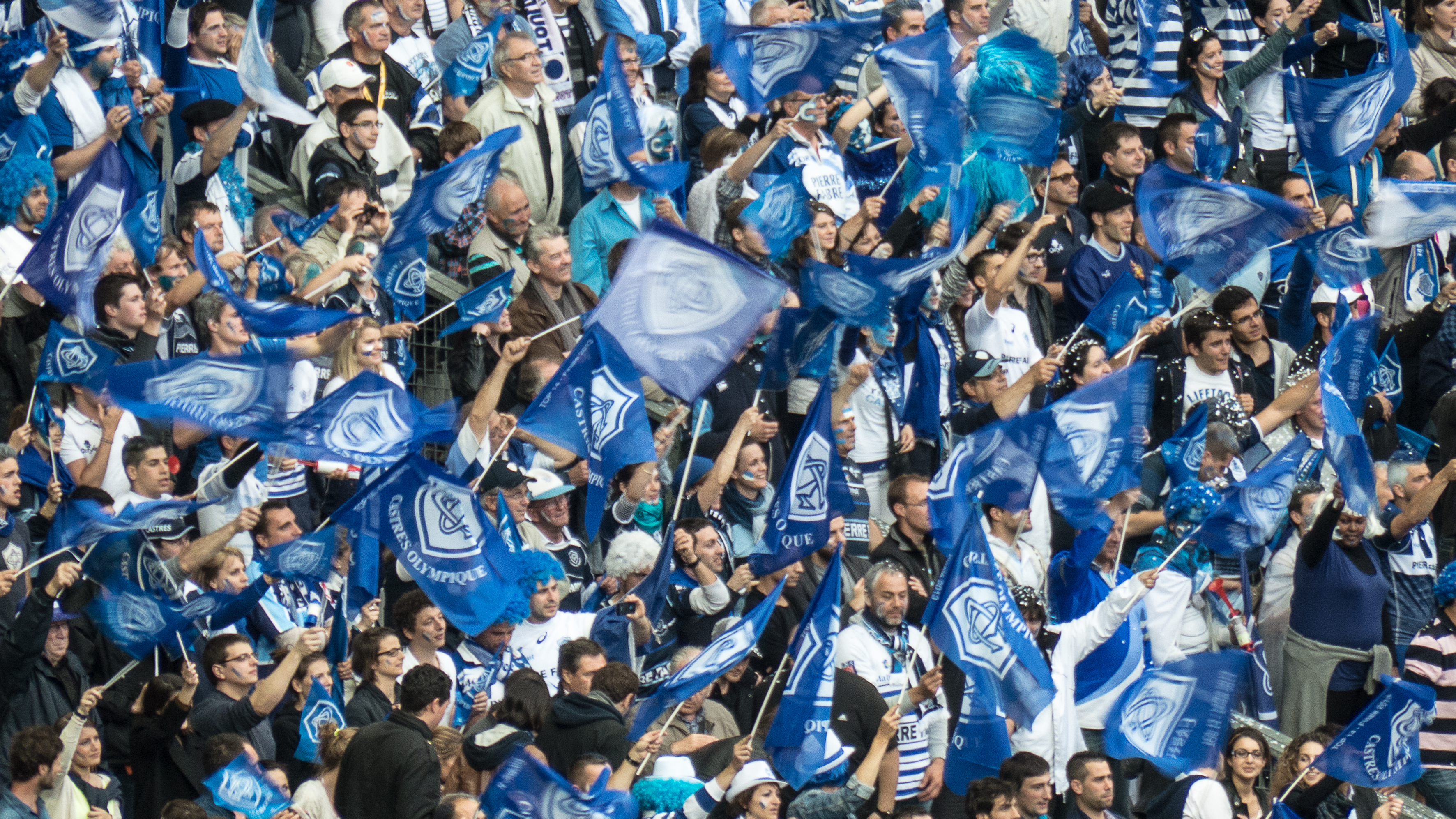
卡斯特尔奥林匹克的支持者，称为“蓝军”。
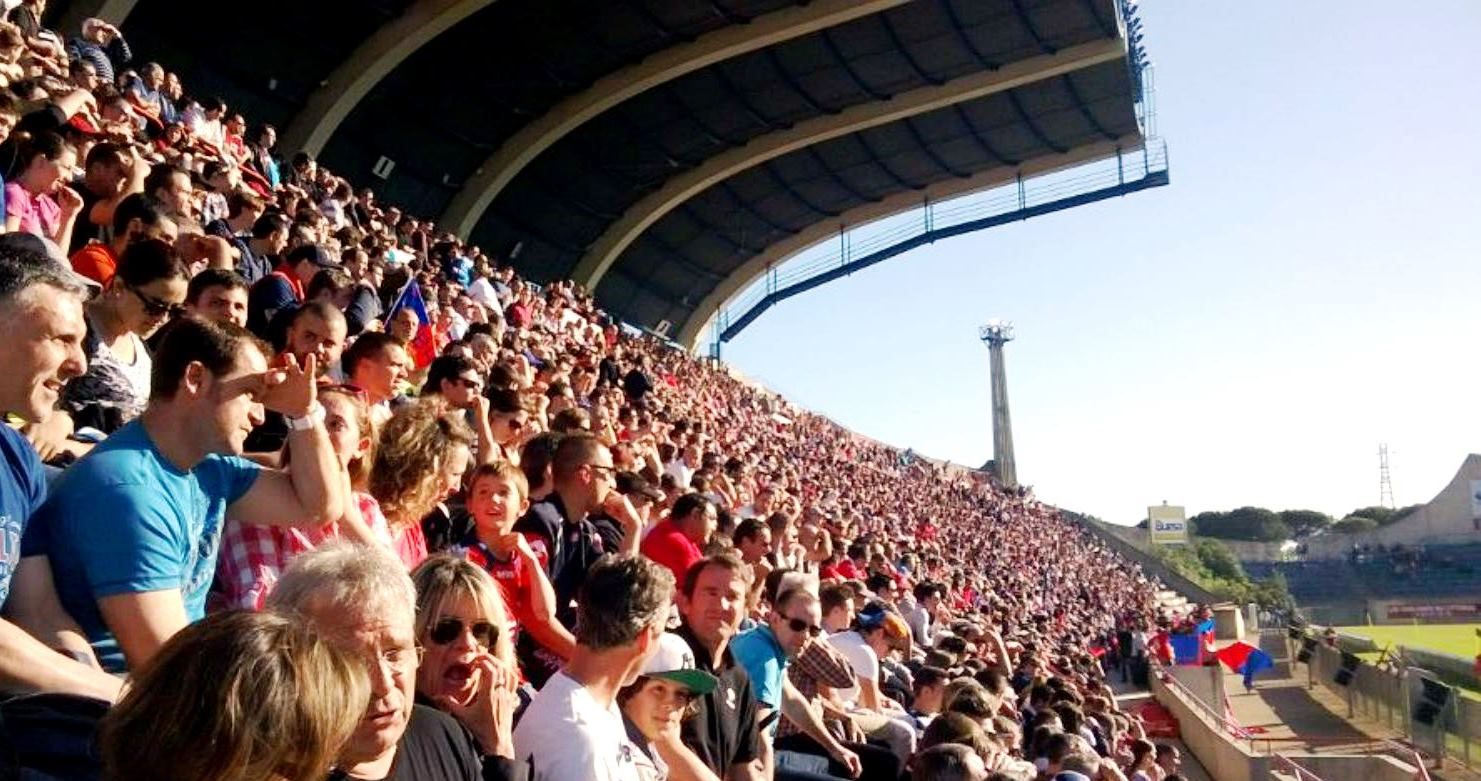
贝济耶的Raoul-Barrière体育场。

##### 女子十五人制橄榄球
- 图卢兹体育场、蒙彼利埃HR和布拉尼亚克RF参加Top 8。

##### 男子十三人制橄榄球
- 加泰罗尼亚龙队自2006年以来参加超级联赛。
- 在精英1中，10支参赛队伍中有8支来自奥克西塔尼大区，是法国该项运动的主要区域（占注册会员的51%）。
- 该地区在2019年获得XIII金奖（荣誉XIII类别）[118]。

##### 男子手球

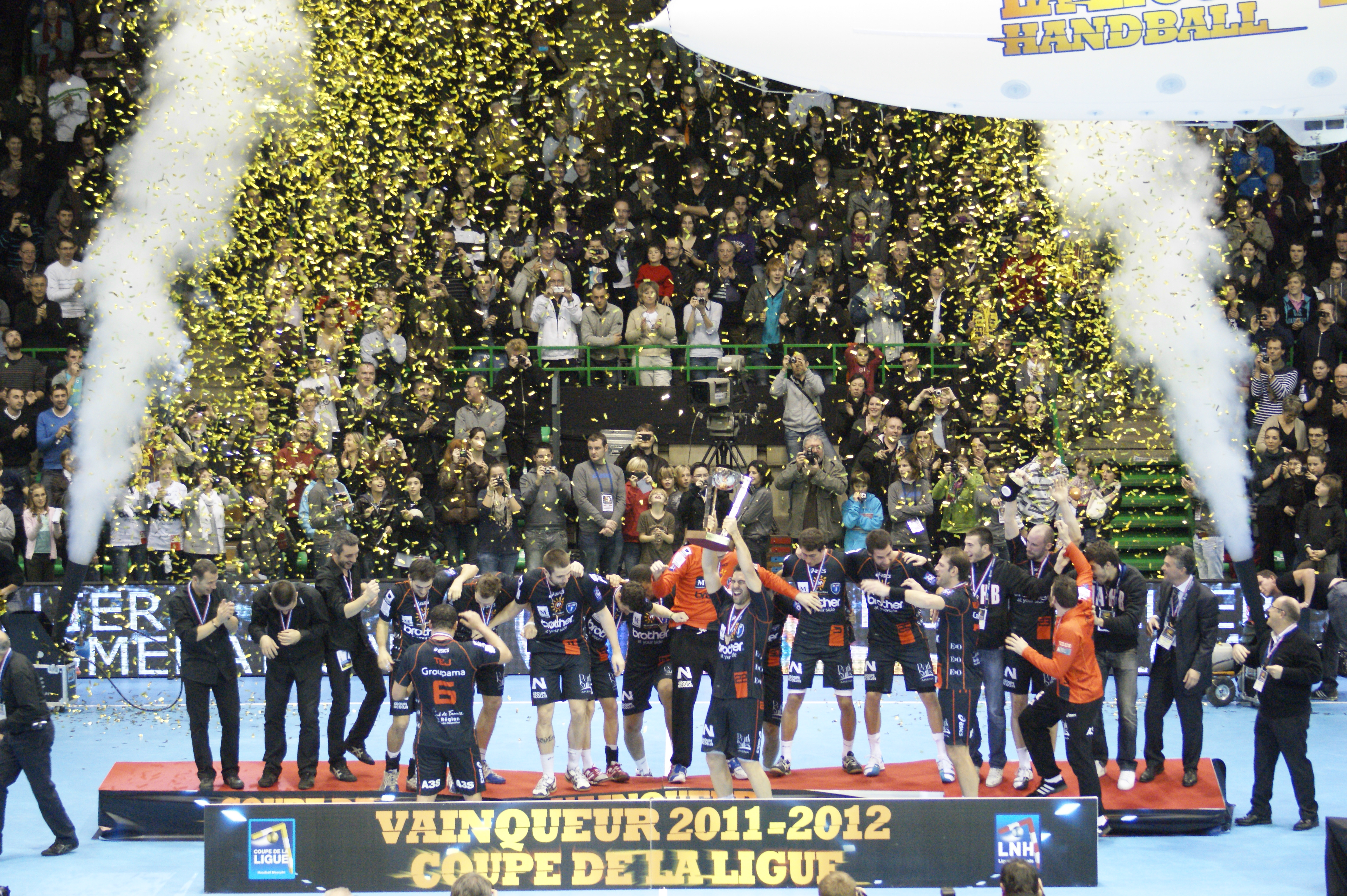
蒙彼利埃手球俱乐部第八次赢得法国男子手球联赛杯，摄于2011-2012赛季法国男子手球联赛杯。

- 蒙彼利埃手球俱乐部、图卢兹凤凰手球俱乐部和尼姆USAM手球俱乐部参加Lidl Starligue。截至2018年，蒙彼利埃手球俱乐部是法国获得冠军次数最多的俱乐部。多名获得国际冠军的法国国家队成员（如奥运会金牌得主、世界冠军、欧洲冠军）都来自该地区的俱乐部（包括“青铜队”的菲利普·梅达尔、帕斯卡尔·马赫、菲利普·德布鲁尔、菲利普·加尔丹，“狂人队”的丹尼斯·拉图德、弗雷德里克·沃勒，教练克劳德·奥内斯塔以及尼古拉·卡拉巴蒂奇和卢卡·卡拉巴蒂奇兄弟）。

##### 女子篮球
- 蒙彼利埃篮协和塔布斯女篮参加LFB。
- 图卢兹大都会篮球队参加LF2。

##### 男子排球
- 阿拉戈德塞特、图卢兹空间排球俱乐部、蒙彼利埃大学俱乐部和纳博讷排球俱乐部参加Ligue A。

##### 女子排球
- 贝济耶排球俱乐部参加Ligue AF。

##### 美式足球
- 尼姆百夫长、图卢兹熊和蒙彼利埃飓风参加金盔联赛。

#### 个人运动

##### 自行车
每年环法自行车赛都会经过该地区，尤其是高山赛段。来自该地区的著名车手包括雅克·埃斯克拉桑、迪迪埃·鲁斯、克里斯托夫·里内罗、大卫·蒙库蒂耶和洛朗·贾拉贝尔（两次获得积分分类冠军和两次获得爬坡分类冠军）。
- 区域赛事：

```
 * 
Occitanie自行车赛
，这是环法自行车赛前的最后一场重要职业自行车赛（每年六月举行）。该赛事在超过70个国家播出，是法国最重要的分段赛之一，也是展示该地区的一个重要平台。
 * 
Tarn-et-Garonne自行车赛
```

- 车队：

```
 * 
US Montauban
```

##### 极限运动
自1997年以来，该地区每年在蒙彼利埃举办国际极限运动节（FISE）。

##### 网球
自2010年以来，该地区和蒙彼利埃地中海大都会举办蒙彼利埃网球公开赛（Open Sud de France）。维尔吉妮·拉扎诺、蒂埃里·尚皮恩、理查德·加斯奎特是来自该地区的知名选手。

#### 传统体育

##### 鼓球
鼓球是一项集体运动，两队各五名球员参赛。这项运动主要在蒙彼利埃以西的村庄中进行。它曾在1993年地中海运动会上作为表演项目。

##### 人塔
人塔（在加泰罗尼亚语中意为“城堡”）是由六到十层组成的、具有特定形式和组织结构的人类金字塔，由称为“人塔队”的团队完成。这是加泰罗尼亚文化的典型代表。在东比利牛斯省的“Riberal人塔队”（1997年在法国成立的首个“人塔队”）或“Vallespir天使队”等团队中进行。

##### 卡马格竞技
卡马格竞技是一项在加尔省、埃罗省、罗讷河口省和沃克吕兹省从五月到九月期间进行的运动。大约有一百个固定竞技场提供体育项目，每年有一千场比赛，涵盖所有级别。这是许多传统庆祝活动的主要主题。

##### 兰德斯竞技
兰德斯竞技主要在兰德省和热尔省进行，是一项得到健康与体育部认可的运动，由法国兰德斯竞技联合会管理。这也是属于加斯科涅文化遗产的传统斗牛运动。

##### 朗格多克水上竞技
朗格多克水上竞技在埃罗省的八个城市（贝济耶、阿格德、马尔塞伊昂、梅兹、巴拉吕克、弗朗蒂尼昂、塞特、帕拉瓦）和加尔省的一个城市（勒格罗迪鲁瓦）进行。最重要的赛事是八月25日左右在塞特举行的圣路易斯水上竞技比赛，此外还有法国锦标赛和法国杯，分为四个重量和年龄组：重、中、老年和少年。朗格多克水上竞技者占法国注册会员的四分之一。

### 历史与文化遗产
奥克西塔尼大区拥有丰富的历史遗产，追溯数千年的历史，拥有许多可以追溯到人类文明最初痕迹的遗迹，如位于阿列日省的尼奥洞穴或位于洛特省的佩什梅尔洞穴。该地区还拥有许多高卢-罗马遗址，追溯至古代，如加尔桥、尼姆竞技场等。中世纪在该地区留下了深刻的印记，从大多数城市旧城区的形态到遍布于此的众多宗教建筑（修道院、教堂、大教堂），再到与封建领主冲突相关的众多城堡和要塞，如阿尔比十字军（1208-1229）或百年战争。其中的中世纪遗迹包括卡尔卡松城堡、艾格莫尔特新城和阿尔比圣塞西尔大教堂。在中世纪中期，该地区的身份逐渐形成，商业也开始发展。近代时期，该地区完全并入法国王室领地，出现了许多国家工程，如蒙彼利埃凯旋门及其延伸的佩鲁长廊和连接大西洋与地中海的南运河，以及一些市政工程如图卢兹市政厅的新建筑和蒙托邦国家广场（现称国家广场）的重建。最后，奥克西塔尼的各个地区也拥有丰富多样的文化和美食遗产。

#### 史前与原始遗产
史前时期在该地区留下了许多痕迹，尤其是化石——如1949年Raoul Cammas在蒙托马林的尼奇洞发现的著名的蒙托马林下颌骨，这块化石曾一度被认为是法国发现的最古老的人类遗骸，这块前尼安德特人的化石被确定为距今约19万至24万年。
在阿列日省的尼奥洞穴可以看到最早的艺术表现之一，这是欧洲最大的壁画洞穴之一，与拉斯科洞穴齐名，尤其以其“黑厅”内数百只野牛、鹿、马等生动的壁画而闻名。同样在阿列日省，靠近圣贝特朗德科曼日的加尔加斯洞穴，被列为中比利牛斯大区大遗址，以其“负手”而闻名，这种岩画也可以在洛特省的佩什梅尔洞穴看到，这个重要的史前遗址位于卡布雷雷的塞莱河谷，靠近圣西尔拉波皮，在这里可以看到七个宏伟的大厅，展示了各种形式的壁画艺术：雕刻、绘画、神秘的符号、手印、足迹等。还可以提到位于罗卡马杜尔的奇迹洞穴，以及古尔东的库尼亚克洞穴。
再次回到阿列日省，马斯达齐尔洞穴是一个真正的自然奇观，这里出土了许多艺术品，并收藏在马斯达齐尔博物馆。在贝德伊亚克洞穴中，黏土雕塑的浮雕是世界上独一无二的；拉瓦什洞穴出土了一个完整的史前猎人营地。在塔恩-加龙省的布鲁尼凯尔，2016年发现了由尼安德特人建造的建筑遗迹，这些建筑可以追溯到17.65万年前，还发现了火焰和烧焦的骨头的痕迹，这一发现改变了人们对人类使用洞穴时间的认识，此前最早的明确证据可以追溯到3.8万年前（肖维洞穴）。在阿拉戈洞穴，更广为人知的是托塔维尔洞穴，位于东比利牛斯省的托塔维尔村附近，这个高悬的洞穴俯瞰山谷，是世界上最大的史前遗址之一。在这里发现了26万件文物，包括122种不同物种的动物痕迹、被归为托塔维尔人的人类遗骸、石器遗物、下旧石器时代的骨骼和数百件其他化石（这些化石可以在托塔维尔史前博物馆看到）。

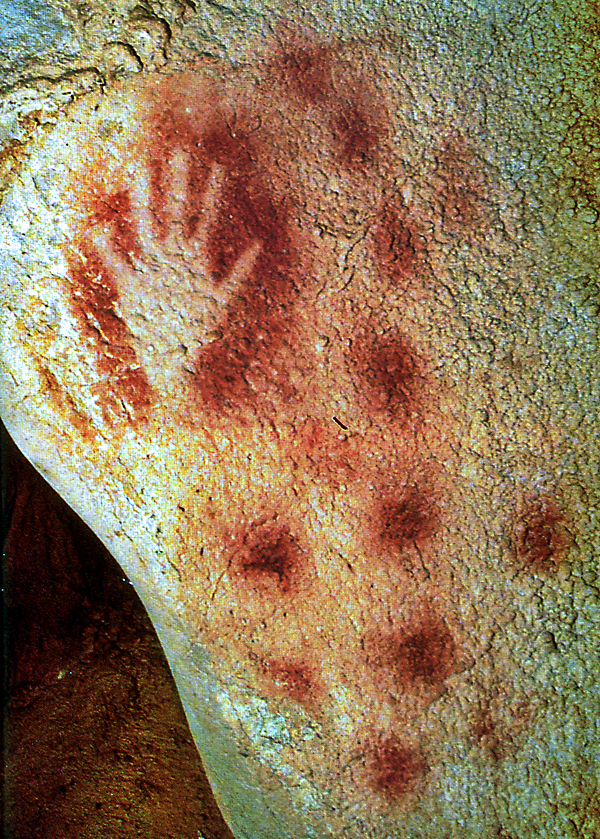
佩什梅尔洞穴。
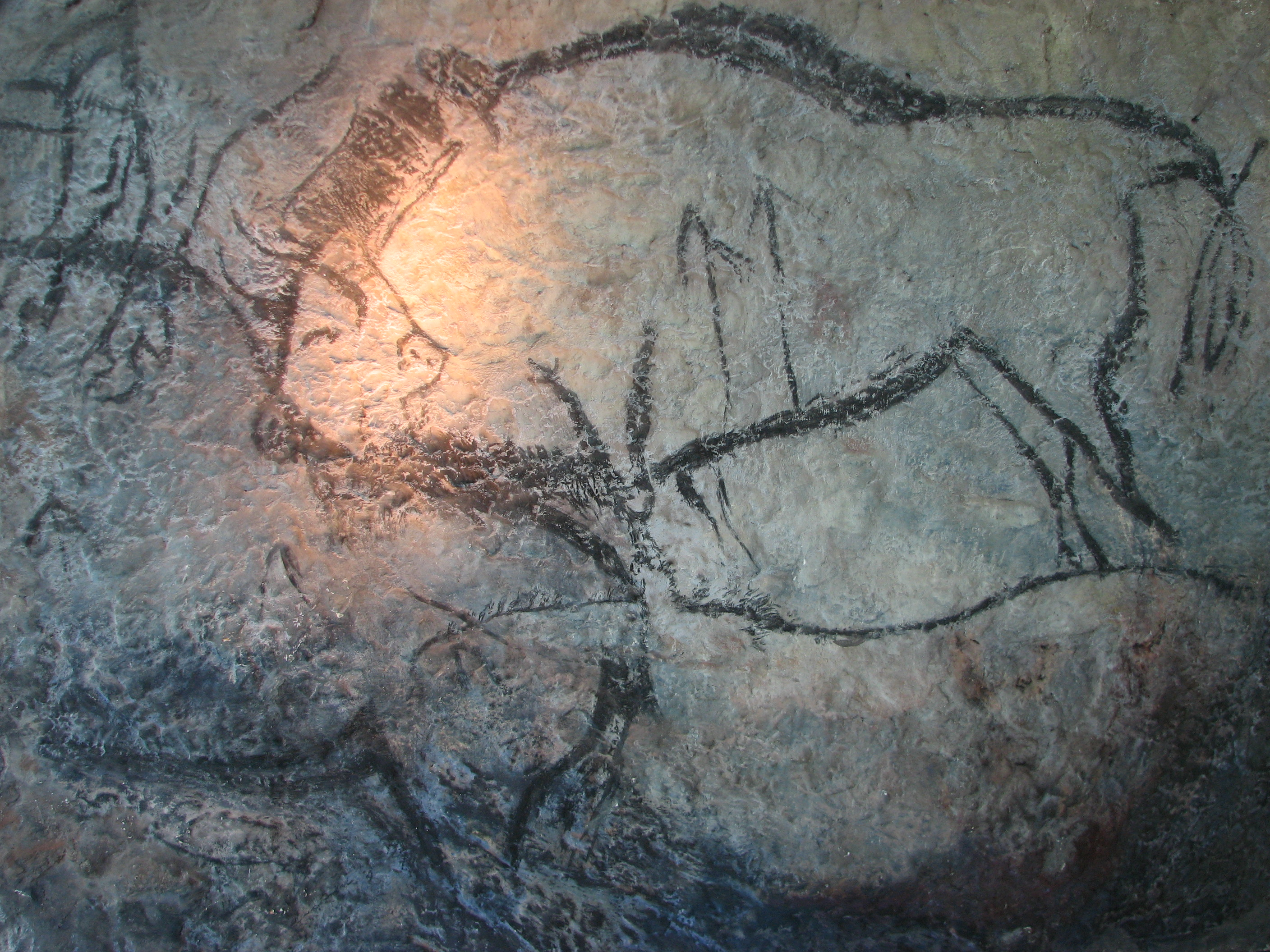
尼奥洞穴。
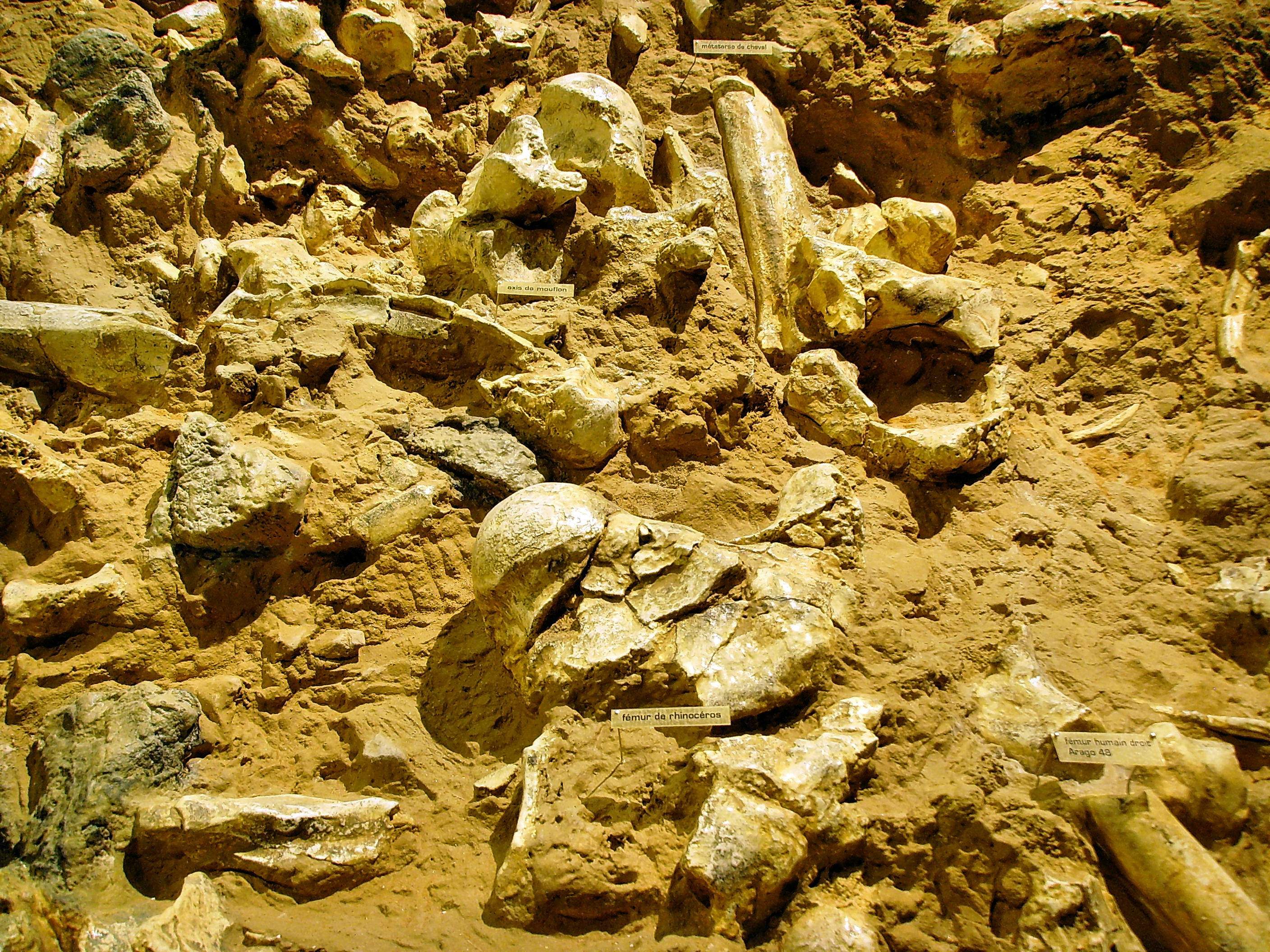
阿拉戈洞穴的遗迹。
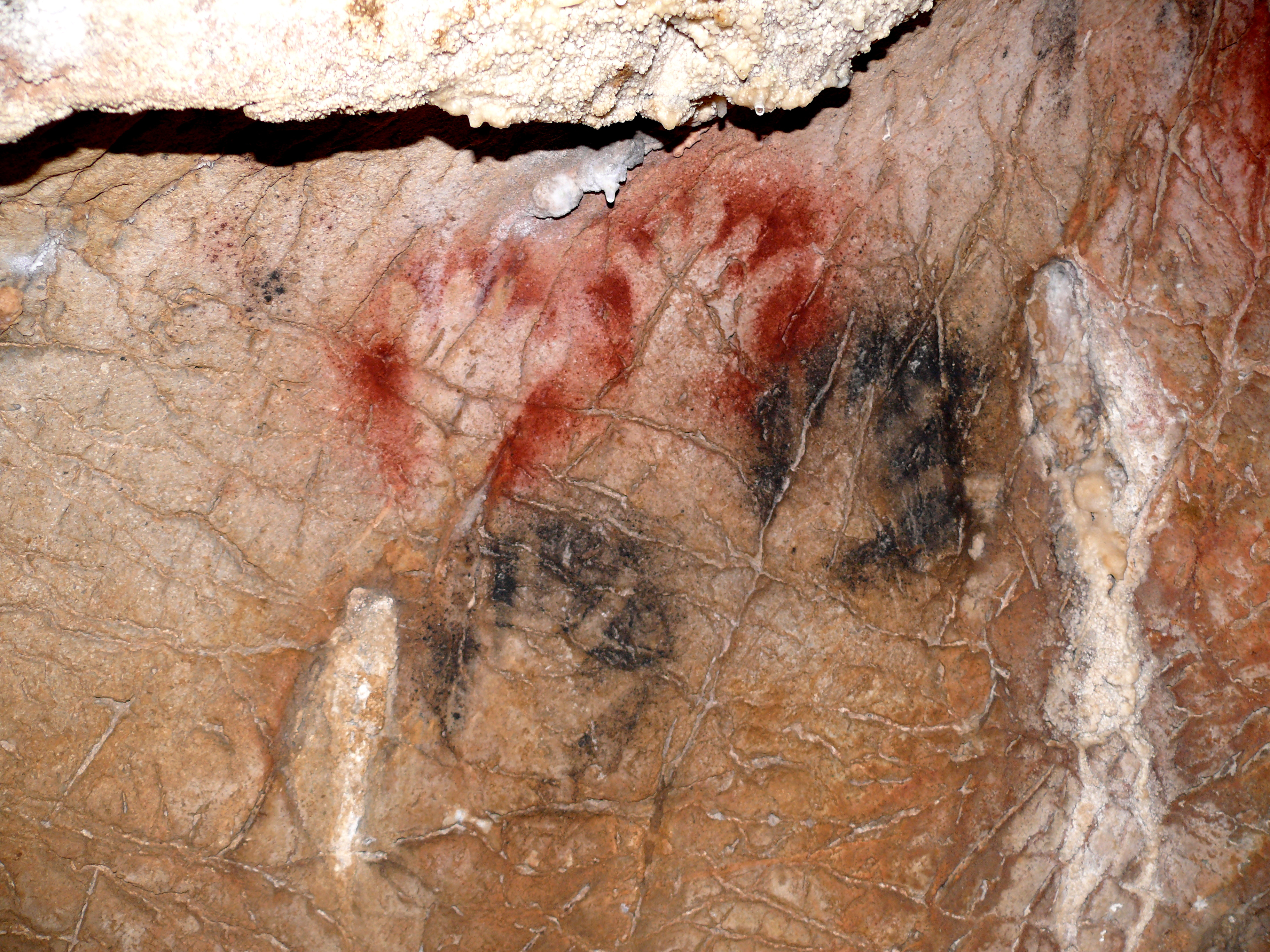
加尔加斯洞穴。

#### 古代遗产
在罗马前时代，现今的奥克西塔尼大区包括了多个高卢部落或联盟：阿塔基尼人、博迪翁提西人、卡杜尔克人、鲁特尼人、艾利西斯人、萨莱人、萨尔多尼人、塞古西亚人、特里卡斯丁人、特里科里人、沃孔斯人、阿雷科米克沃尔克人和泰克托萨吉沃尔克人。在西部地区，还有一些阿奎坦尼亚部落，如奥斯克人。
在高卢时期，该地区是地中海凯尔特地区的一部分。大约在公元前三世纪末，一个凯尔特部落——沃尔克人，在从罗纳河到加龙河、从塞文山脉到比利牛斯山脉的地区定居，他们的首都设在图卢兹和尼姆。该地区与其他地中海文明有交流，尤其是通过位于阿格德的希腊殖民地。
所有地中海高卢城市都在公元前二世纪被罗马人征服，成为罗马的第一省——纳博讷高卢省。纳博讷建立于公元前118年，以维持该省的和平，并成为该省的首都，后来被称为纳博讷高卢。这是最早被罗马化的省份之一，这里诞生了未来的皇帝克劳狄乌斯，他出生于尼姆。公元五世纪初，汪达尔人入侵，几年后，西哥特人占领该地区。罗马人通过签订foedus条约，将领土的保卫权交给西哥特人，西哥特王国占据了高卢的南部三分之一以及伊比利亚半岛，图卢兹成为其首都近一个世纪。西哥特人主要定居在其首都周边地区，没有摧毁现有的机构，并在阿拉里克法典中继续沿用罗马法，并在尤里克法典中编纂了自己的法律。罗马法的持续存在使得行政效率保持在较高水平，这种法律传统随后也影响了中世纪的封建法律，使用书面法律和成文法的程度比法兰克王国北部更高。然而，西哥特人信奉后来被视为异端的阿里乌斯派，这种异端教义反对圣父-圣子同质说，与忠于正统教义的高卢-罗马人之间常常产生冲突。克洛维一世将另一个日耳曼部落——法兰克人统一在其领导下，并改信罗马基督教，他在六世纪初在主教和地方贵族的支持下征服了该地区的一部分。随后，地区进入了一个长期动荡时期，分裂成纳博讷周围的赛普提曼尼亚，该地区先后受到西哥特人和摩尔人的统治（从719年开始），以及寻求摆脱法兰克人统治的大加斯科涅公国的诺文波普拉尼亚。
高卢和罗马文明在该地区留下了许多遗迹，尤其是在加尔省，如加尔桥，这是该地区第一个被列为联合国教科文组织世界遗产的遗址，或者在尼姆（“Nemausus”），可以看到尼姆竞技场、方形神殿、戴安娜神庙、马涅塔、奥古斯都门、法国门、尼姆城堡和高约克罗马浴场。在埃罗省可以提到拉特拉古城遗址、圣蒂贝里罗马桥、维勒特莱的安布鲁瑟姆古城及其维杜尔河桥、卢皮安高卢-罗马别墅。在纳博讷（“Narbo Martius”），前省会城市，有几个“Horrea”（古罗马仓库）。在东比利牛斯省保留了卢西诺古城堡的高卢-罗马城堡遗址。在上加龙省，可以提到蒙托马林高卢-罗马别墅或图卢兹普尔潘-安塞利罗马圆形剧场。此外，还有例如多米提亚大道遗址。

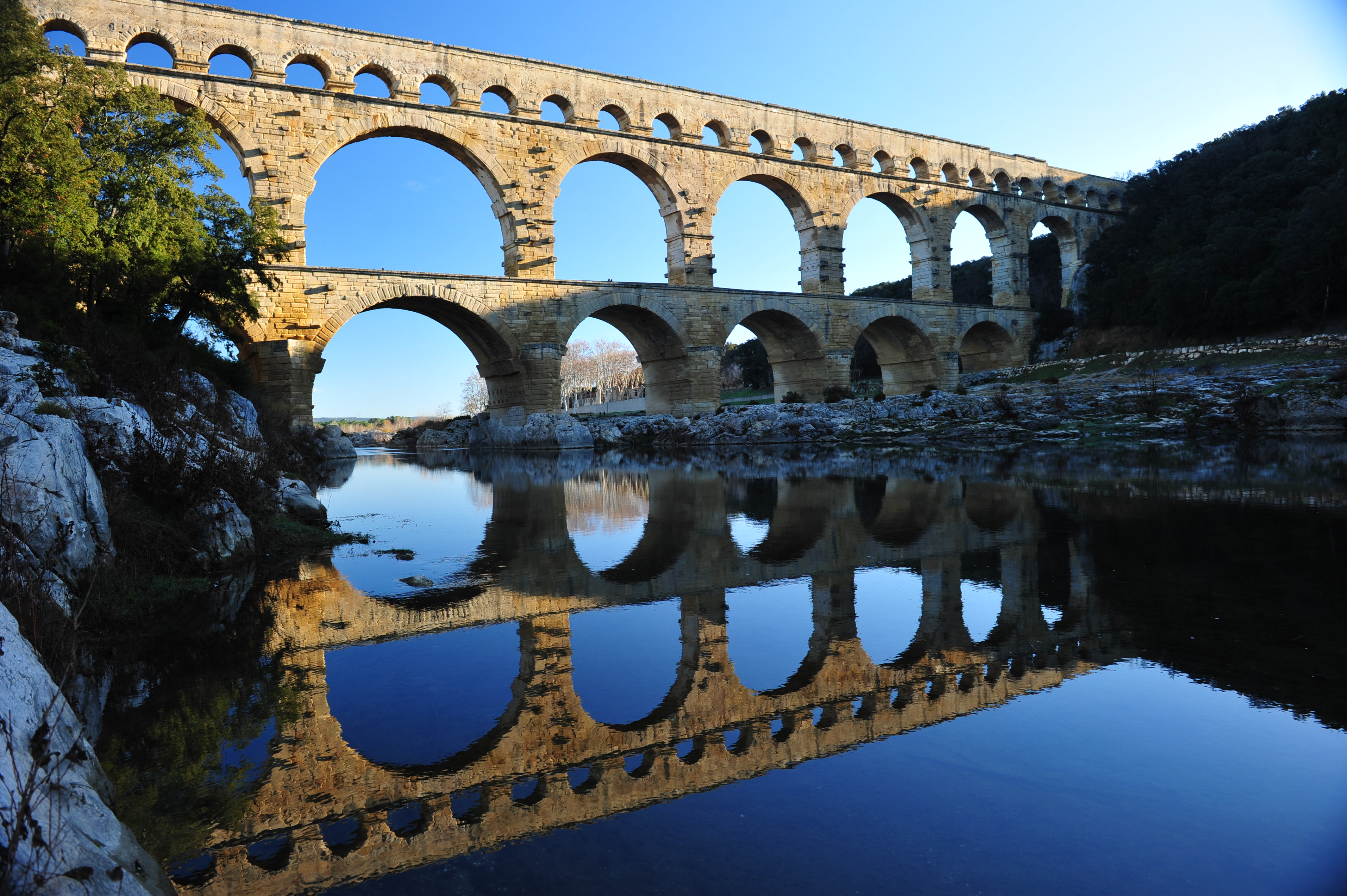
加尔桥
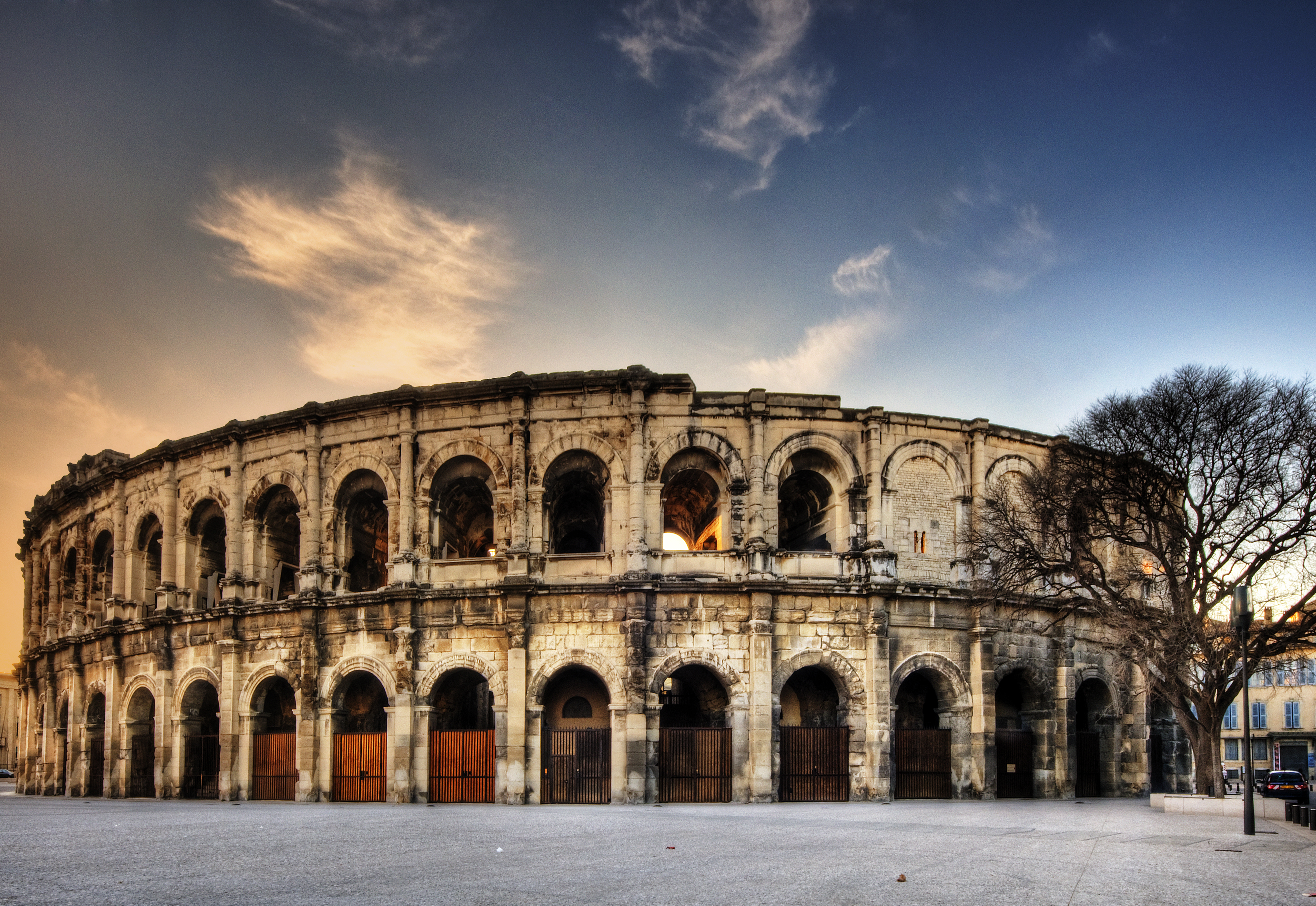
尼姆竞技场
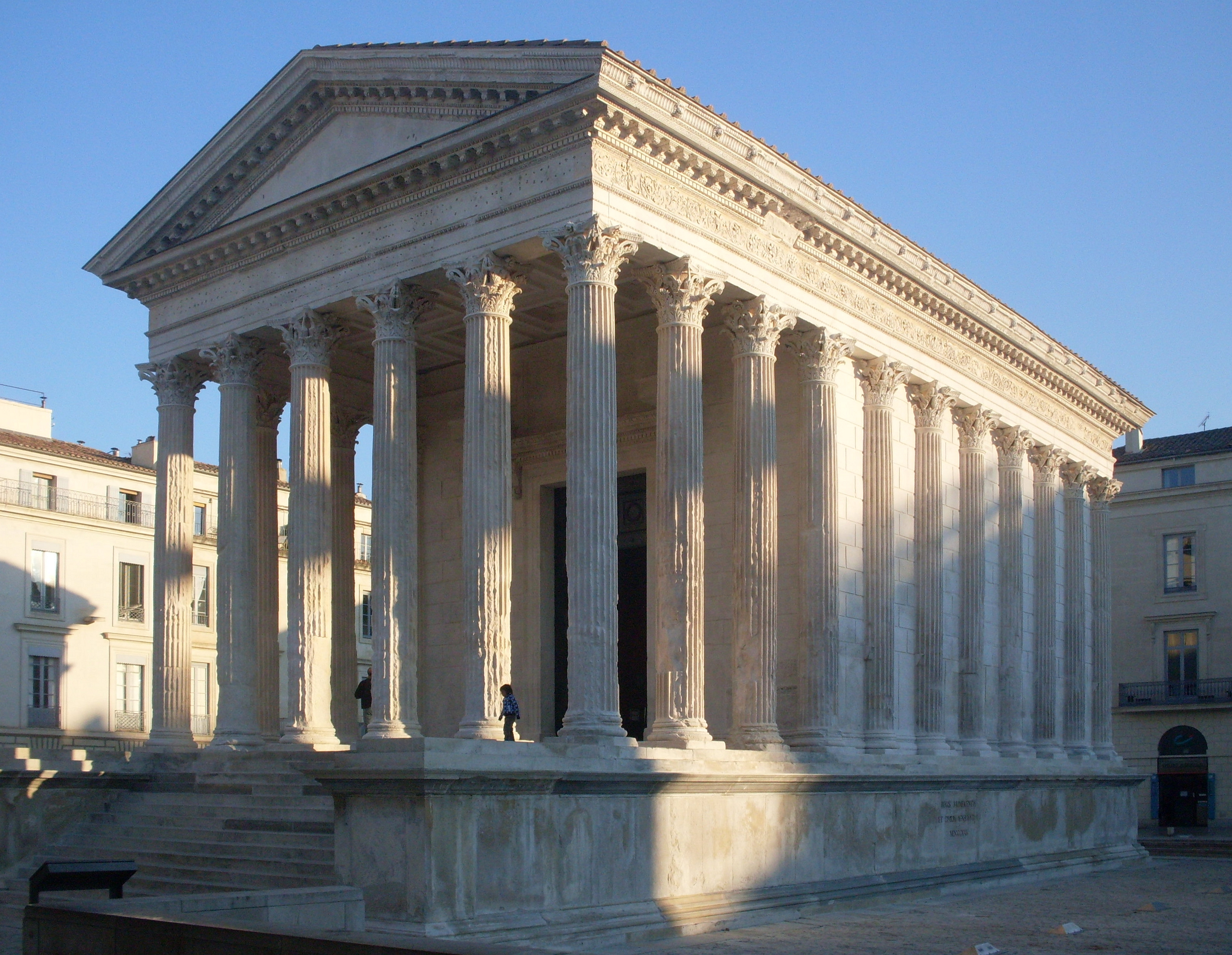
方形神殿
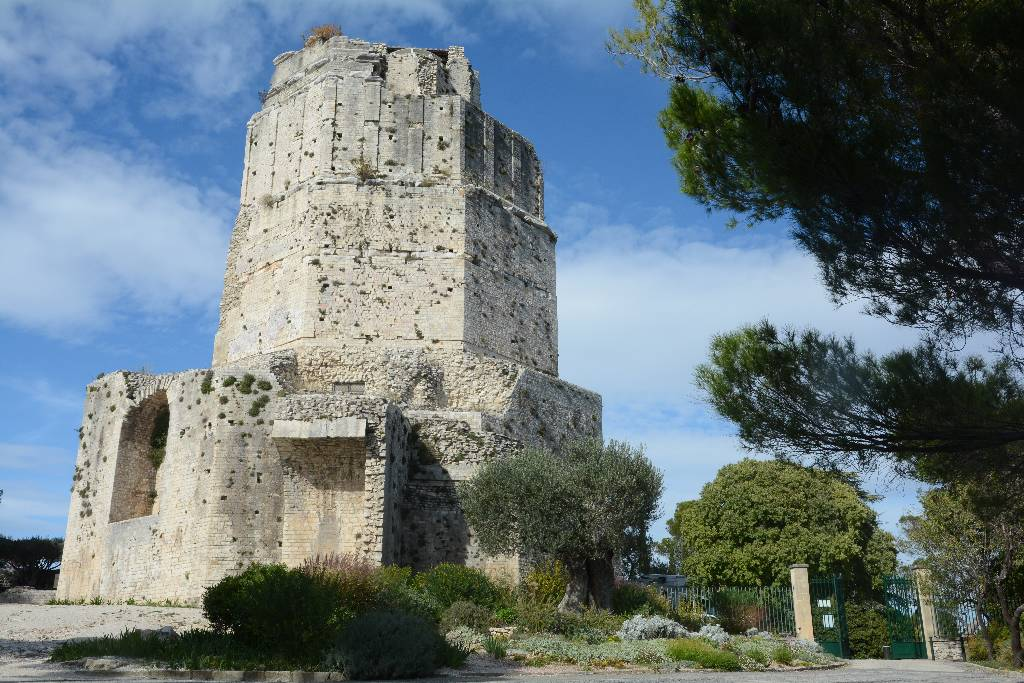
马涅塔
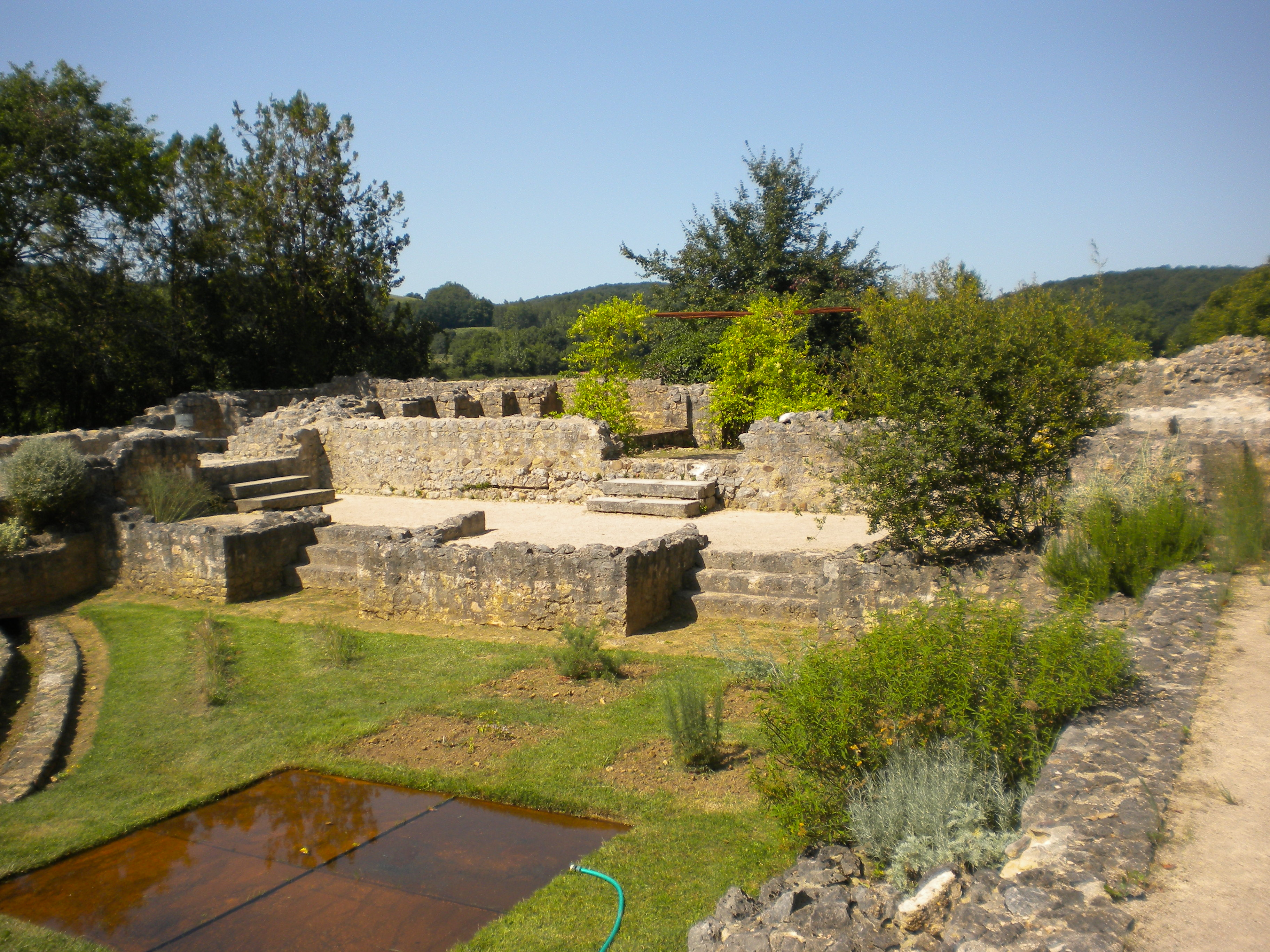
蒙托马林高卢-罗马别墅

#### 中世纪遗产
从718-719年开始，这个地区曾被摩尔人短暂统治，直到被矮子丕平征服。随后，在778年创建了高特藩侯国，包括在阿基坦王国内，这是一个包括从罗纳河到大西洋整个南部的广阔领土，旨在联邦重建南部和伊比利亚的征服行动，以图卢兹为首都。查理曼大帝将这个广阔的领土分给他的一个儿子，虔诚者路易（778年-†840年），他是阿基坦的国王（781年-814年）和西方皇帝（814年-840年）。该广阔的领土由图卢兹伯爵和巴塞罗那伯爵负责管理。从那时起，这两个伯国的传承变得世袭化，形成了图卢兹和巴塞罗那的两个王朝，这两个王朝定期结盟或有时竞争，不断向南推挤摩尔人，并在这些领土上建立他们的权威，以恢复纳博讷高卢的政治统一。然而，在西部的图卢兹广阔领土和南部的加泰罗尼亚广阔领土之间，权力逐渐被地方小骑士阶层私有化，反而增加了旧省罗马的分裂。为了遏制这种由封建竞争引发的封建暴力，教会当局（他们自己也是该地区权力斗争的参与者）和农民或城市社区谈判或强制执行誓言（上帝的和平、上帝的休战）或获取自由宪章。在纳博讷、尼姆、贝济耶、图卢兹和蒙彼利埃等城市，城市制定了市政机构，通常被称为“领事馆”，这些市政官员恢复了古罗马领事或图卢兹的“领事”的旧称号。由大商人、货币兑换商和城市贵族组成的领事馆成为城市权力斗争中的新参与者，对抗领主和主教。
从13世纪开始，这个框架产生了所谓的朗格多克，从加龙河到罗纳河，从图卢兹到圣吉勒。雷蒙四世（1042年-1115年）部分实现了这一领土统一的目标，通过婚姻将他的领地扩展到鲁埃格伯国、尼姆、阿格德、贝济耶和于泽的伯国和子伯国。巴塞罗那的伯爵们拥有或间接作为宗主拥有鲁西永、纳博讷、卡尔卡松和热沃当的伯国，以及从1204年开始的蒙彼利埃领地。一群骑士，特伦卡韦尔家族，在12世纪联合了阿尔比、卡尔卡松、贝济耶、阿格德和尼姆的封地。同时，从11世纪开始，随着圣雅各之路的朝圣路线从欧洲各地汇聚到比利牛斯山脉，陆路的和平和地中海盆地的新兴发展，许多地方圣地和一个相对密集的城市网络都得以繁荣。强大的伯爵、子伯和领主家庭的崛起还伴随着辉煌的骑士宫廷的建立（在图卢兹、阿尔比、贝济耶、纳博讷、蒙彼利埃），在这些宫廷中形成了一种由吟游诗人的传统滋养的特定文化，并编纂了一种文学语言，奥克语。
尽管在政治、文化和语言上有这种相对的同质化，但习俗特殊性的捍卫以及城市资产阶级的崛起，促进了一定程度的宗教实践的世俗化，并导致被罗马教会称为“异端”和“卡特里派”的异质宗教运动的发展。教会在13世纪初开始了一项积极的政策，以镇压所有形式的异端，这与伯爵们的权力相抵触，后者认为教皇使节的行动干涉了他们的传统特权。托雷多的多米尼克在图卢兹创建了托钵修士的传教士团，以展示一种新的信仰。教皇权力发起的阿尔比派十字军为法国国王提供了一个从1224年开始兼并南部地区的借口。穆雷战役于1213年9月12日发生，西蒙四世·孟福尔围攻图卢兹，并于1215年占领了该城。1222年，在科尔德-苏尔-塞尔建立了第一个巴斯蒂德，1229年在图卢兹建立了图卢兹大学。
科尔贝伊条约（1258年）确认了南部的领土分裂：科比耶尔山成为法国王国和阿拉贡王国的边界。当时下朗格多克和鲁西永-塞达尼之间的唯一联系是教会的：他们都隶属于纳博讷大主教区，其中包括贝济耶、艾尔讷、圣蓬-德托米埃尔、圣帕普尔、马圭隆、尼姆、于泽、阿格德和门德的教区。13世纪末和14世纪初存在的马略卡王国包括鲁西永伯国、塞达尼伯国和蒙彼利埃领地。
在阿尔比派十字军后，由于特伦卡韦尔家族和图卢兹伯爵的灭亡，尤其是雷蒙七世的女儿让娜去世后，图卢兹和罗讷河右岸之间的所有领土都在1224年至1271年之间，除少数例外，归属于法国王室。不久后，阿尔比大教堂的建设开始（1277年）。
由此产生了“皇家朗格多克”，它将一直延续到“法国大革命”，保留了其习俗、语言和特定的行政管理。朗格多克，作为最早被并入法国王室的省份之一，失去了自治权，但其拉丁文化深刻影响了尚受法兰克日耳曼王朝影响的卡佩王朝的“法兰西岛”。即使在最动荡的时期，如从1337年开始的百年战争，该省也始终是皇家领土凝聚力的保证。在这场战争中，瘟疫在法国南部经常肆虐。
这个漫长的历史时期在该地区留下了最多的联合国教科文组织世界遗产名录遗址。1997年，卡尔卡松历史古城在奥德省，2010年，阿尔比主教城在塔恩省，1998年，法国圣雅各之路的71个纪念碑中有28个被列入世界遗产名录：圣吉勒修道院在加尔省、热罗尼修道院在圣吉尔姆勒德赛尔和圣让福斯的恶魔桥在埃罗省、诺特尔达姆-德-特拉梅赛格教堂在奥德尔塞因和圣丽兹尔大主教区（圣丽兹尔大教堂及其回廊、圣丽兹尔圣母大教堂、圣丽兹尔主教宫和圣丽兹尔高卢-罗马城墙在阿列日省、圣富瓦修道院及其桥在康克, 老桥在埃斯帕利翁、埃斯泰恩桥在埃斯泰恩和朝圣者桥在圣谢利-多布拉克在阿韦龙省, [[圣贝特
朗德科曼热圣母大教堂]]和圣贝特朗德科曼热圣朱利安教堂, 图卢兹圣瑟宁大教堂和图卢兹圣雅克医院在上加龙省, 奥什圣玛丽大教堂, 阿蒂格斯桥在博蒙, 圣彼得学院教堂在拉罗米厄在热尔省, 卡奥尔圣斯蒂芬大教堂和瓦朗特桥在卡奥尔, 菲雅克圣雅克医院和罗卡马杜尔宗教城在洛特省, 阿拉尼奥埃圣殿骑士教堂, 加瓦尔尼圣约翰洗礼教堂, 耶瑟圣洛朗教堂和乌尔迪-科多桑圣雅克教堂在上比利牛斯省, 拉巴斯坦圣母教堂在塔恩省以及莫瓦萨克圣彼得修道院及其回廊在塔恩-加龙省。
其他仍存在的重要中世纪建筑包括福瓦城堡在阿列日省或纳雅克城堡在阿韦龙省, 马略卡国王宫, 卡斯蒂莱特塔, 佩皮尼昂海事法庭在佩皮尼昂在东比利牛斯省, 艾格莫尔特古城在加尔省, 圣日耳曼-圣伯努瓦修道院学院（现为蒙彼利埃医学院旧建筑）及其教堂（现为蒙彼利埃圣皮埃尔大教堂）和回廊，在蒙彼利埃，蒙彼利埃法国财务主管酒店, 巴博特塔或松树塔在蒙彼利埃, 马格隆古城或贝济耶老桥及其贝济耶圣纳泽尔大教堂在埃罗省, 纳博讷圣朱斯特圣帕斯蒂大教堂, 纳博讷大主教宫或纳博讷商人桥在奥德省, 图卢兹雅各宾修道院在上加龙省，以及成千上万的其他纪念碑。

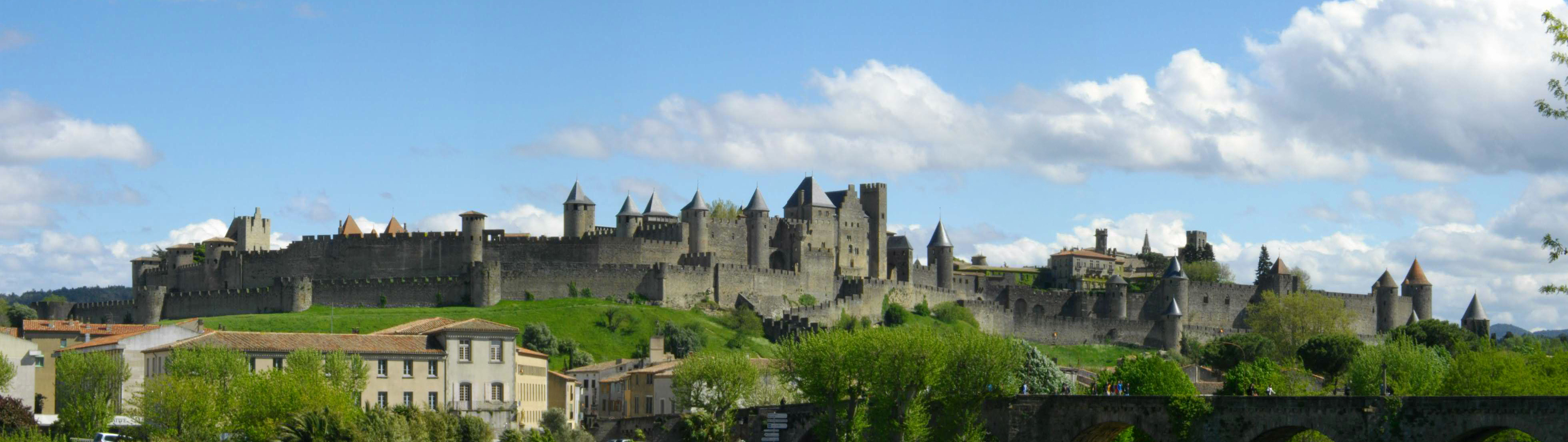
卡尔卡松古城。
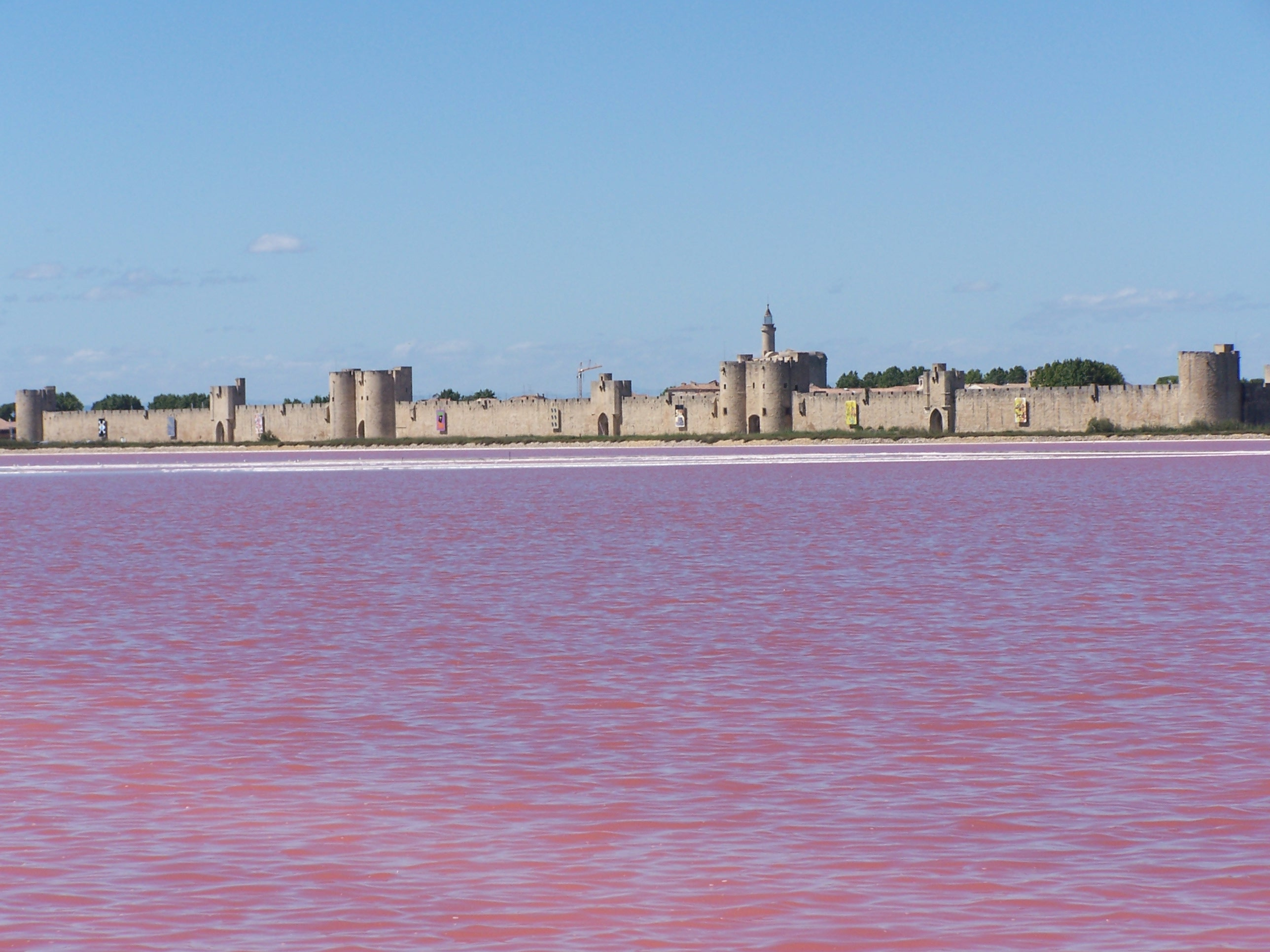
艾格莫尔特古城城墙。
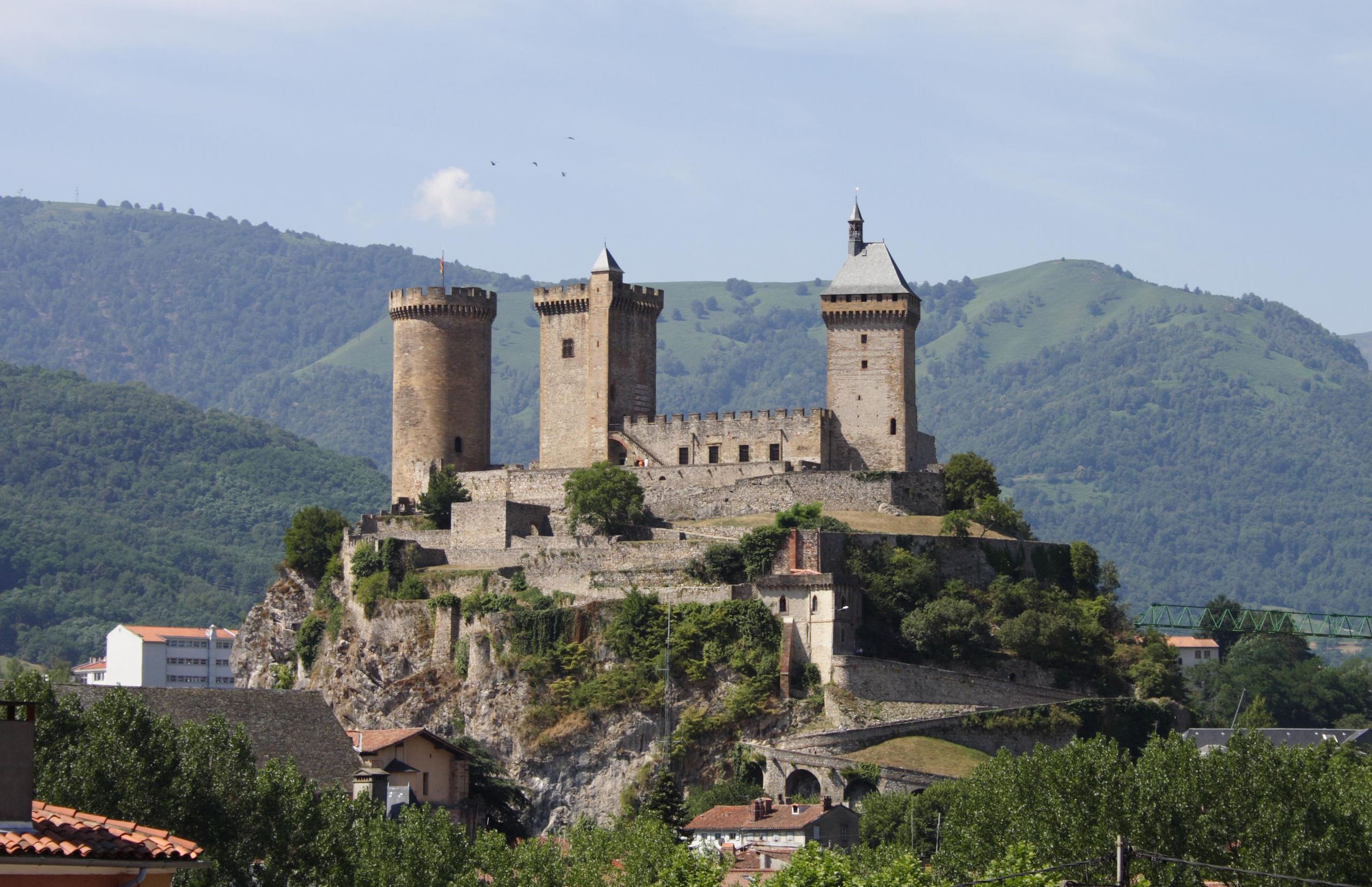
福瓦城堡。
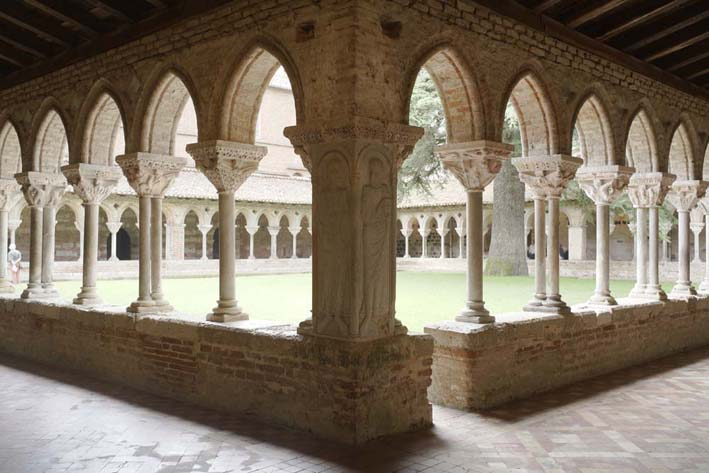
莫瓦萨克圣彼得修道院。
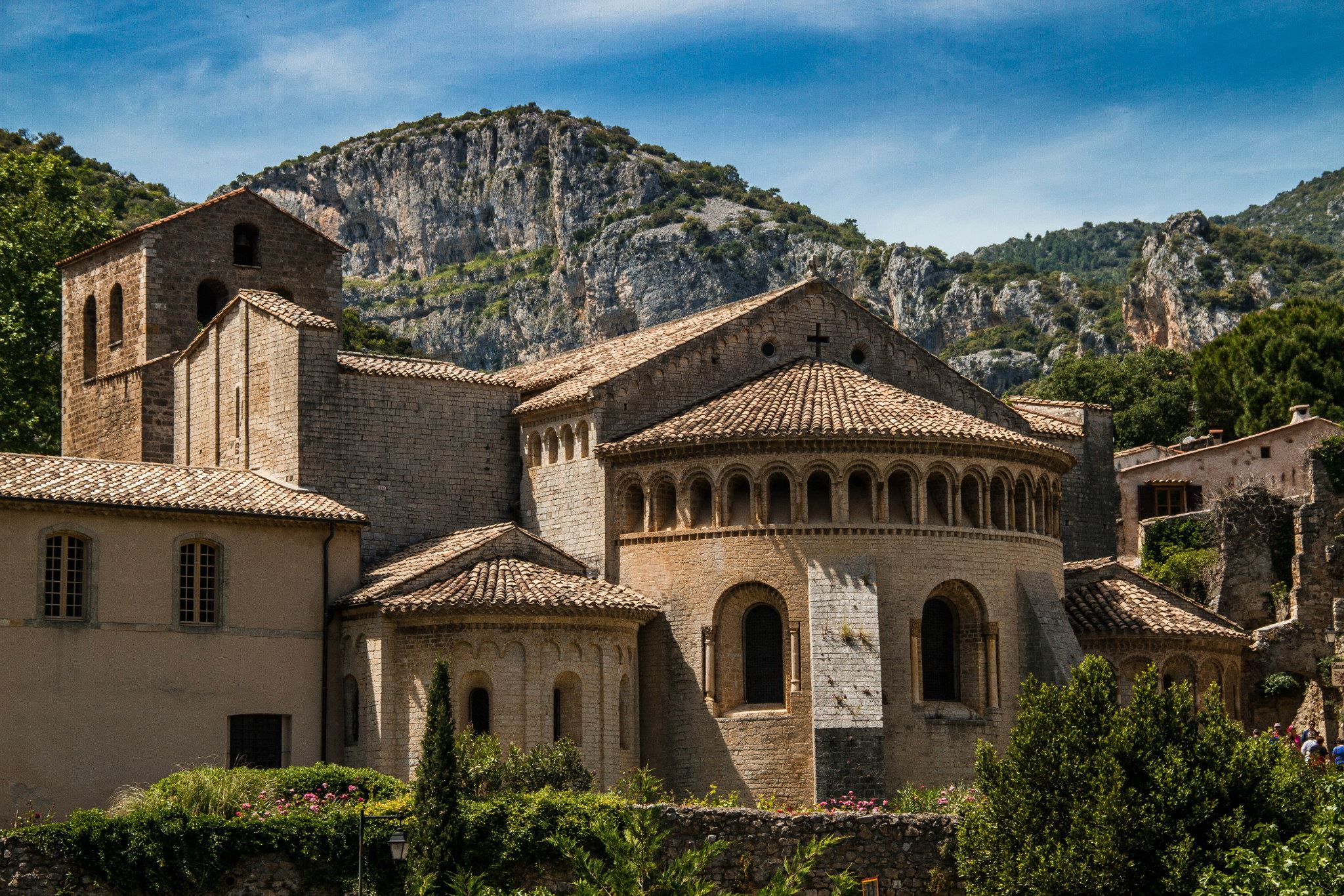
圣日耳曼修道院在圣吉尔姆勒德赛尔。
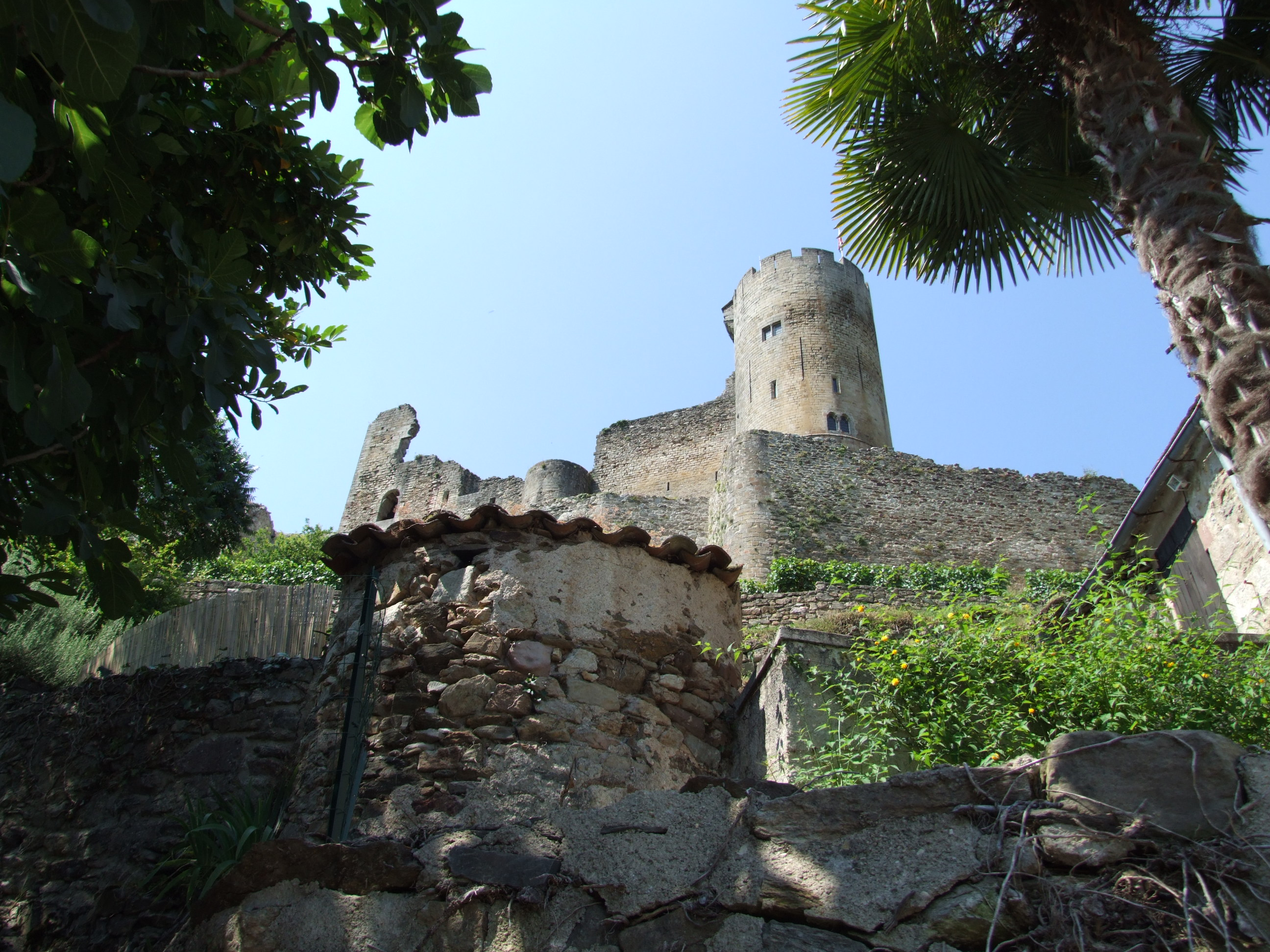
纳雅克城堡。
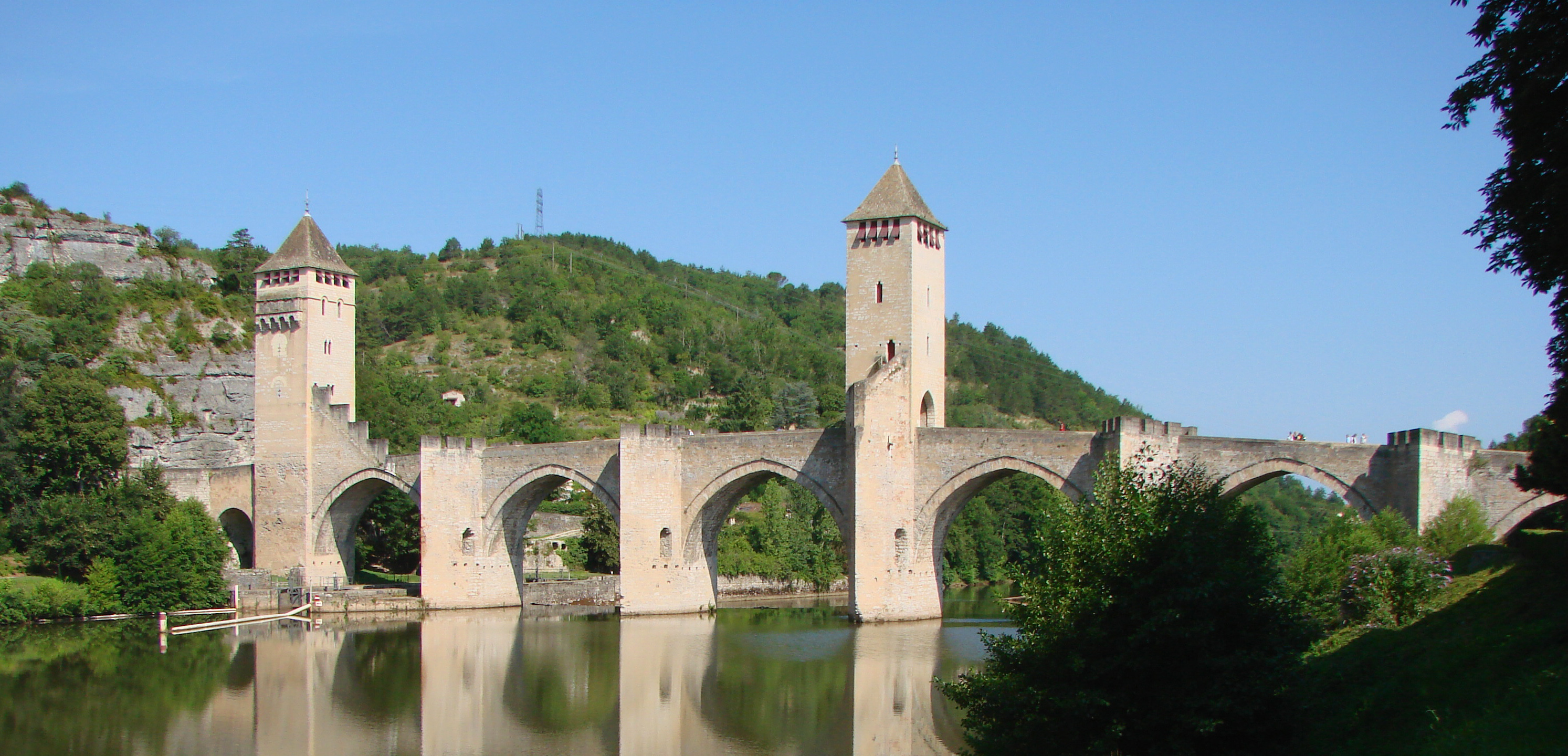
瓦朗特桥在卡奥尔。
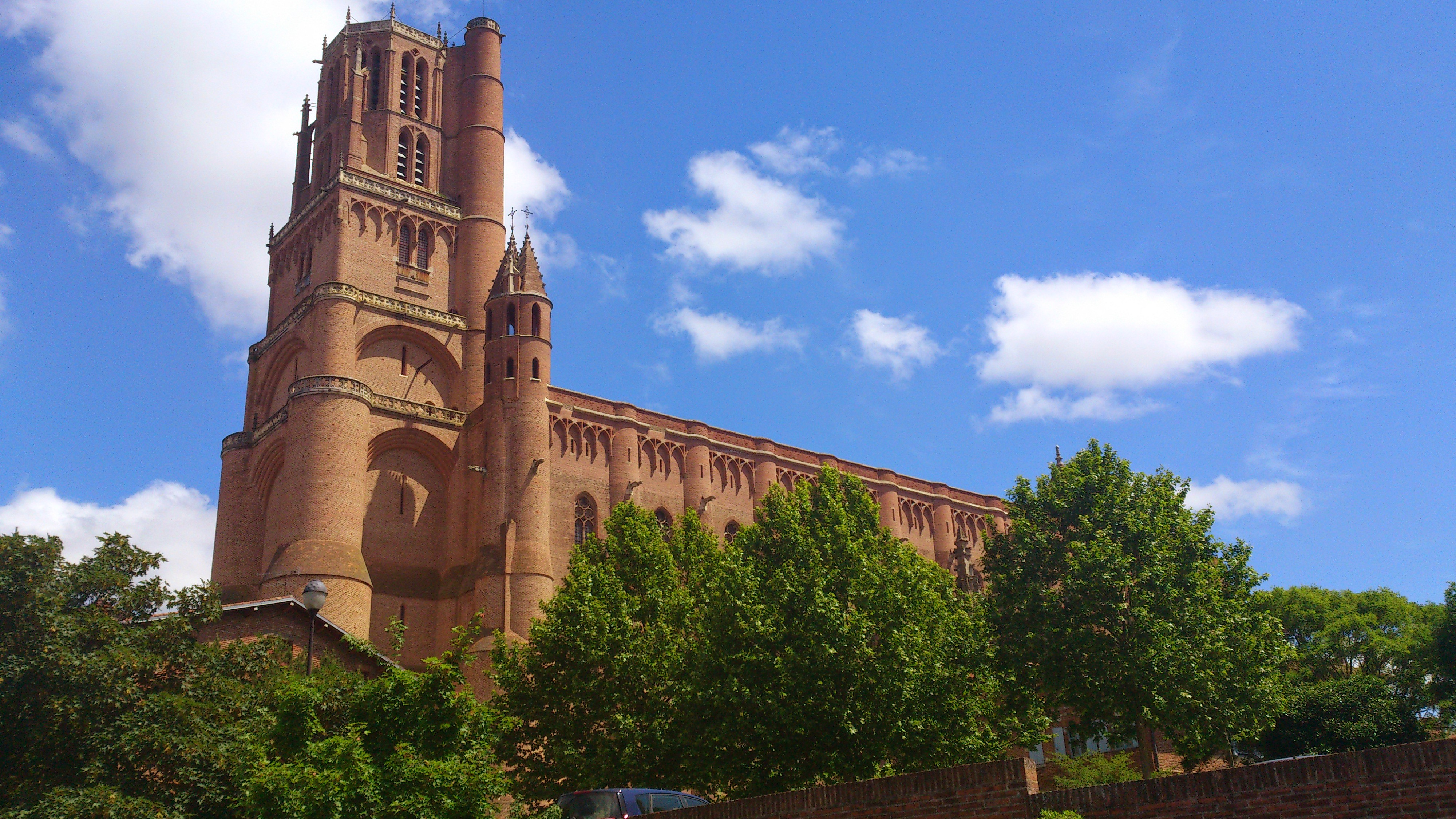
阿尔比圣塞西莉亚大教堂在阿尔比。
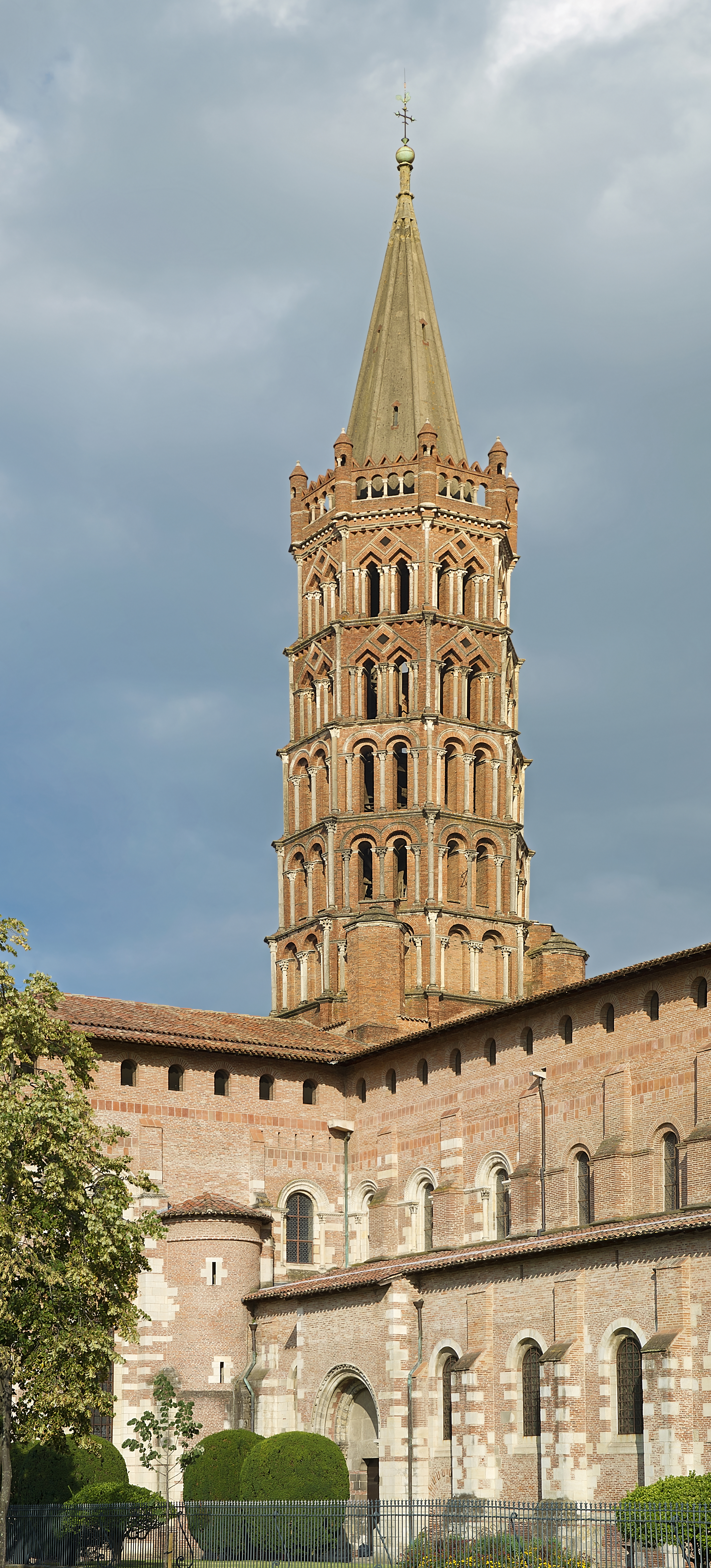
图卢兹圣瑟宁大教堂
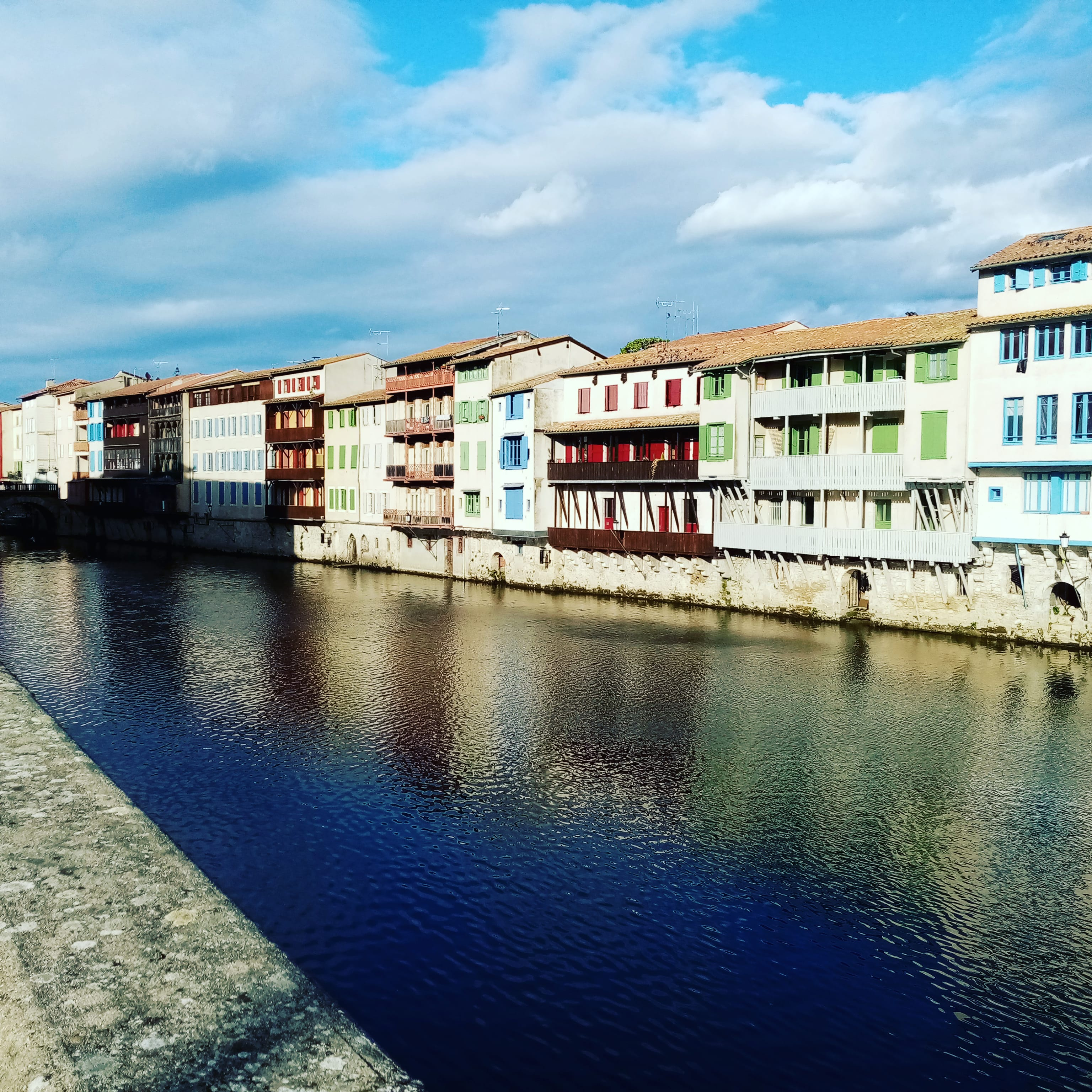
卡斯特尔的古老房屋。
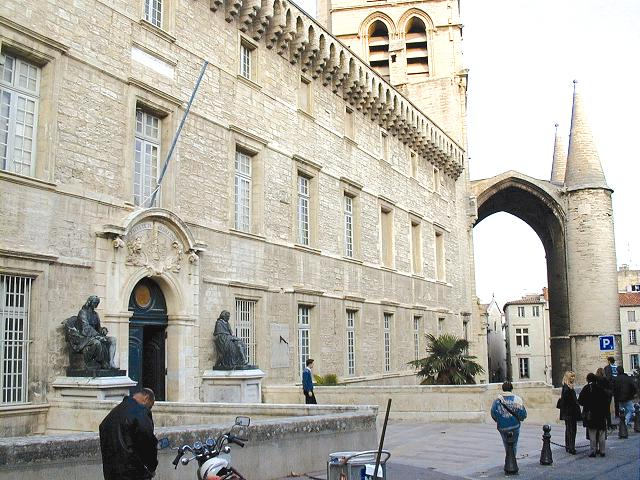
位于蒙彼利埃的圣日耳曼-圣伯努瓦修道院学院旧址（现为蒙彼利埃医学院和蒙彼利埃圣皮埃尔大教堂）。
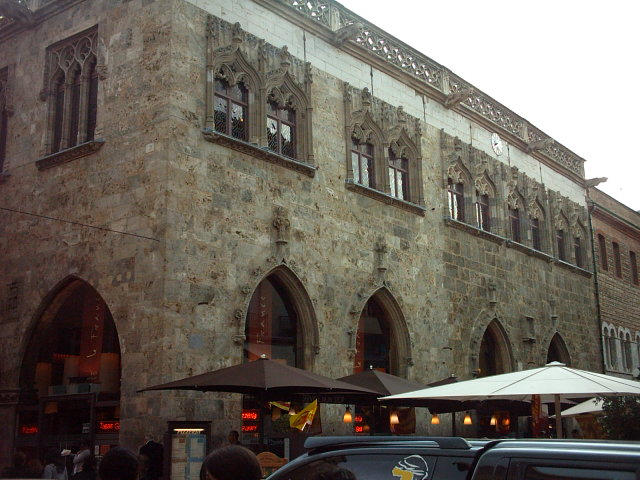
佩皮尼昂海事法庭在佩皮尼昂

#### 现代、工业和当代遗产
现代时期首先因宗教战争（1562年-1598年）而受到动荡，这场战争激烈地对抗了天主教徒和新教徒。蒙托邦、卡斯特尔、米洛和蒙彼利埃是新教徒的据点，最终在胡格诺起义（1621年-1629年）后被皇家权力收复。随后，皇家干预在南部加剧，导致了几项显著成就：其中最具象征意义的是挖掘米迪运河，即朗格多克皇家运河，连接图卢兹和塞特，并被列入联合国教科文组织世界遗产，由皮埃尔-保罗·里奎在1666年到1688年间建造。军事建筑师沃邦在该地区建造了他的几座堡垒，以完善他的沃邦要塞网络。该地区的两处堡垒，位于东比利牛斯省，是2008年被列入世界遗产的十二个沃邦主要遗址之一：蒙特路易和孔夫朗堡。这些堡垒补充了在现代早期由天主教国王及其孙子查理五世在鲁西永建造的据点，如萨尔塞堡垒或科利尤尔的圣埃尔姆堡。蒙彼利埃尤其受到了皇家赞助的影响，如在1624年至1627年间建造的蒙彼利埃堡垒，用于监视起义的城市，或由凯旋门（1691年）和皇家佩鲁广场（1689年）组成的建筑群，装饰着路易十四的骑马雕像（第一座雕像建于1718年，在法国大革命期间被熔化，现存雕像于1828年揭幕）以及由圣克莱门特高架渠（Arceaux）供水的巨大蓄水池（1768年）。
一些城市由于各种原因在不同时间迎来了发展，并出现了资产阶级或小贵族。这种趋势表现在植物染料的种植（直到16世纪末）或重要机构和司法机构的存在（如图卢兹议会、蒙彼利埃财政法院、卡斯特尔的南特敕令法庭或鲁西永主权委员会），这些地方繁荣起来的商人、法官和律师建造了私人府邸（如图卢兹的阿赛萨特府邸或杜梅府邸，卡斯特尔的奈拉克府邸或维维埃府邸，阿尔比的恩贾尔贝尔府邸或戈尔斯府邸，蒙彼利埃的贝勒瓦尔府邸或圣科姆府邸，尼姆的学院府邸或巴兰库尔府邸）或在内陆地区建造了豪华的住宅（蒙彼利埃的浪漫花园尤为代表这一趋势，如欧堡或弗劳格斯城堡）。
在这一时期，市政当局也进行了一些城市规划工程，塑造了许多现有市中心的面貌：如1614年火灾后重建的蒙托邦国家广场（现称国家广场），从1750年开始建设的图卢兹的现存图卢兹市政厅，1755年开始建设的蒙彼利埃喜剧广场。最后，反宗教改革和天主教在旧新教堡垒的回归导致了新宗教建筑的建设：如卡斯特尔主教宫（1666年-1673年）及其法式花园（1696年）、蒙托邦圣母升天大教堂（1692年-1739年）、蒙彼利埃圣母桌子大教堂（1707年-1748年）。
在法国大革命期间，蒙托邦的奥兰普·德古热成为了革命的象征，她是《妇女权利和公民权宣言》的作者，并于1793年在巴黎被处决。然而，该地区在大革命中相对平静。现有的省份在1790年成立，除塔恩-加龙省是由拿破仑一世在1808年创建的。虽然该地区在工业革命中影响较小，但城市在19世纪因乡村人口向城市的迁移而扩大和现代化：如铁路车站的建设、通过填平旧城墙的壕沟来改建广场和大道（如贝济耶保罗里奎大道、蒙彼利埃保罗大道），奥斯曼风格改造巴黎的影响在城市规划（如图卢兹的阿尔萨斯-洛林街、蒙彼利埃的罗格街和福煦街）和建筑（如蒙彼利埃喜剧广场周围的建筑，尤其是标志性的“潜水员”）中的体现，开辟了英式花园（如贝济耶的诗人高地、图卢兹的皇家花园和大圆花园），以及百货公司的成立和城市家具的发展。
虽然保留的工业建筑较少，但某些类型的建筑在朗格多克或鲁西永的葡萄酒产区的许多村庄或小城镇中心依然存在：如葡萄酒合作社酒窖（最古老的之一是埃罗省的马罗桑，也可以提到东比利牛斯省的卡拉曼或加尔省的圣特奥多里特酒窖和塔韦尔酒窖）。其他还包括上加龙省的图卢兹-蒙托德兰机场（20世纪初法国航空工业和航空邮政的发源地）、塞特的旧杜邦酒厂仓库、帕米耶冶金厂、塔恩跳跃高炉、煤矿遗址（如阿莱斯煤矿见证馆或加尔省的普伊-里卡尔、塔恩省的卡尔莫煤矿电站、德卡兹维尔矿井和阿韦龙省的彼埃尔·维特地质博物馆），以及卡斯特尔-马扎梅的旧羊毛纺织厂。一些铁路和火车已经被改造成旅游景点：如塞尔达涅铁路及其“黄火车”（由法国国家铁路公司正常运营）在东比利牛斯省的孔夫朗堡和拉图尔-德卡罗尔之间；塞文蒸汽火车在加尔省的安杜兹和圣让杜加尔之间；卡塔尔和费努耶德火车在东比利牛斯省的里夫萨尔特和奥德省的阿克萨特之间；塔恩旅游火车在圣莱约莱拉瓦尔。

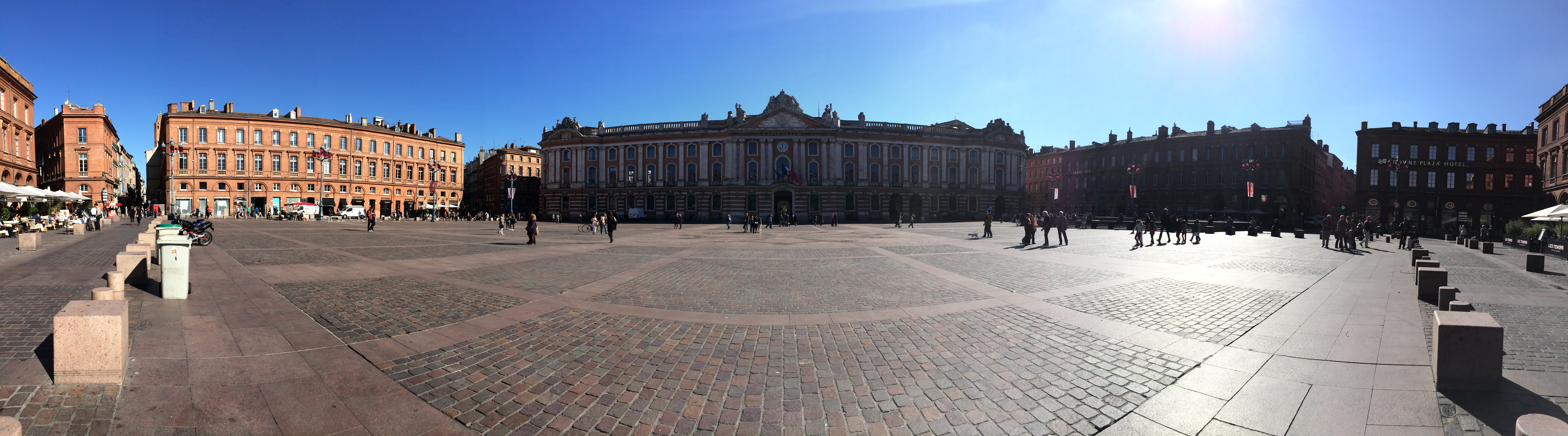
图卢兹卡皮托尔广场。
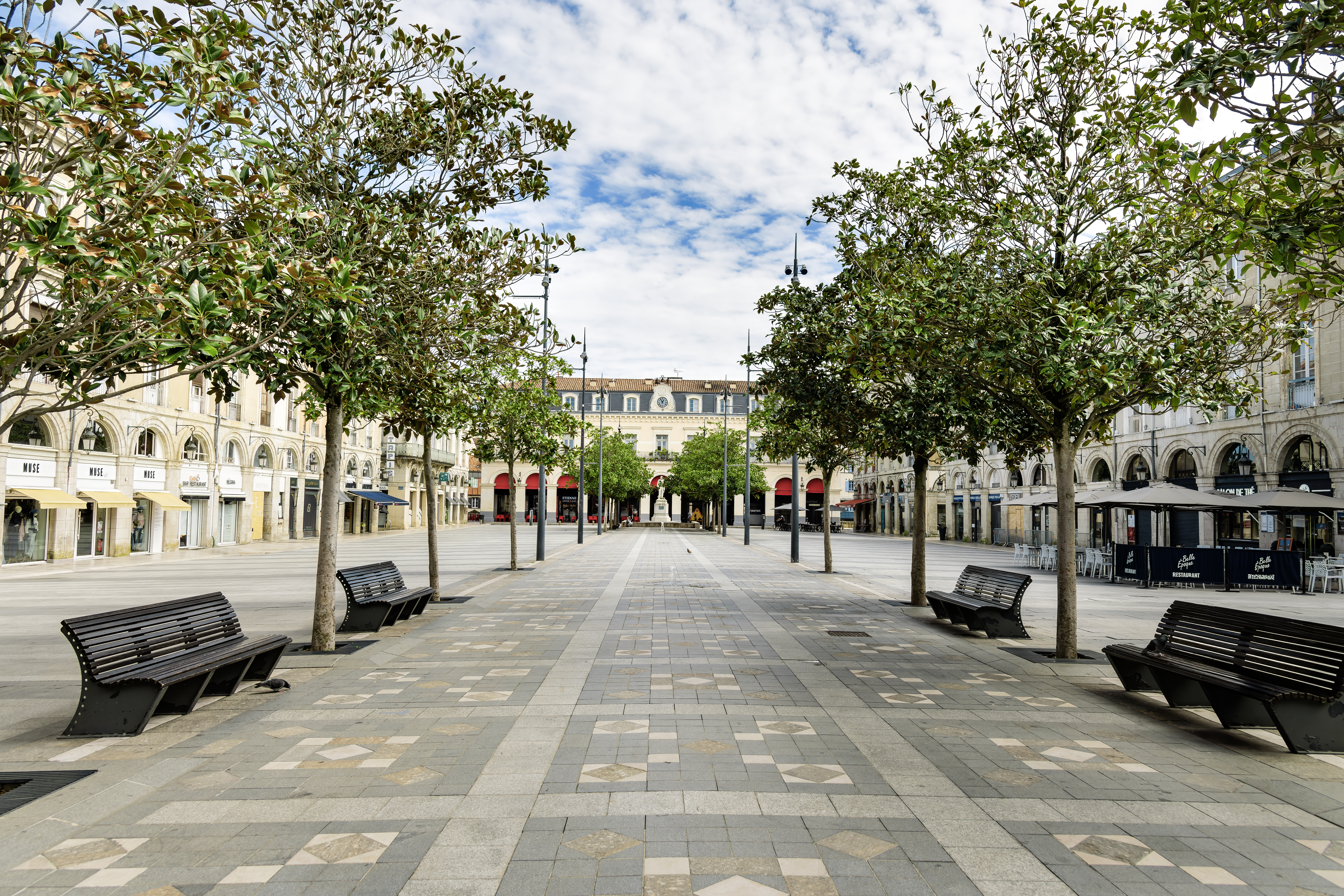
卡斯特让·饶勒斯广场。
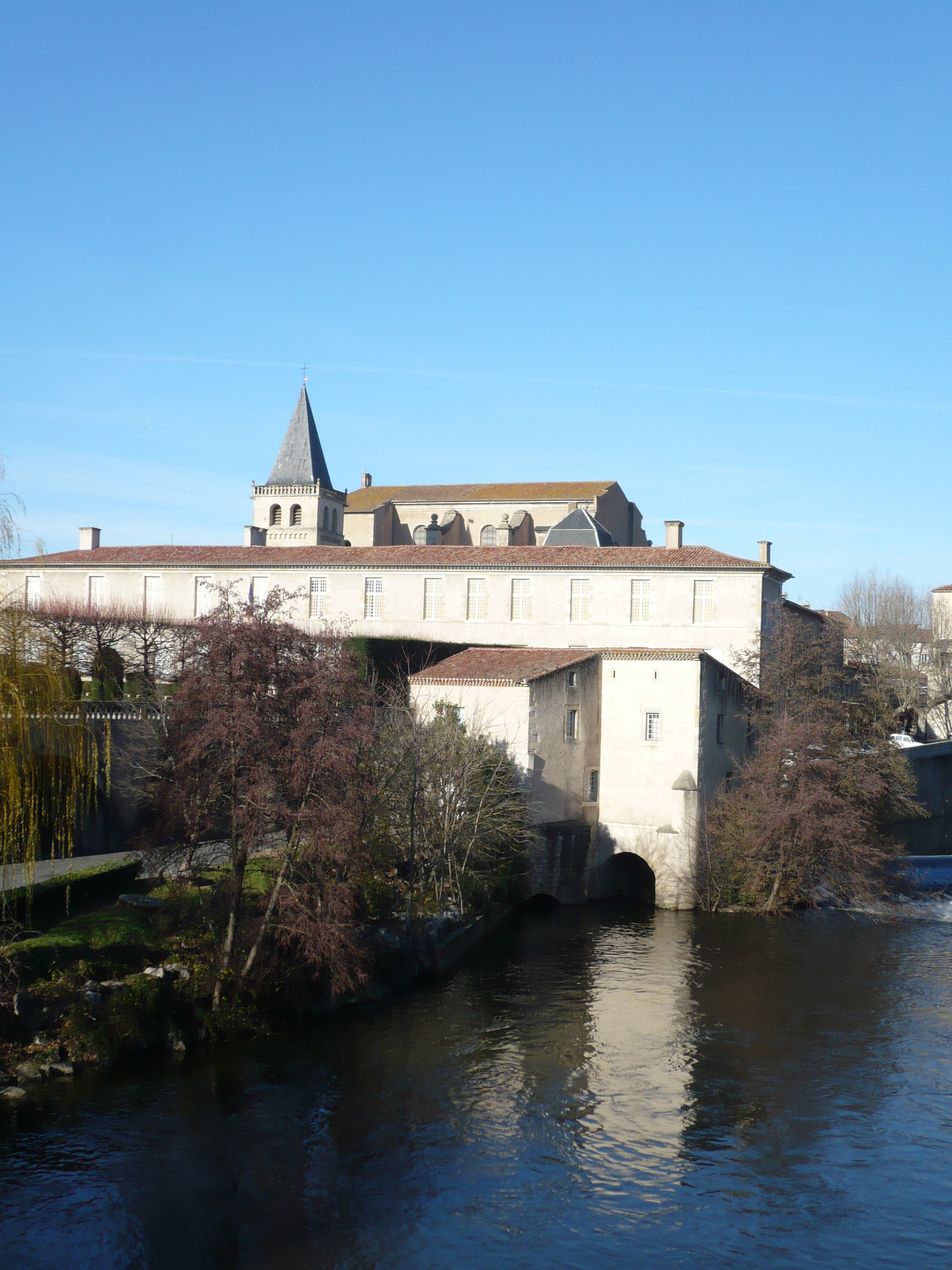
卡斯特尔主教宫和圣伯努瓦大教堂在卡斯特尔。
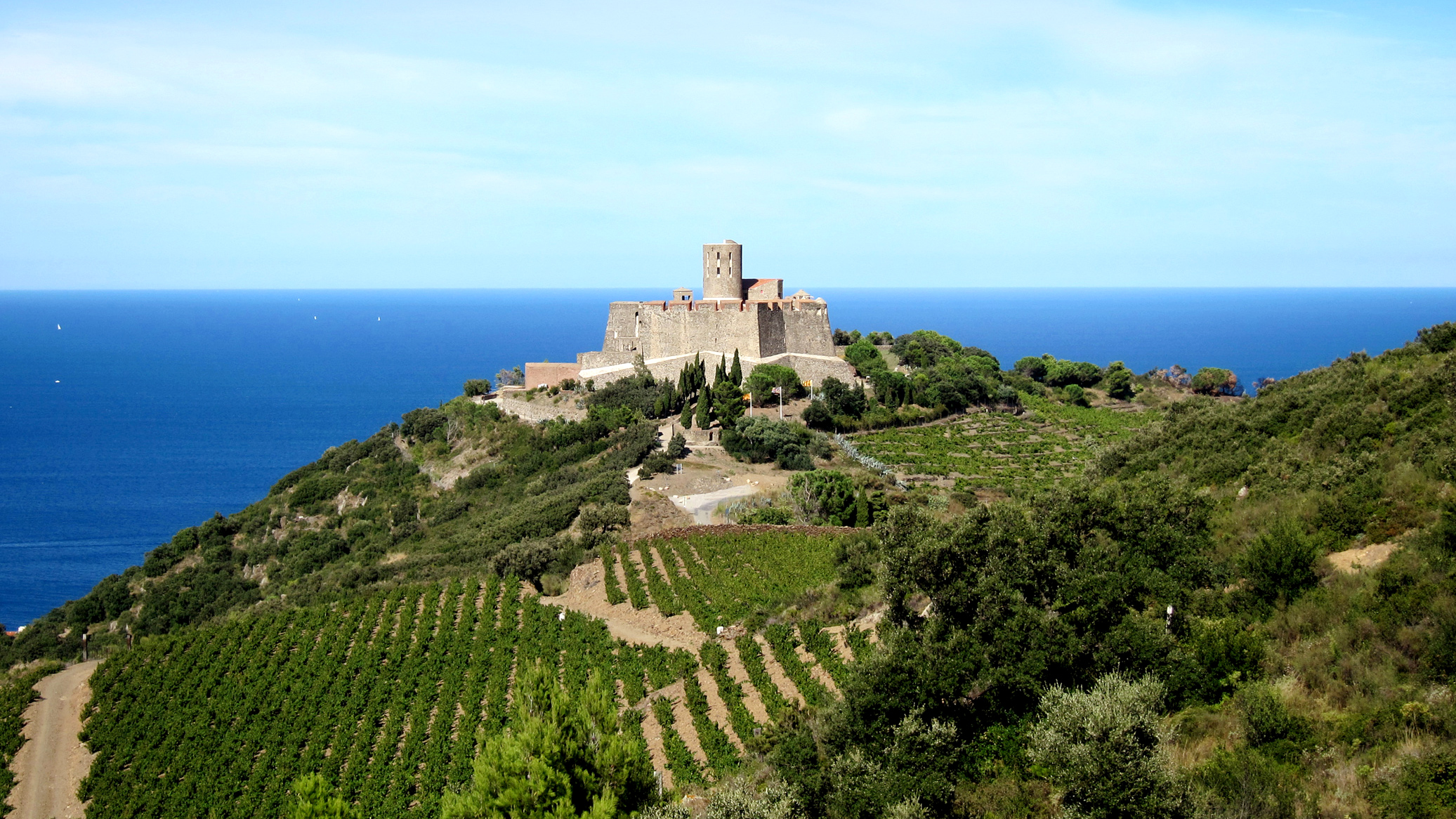
科利尤尔的圣埃尔姆堡。
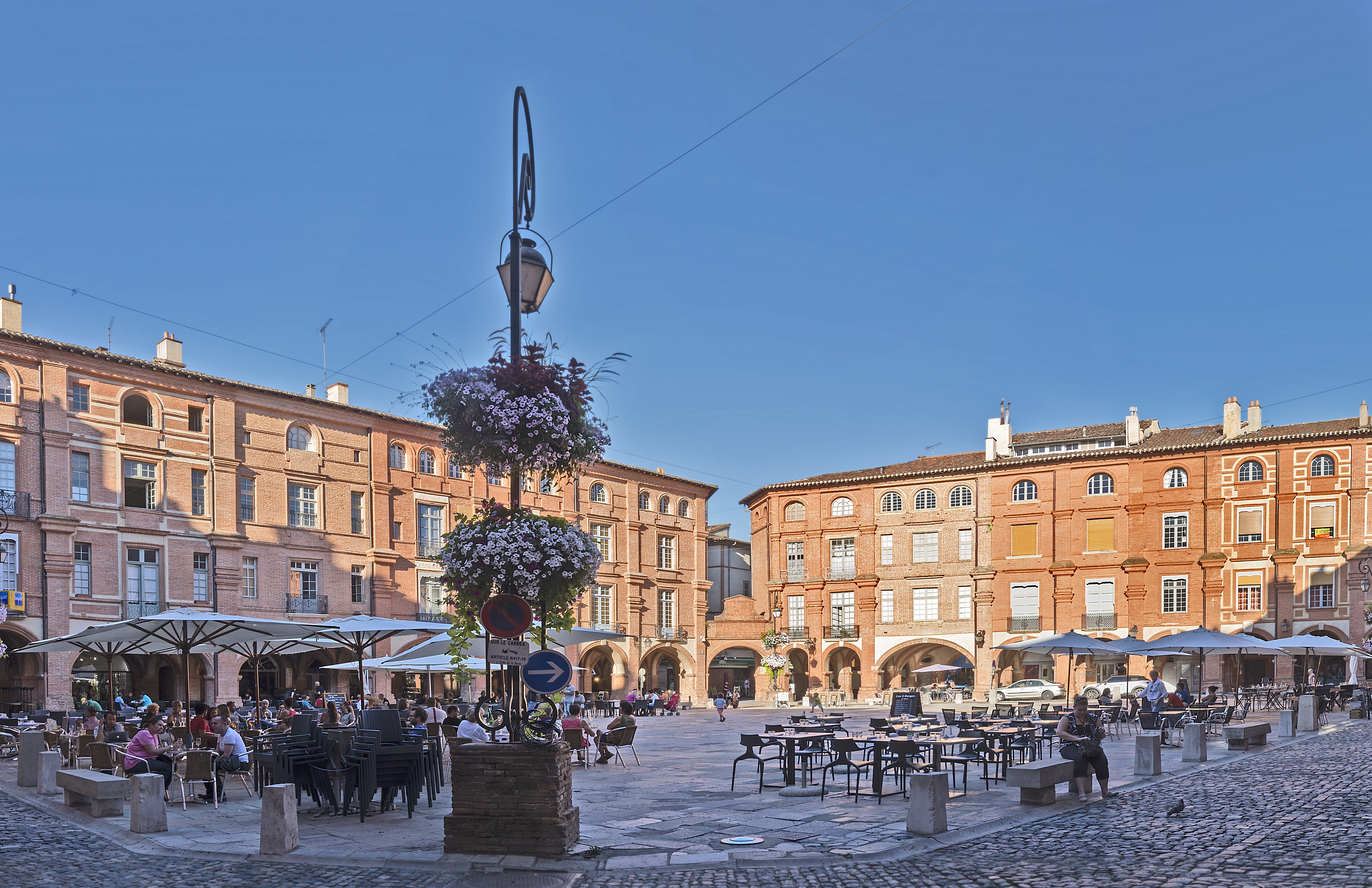
蒙托邦国家广场。
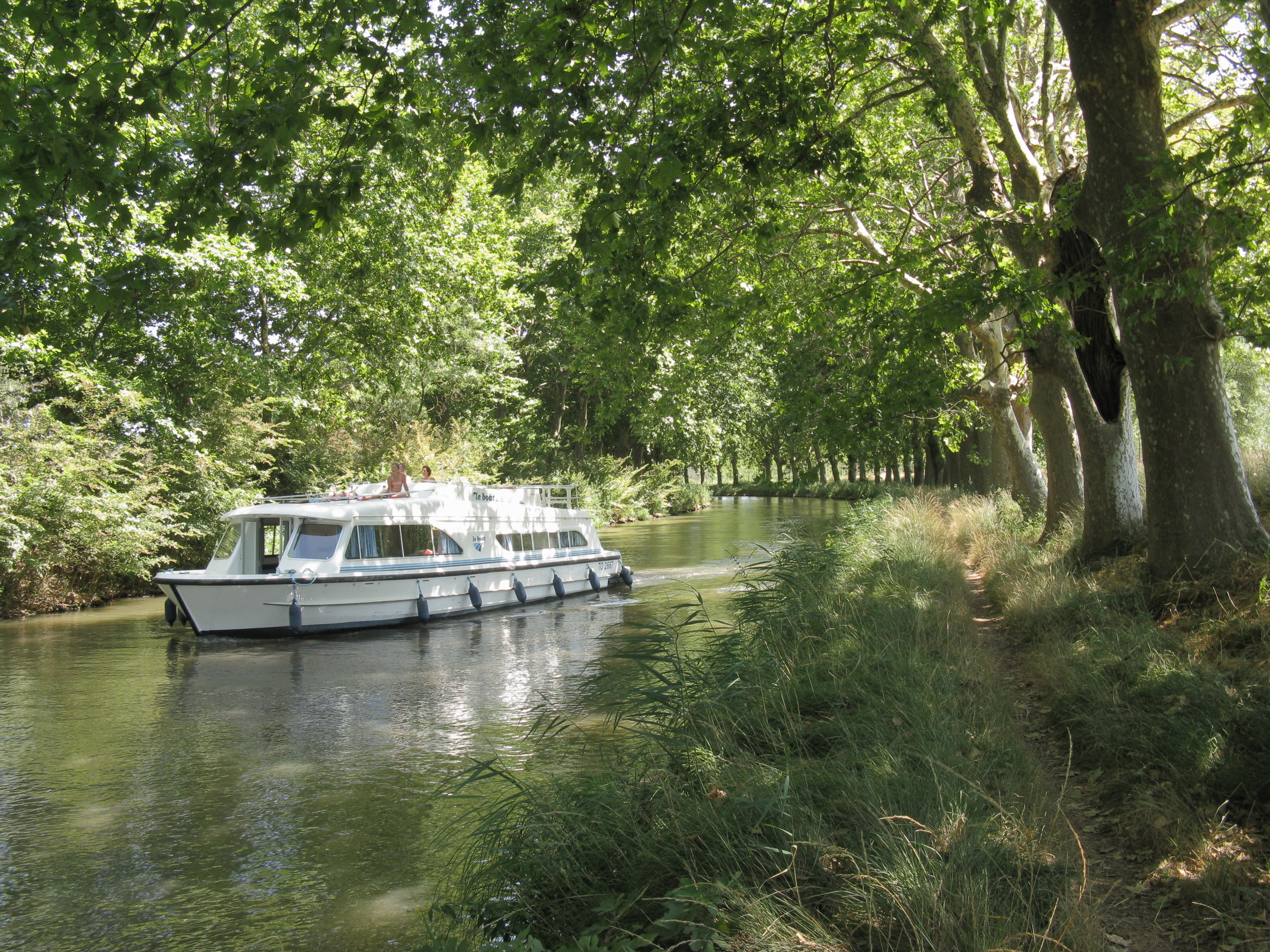
米迪运河。
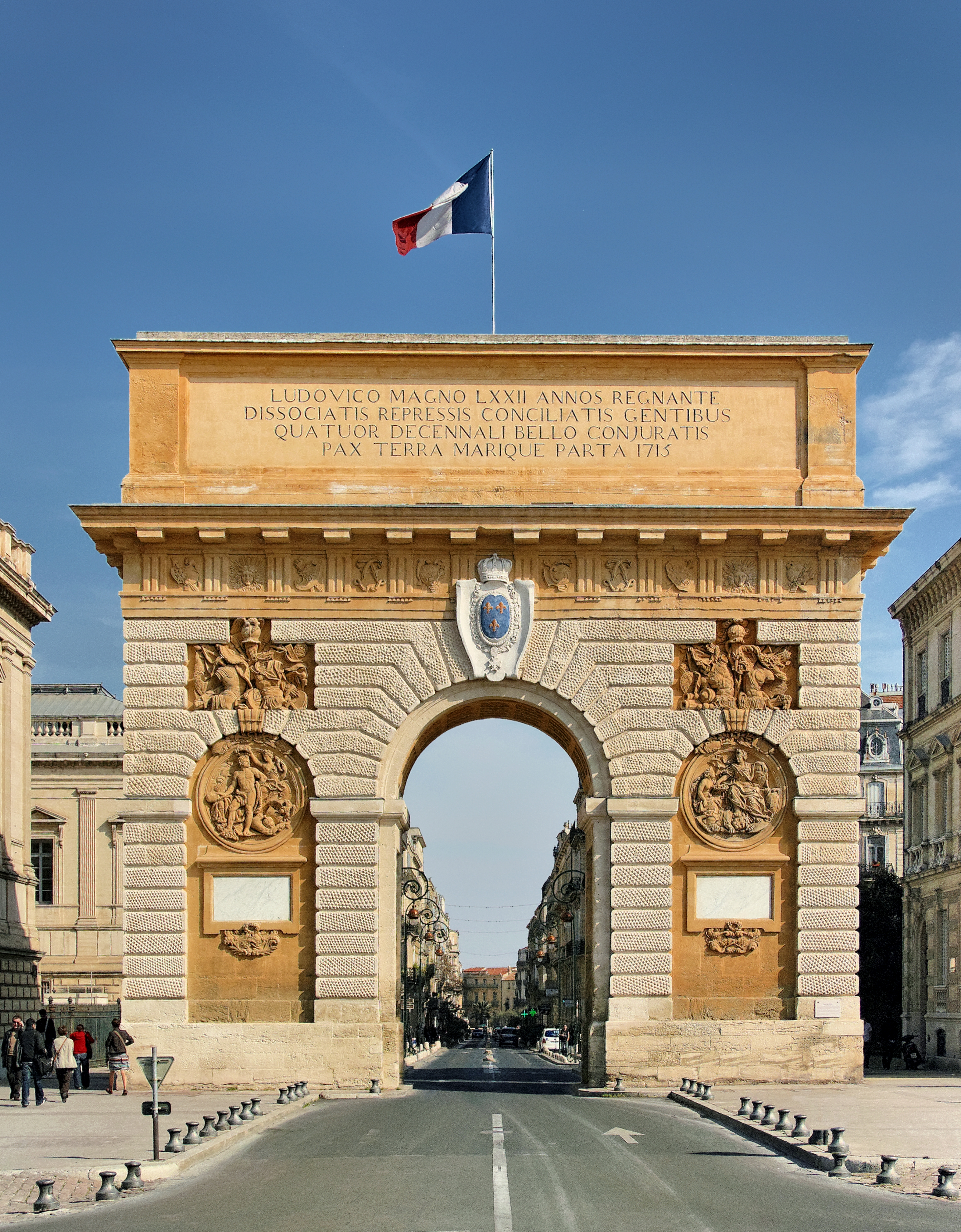
蒙彼利埃凯旋门。
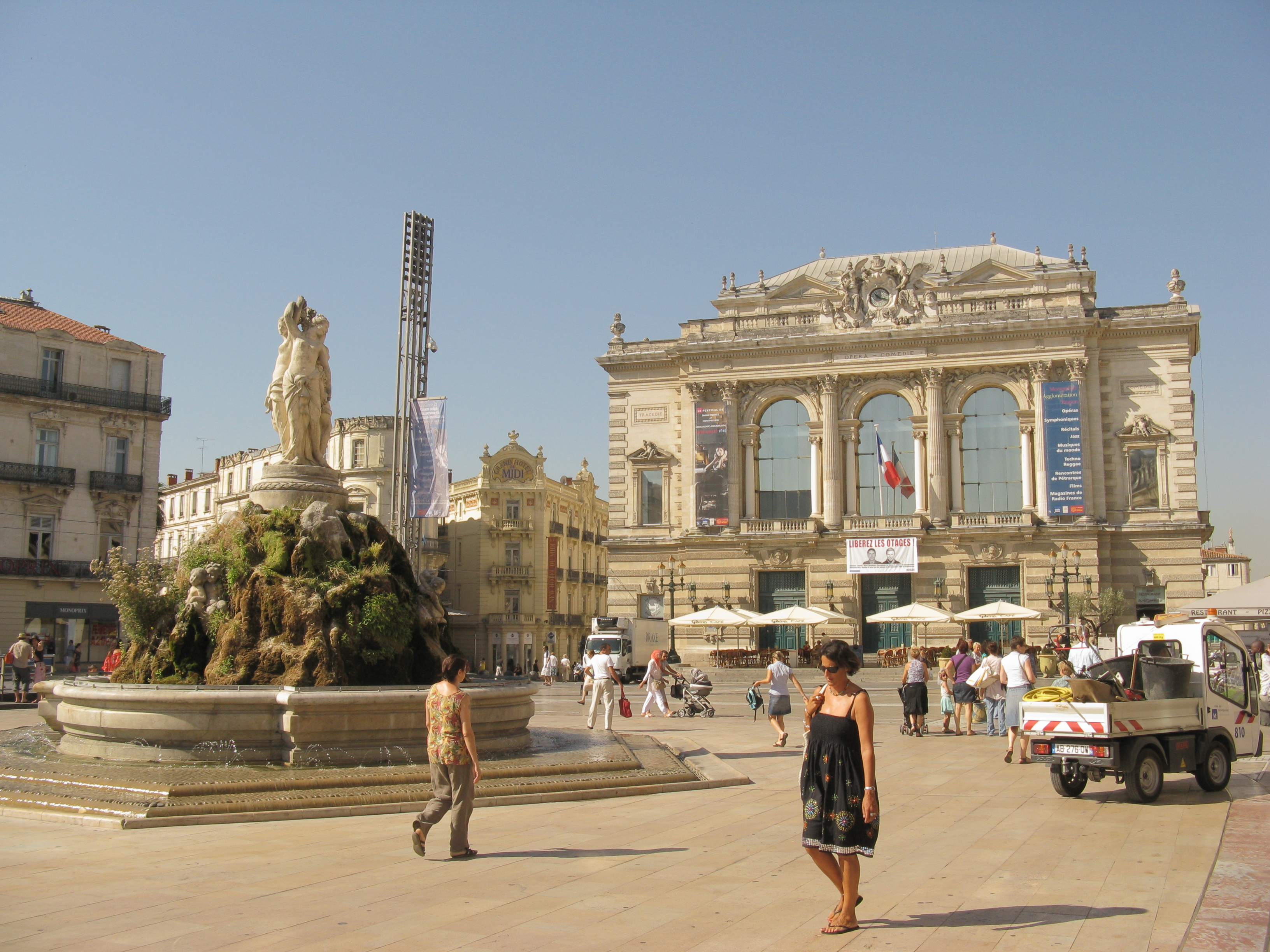
蒙彼利埃的喜剧广场，可见1888年重建的蒙彼利埃歌剧院。
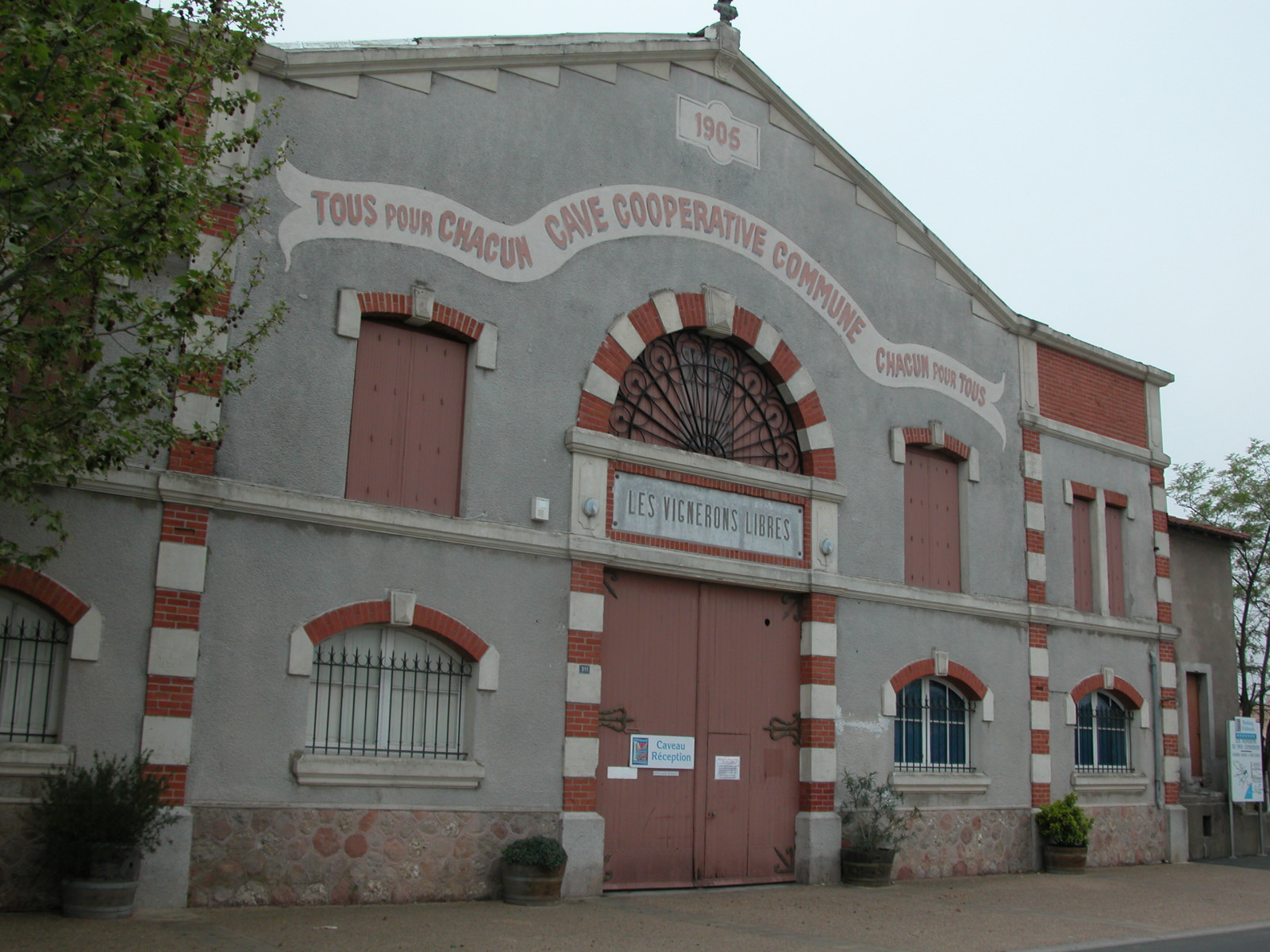
马罗桑葡萄酒合作社。
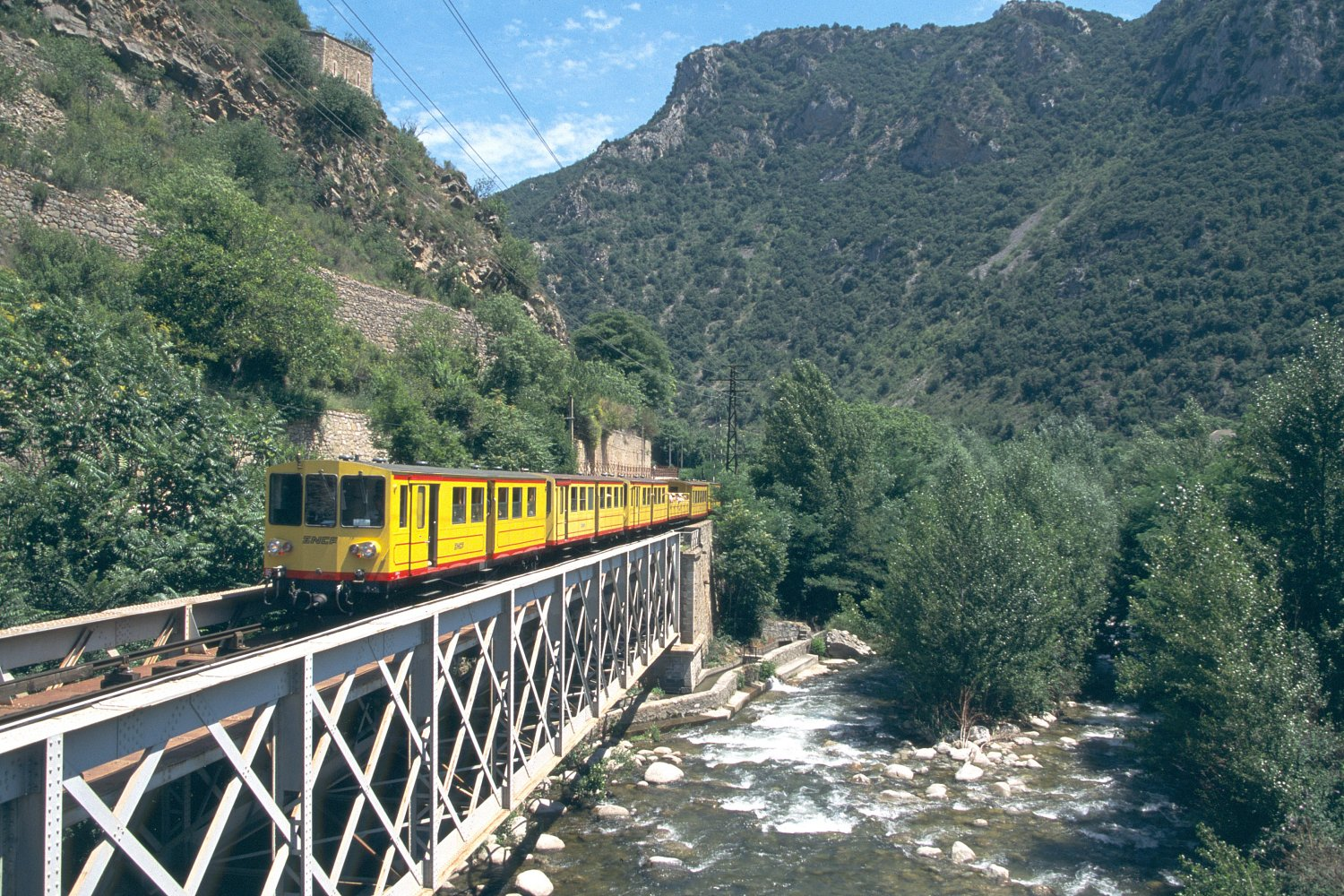
在孔夫朗堡附近的黄火车。
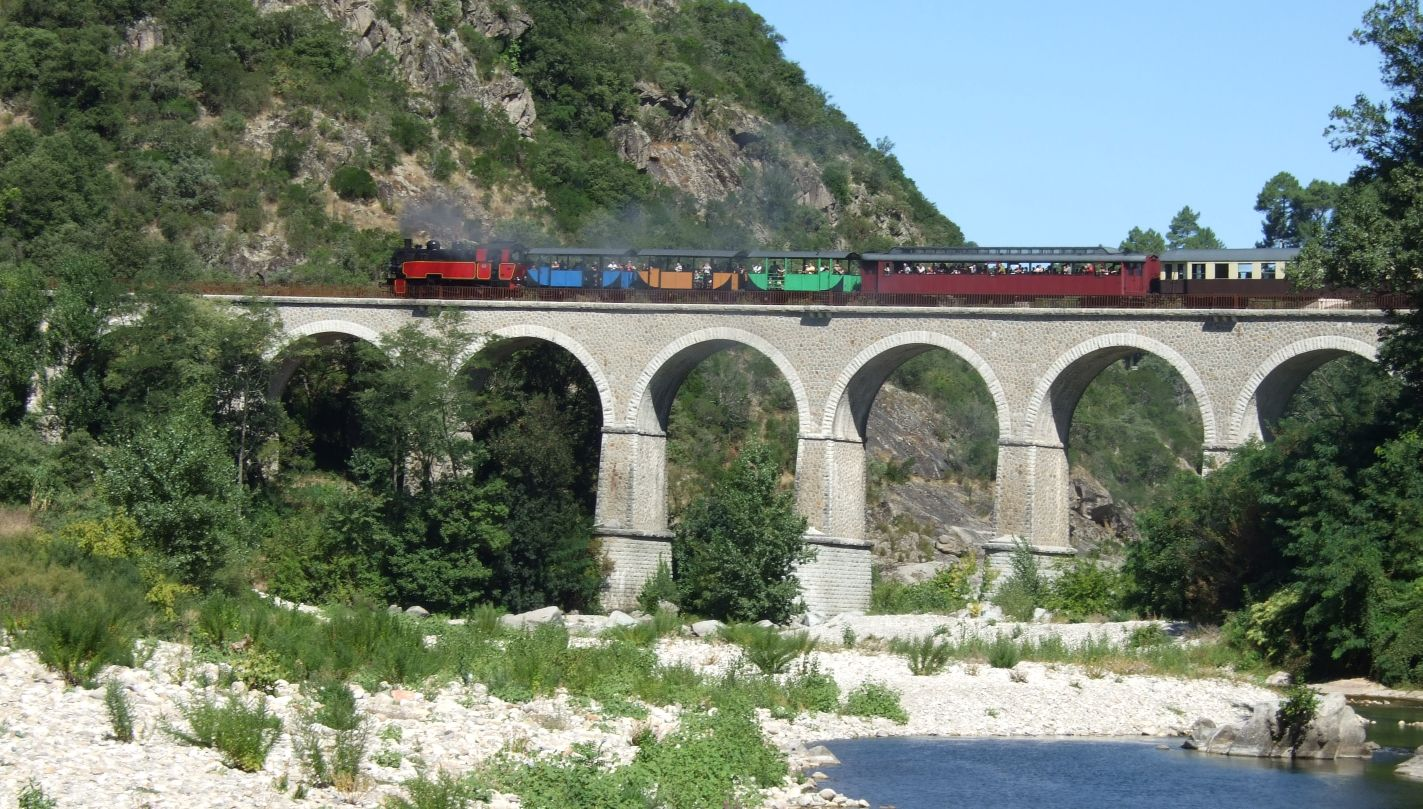
在安杜兹附近的塞文蒸汽火车。

#### 二战后遗产
二战后，尤其是从1960年代开始，该地区进入了经济和人口的活跃发展阶段。这一发展由内部和外部的迁徙、大众旅游的兴起以及创新产业（特别是航空和航天工业）的繁荣所推动。这一切都伴随着重要的公共政策，这些政策要么是由国家在1960年代的区域规划政策框架下启动的（如拉辛任务在朗格多克沿海地区的旅游开发、选择图卢兹作为平衡都市等），要么是由地方政府（如从1970年代开始由市长乔治·弗雷什在蒙彼利埃实施的城市规划工程）推动的。
许多重要的建设项目在此期间完成，通常由通过国际公开招标选出的知名建筑师设计：法国建筑师让·巴拉杜尔在埃罗省海岸的拉格朗德莫特的“金字塔”建筑群（1965-1976）；加泰罗尼亚建筑师里卡多·博菲尔在蒙彼利埃设计的Antigone新城区和朗格多克-鲁西永地区酒店（1978-2000）；英国建筑师诺曼·福斯特设计的尼姆的Carré d'Art（1993），该建筑包含当代艺术博物馆和市立图书馆；位于Palavas-les-Flots市中心的地中海灯塔（2000），一座43米高的观景塔，内设全景餐厅和住宅；诺曼·福斯特设计的米约高架桥（2004年），世界上最高的桥梁，位于阿韦龙省；让-皮埃尔·布菲和图卢兹建筑事务所Séquences et Architectes Associés设计的图卢兹José-Cabanis图书馆（2004年）；以及法国建筑师让·努维尔和弗朗索瓦·方特斯设计的新蒙彼利埃市政厅（2011年）。

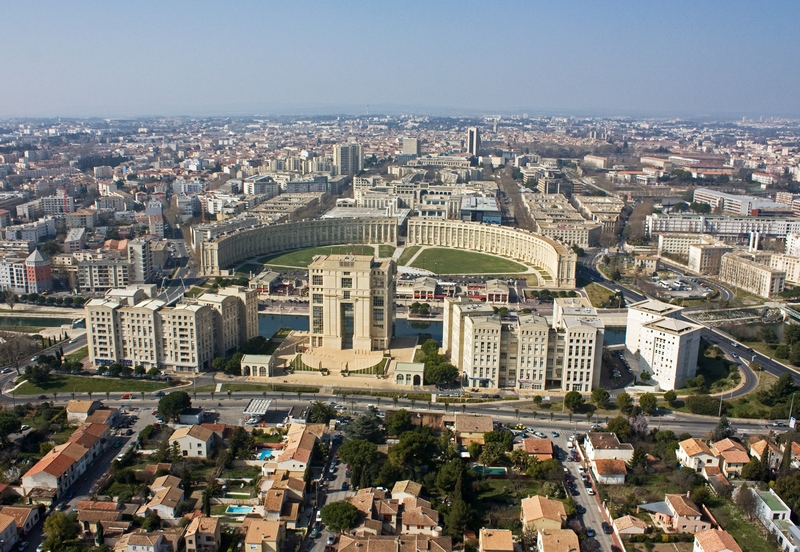
蒙彼利埃的朗格多克-鲁西永大区酒店、欧洲广场和Antigone新区。
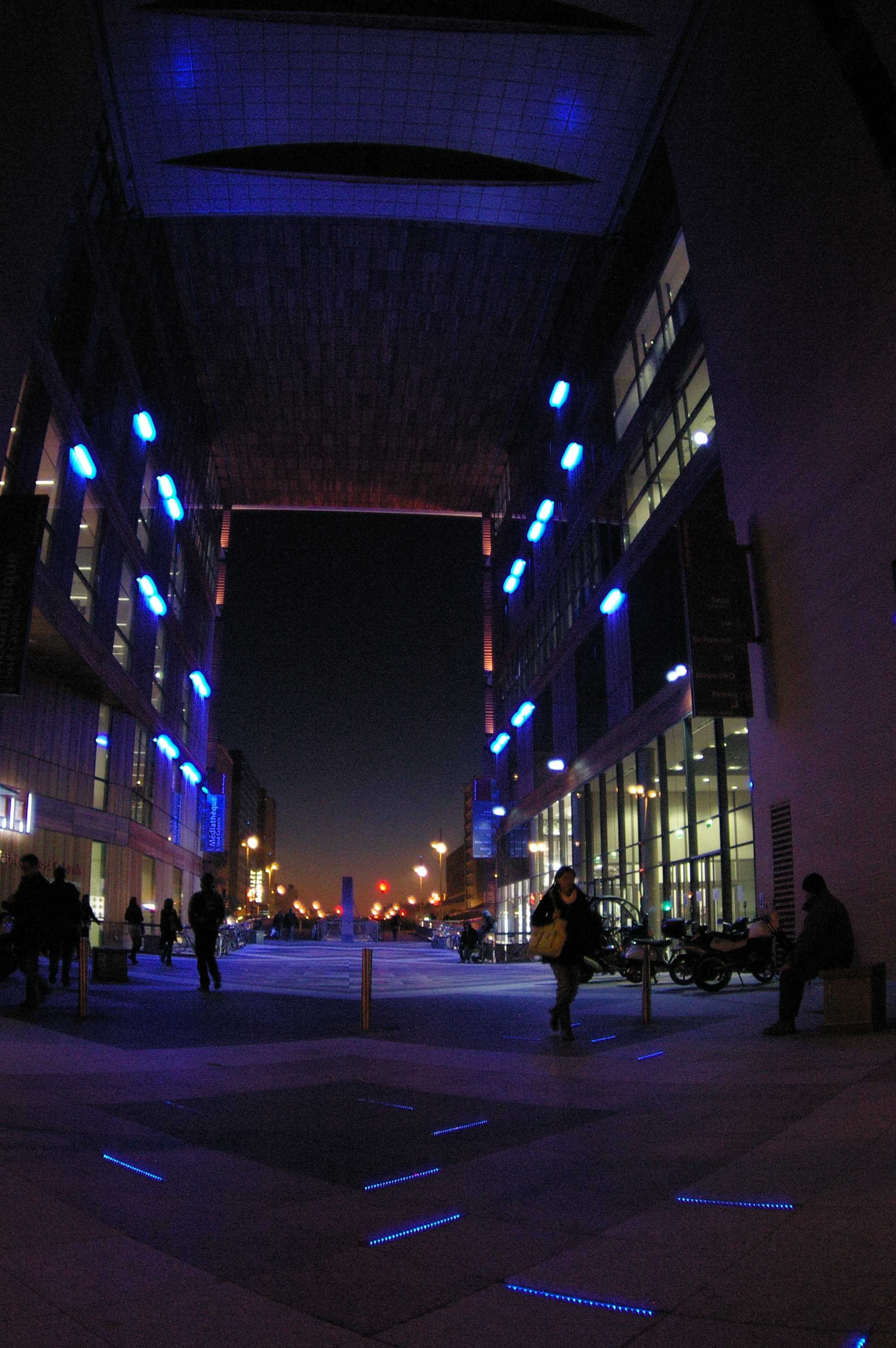
夜间的José-Cabanis图书馆，位于图卢兹。
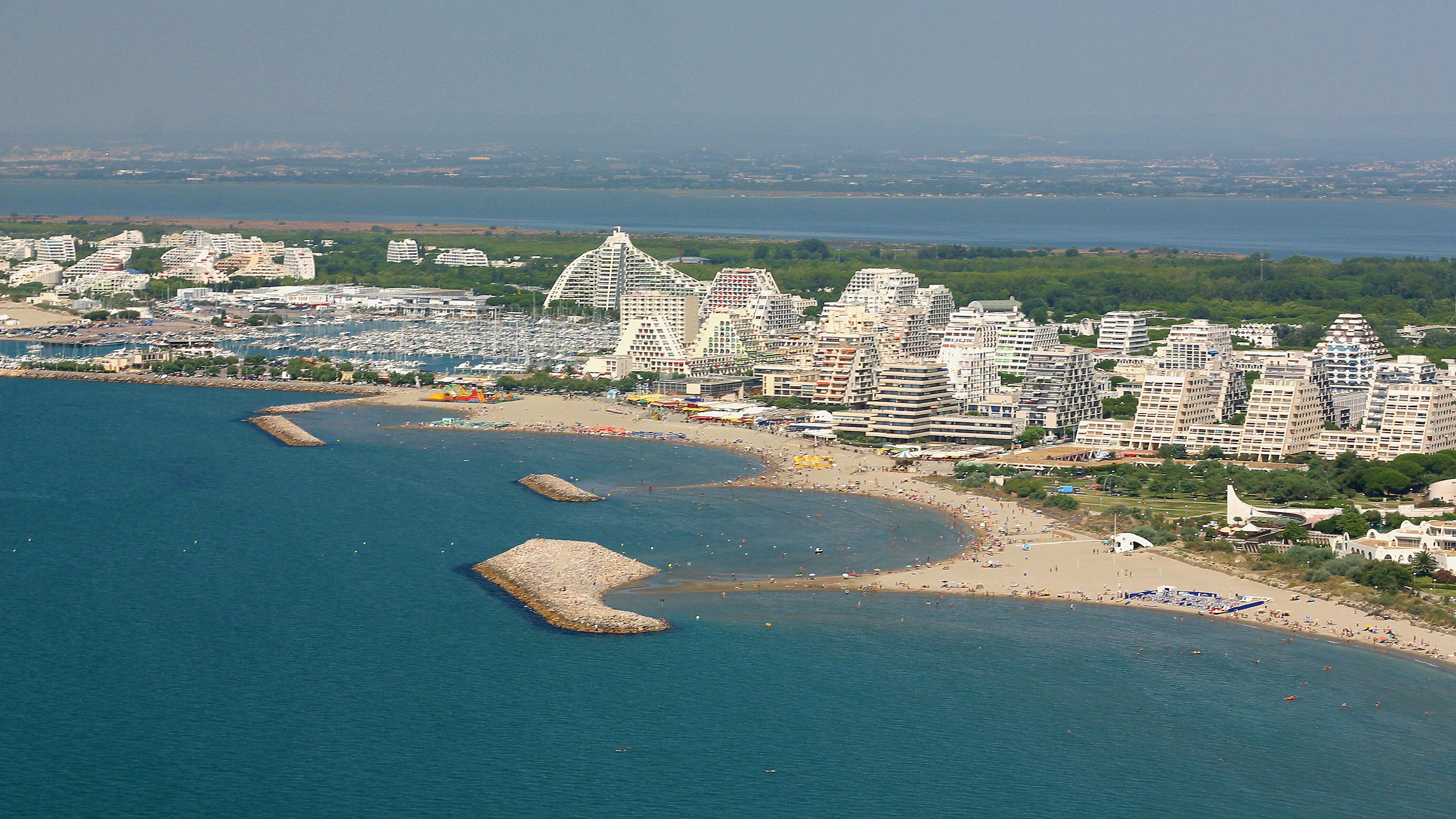
航拍拉格朗德莫特的“金字塔”建筑群。
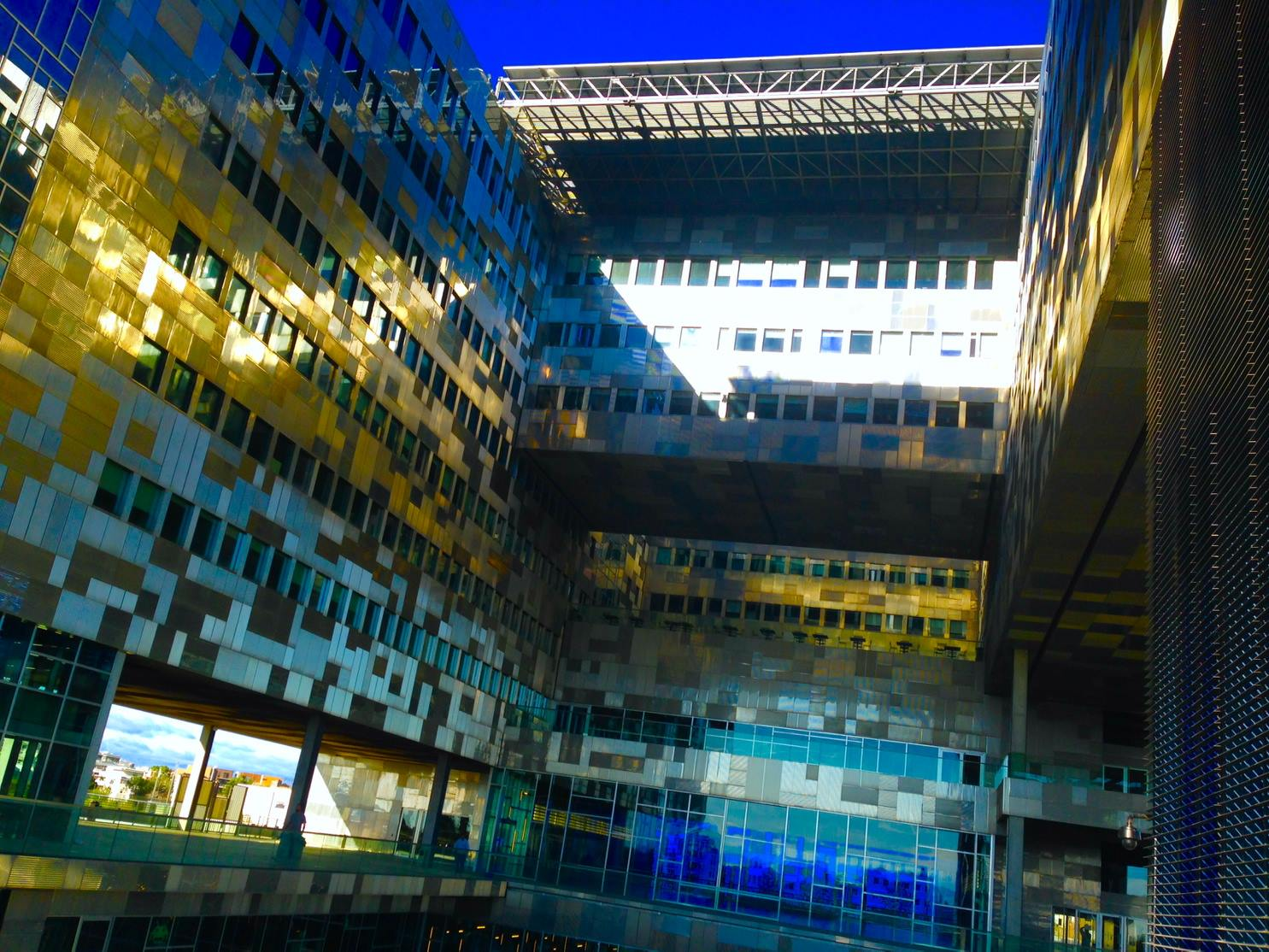
蒙彼利埃的新市政厅。
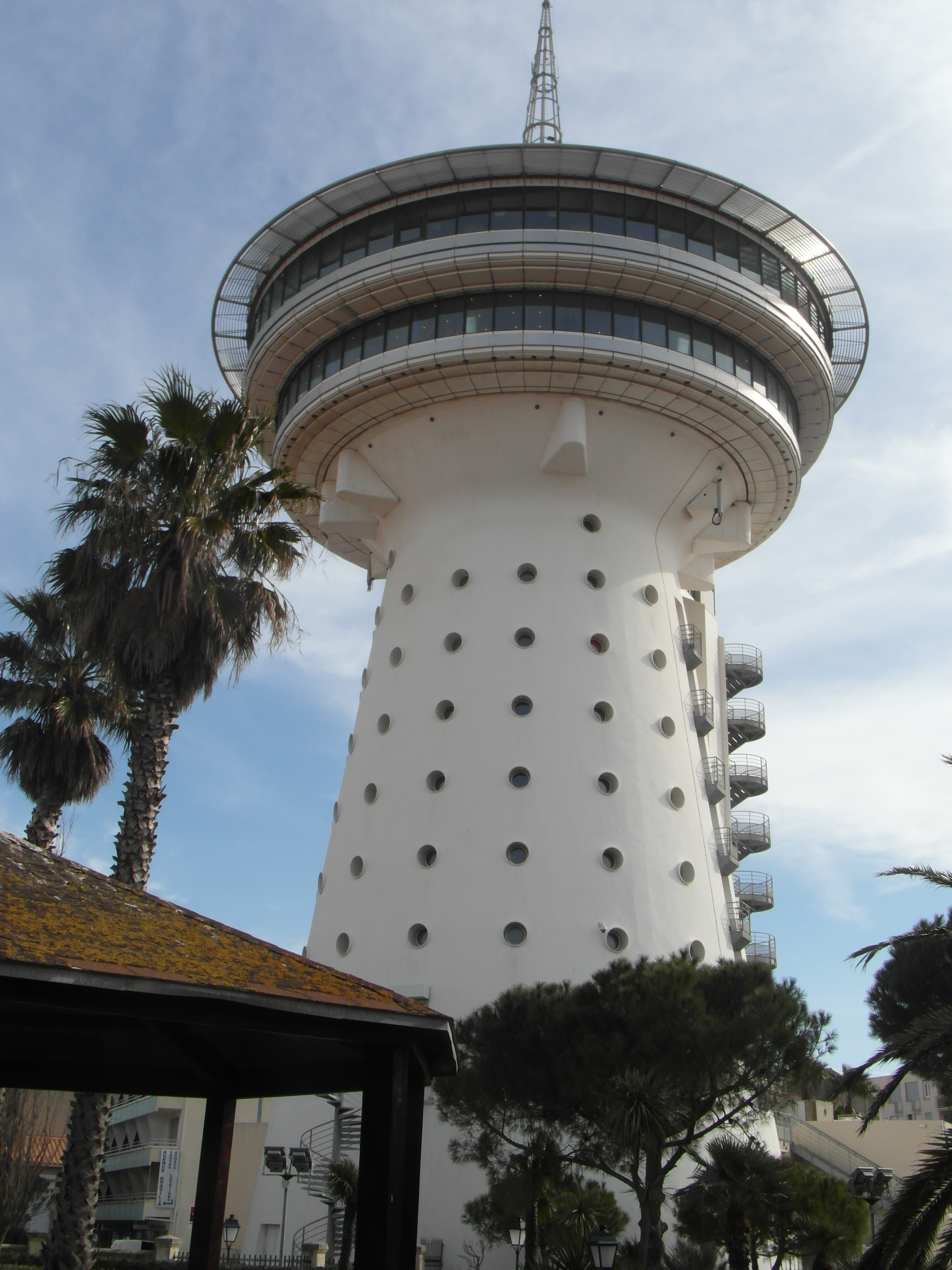
地中海灯塔，位于Palavas-les-Flots

#### 特色城镇和村庄
在奥克西塔尼大区，特色城镇、集镇和村庄逐渐在该地区的不同景观中占据了一席之地。从卡马尔格到卡奥尔卡尔斯山脉，再到图卢兹平原，从比利牛斯山脉到塞文山脉，以及加泰罗尼亚地区一直延伸到地中海，该地区的四个角落遍布着具有独特特色的聚居地。
该地区有许多市镇，这些风景如画的小镇，通常起源于中世纪，加入了法国最美丽的村庄协会：
- 阿列日省（09）：卡蒙。
- 奥德省（11）：拉格拉斯。
- 阿韦龙省（12）：贝尔卡斯特、布鲁斯城堡、孔克、埃斯泰恩、库韦托伊拉德、纳雅克、佩雷、圣科姆德奥特、圣欧拉莉德奥特、索韦特尔德鲁埃尔格。
- 加尔省（30）：埃盖兹、塞兹河畔拉罗克、蒙克吕。
- 上加龙省（31）：圣贝特朗德科曼日。
- 热尔省（32）：富尔塞、拉雷辛格勒、拉瓦尔丹、蒙雷阿尔、萨朗。
- 埃罗省（34）：米内尔夫、奥拉尔格、圣吉列姆勒德泽尔。
- 洛特省（46）：奥图瓦尔、卡普德纳克勒奥、卡尔达伊亚克、卡尔纳克、卢布雷萨克、圣西尔克拉波皮（2012年被评为法国最美丽的村庄）、罗卡马杜尔。
- 洛泽尔省（48）：拉加尔德盖林、圣艾尼米。
- 东比利牛斯省（66）：卡斯特尔诺、厄斯、埃沃勒、莫塞特、孔夫朗堡。
- 塔恩省（81）：卡斯特尔诺蒙米拉勒、洛特雷克、蒙内斯蒂耶、皮塞尔西。
- 塔恩-加龙省（82）：欧维拉尔、布吕尼凯勒、洛泽特。

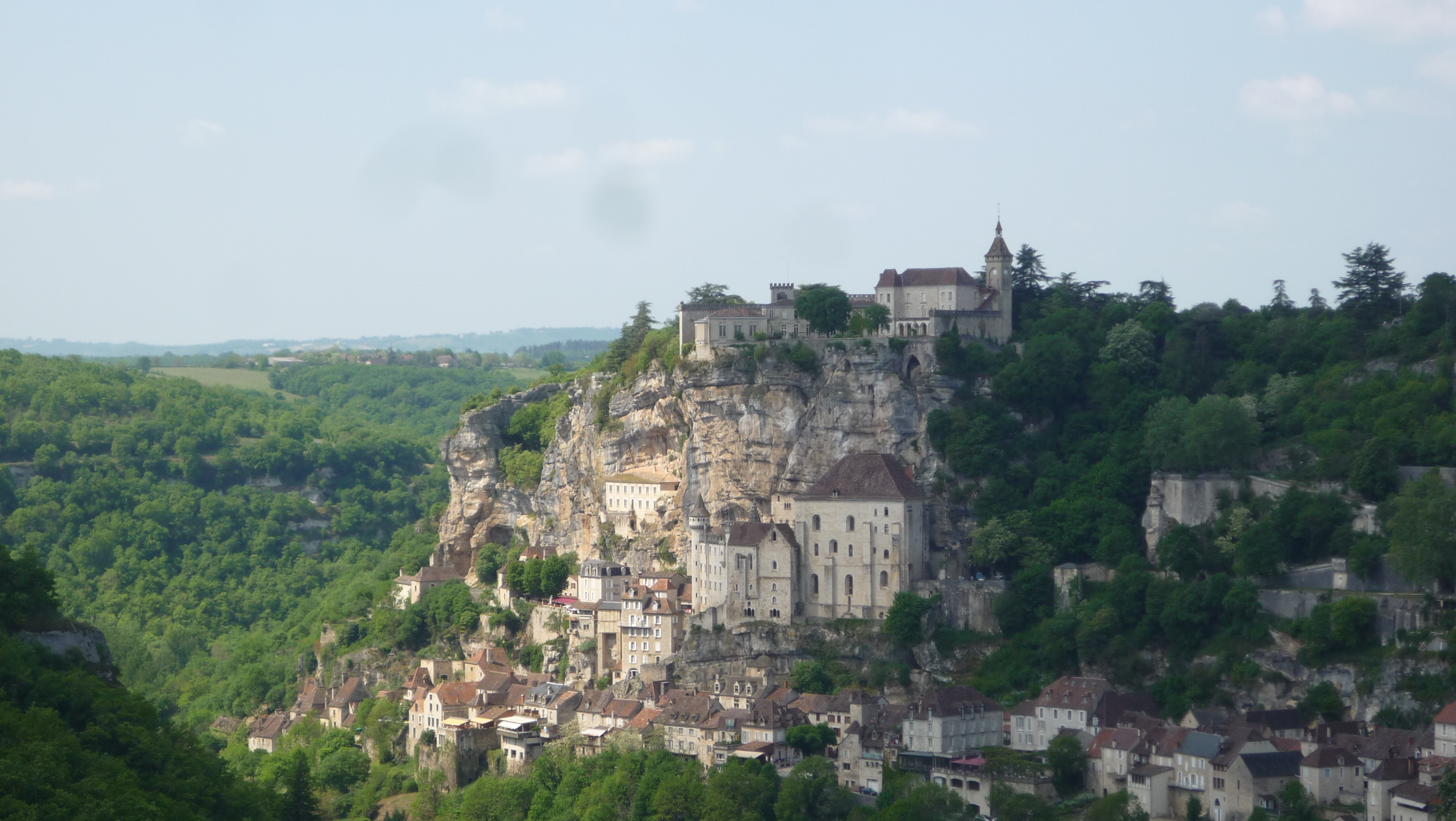
罗卡马杜尔
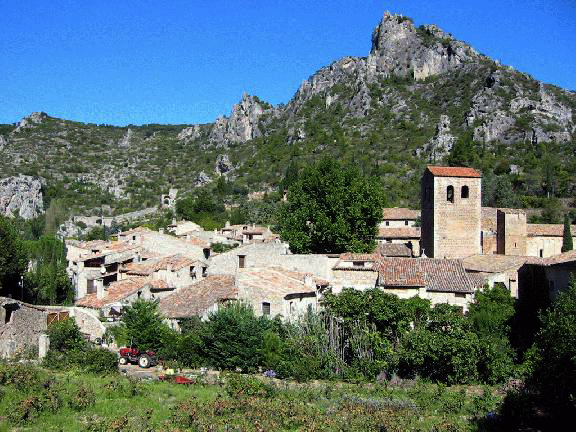
圣吉列姆勒德泽尔。
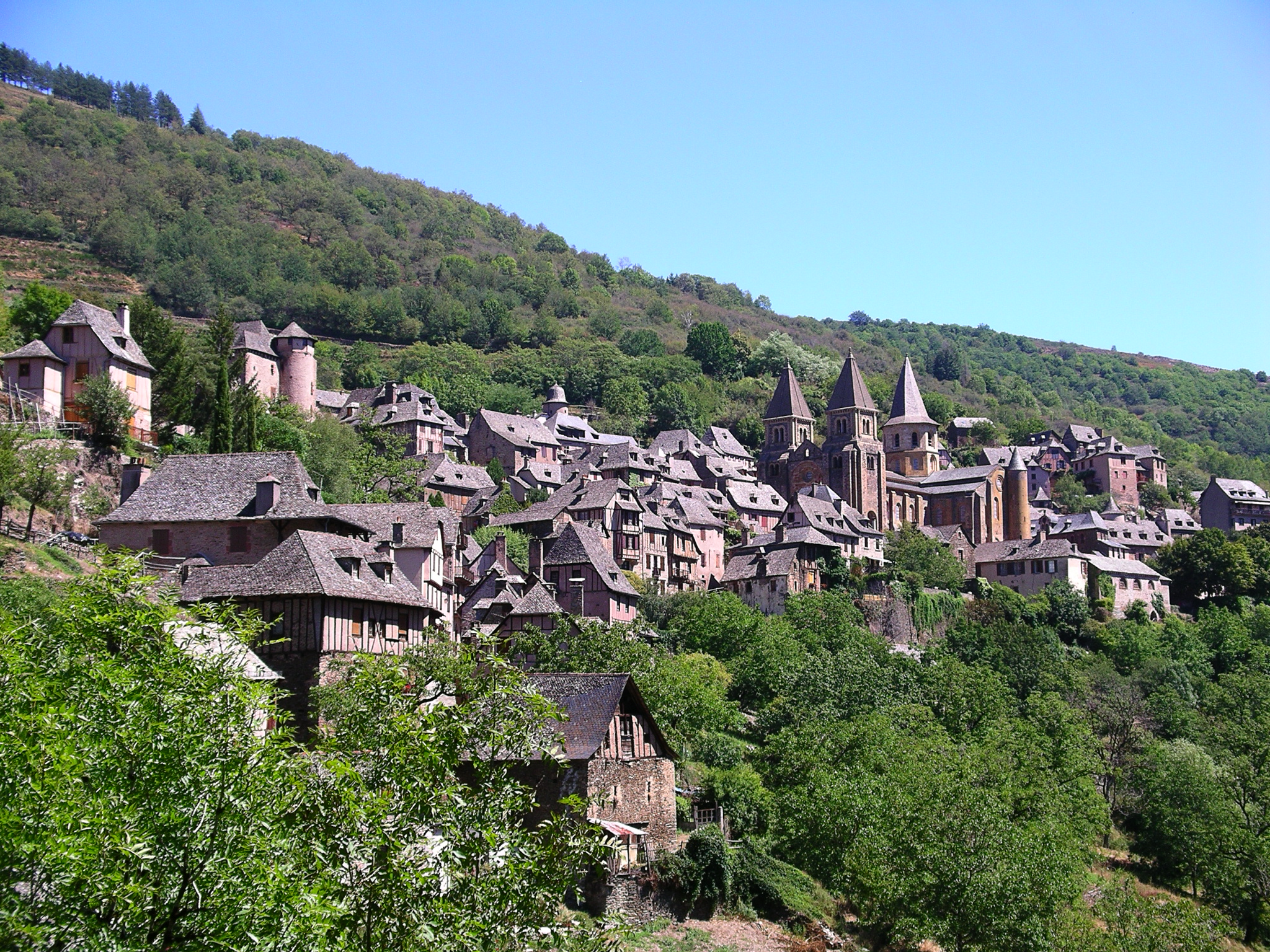
孔克。
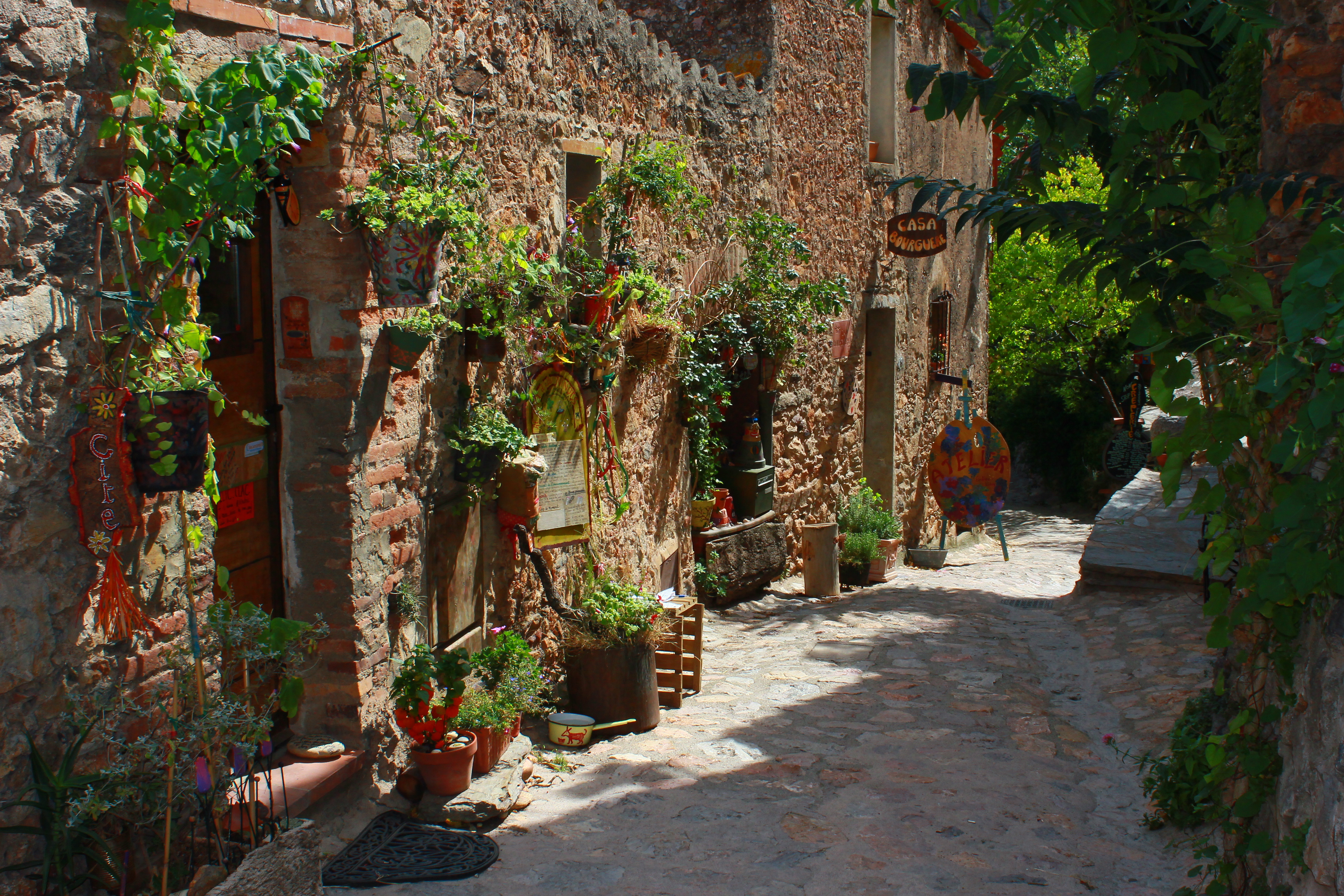
卡斯特尔诺。
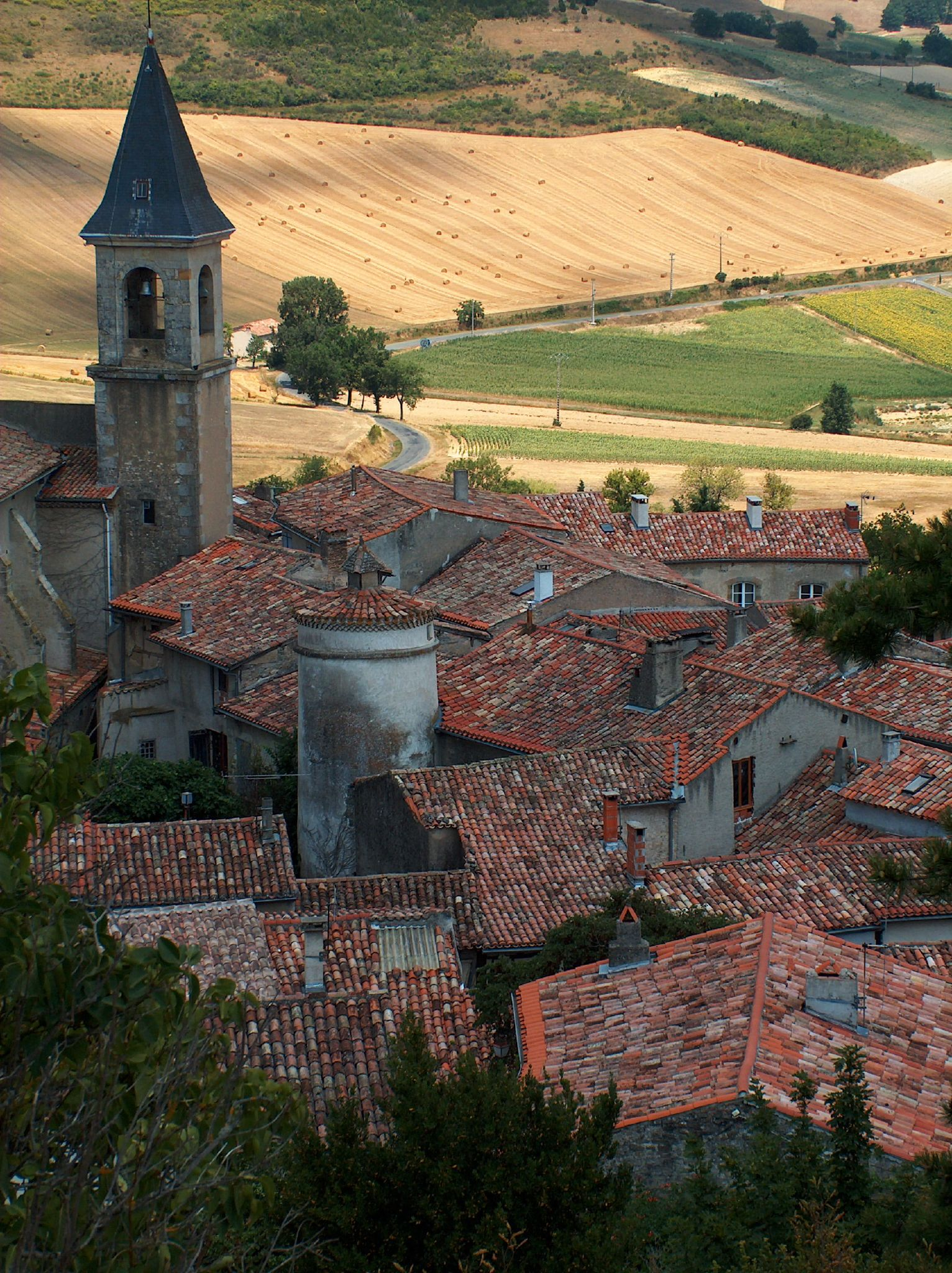
洛特雷克。
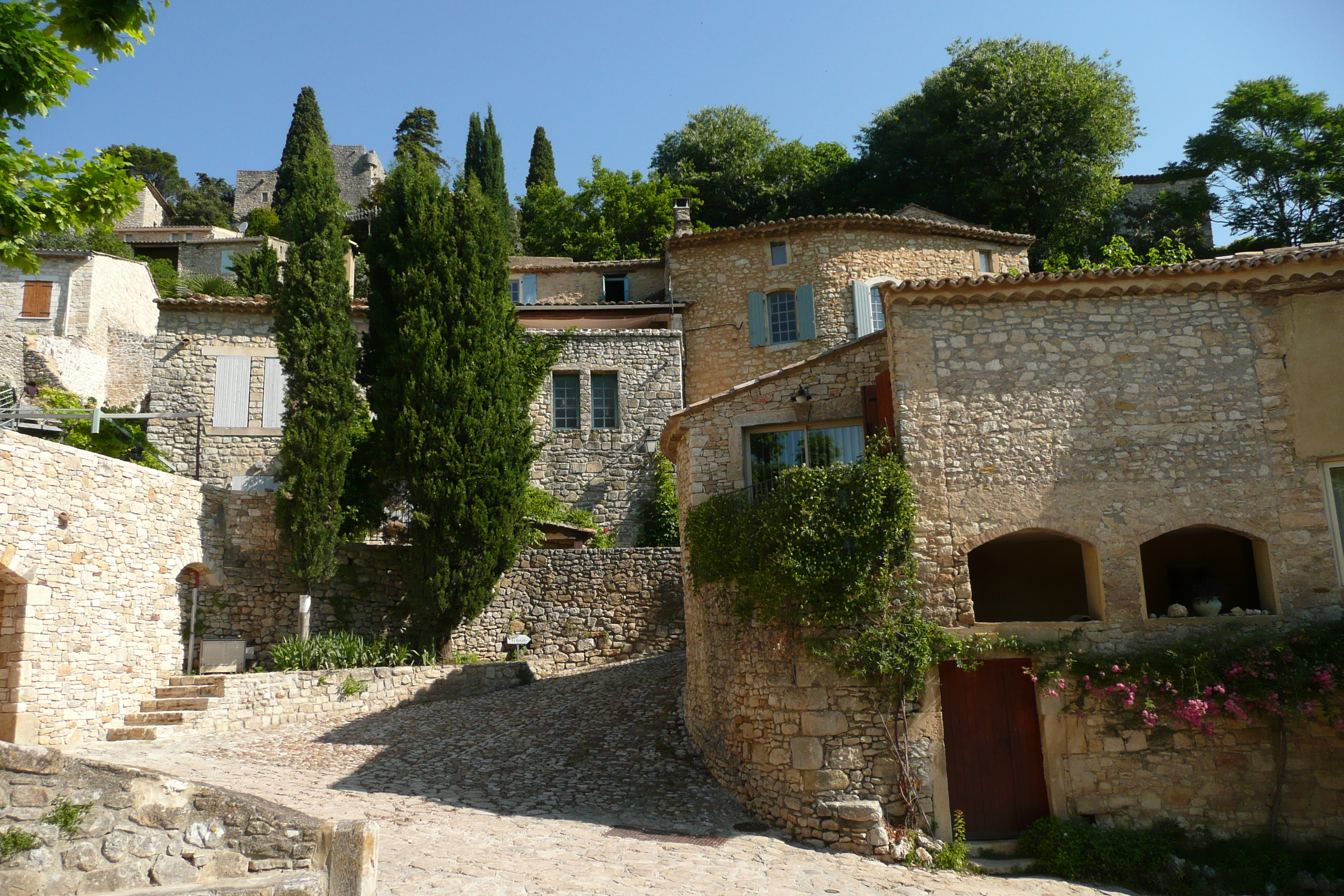
塞兹河畔拉罗克。
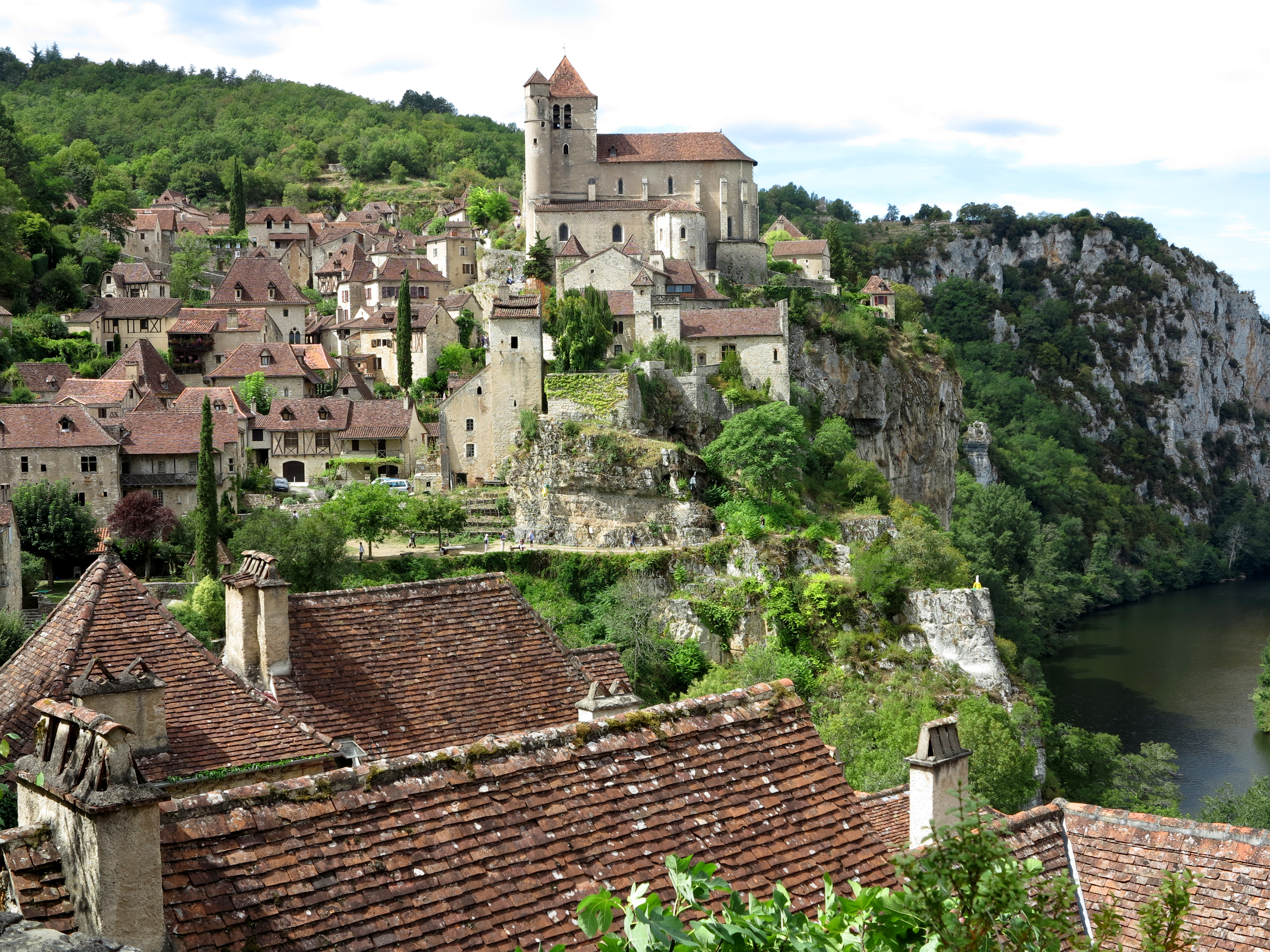
圣西尔克拉波皮

一些城市，如卡尔卡松（11）、纳博讷（11）、米洛（12）、博凯尔（30）、尼姆（30）、于泽斯（30）、洛代夫（34）、菲雅克（46）、卡奥尔（46）、佩皮尼昂（66）、蒙托邦（82）、穆瓦萨克（82），因其文化遗产（博物馆、纪念碑）而被授予“艺术与历史之城”称号。
奥克西塔尼大区还有许多因其丰富性而获得“艺术与历史之城”称号的“文化之乡”：
- 阿列日省（09）：圣利济耶 - 米尔波瓦 - 皮里尼的传统博物馆。
- 奥德省（11）：卡尔卡松和悬崖堡垒，纳博讷。
- 阿韦龙省（12）：鲁埃尔格的堡垒和峡谷，孔克，罗德兹，米洛高架桥 - 罗克福尔。
- 加尔省（30）：尼姆 - 加尔桥 - 于泽斯，艾格莫尔特 - 加尔卡马尔格，塞文山脉。
- 上加龙省（31）：图卢兹，吕雄，圣贝特朗德科曼日 - 瓦尔卡布雷尔，米迪运河的源头（雷韦尔，圣费雷奥尔湖）。
- 热尔省（32）：欧什，马尔西亚克，阿马尼亚克之乡 - 修道院和城镇。
- 埃罗省（34）：蒙彼利埃，埃罗峡谷，纳瓦塞尔圆形剧场 - 洛代夫，拉格朗德莫特，塞特，米迪运河 - 贝济耶，阿格德 - 佩泽纳斯。
- 洛特省（46）：罗卡马杜尔 - 多尔多涅河谷，卡奥尔 - 洛特河谷，菲雅克 - 洛特和塞莱河谷。
- 洛泽尔省（48）：门德，塔恩峡谷，塞文山脉。
- 上比利牛斯省（65）：卢尔德，比戈尔的米迪峰，加瓦尔尼山口 - 卡特雷茨 - 西班牙桥，比利牛斯奥雷洛龙。
- 东比利牛斯省（66）：佩皮尼昂，科利乌尔，卡尼古山脉。
- 塔恩省（81）：阿尔比，天空之城和中世纪城市，米迪运河的源头（索雷兹）。
- 塔恩-加龙省（82）：穆瓦萨克，蒙托邦。

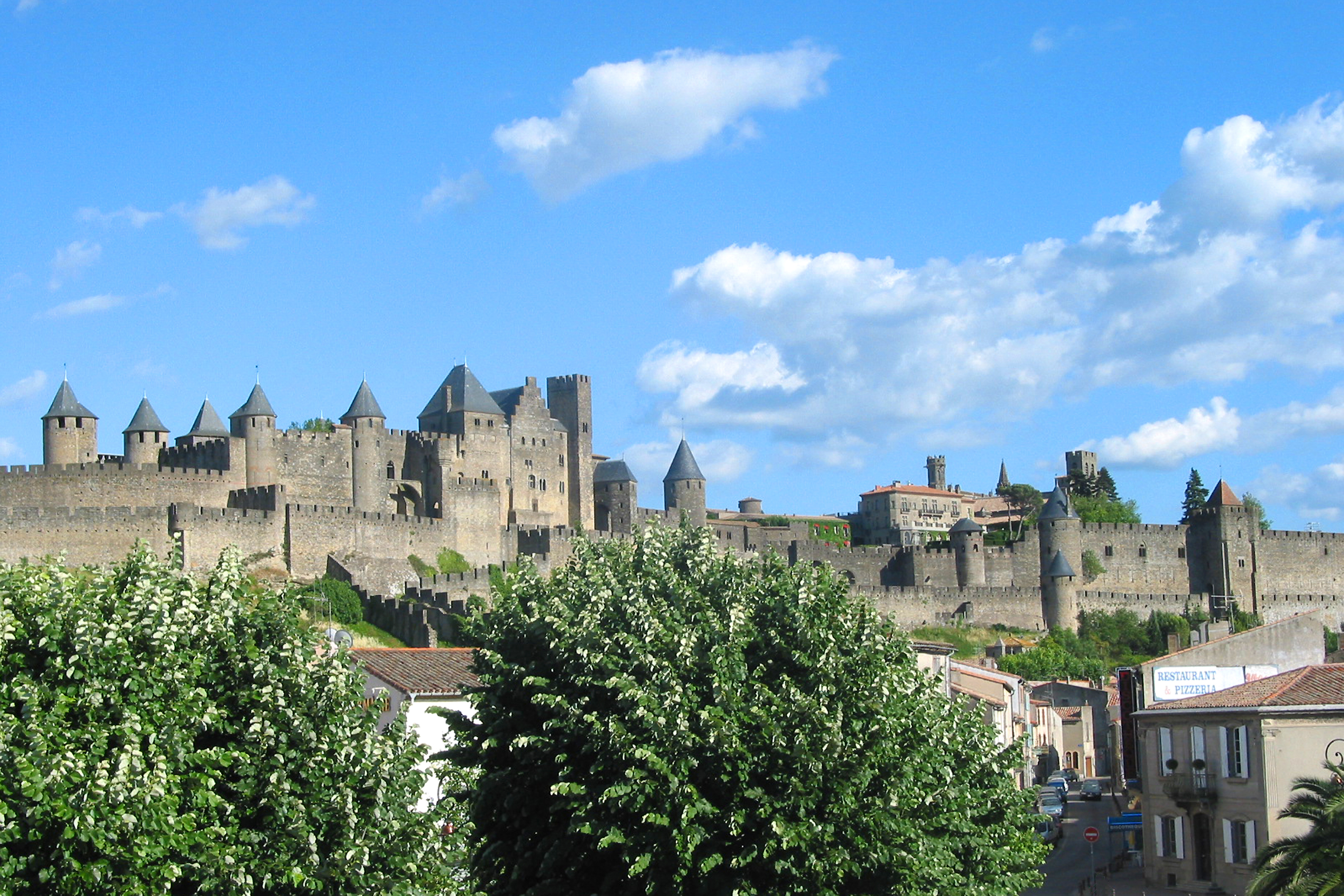
卡尔卡松
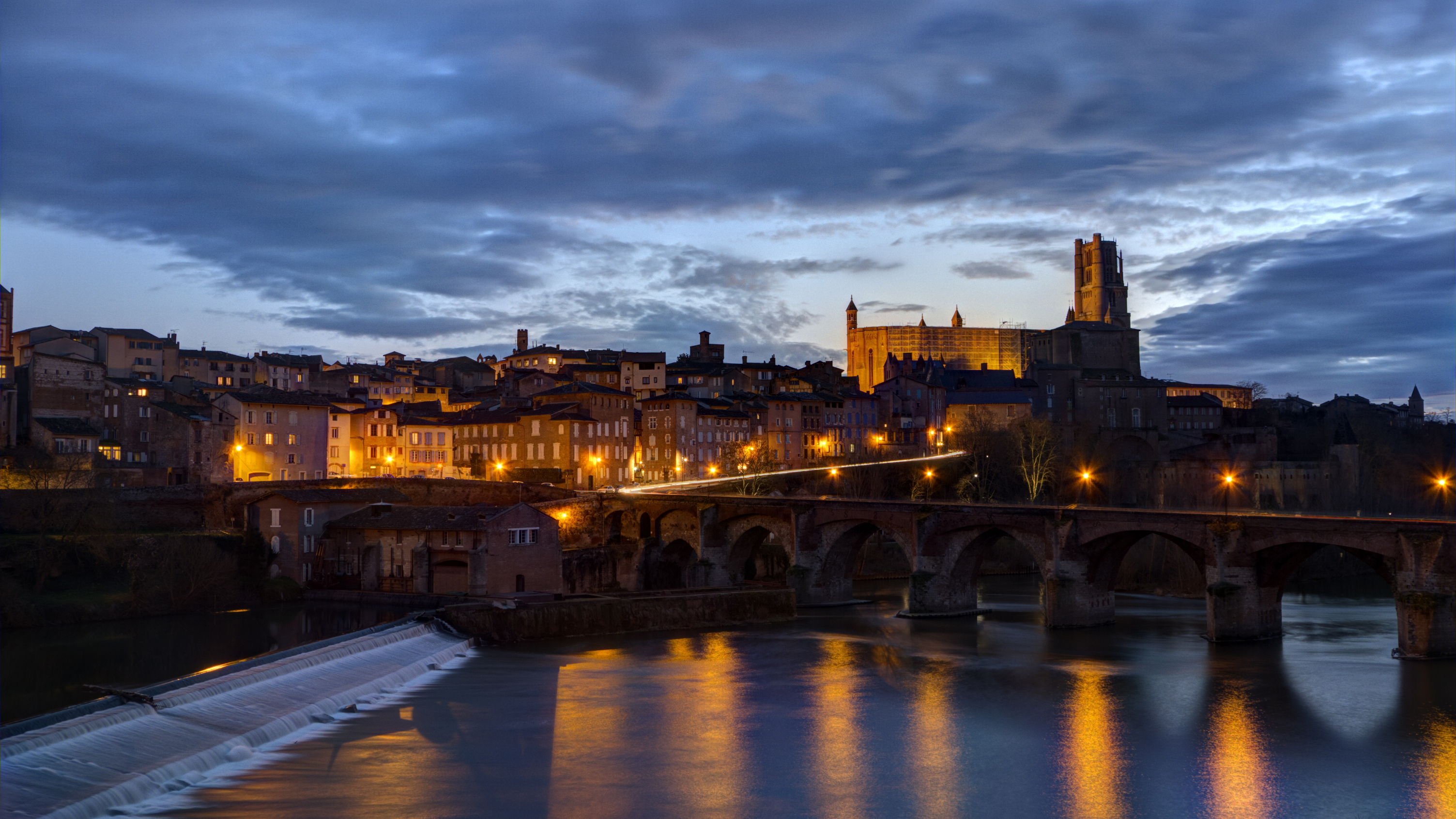
阿尔比。
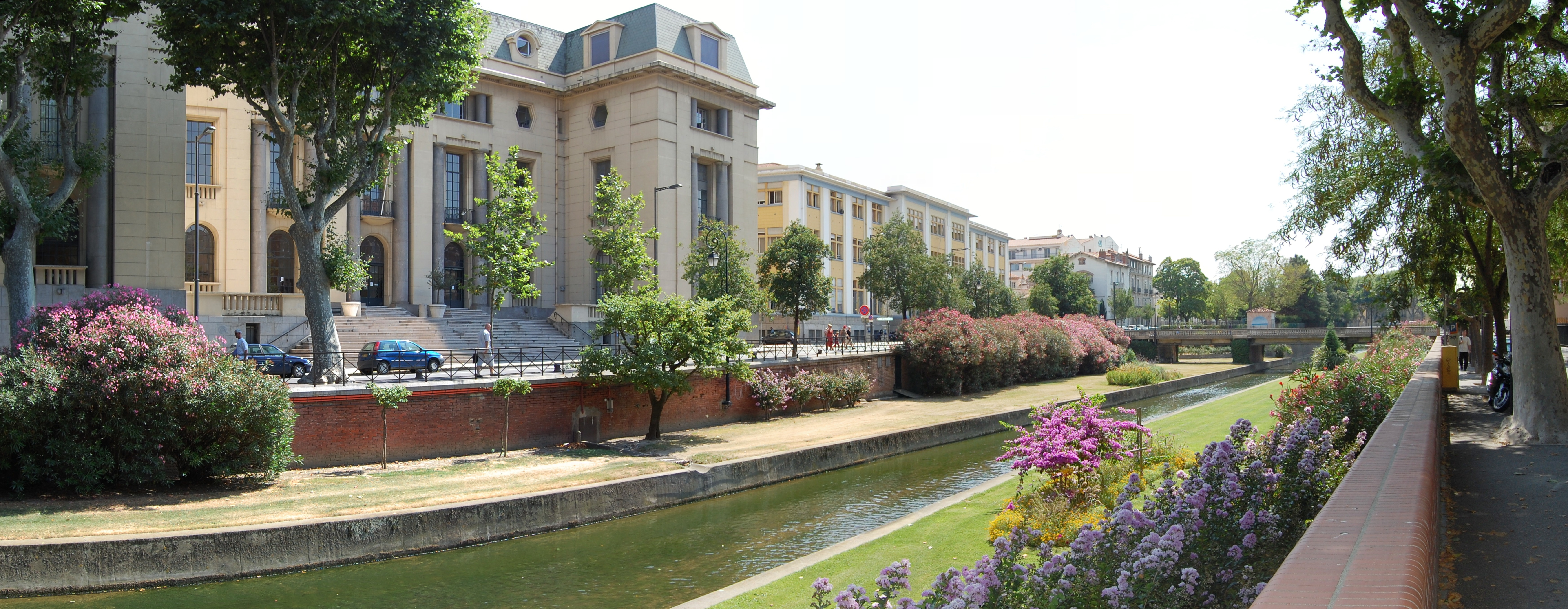
佩皮尼昂。
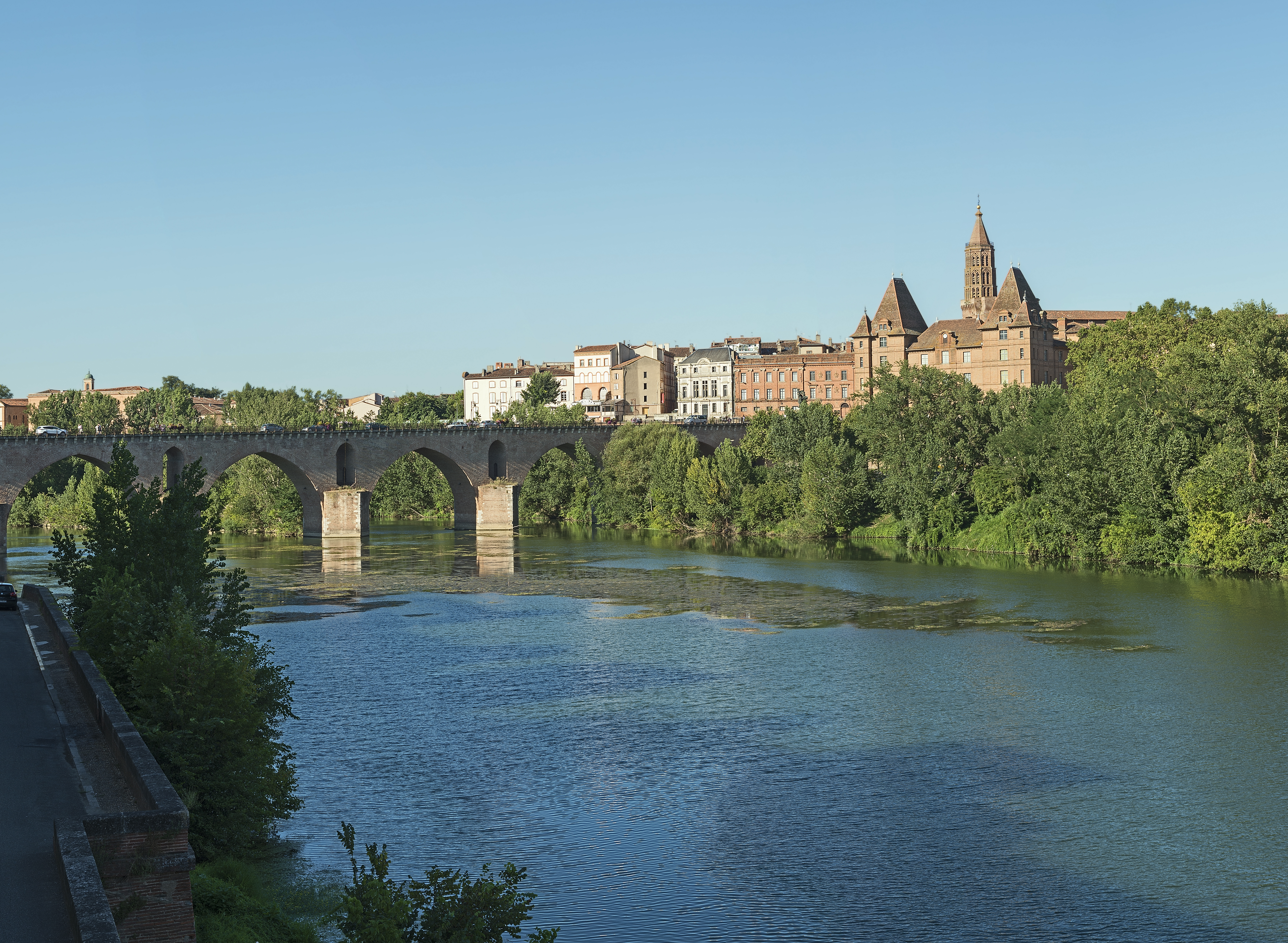
蒙托邦。
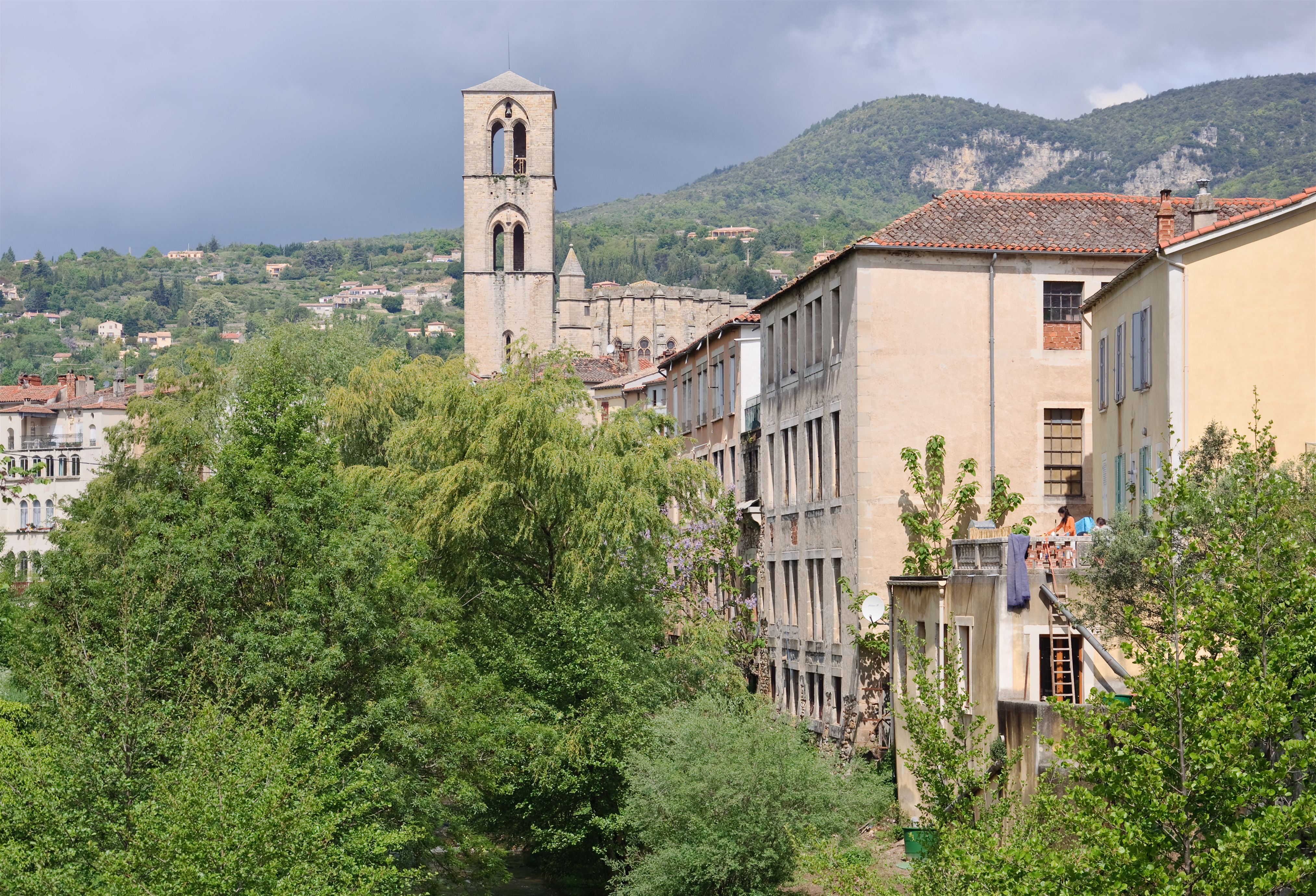
洛代夫。
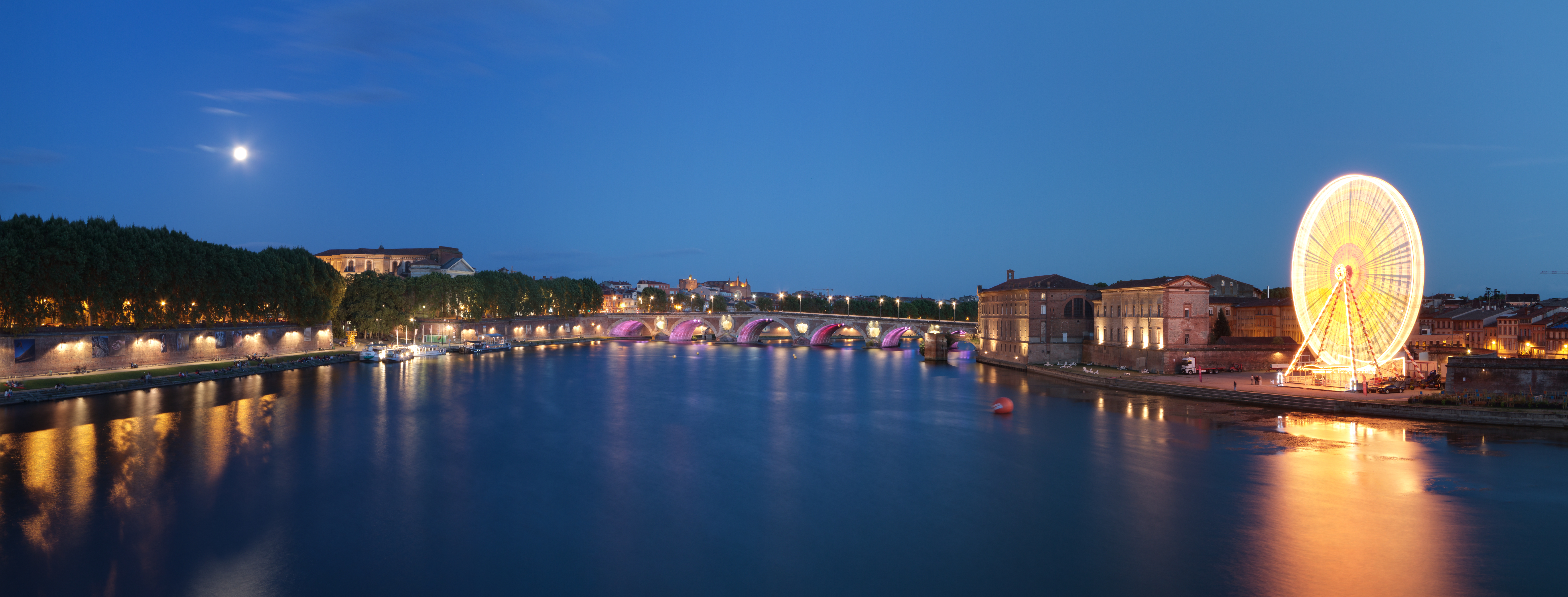
图卢兹。
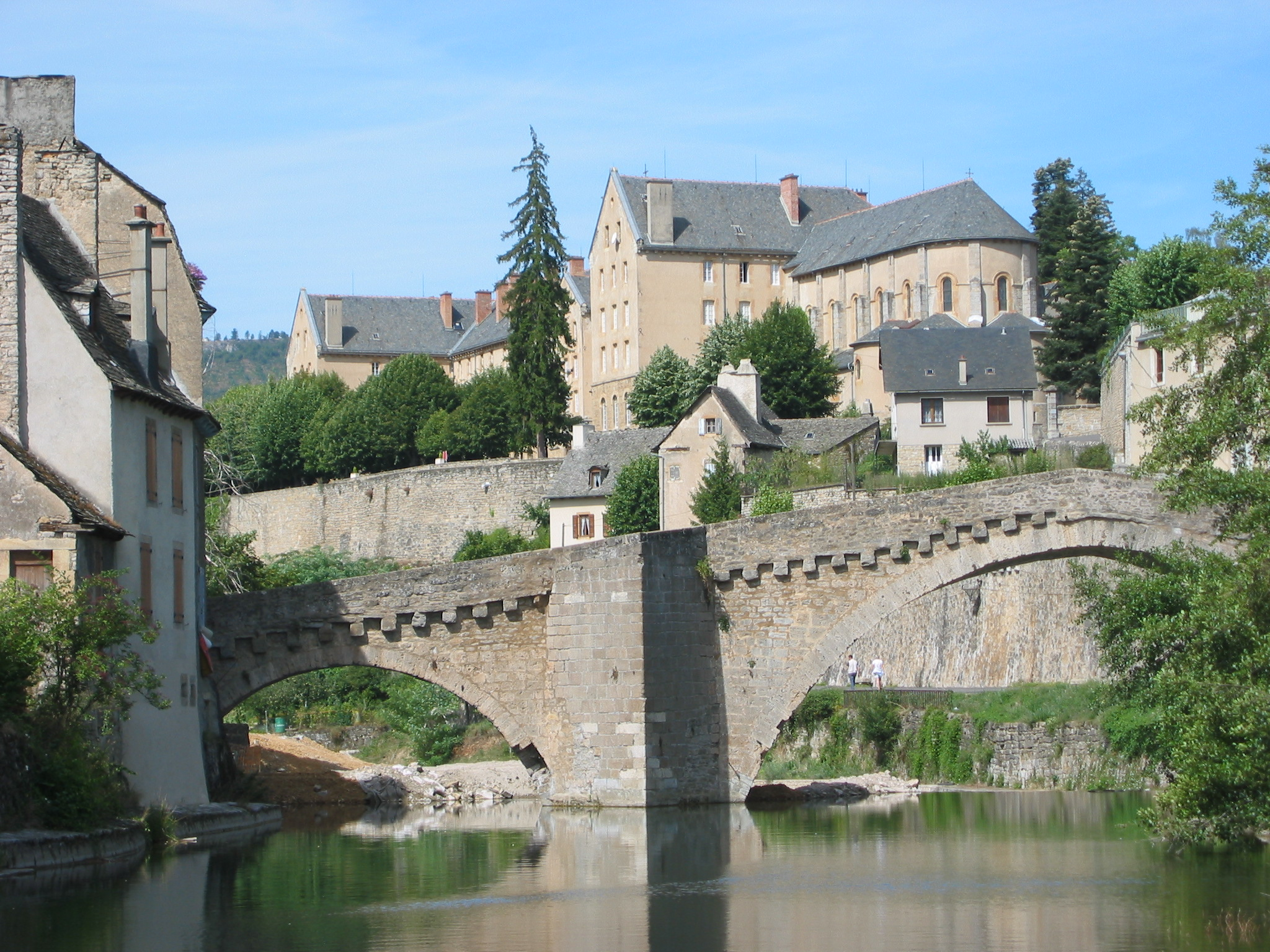
门德。
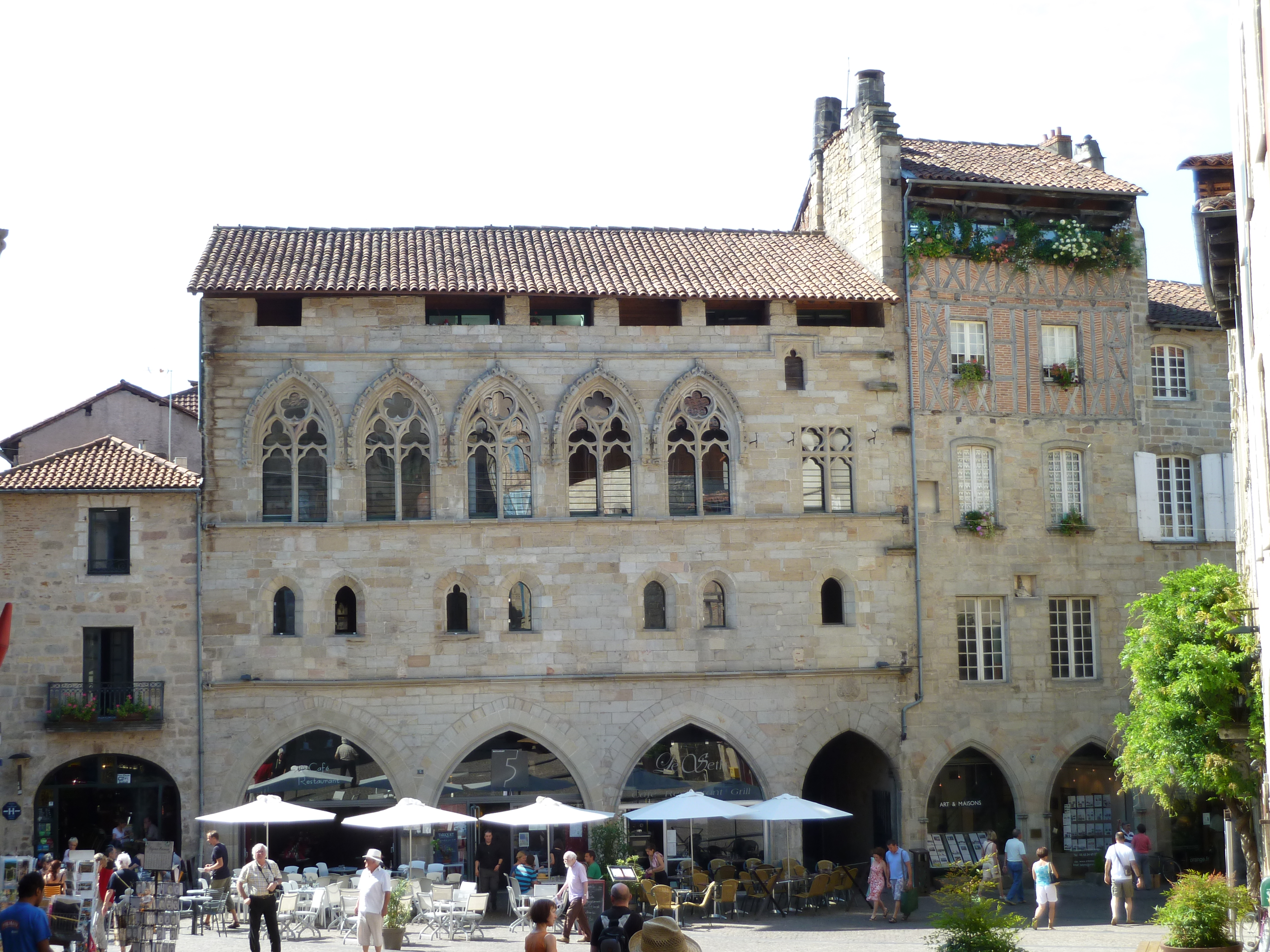
菲雅克。
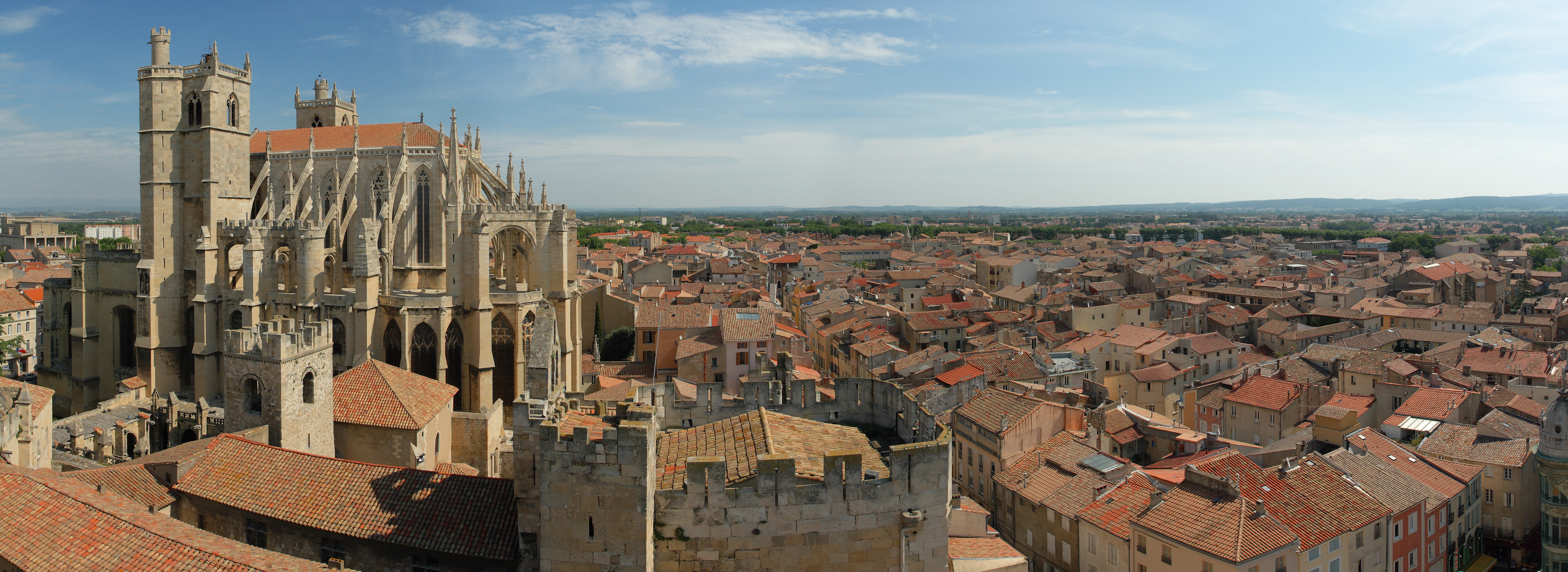
纳博讷
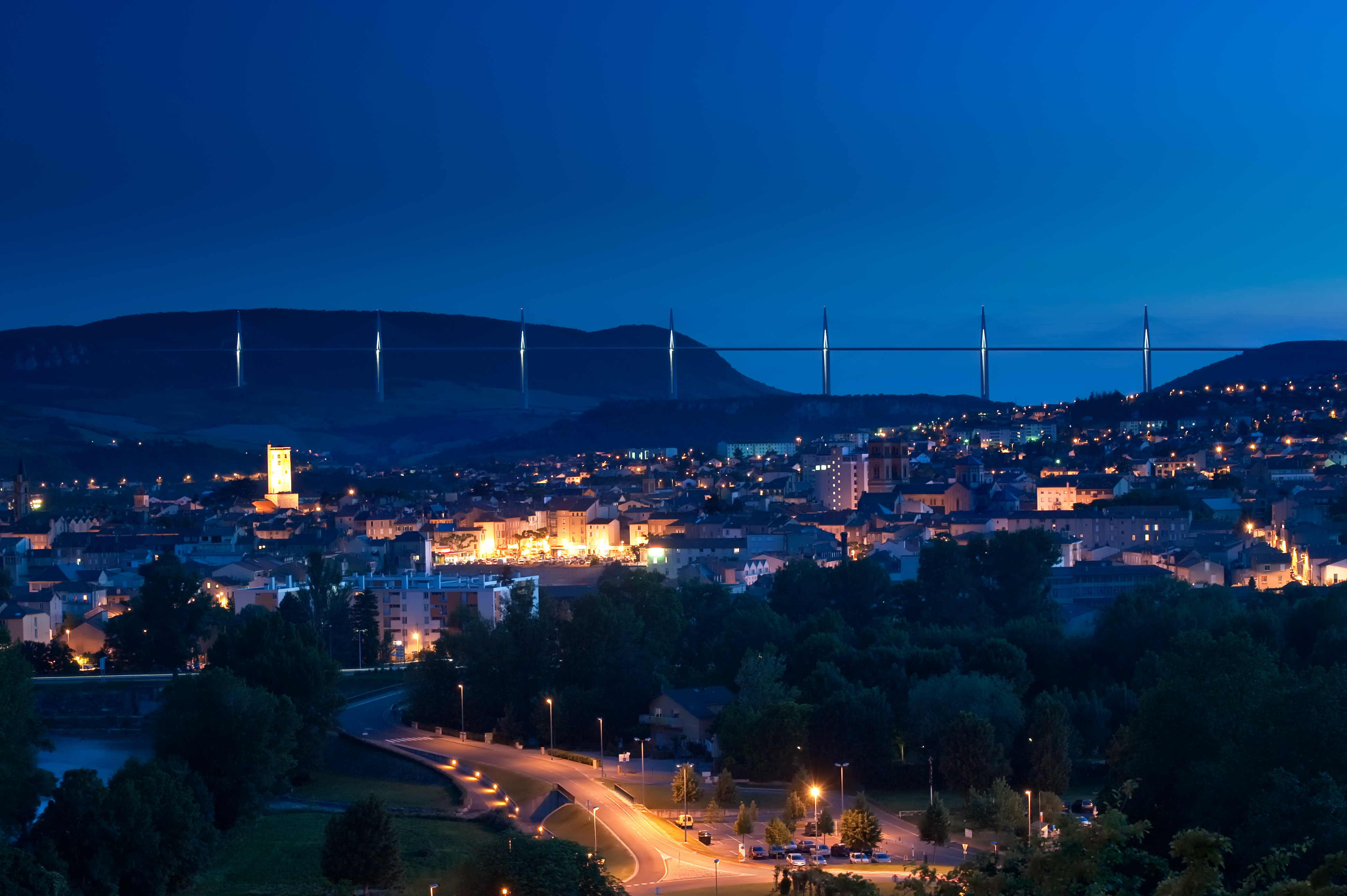
米洛

### 非物质文化遗产
组成该地区的不同国家、村庄和城市的历史有助于塑造特定的文化习俗和活动，这些习俗和活动已成为主要的旅游景点。因此，各种技能、仪式、舞蹈、游戏、体育成就、人物、游行、节日庆典、狂欢节或狂欢节游行遍布整个奥克西塔尼大区的文化生活。
该地区的部分习俗已被列入《人类非物质文化遗产名录》，包括：佩泽纳的“驴子”（Poulain de Pézenas），这是一种赫罗省最具代表性的图腾动物之一，因其尺寸、知名度和历史而闻名，于2005年被列入《比利时和法国的巨人和龙游行》；加泰罗尼亚的“人塔”（Castells），于2010年列入名录，在东比利牛斯省仍有实践（例如巴霍的“里巴尔人塔”（Castellers del Riberal），圣让普拉德科尔的“瓦莱斯皮尔天使”（Angelets del Vallespir），普拉德的“康弗伦人塔”（Pallagos del Conflent），佩皮尼昂大学的“芒果人塔”（Mangoners）等）；猎鹰术（2010年）仍在实践和教学中，尤其是在奥克西塔尼的猛禽公园或中世纪节日中进行表演，如上比利牛斯省博桑城堡的鹰塔或阿韦龙省普拉迪纳斯动物园等；工艺技能传承（2010年）仍在通过图卢兹和蒙托邦的工艺博物馆，蒙托邦、佩泽纳（2016年从蒙彼利埃迁来）和尼姆的工匠会馆，图卢兹的学徒培训中心，以及工匠协会的图尔斯、塔布和米约的培训项目，和分布在科洛米埃、图卢兹、拉布鲁吉埃尔、阿尔比、罗德兹、圣吉龙、欧泽、贝亚尔盖和尼姆的工匠之家；以及2015年列入名录的夏至火祭（Fêtes du feu de solstice d'été），特别是在加泰罗尼亚地区的圣约翰节（Fête de la Saint-Jean），如加龙省的吕雄火把节和东比利牛斯省的加尼古火把节等。

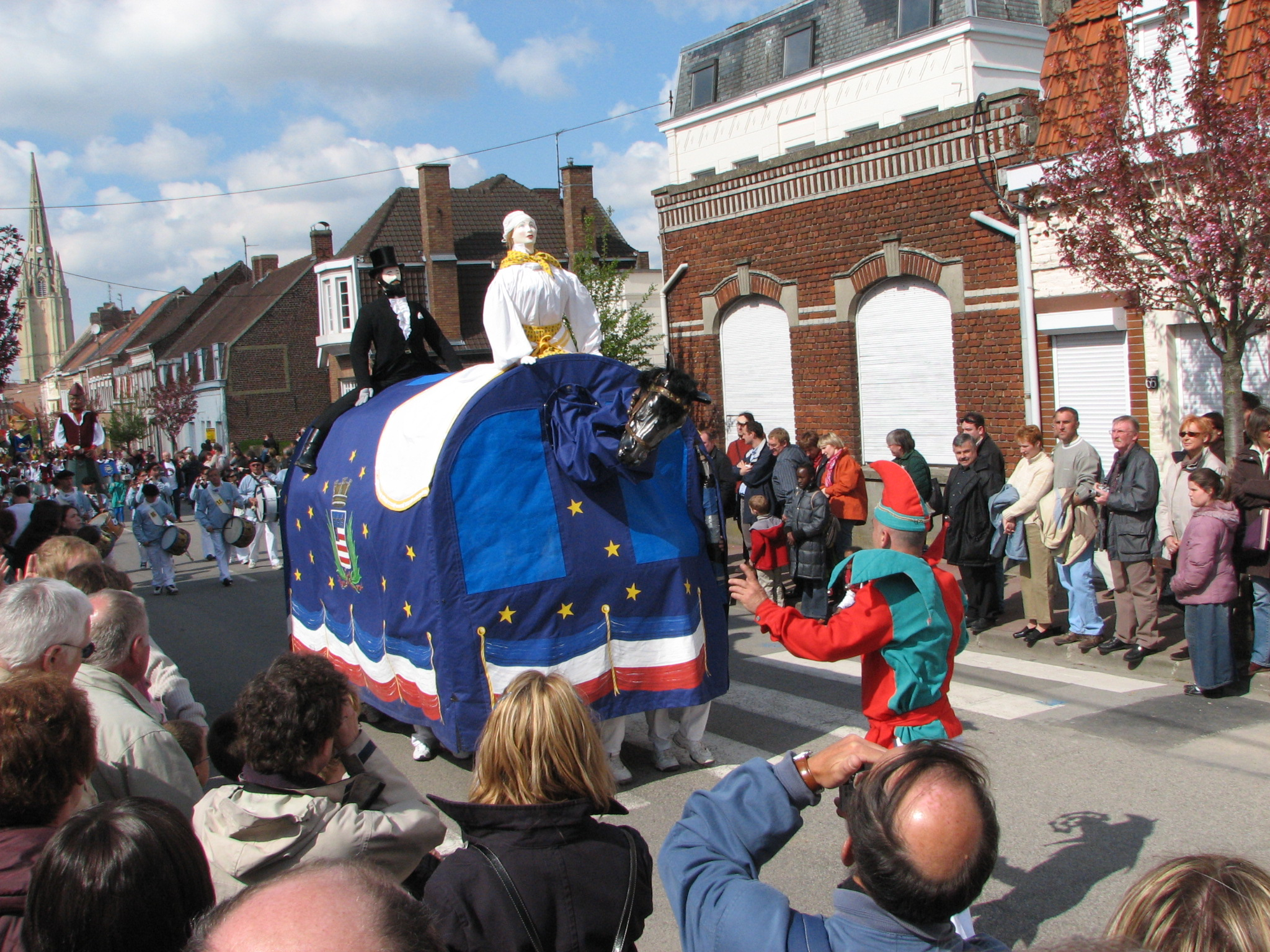
佩泽纳的“驴子”（Poulain de Pézenas）在2006年斯廷福尔德欧洲巨人游行中。
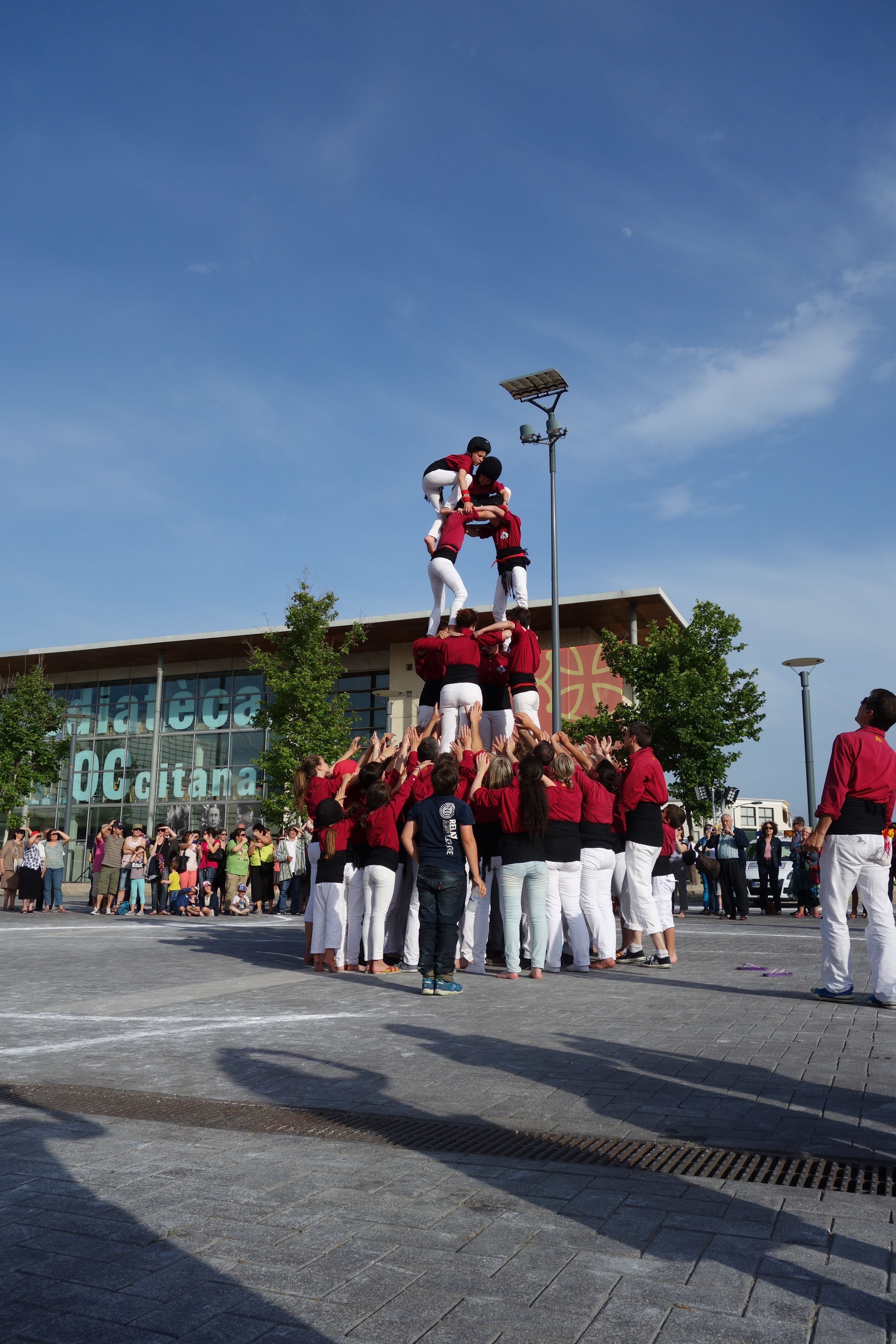
2014年在贝济耶表演的人塔“Pallagos del Conflent”
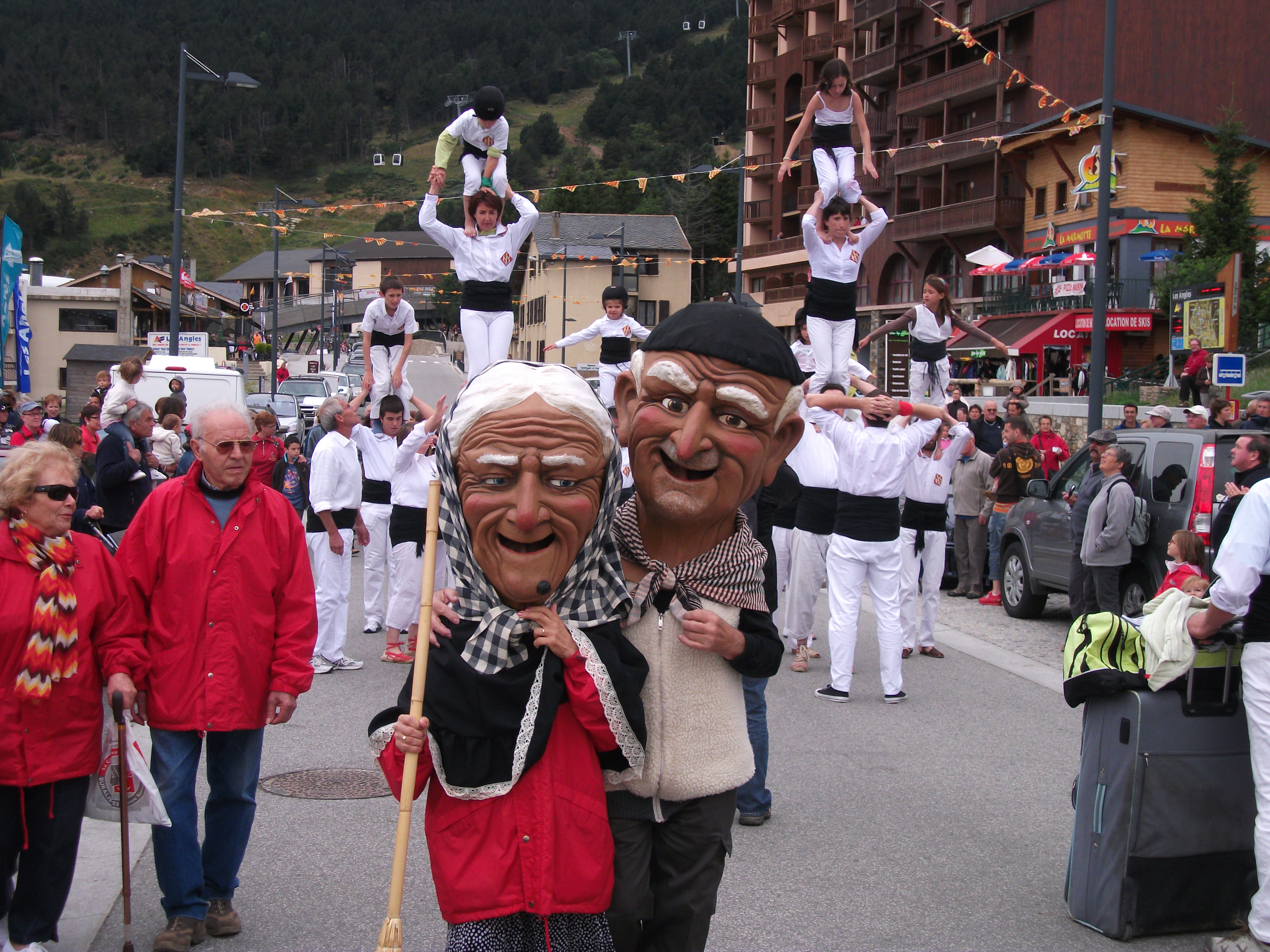
2010年在东比利牛斯省昂格勒斯的“Falcons del Riberal”。
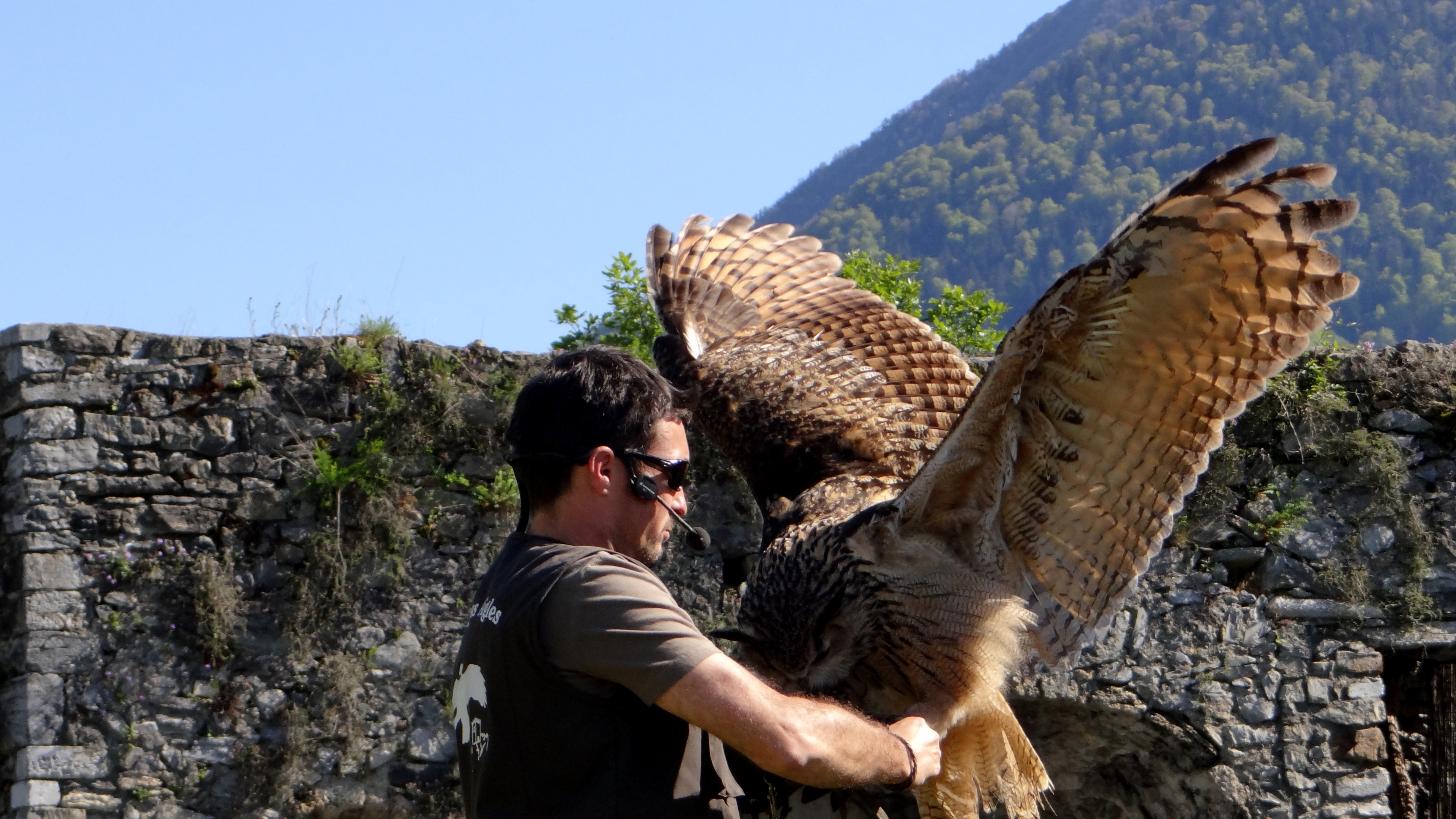
2013年在上比利牛斯省博桑城堡鹰塔的猛禽训练。
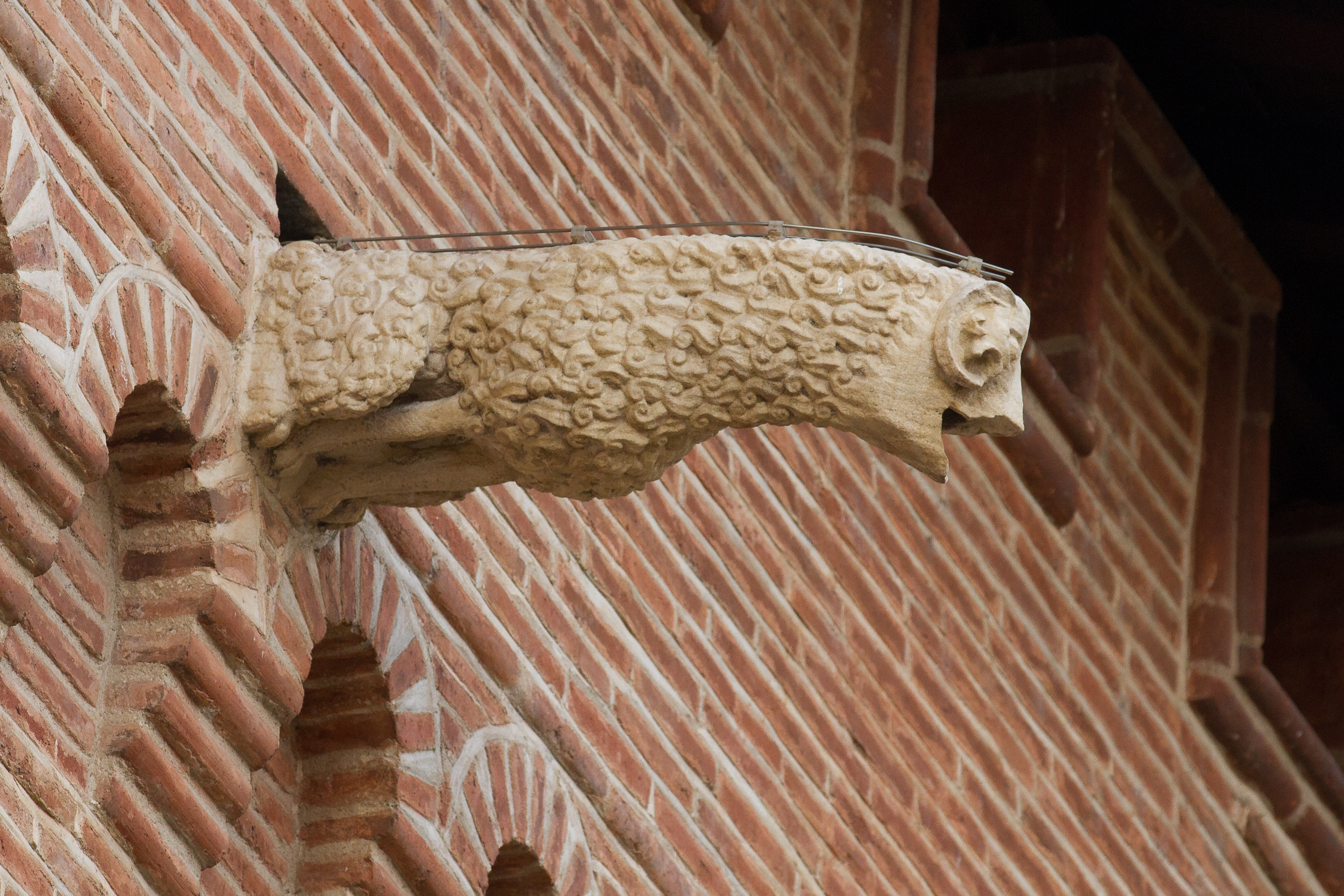
图卢兹修复的工艺杰作：石雕兽。
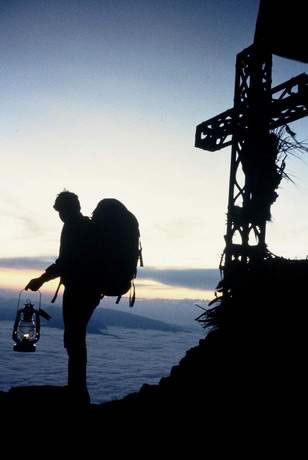
加尼古山顶的圣火。

此外，还有一些习俗已被列入《法国非物质文化遗产名录》，以期申请列入《人类非物质文化遗产名录》。其中包括自2008年以来被列入名录的一项运动：卡马格斗牛（Course camarguaise），这是一种不杀牛的传统斗牛活动，特定于卡马格、小卡马格和周边地区（在该地区主要是加尔省和赫罗省东部），参与者试图抓住固定在公牛额头和角上的奖品，这种公牛被称为“cocardier”或“biòu”（在奥克语中意为牛），有时被尊称为斗牛。其他典型活动包括“斗牛游泳池”（Toro-piscine）、“牛奔”（abrivado）和“牛群返场”（bandido）。一些外来的斗牛活动自19世纪末或20世纪初从西班牙引入，并在某些城市或村庄中发展起来，如“奔牛”（encierro）或“斗牛”（corrida），这些活动通常在“费里亚”（Feria）期间进行，例如尼姆的五旬节费里亚和葡萄收获费里亚，贝济耶的圣母升天节费里亚，帕拉瓦斯莱弗洛的海洋费里亚，吕内尔的节庆或莫吉奥的游行等。

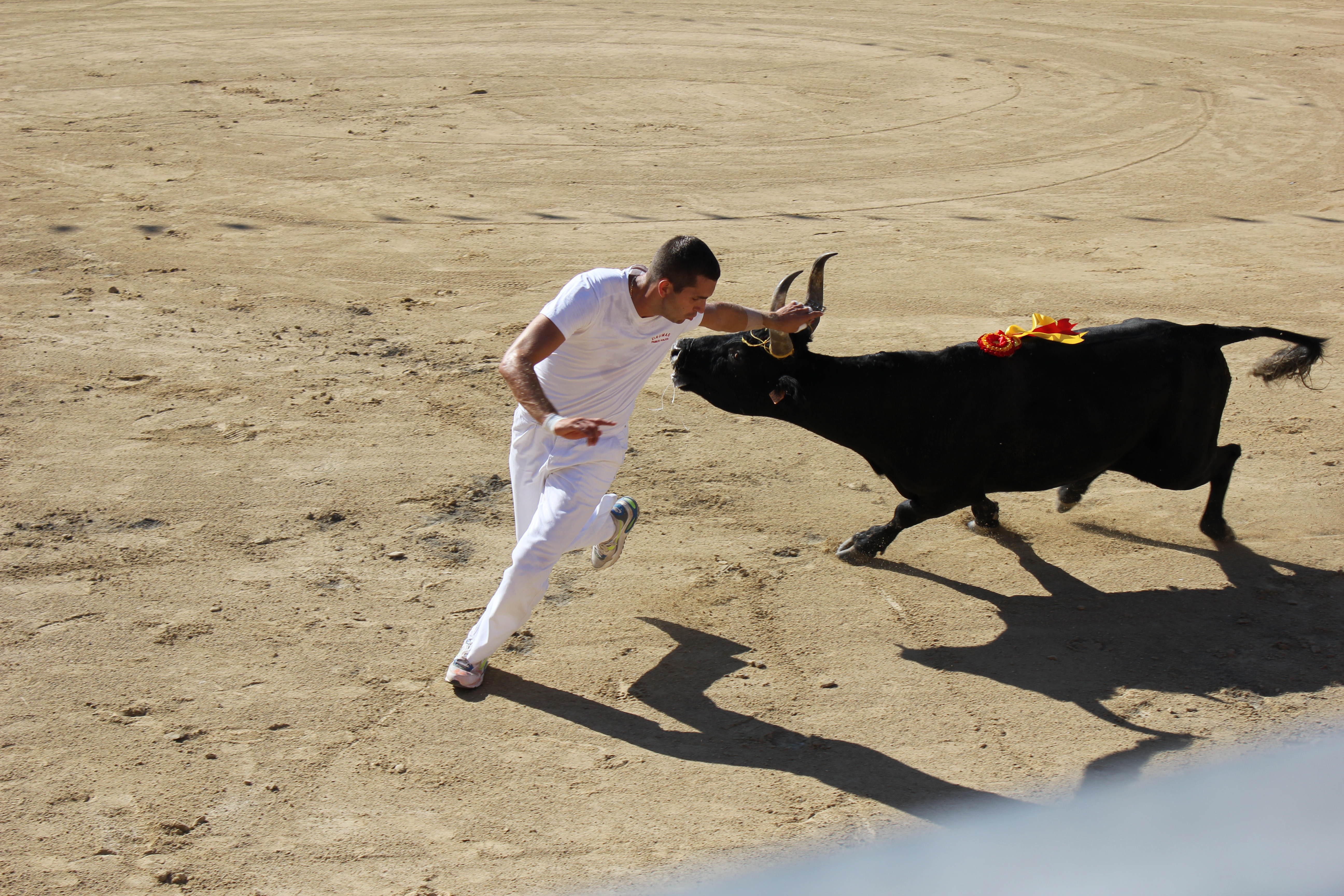
在加尔省格劳迪鲁瓦进行的卡马格斗牛。
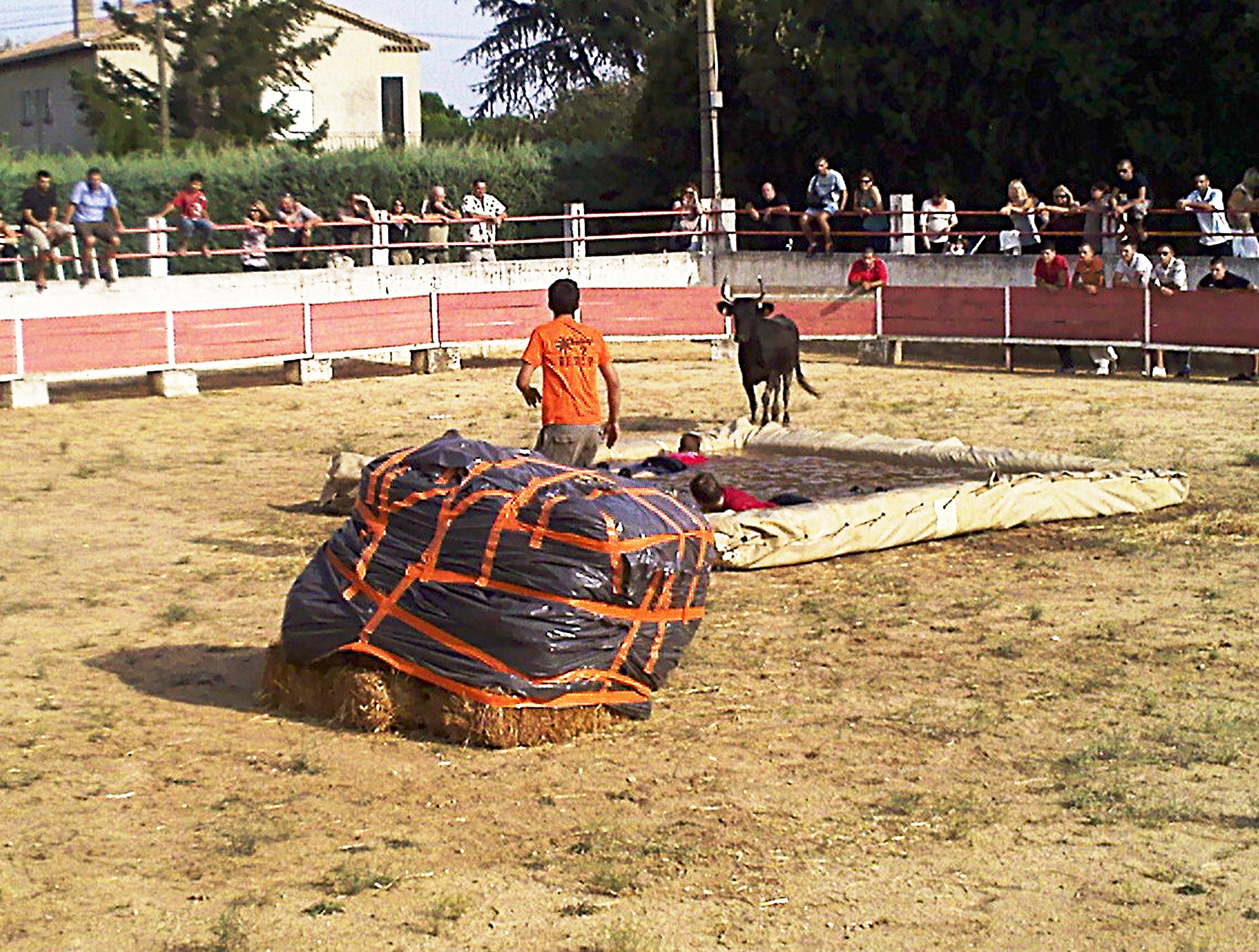
在加尔省奥尔桑进行的斗牛游泳池。
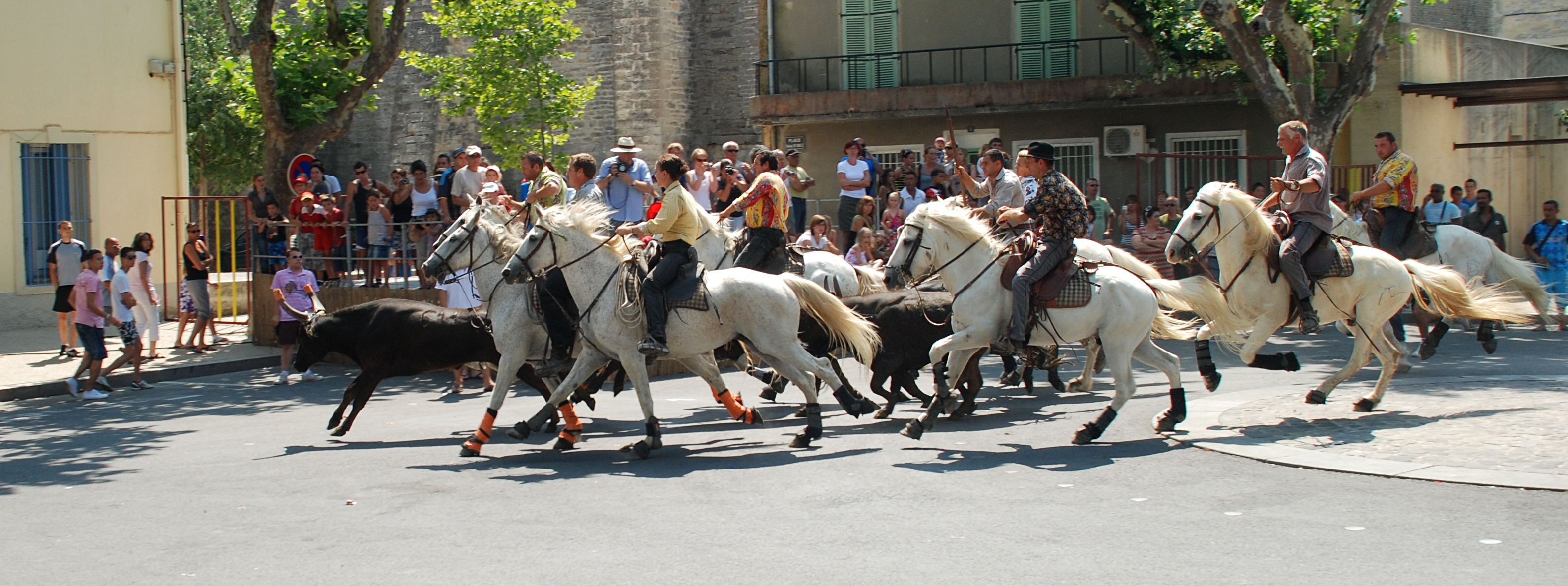
在加尔省卡尔维松进行的“牛奔”。

2014年，典型于东比利牛斯省，尤其是上瓦勒斯皮尔的狂欢节活动“猎熊节”（Fêtes ou Chasses de l'ours，Festas ou Caças de l'ós）被列入《法国非物质文化遗产名录》，例如阿尔勒苏尔泰克、普拉茨德莫洛拉普雷斯特和圣洛朗德塞尔丹的猎熊节。

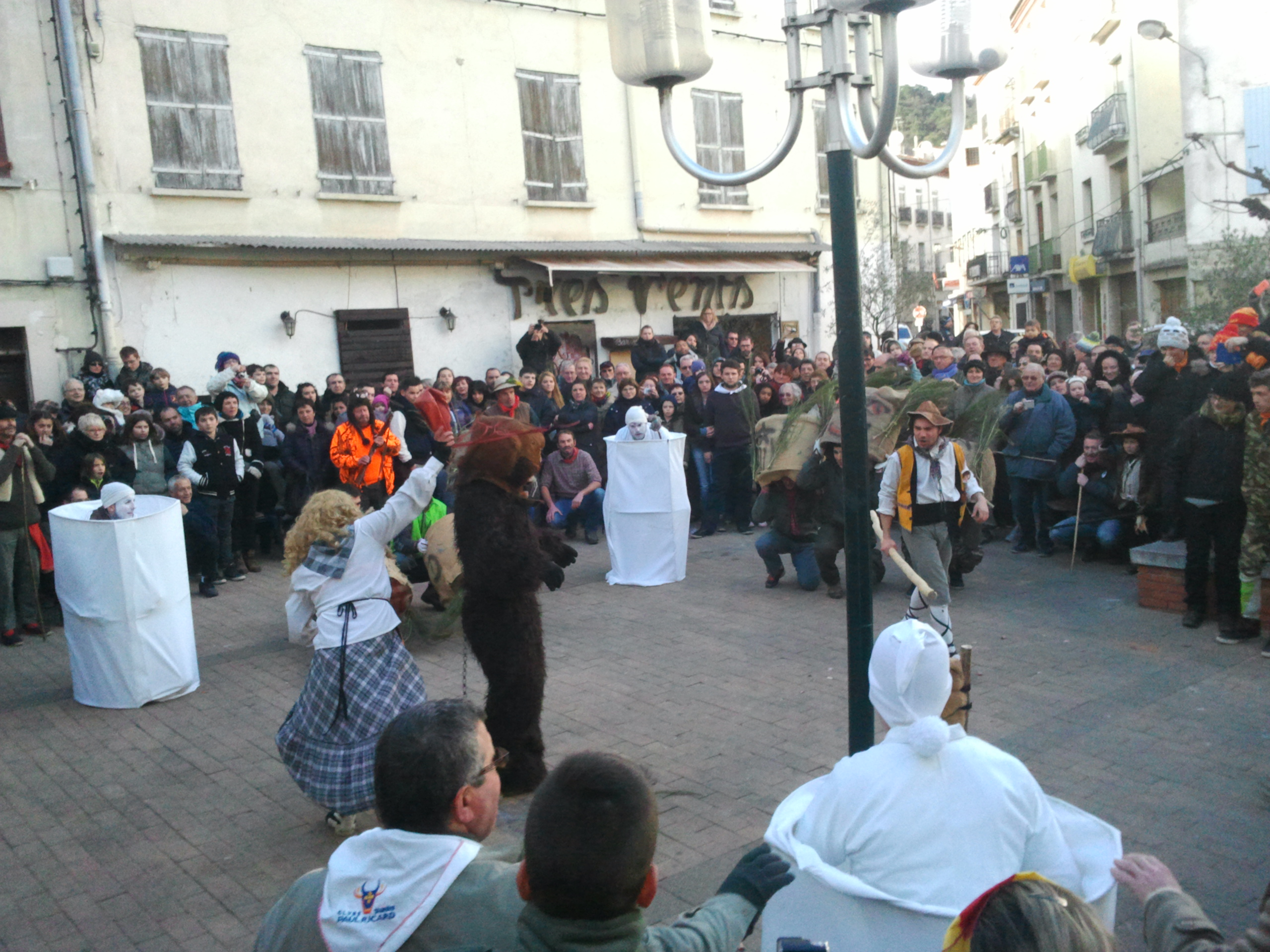
阿尔勒苏尔泰克的猎熊节
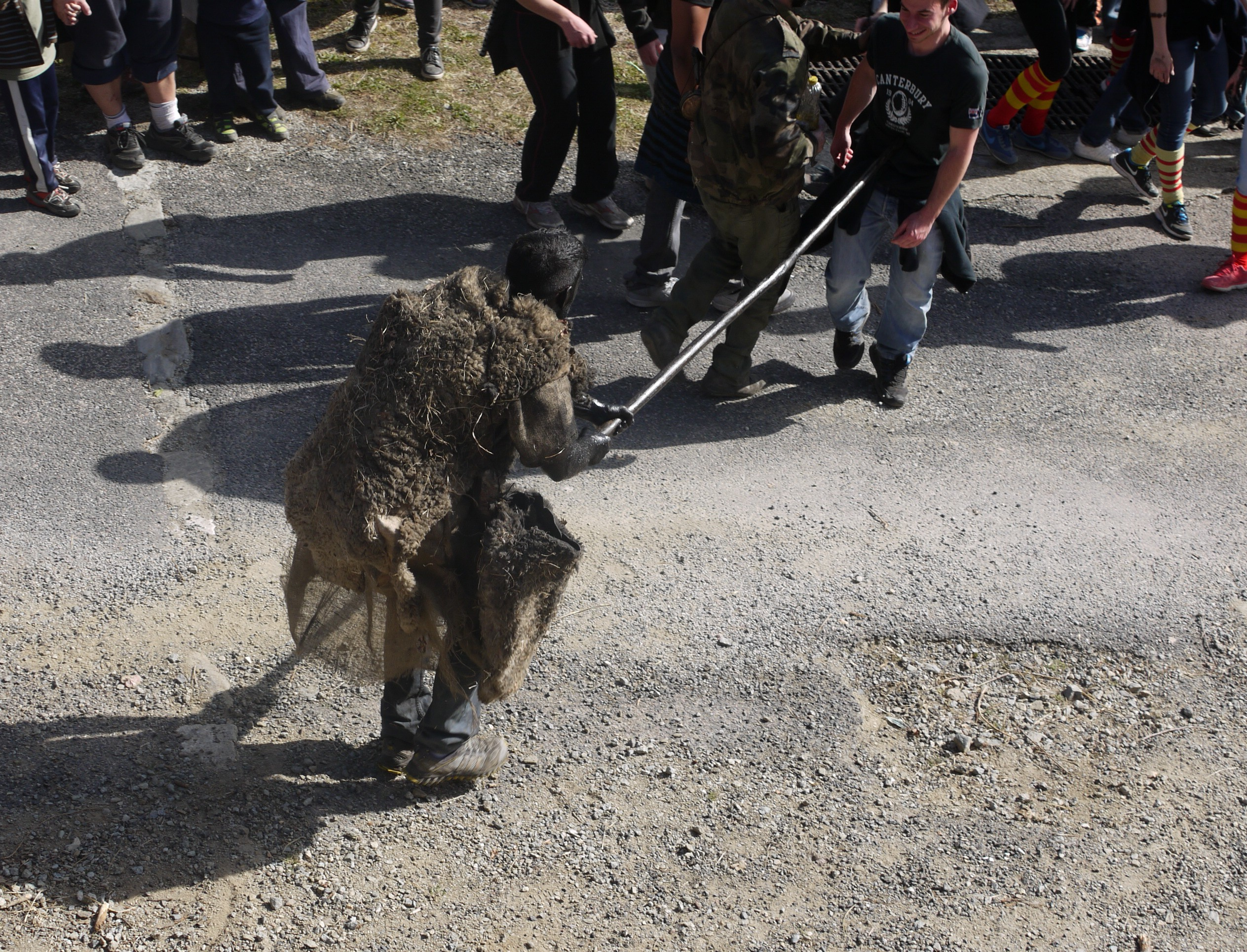
普拉茨德莫洛拉普雷斯特的猎熊节。
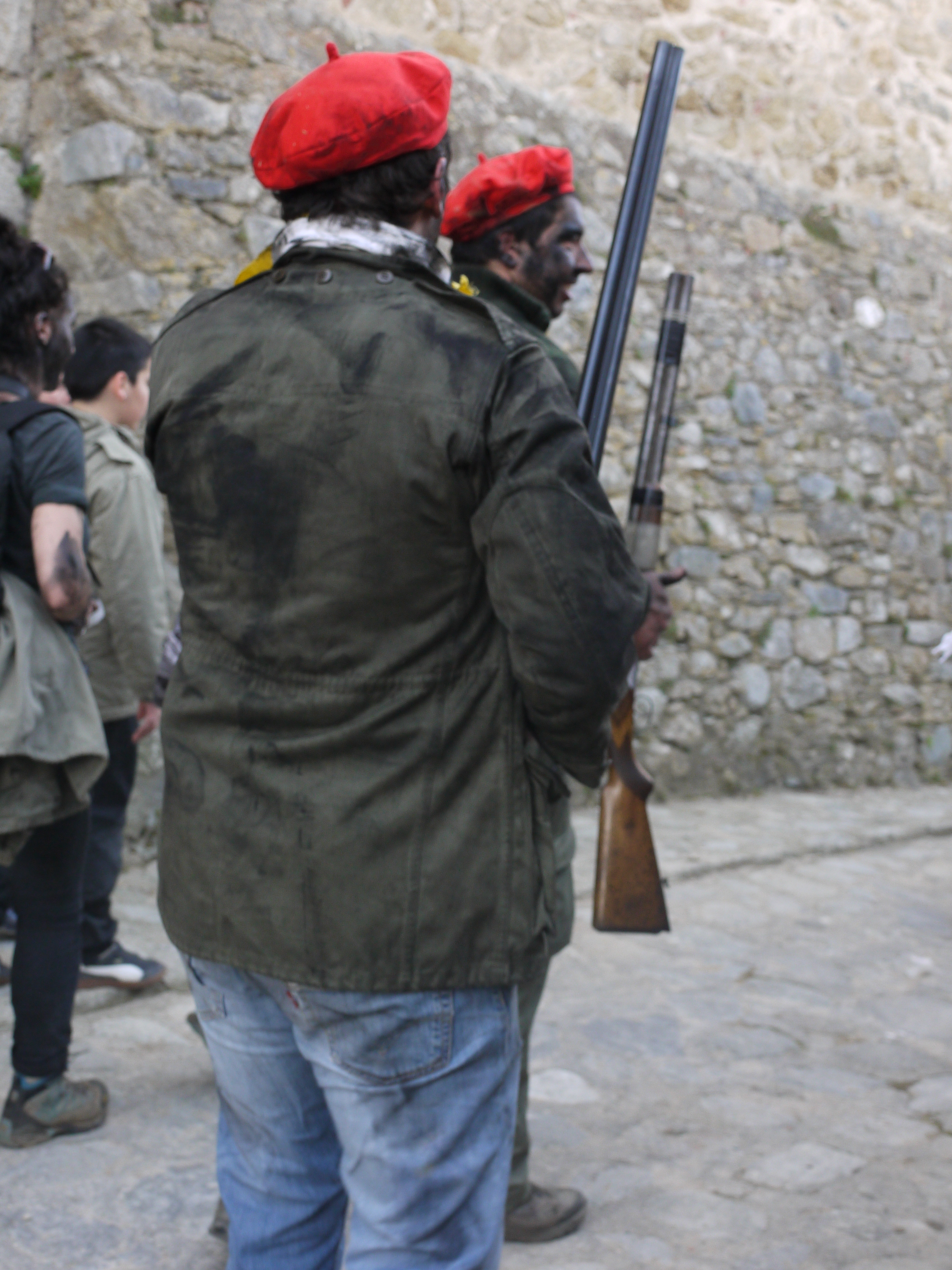
普拉茨德莫洛拉普雷斯特猎熊节中的猎人

2011年，科斯和塞文地区被列入联合国教科文组织世界遗产名录【unesco】。这使得南部中央高原的山地、科斯和高原的地中海畜牧传统得到了重视，特别是用于奶酪生产的绵羊或牛的广泛养殖，如罗克福干酪（相关的羊毛业已大部分破产）。转场活动仍是这些地区和比利牛斯山脉的重要事件。在奥布拉克高原上特别有两次牛转场节：一个在阿韦龙省的奥布拉克村，另一个在洛泽尔省的邦科姆山口。大多数牛是奥布拉克品种。在加尔省的塞文地区，可以提到L'Espérou的牛转场节。

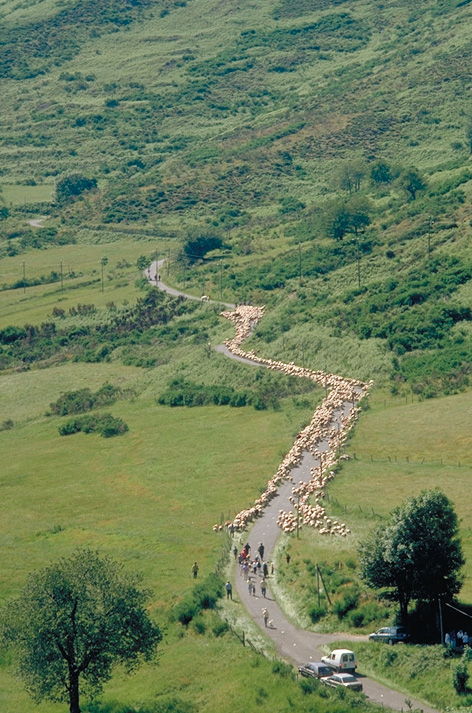
2006年在塞文地区的艾古阿尔山进行的转场。
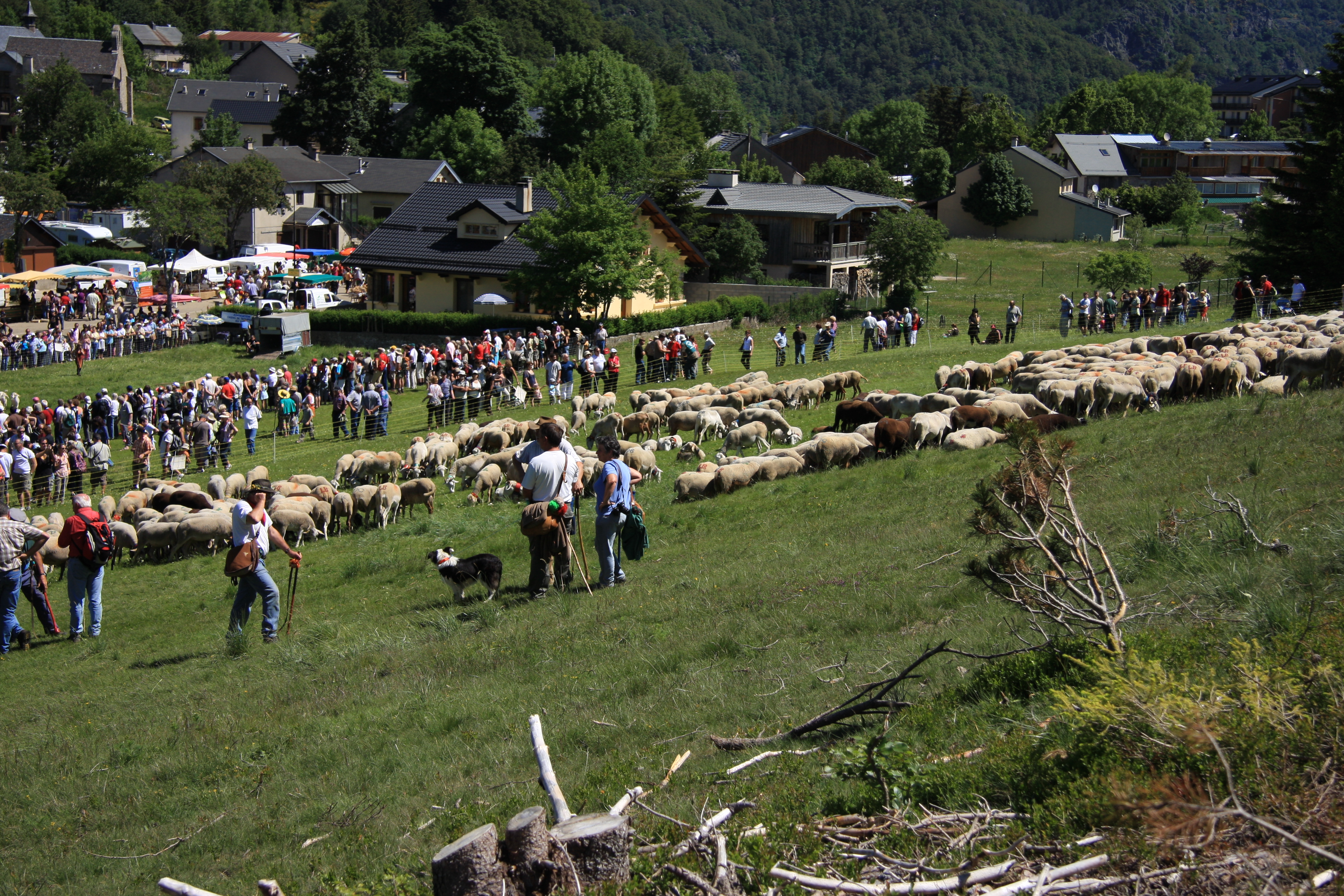
2009年在加尔省塞文地区的L'Espérou转场节。
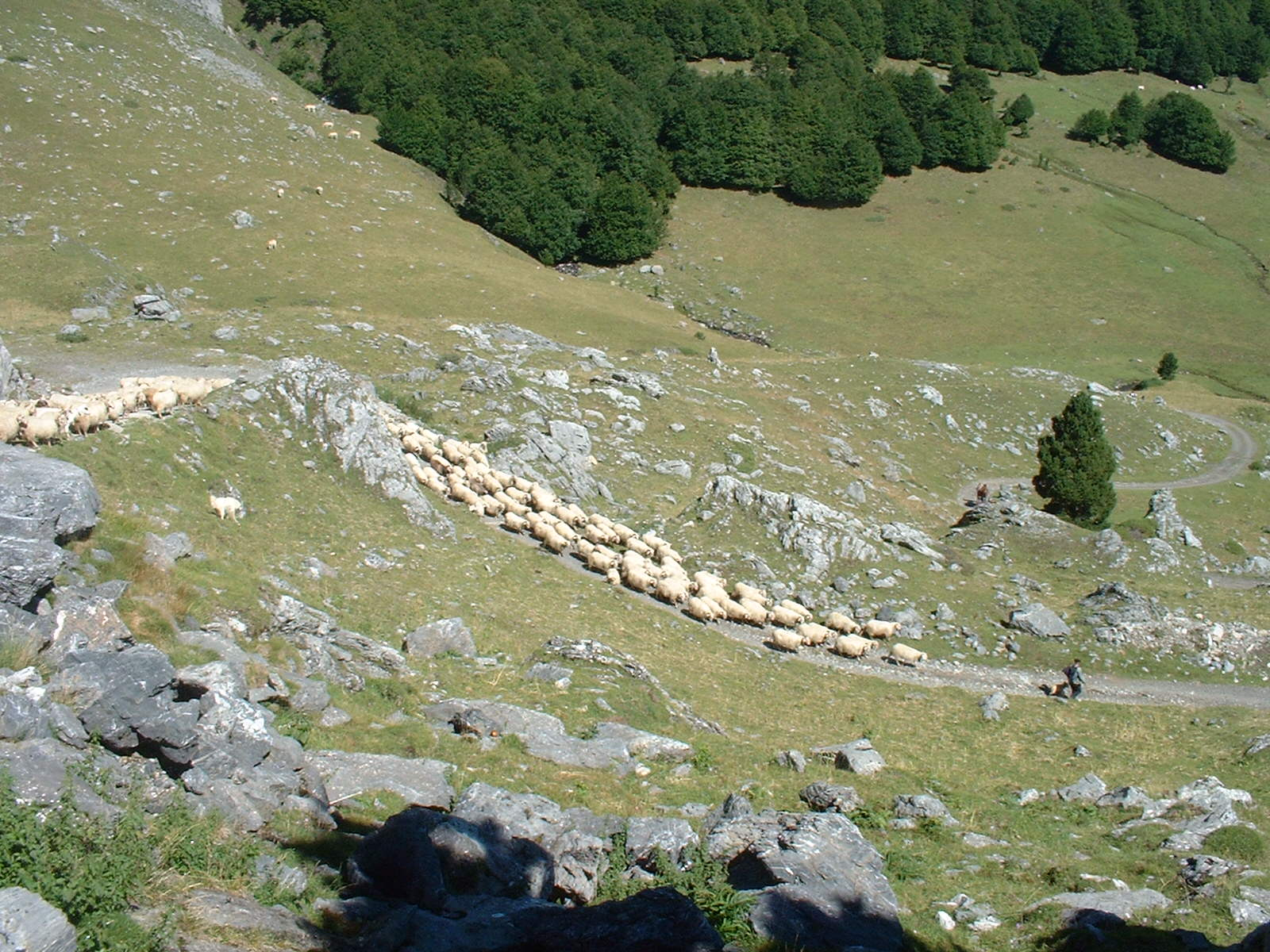
2006年在比利牛斯国家公园进行的转场。
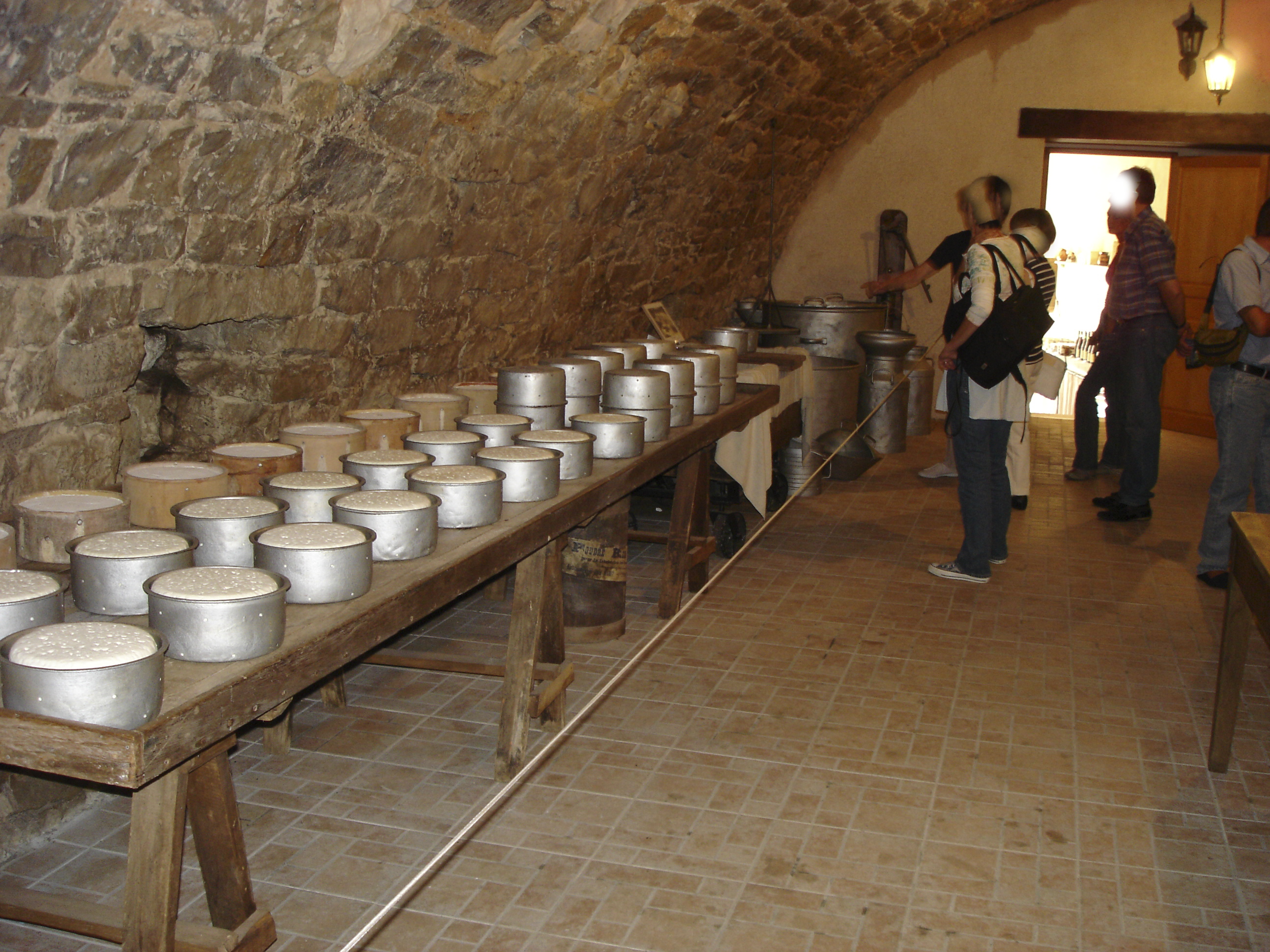
在阿韦龙省Cornus的传统博物馆中，展示了制作Fourme奶酪的洞穴

传统舞蹈也贯穿于村庄或城市的节日庆典和其他活动中，主要有两种形式：东比利牛斯省的加泰罗尼亚舞（sardane）和朗格多克的普罗旺斯圆舞（farandole）。这些舞蹈通常与穿着传统服装的加泰罗尼亚人（男性穿barretina、faixa和espardenyes，女性穿gandalla和mitenes）或普罗旺斯人（在阿尔勒风格的变体中）相关联。该地区的另一个标志性活动是从现代时期开始在埃罗省六个小城镇中沿着塔乌湖（étang de Thau）进行的朗格多克方法的水上竞赛：塞特（自1743年以来每年举办的圣路易大赛是最重要的比赛，自1666年港口建成以来就开始组织竞赛，十七个参与联赛的竞赛社团中有七个位于该市），阿格德（1544年市议会的法规提到五旬节的竞赛，两个竞赛社团），梅兹（自1667年或1668年以来有竞赛记录，两个社团），弗龙蒂尼昂（自1629年以来有记录，一个社团），马赛朗（一个社团）和巴拉吕克莱班（一个社团）。在蒙彼利埃南部的帕拉瓦莱弗洛也有一个社团。最后，在该传统区域外还有两个社团，但在2014年的圣路易大赛中没有注册选手：贝济耶内陆的一个社团和加尔省的格罗迪鲁瓦的一个社团。最后，该地区还有许多中世纪起源或受中世纪风格启发的活动：例如在东比利牛斯省的圣约翰节或Sanch游行（佩皮尼昂的Sanch兄弟会成立于1416年），以及奥德省利穆（世界上持续时间最长的狂欢节，历时三个月，以装扮和戴面具的Fécos人物而闻名）、塔恩省阿尔比的狂欢节或埃罗省佩泽纳的狂欢节（包含一场喧闹游行）。

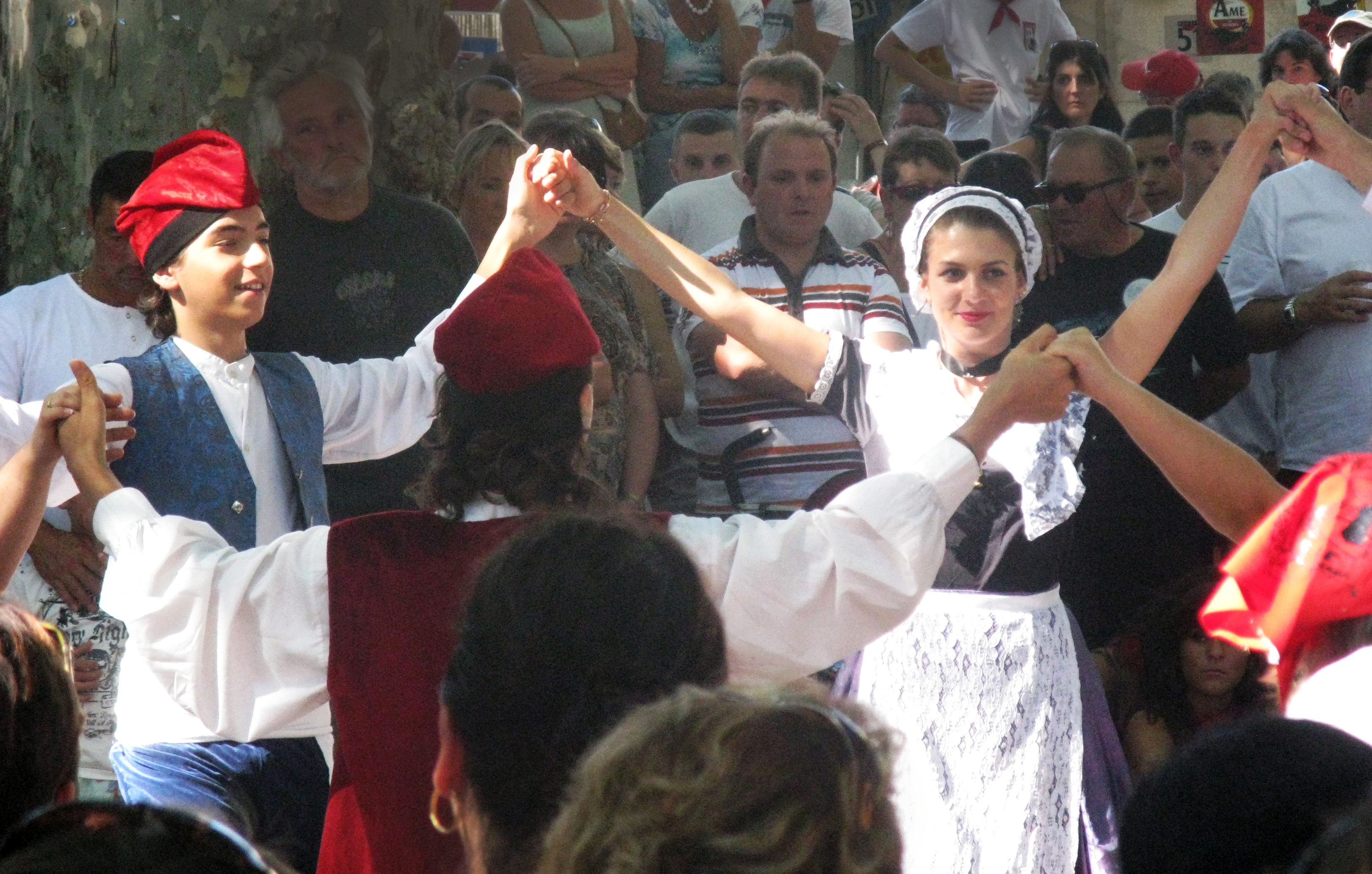
2008年在Millas节日中穿着加泰罗尼亚服装的舞者跳加泰罗尼亚舞（Sardane）。
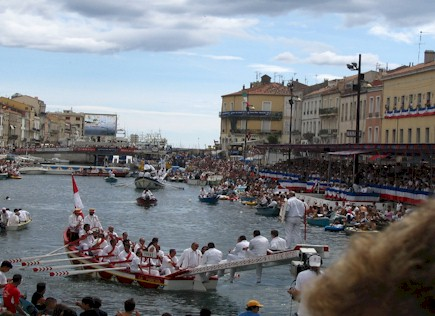
2006年在塞特举行的圣路易大赛的水上竞赛。
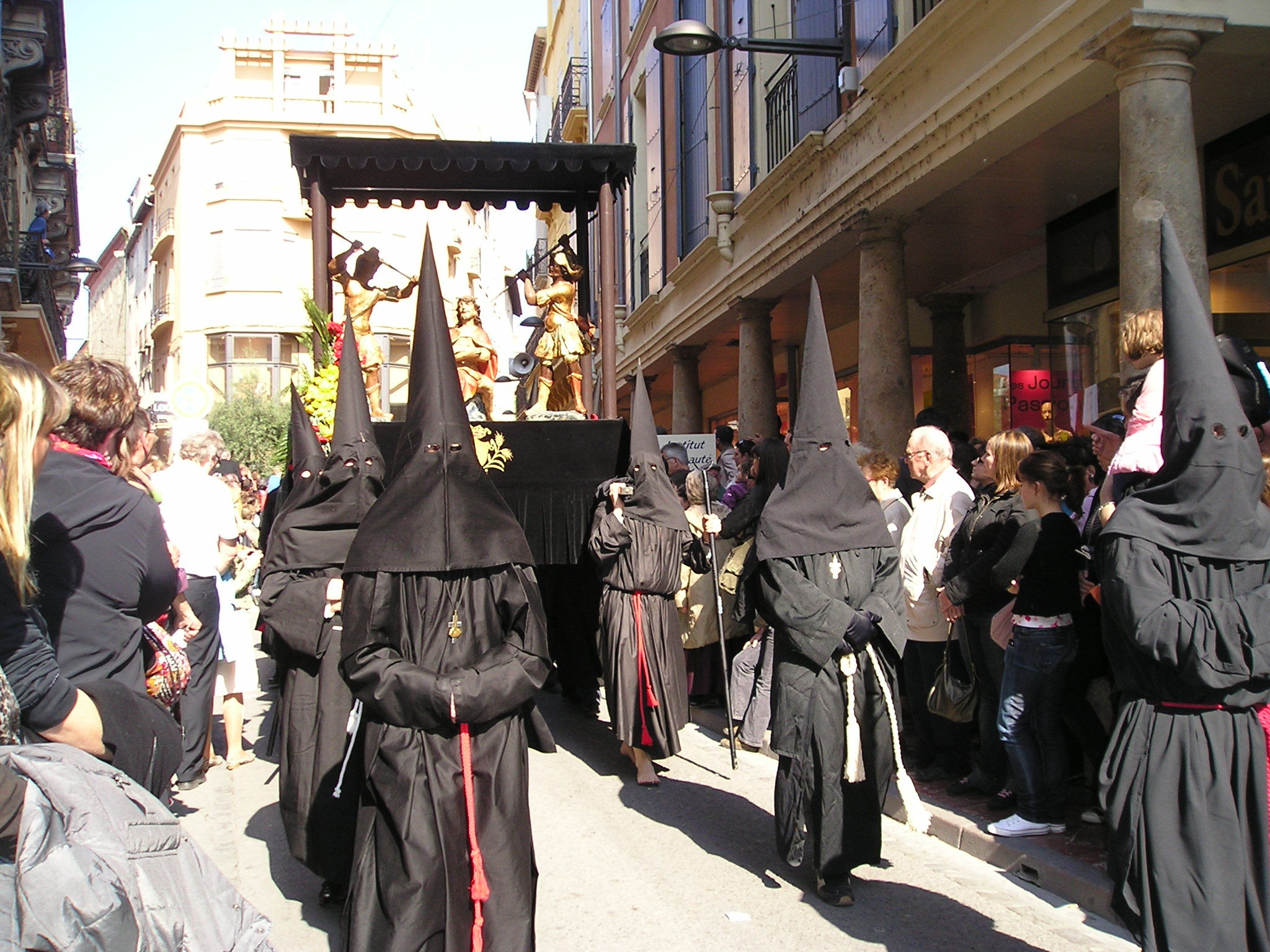
2007年在佩皮尼昂的Sanch游行
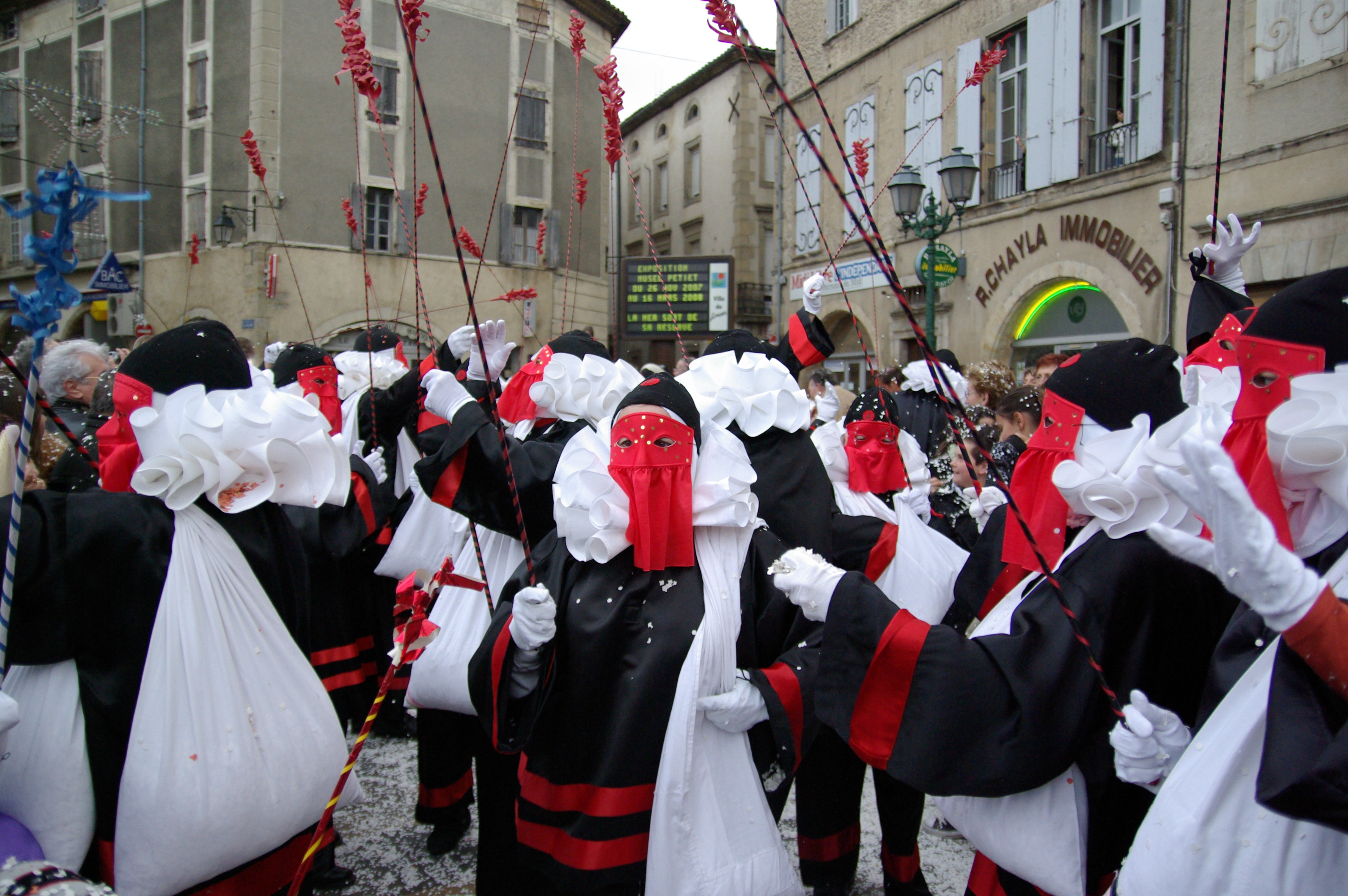
2008年利穆狂欢节的Fécos人物

### 美食
特定的气候、地质、水文和文化条件的交汇，形成了具有鲜明地方特色的美食。这些美食源自于当地的风土、自然资源和发展起来的实践。现今，奥克西塔尼大区集合了与牧羊和牛的畜牧业、果树种植、蔬菜种植和葡萄种植有关的饮食习惯，这些活动多发生在山区或小卡马格地区；在平原和山麓地区的贝类养殖和渔业；在河流、沿海湖泊和地中海进行的渔业；以及非常局部化的各种谷物种植（如小卡马格的水稻种植、南部中比利牛斯地区的小麦或玉米大规模种植）。
传统上，在大部分地区，烹调用油是猪油，而在地中海沿岸平原地区，橄榄油占主导地位（尼姆橄榄油有原产地控制名称（AOC））。除了这些主要的恒定因素，奥克西塔尼大区的美食还依赖于各种各样的农产品。因此，基础饮食严重依赖于多样化并有标签的肉类生产，如羊肉（上比利牛斯省的巴雷日-加瓦尔尼AOC、阿韦龙省的阿尼奥·莱顿、洛泽尔省的洛泽尔羊肉和凯尔西羊肉），牛肉（卡马格牛AOC、奥布拉克花AOC、阿韦龙和塞加拉小牛肉AOC和加泰罗尼亚玫瑰AOC），家禽（加斯科涅或热尔斯省的鸭肉和西南部的肥肝鸭，还有洛拉盖地区和朗格多克地区的家禽）以及较少的猪肉（西南部猪肉AOC和香肠）。畜牧业还生产许多奶酪，其中最著名的是罗克福、拉古尔、科斯蓝纹奶酪、卡贝库（如罗卡马杜尔）、朗格多克的佩尔顿或塞文的皮科东。在谷物生产方面，可以提到小卡马格的米，以及各种面包：通常是咸味的福卡夏和在其甜味版本中的橙花福卡夏、阿韦龙和洛泽尔的福斯、凯尔西的米克、加尔省的博凯尔面包、埃罗省的洛代沃稻草面包以及更为广泛的斯佩尔特面包。各种鱼类、贝类、甲壳类或头足类动物也被广泛使用，无论是淡水的（如鳗鱼、海鲈、鲈鱼、狗鱼、梭鲈、龙虾）还是地中海的（如北方蓝鳍金枪鱼、鳕鱼、沙丁鱼、凤尾鱼、地中海贻贝、太平洋牡蛎、鱿鱼、章鱼、墨鱼、蜘蛛蟹、保护中的海螯虾、大虾、灰虾和玫瑰虾、红龙虾、螃蟹）。果树种植和蔬菜种植提供了多种水果和蔬菜（如塞文的栗子或甜洋葱、尼姆的橄榄和草莓、塔恩-加龙省的凯尔西低地的莫伊萨克葡萄和莫伊萨克樱桃、鲁西荣的比阿马铃薯、塞雷的樱桃、朝鲜蓟、桃、油桃和红杏、上比利牛斯的塔尔贝豆）。烹饪的风味还受益于广泛使用的香料和芳香植物（如埃斯佩莱特辣椒、八角、橙花水、百里香、月桂、迷迭香、茴香、罗勒、百里香、马郁兰、牛至、欧芹、龙蒿、野芹菜、冬季薄荷或鼠尾草）。海盐是沿海地区的传统产品（如尼姆的萨林海盐）。打猎和采集的食物也补充了这一景象（如加泰罗尼亚美食中非常受欢迎的蜗牛，以及蘑菇如松露）。

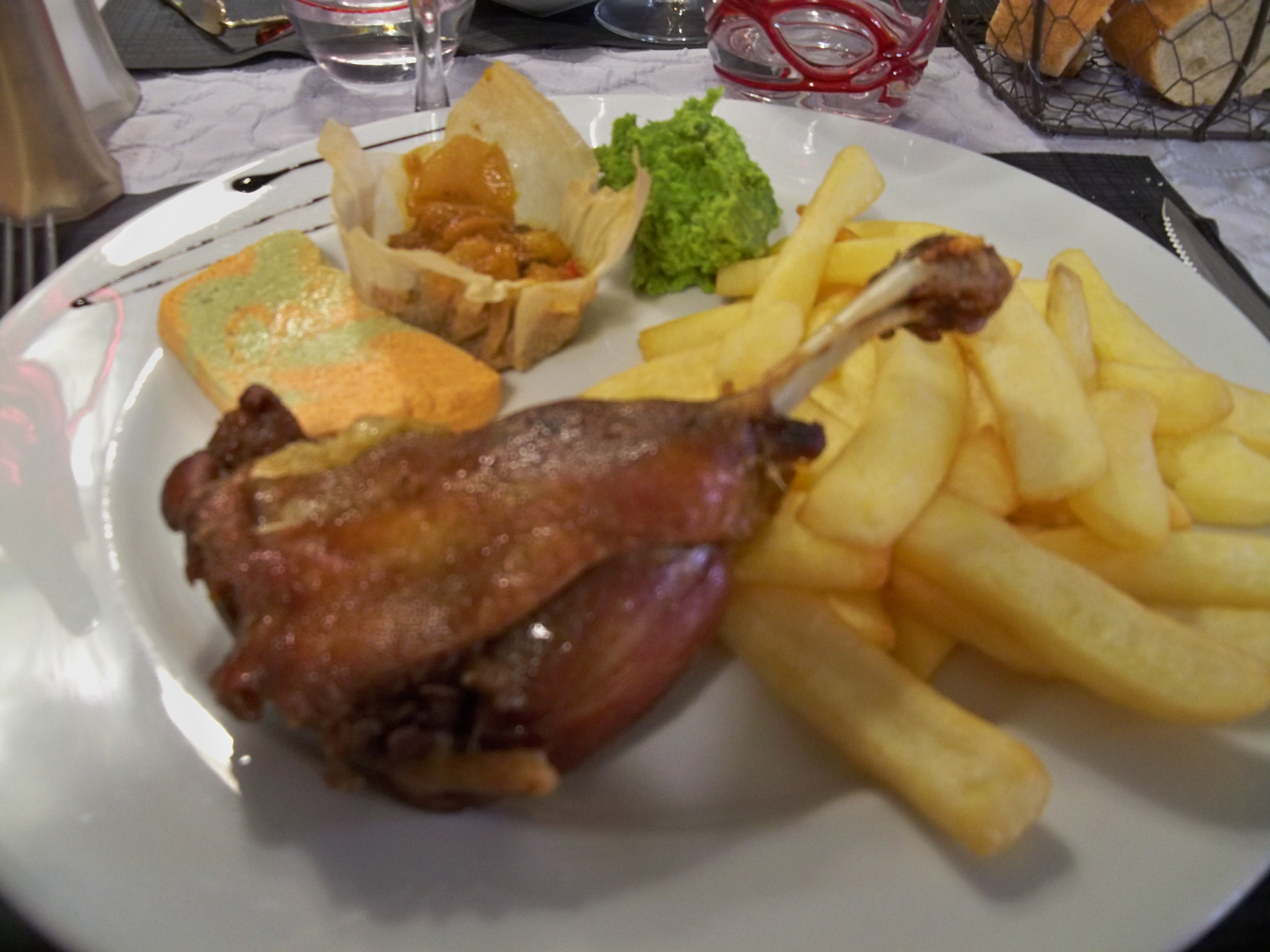
上比利牛斯省的巴雷日-加瓦尔尼羊肉
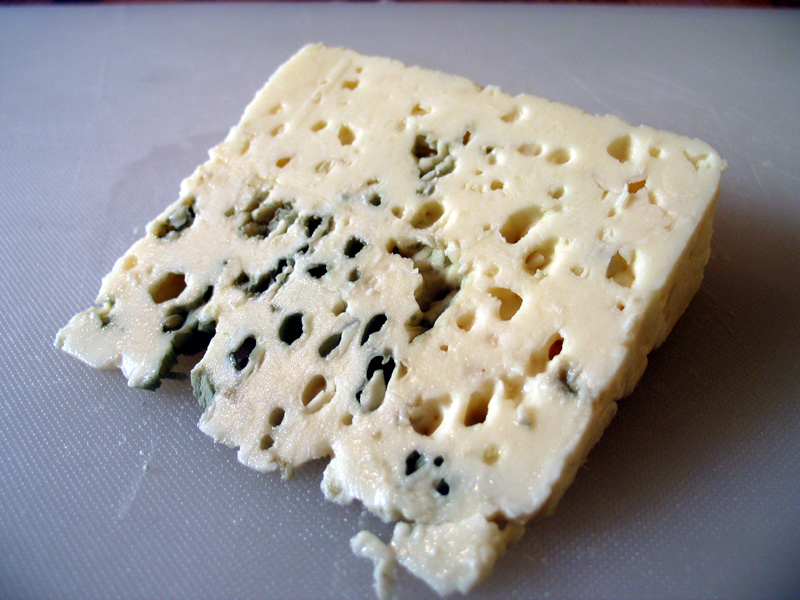
罗克福奶酪
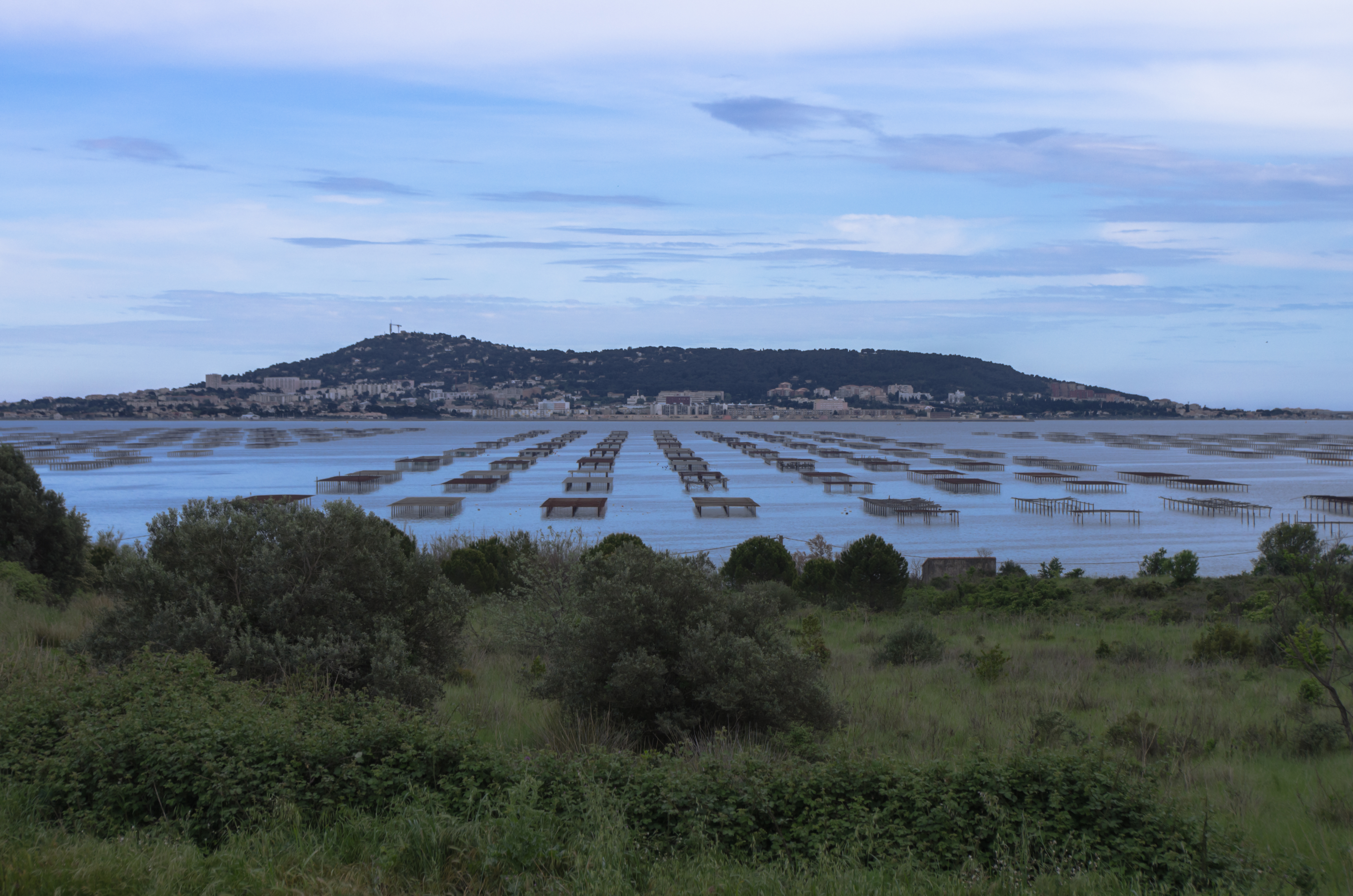
埃罗省塔乌湖的牡蛎养殖场
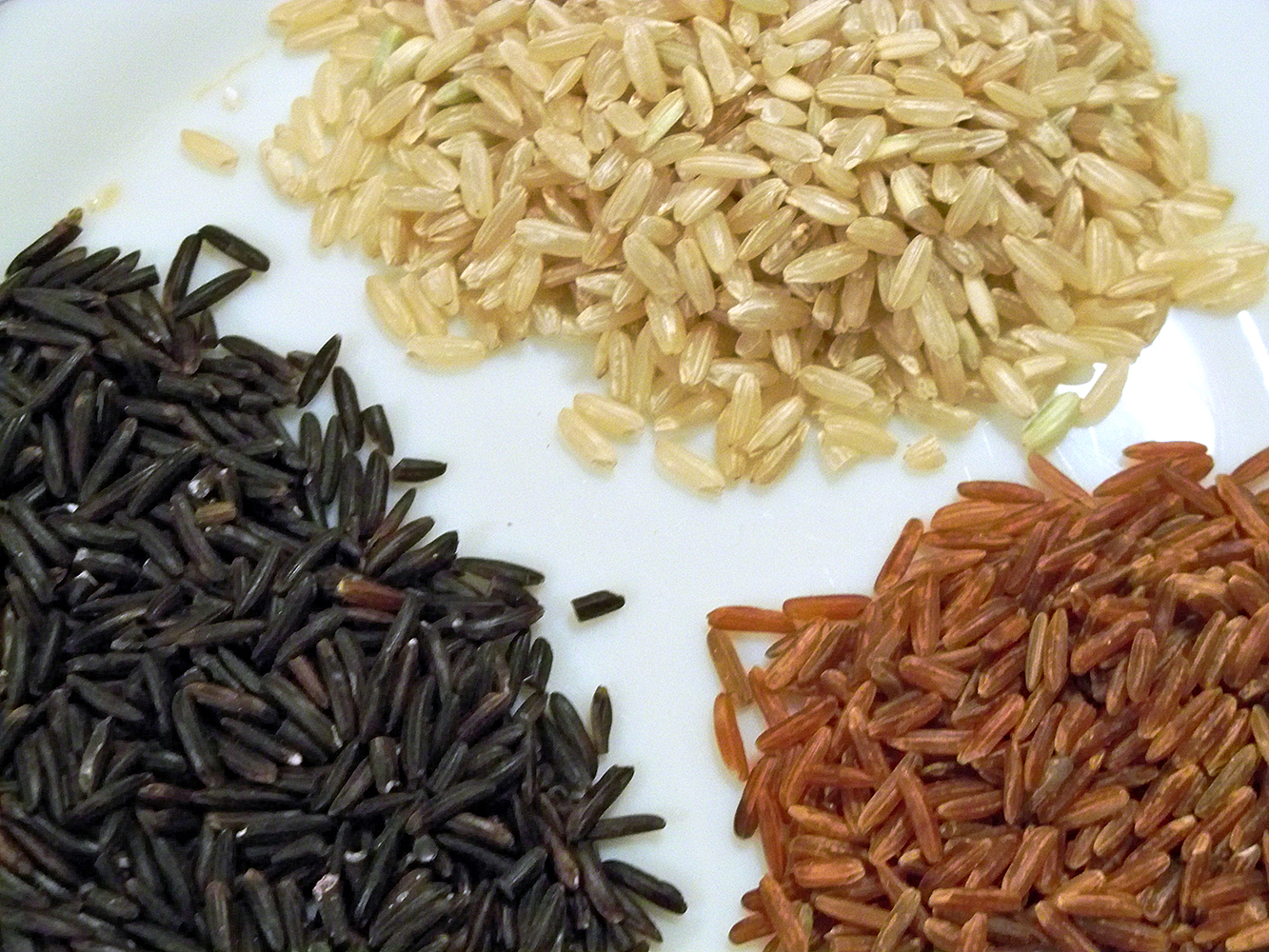
三种小卡马格米
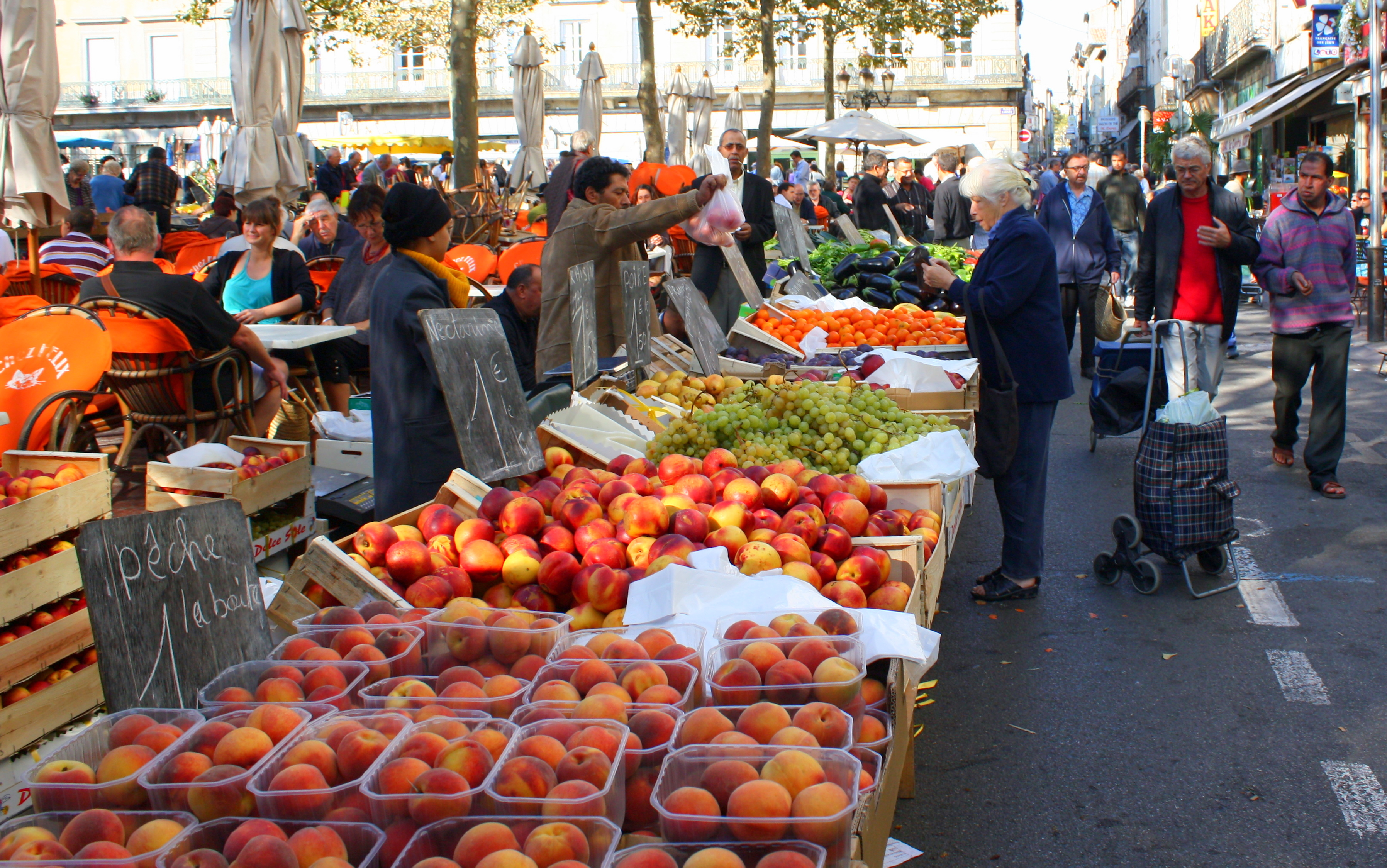
卡尔卡松市场上的水果和蔬菜
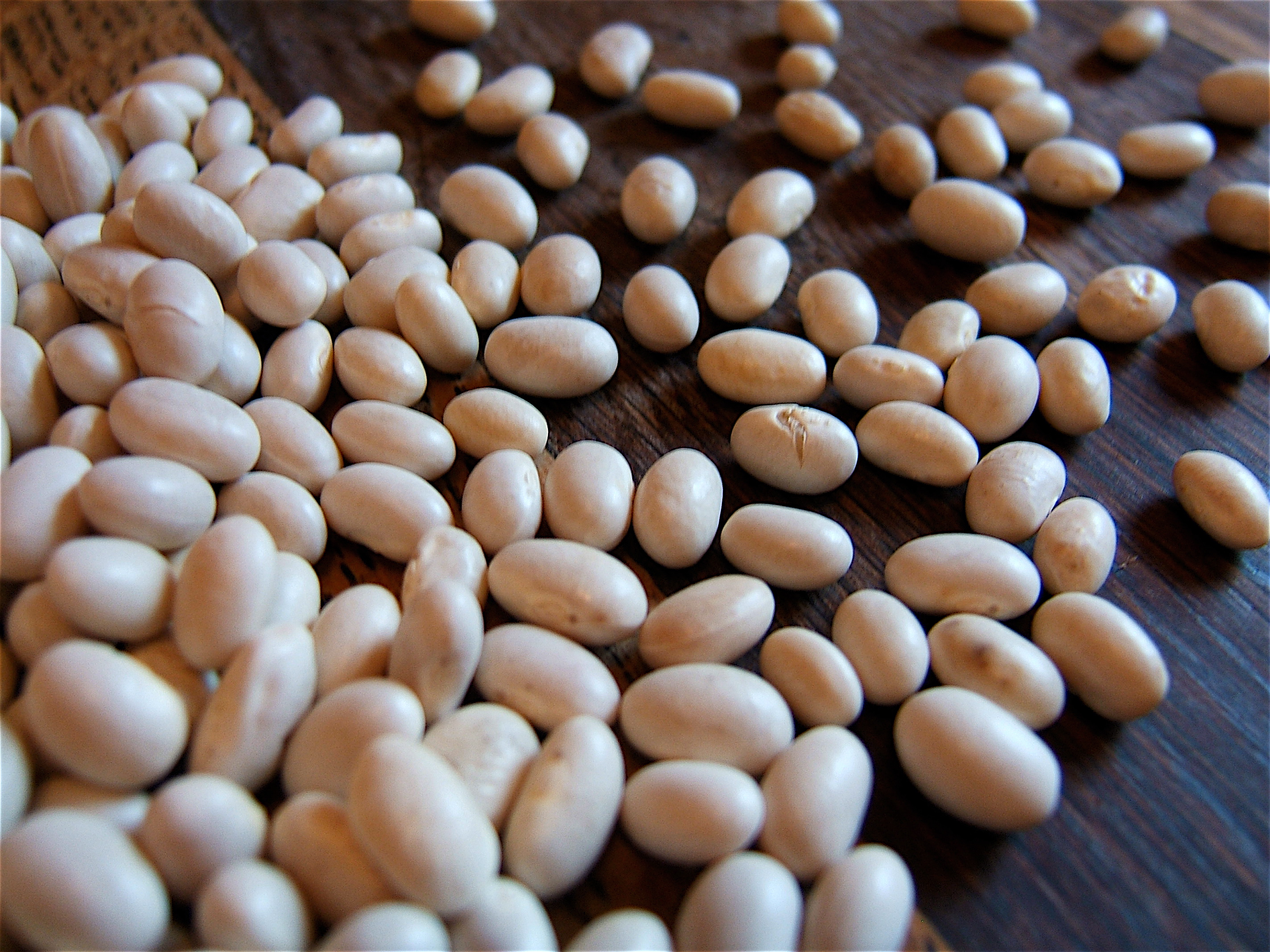
塔尔贝豆
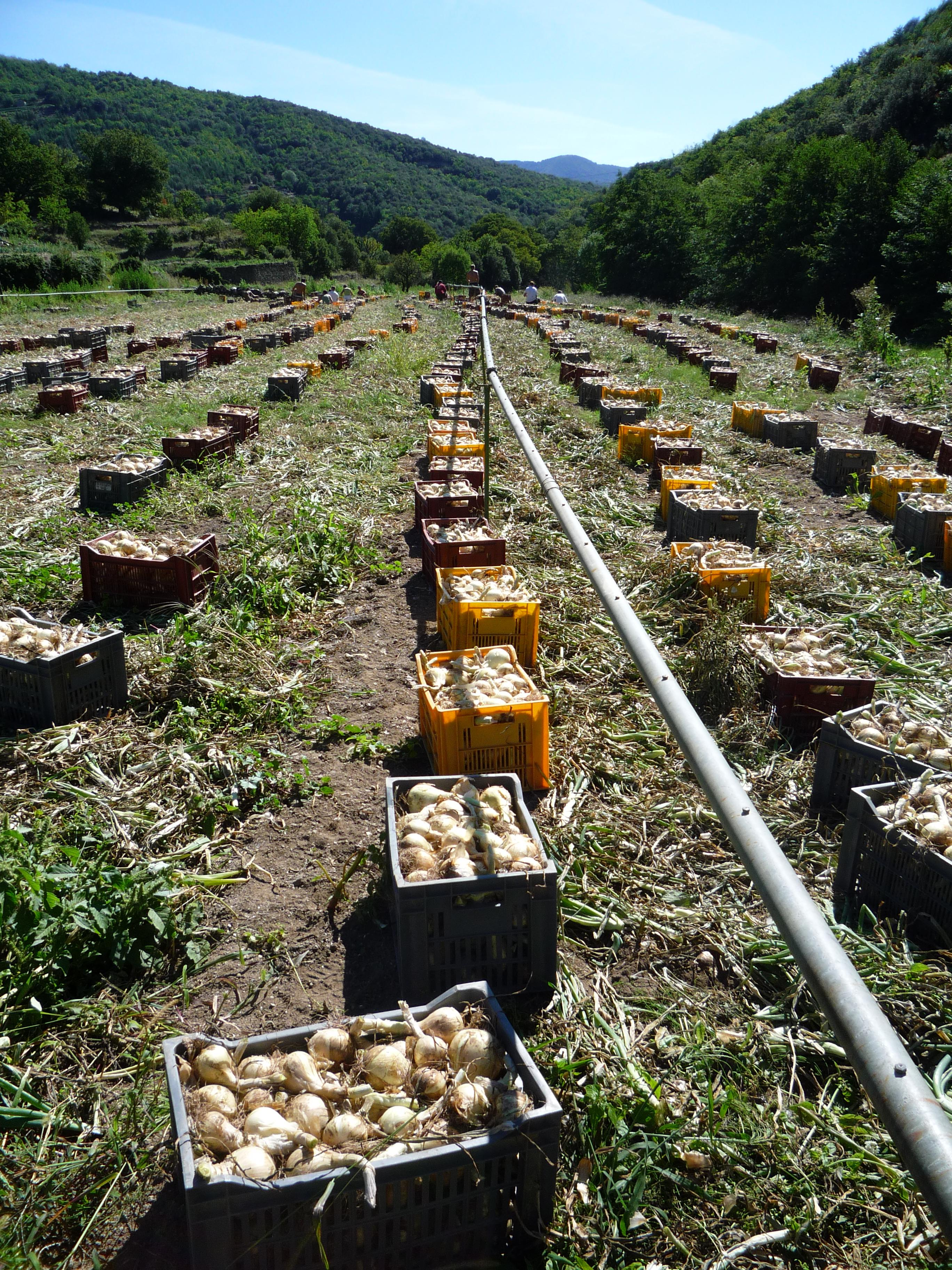
塞文甜洋葱
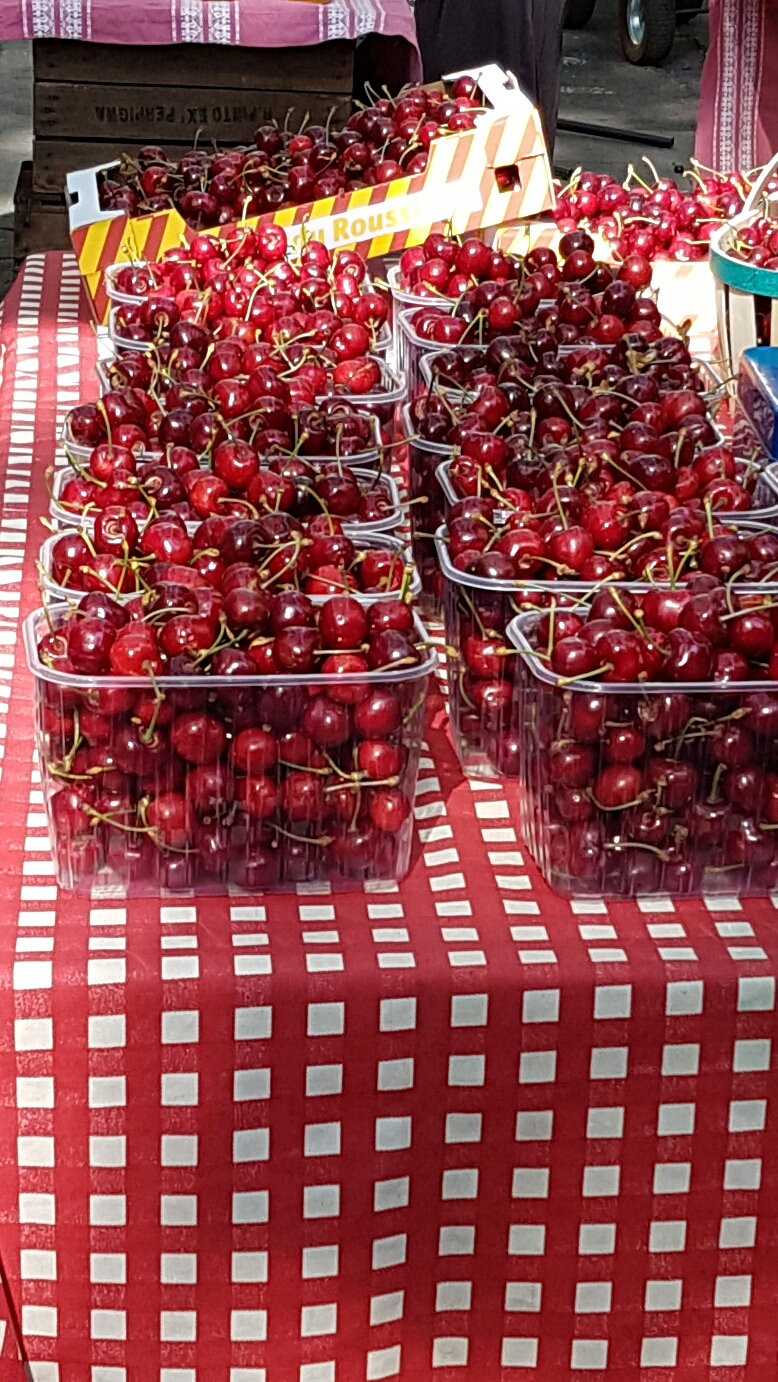
塞雷樱桃（东比利牛斯省）

这些地区的标志性菜肴包括：在加斯科涅地区通过填肥鹅和鸭得到的食品（如鸭胸、鸭肉罐头、鹅肝）；加斯科涅的加巴尔炖菜；区域首府和卡斯特尔诺达里市的图卢兹香肠和卡苏莱；罗韦尔盖、美食区、凯尔西（洛特省和塔恩-加龙省）或热瓦当（洛泽尔省）的美食，这些地区以肉类和奶酪为主（如阿利高、罗克福奶酪、特里普、黑布丁或白布丁如美尔萨特）；传统加泰罗尼亚美食的鲁西永美食，包括西红柿面包、蜗牛餐（尤其是在东比利牛斯省的复活节期间）、加泰罗尼亚米饭、腊肠、复活节煎蛋饼、海鲜（科利乌尔的凤尾鱼、海鲜炖菜、用巴纽尔酒炖的龙虾）、皮科拉特肉丸、加泰罗尼亚炖菜、塞尔达尼亚的炒菜；朗格多克沿海地区的海鲜菜肴，其中最具代表性的是塞特（如塞特咸派、塞特鱼汤、塞特炖鱼）；塞文和加尔省的特色美食，如尼姆和阿莱斯起源的鳕鱼糊、塞文猪肉、塞文巴亚纳、圣吉洛斯烤肉等；卡马格地区的牛肉美食，尤其是加尔迪安炖牛肉；普罗旺斯风味的美食，这些美食在加尔省和埃罗省东部的许多地方也很传统（如福卡夏、橄榄酱、凤尾鱼酱、传统圣诞节的普罗旺斯烩菜、茄子鱼子酱、普罗旺斯烩菜、塞菜、普罗旺斯炖菜）。蒜泥蛋黄酱是一种出现在狮子湾周边所有菜肴中的酱料。

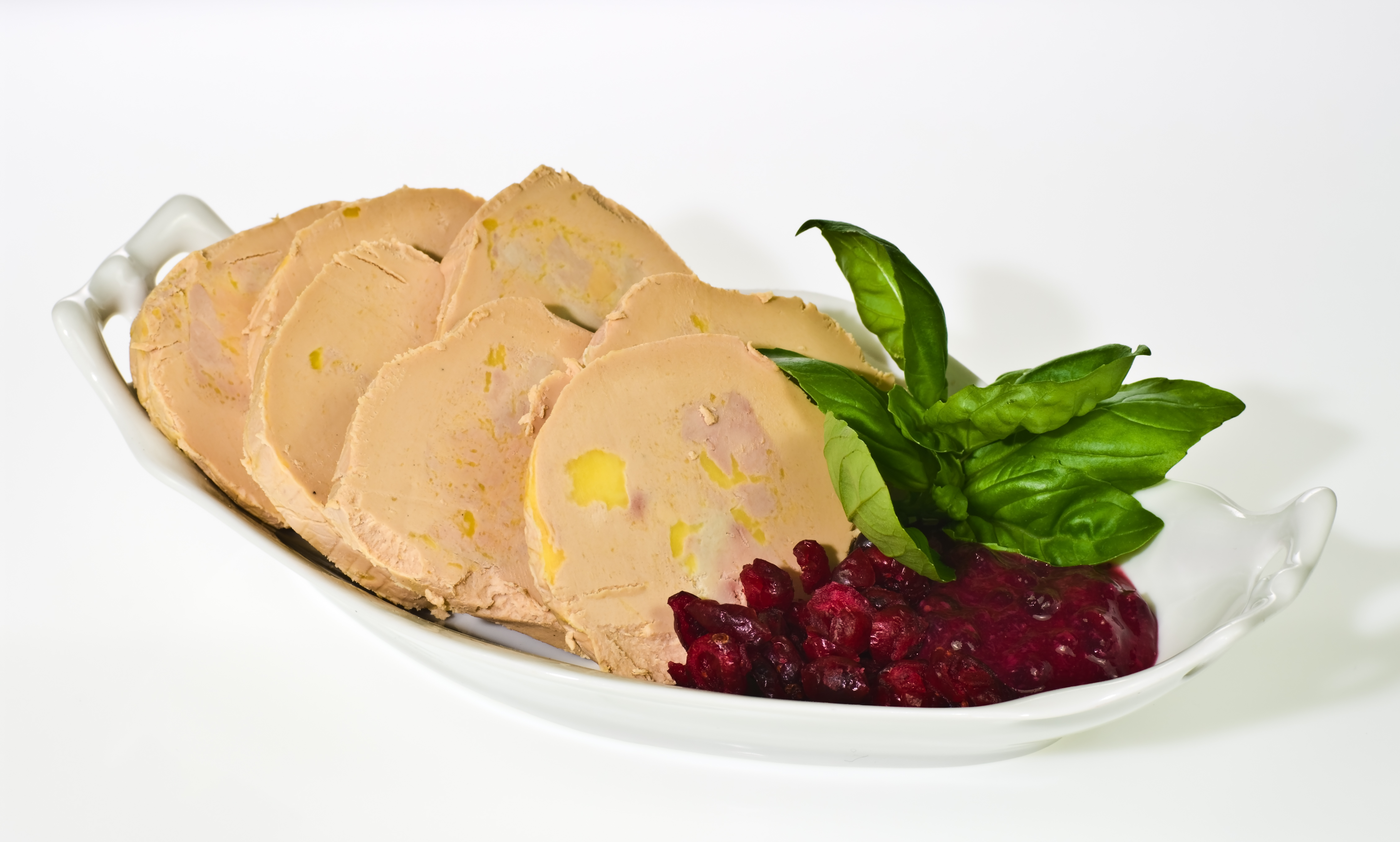
鹅肝
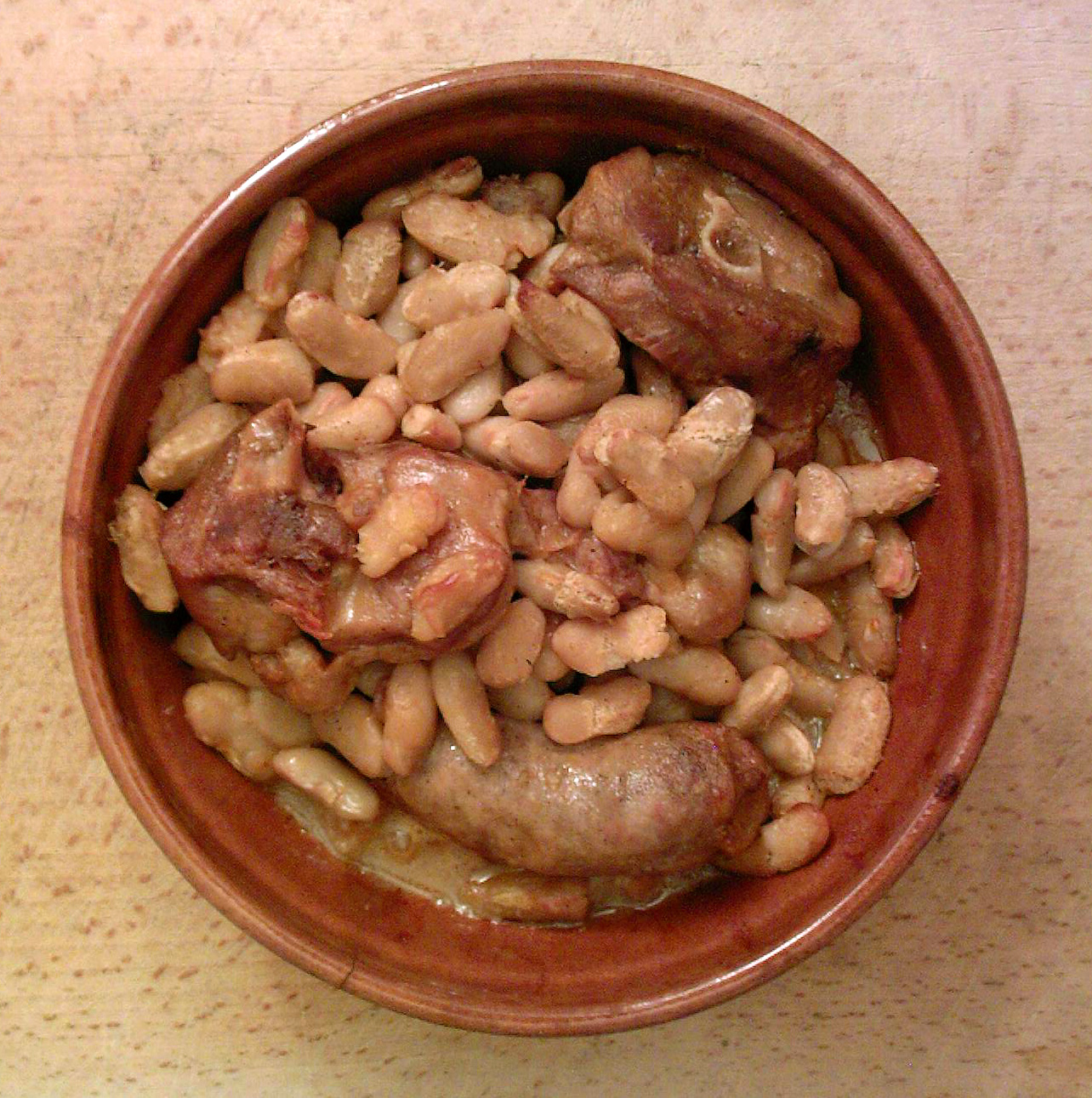
卡苏莱
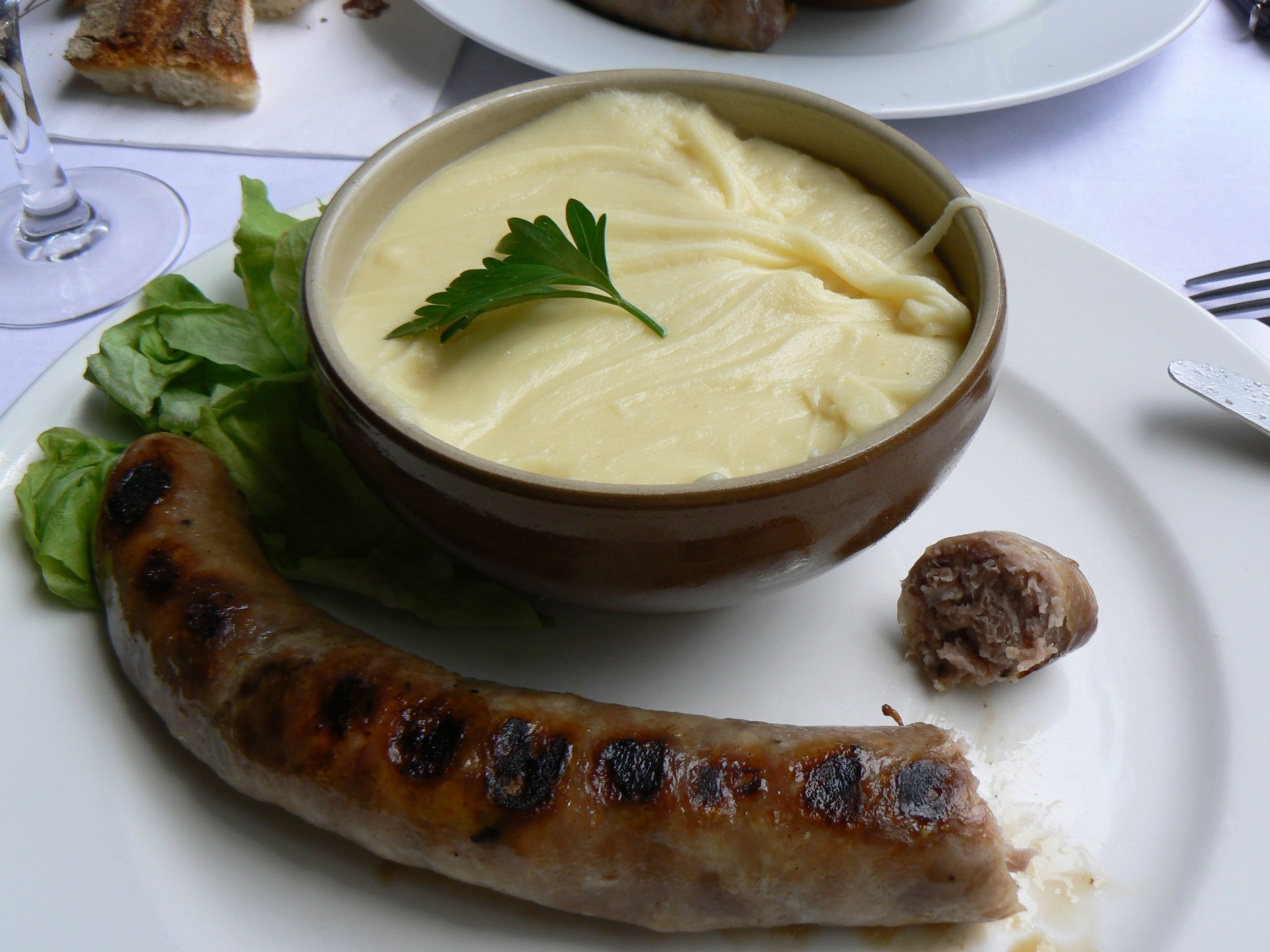
阿利高和肉馅布丁
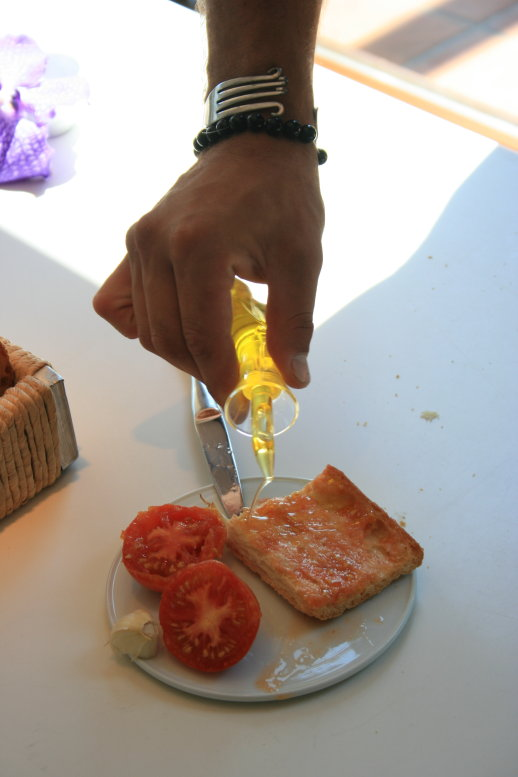
西红柿面包的准备过程
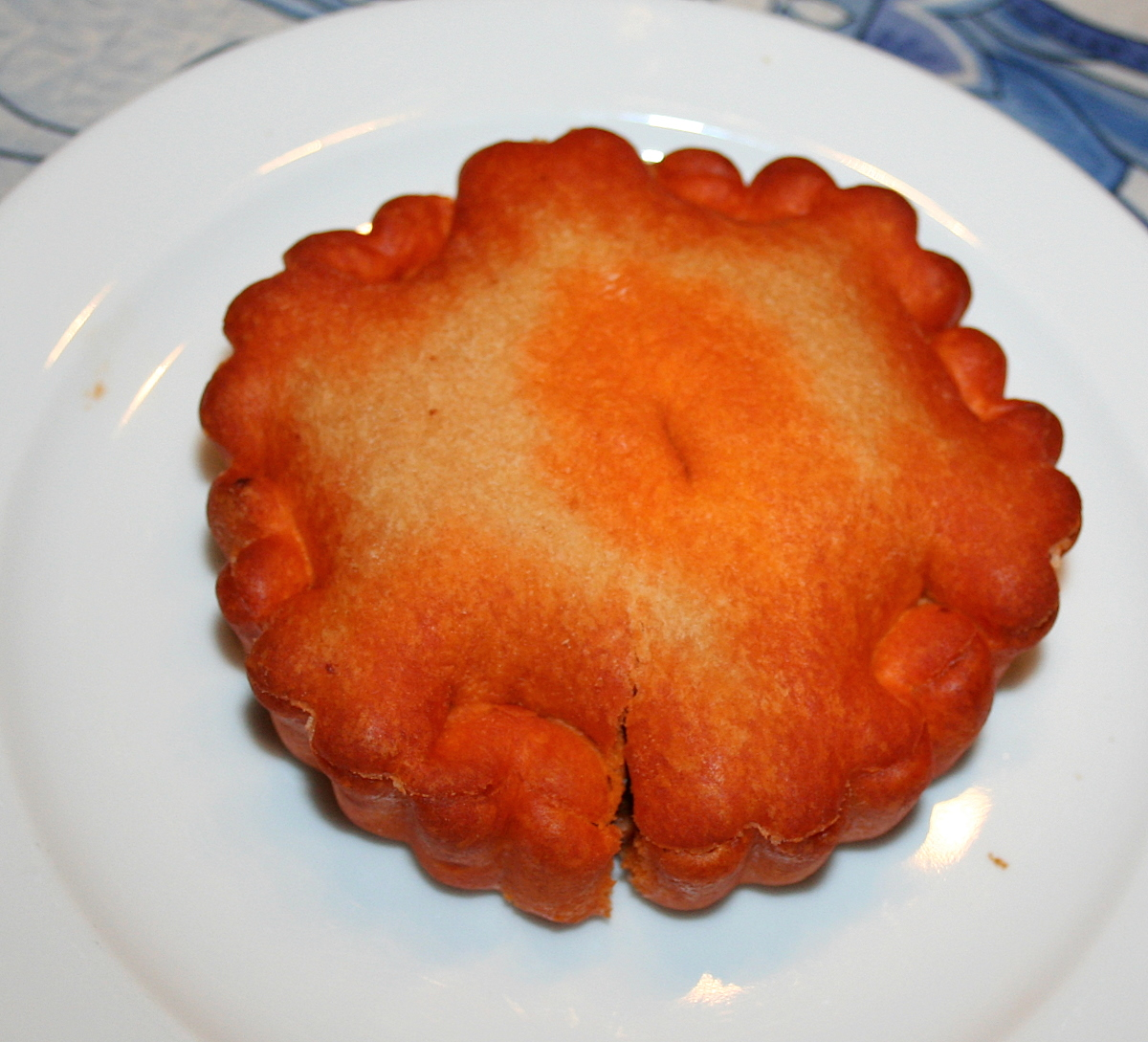
塞特咸派
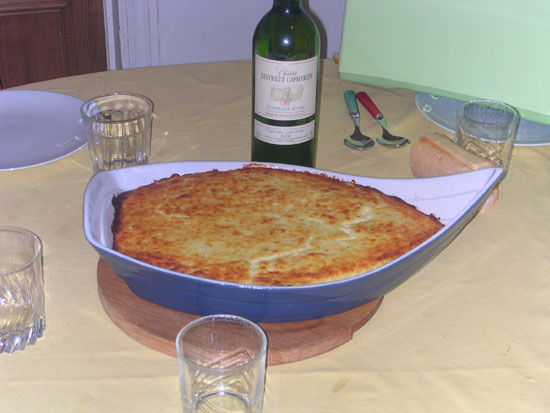
鳕鱼糊
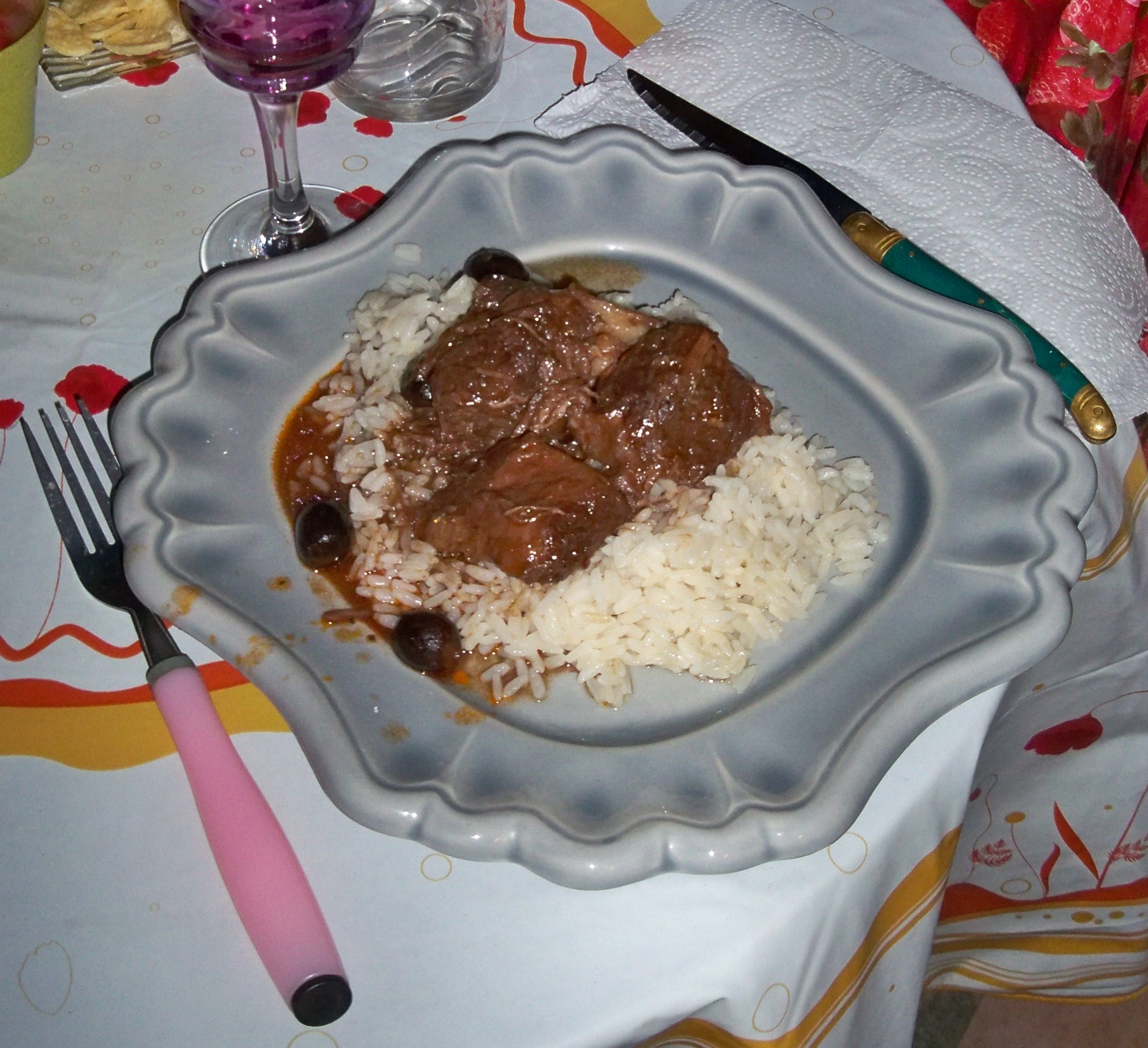
加尔迪安炖牛肉和小卡马格米饭
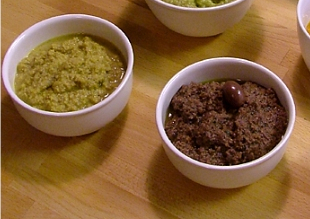
黑色和绿色橄榄酱
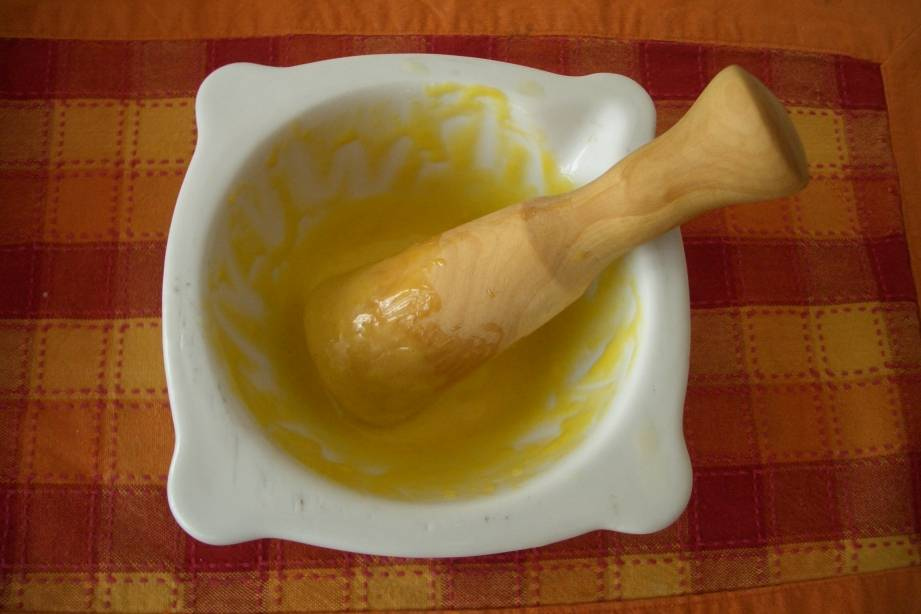
加泰罗尼亚蒜泥蛋黄酱

朗格多克-鲁西永葡萄园是法国最大的桌酒生产商。朗格多克和鲁西永的葡萄酒，长期以来被认为是低质量的葡萄酒，主要用于自给自足或小型地方贸易。自从20世纪80年代单一葡萄品种酒（主要以“Pays d'Oc”命名）兴起以来，这些葡萄酒在消费者中重新获得了人气。许多原产地控制命名（AOC）被授予，其中主要的AOC包括：科比埃（奥德省，法国第四大产量的AOC）、朗格多克丘陵（埃罗省和奥德省，尤其是圣-希尼昂、福热尔、皮克圣-卢和仅有的白葡萄酒朗格多克-克莱雷特）、尼姆-科斯蒂埃（加尔省）和鲁西永-丘陵（东比利牛斯省）。主要的白葡萄酒AOC几乎都是天然甜葡萄酒（VDN），其中产量最大的是东比利牛斯省的里韦萨尔特，其余的来自埃罗省（如吕内尔、米尔瓦尔、圣让-德米内尔和弗龙蒂尼昂）。该地区的起泡酒是奥德省利穆市的特色，如利穆白起泡酒（法国最早的AOC之一，也是该地区最古老的AOC）和利穆起泡酒。西南葡萄园覆盖了该地区的西部，主要生产红葡萄酒，包括主要的AOC如塔恩省的盖亚克、洛特省的卡奥尔、上加龙省和塔恩-加龙省之间的弗龙东、比利牛斯山麓的马迪兰（热尔省和上比利牛斯省）。此外，该地区还生产一种干白葡萄酒，称为雅文邑，其历史和经济中心是热尔省的欧泽和孔东。起源于中世纪的用蜂蜜甜味调味的香料酒依旧在阿列日省生产。最后，茴香酒，虽然起源于普罗旺斯，但在该地区也很受欢迎，尤其是在地中海沿岸地区，如里卡、51等品牌的Pernod Ricard集团生产的茴香酒。

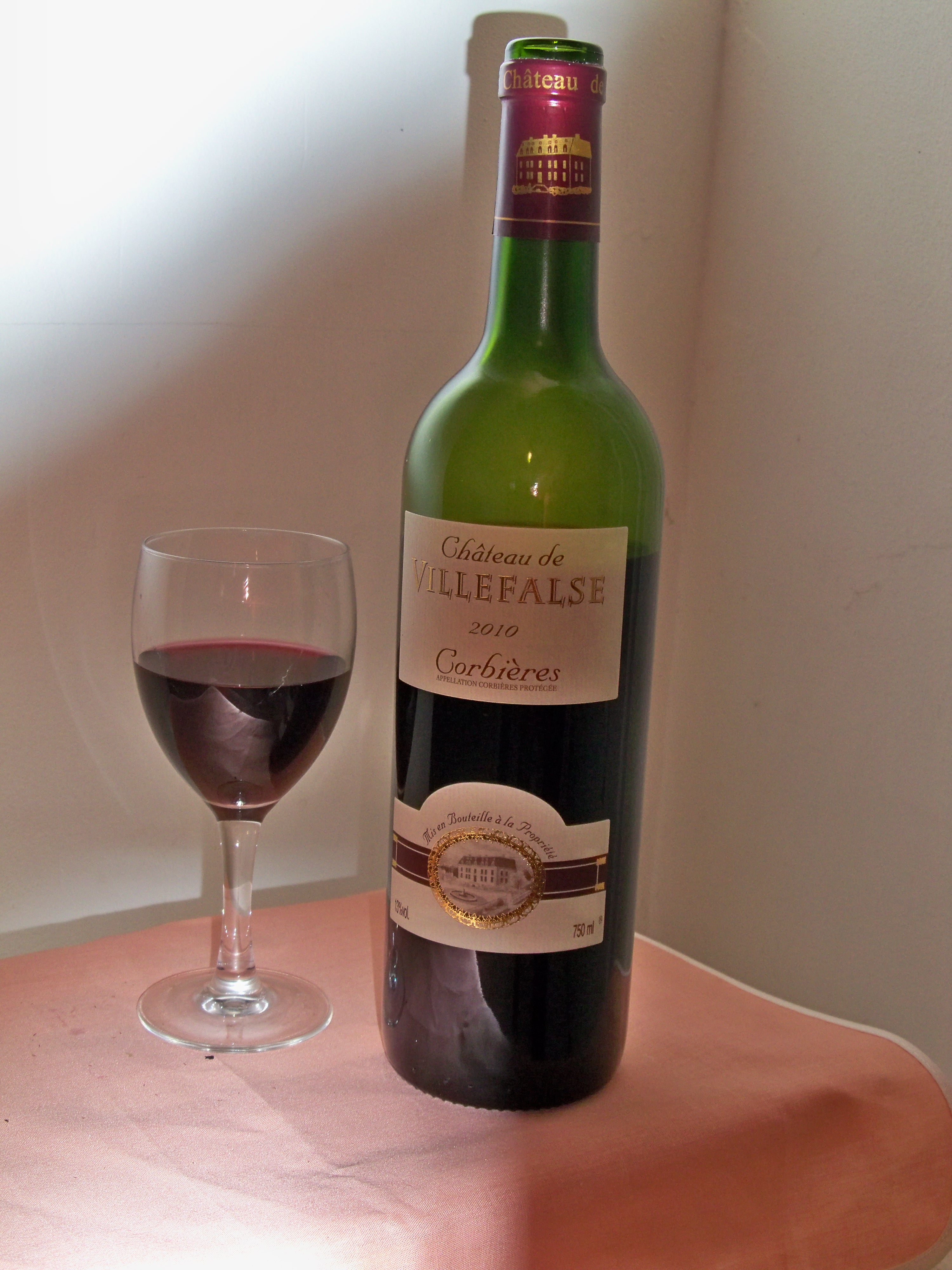
红酒“Villefalse城堡”（科比埃AOC）
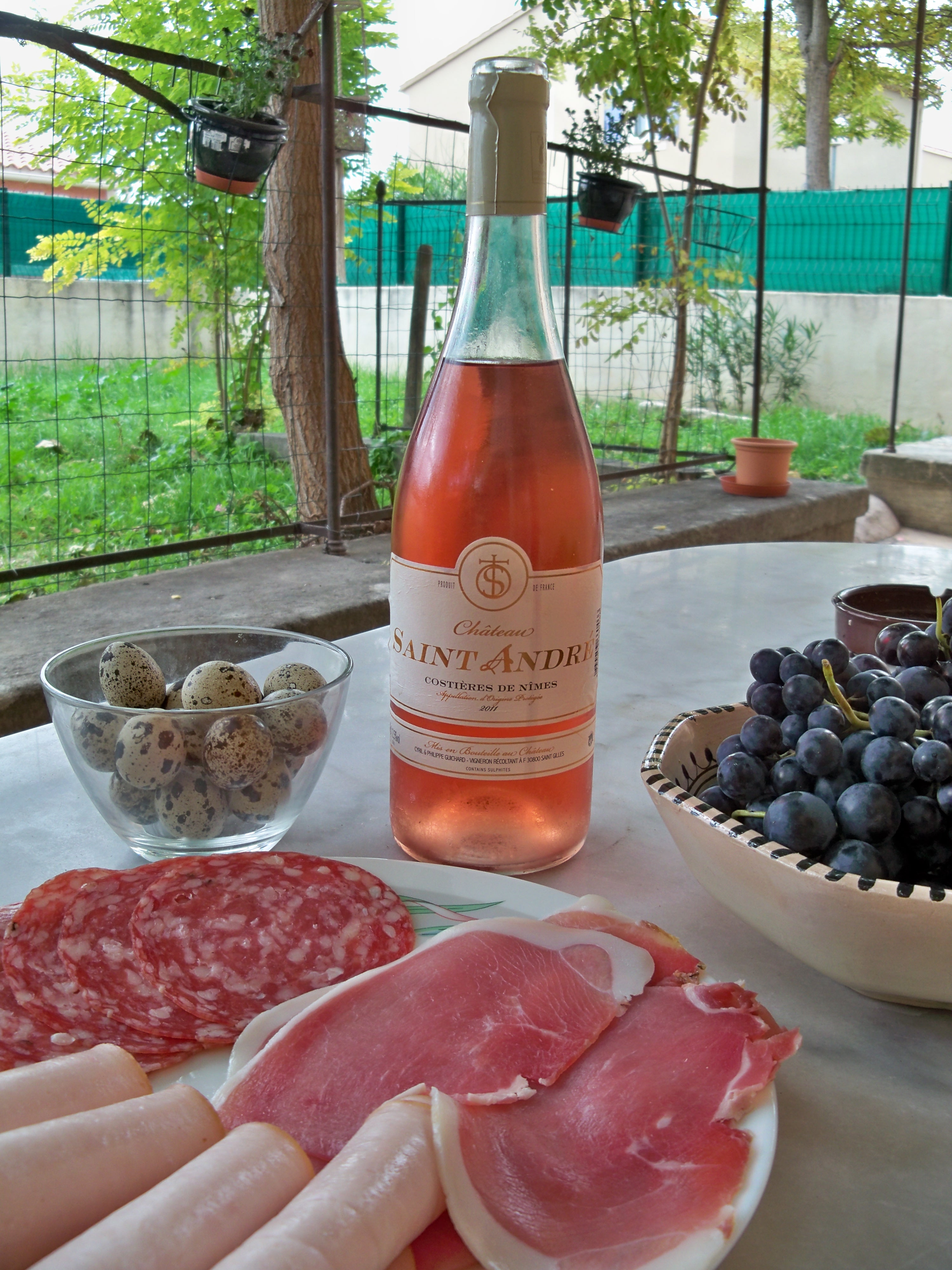
桃红酒“圣安德烈城堡”（尼姆-科斯蒂埃AOC）
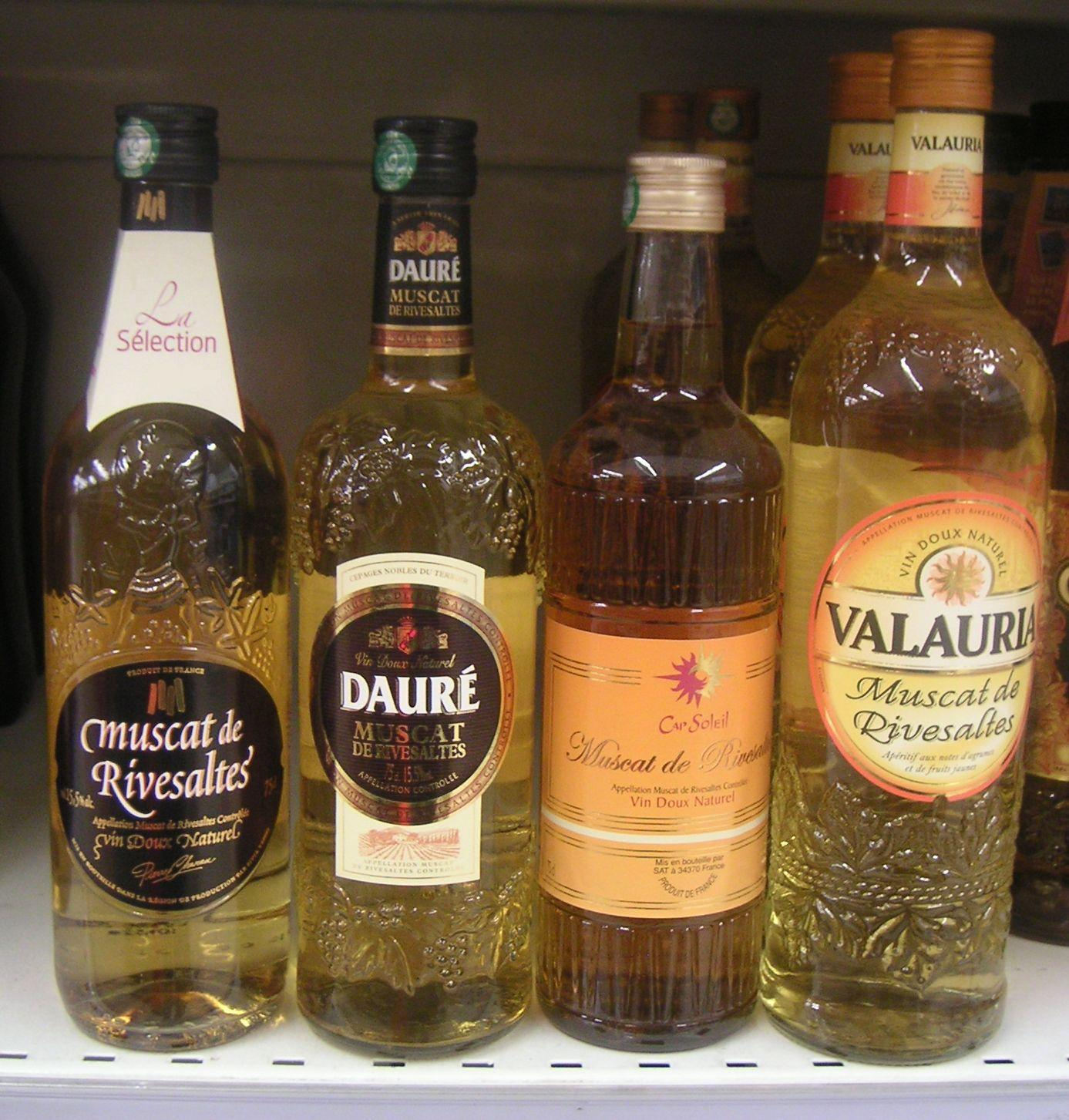
里韦萨尔特麝香葡萄酒瓶
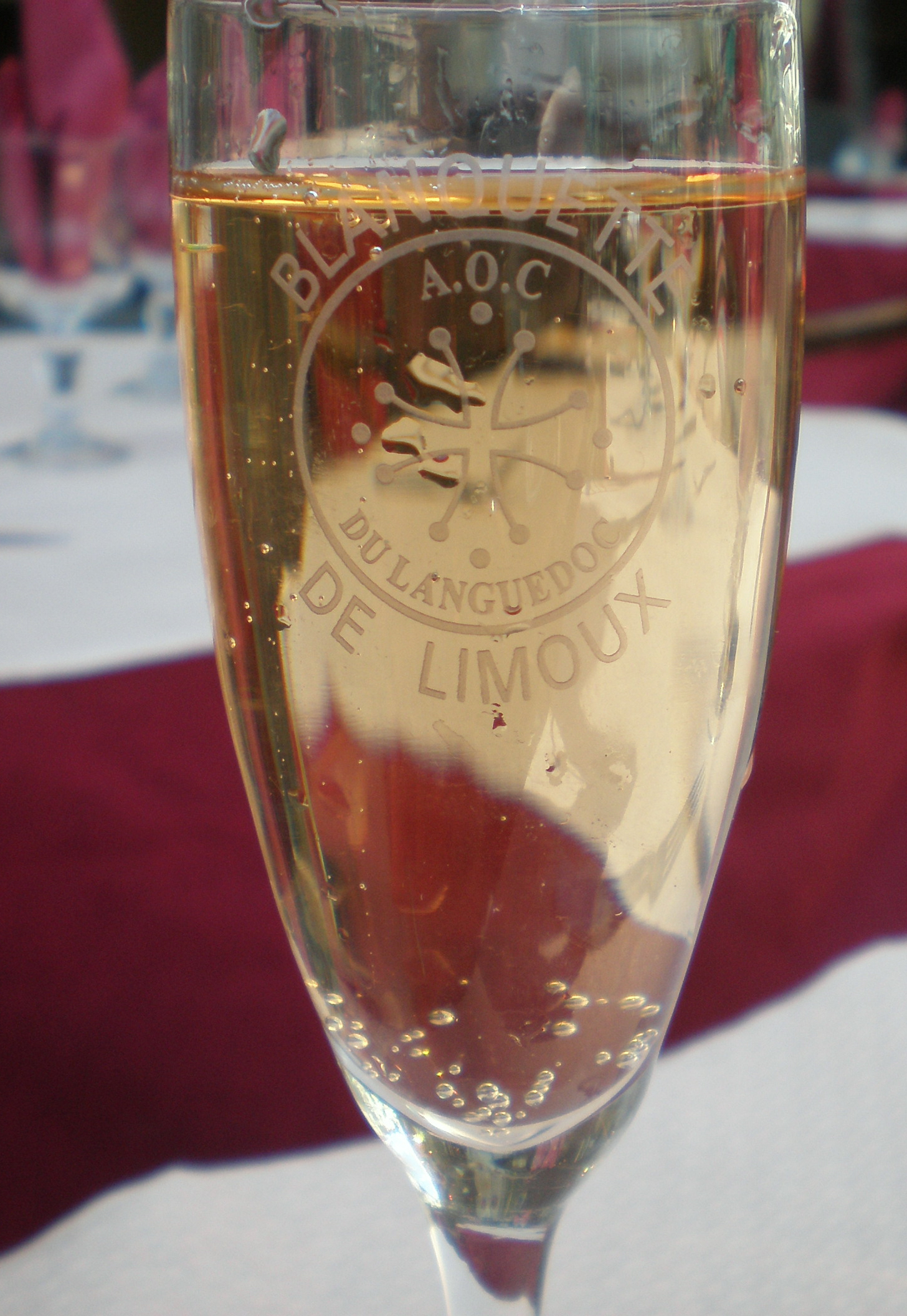
利穆白起泡酒杯
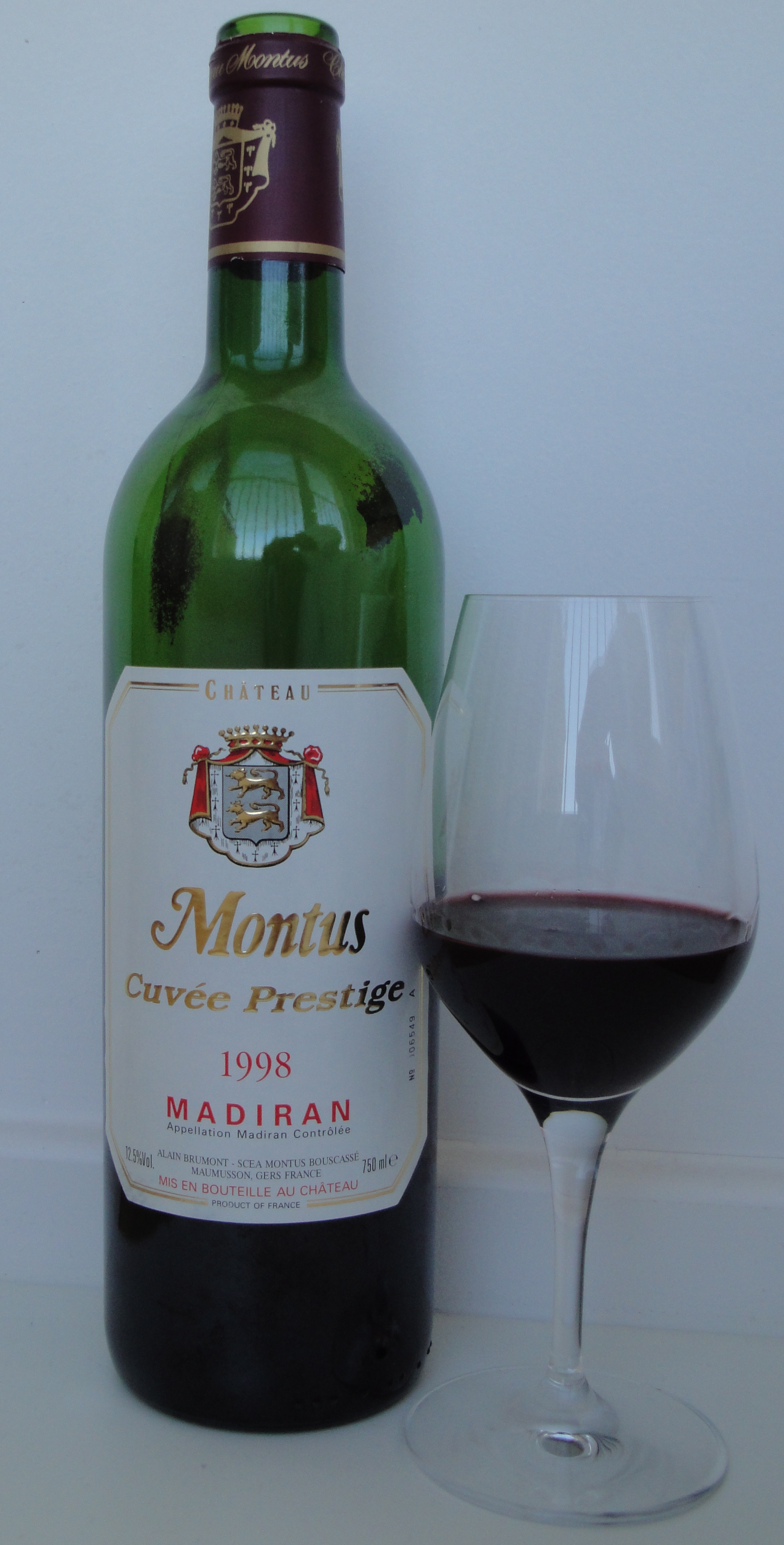
1998年份的蒙图斯酒庄珍藏（马迪兰AOC），颜色深沉，几乎黑色
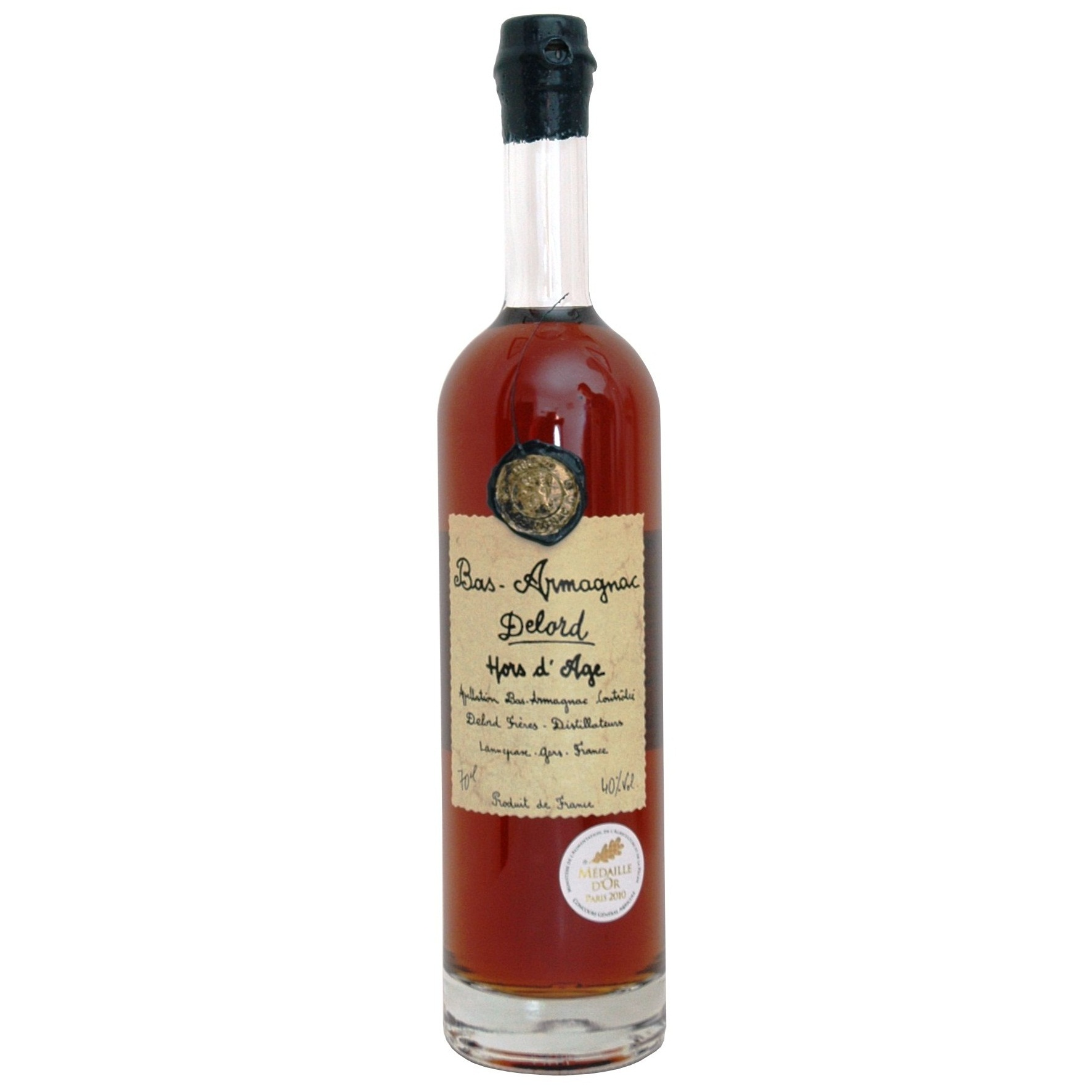
25年陈的德洛尔低地雅文邑

但是该地区也拥有一些经过大规模商业化的矿泉水和汽水源：巴黎水（源自加尔省的韦尔热兹）；凯扎克（源自洛泽尔省的同名市镇）；拉萨尔韦塔（源自埃罗省的拉萨尔韦塔-叙尔-阿戈）。在较小的范围内，可以提到一些气泡或无气矿泉水：圣米歇尔穆尔凯罗泉和韦尔尼耶（在埃罗省的莱埃尔），蒙鲁库斯（在塔恩省的拉科纳），皇后喷泉（矿泉）和塔尔奈斯（天然水）在卡斯特尔诺-德-布拉萨克的塔恩省，圣安东尼泉在圣安东尼-诺布尔瓦尔的塔恩-加龙省，或者卢雄矿泉水（在上加龙省的巴涅尔-德吕雄），阿莱特的水在奥德省，蒙卡尔姆泉水在奥扎的阿列日省。最后，在东比利牛斯省，泉水Sémillante来自卡诺埃斯并由图卢日的Milles啤酒厂销售。

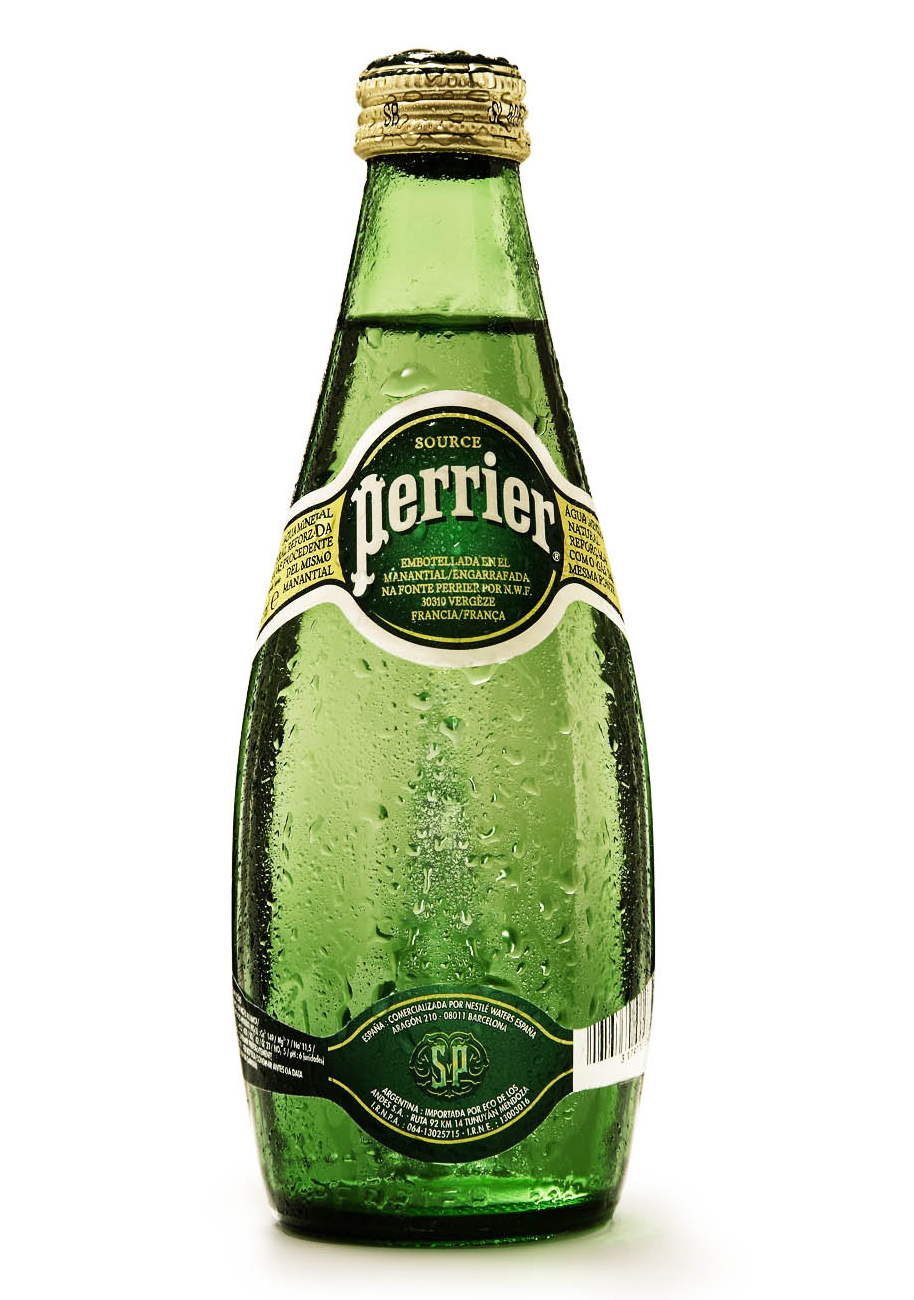
巴黎水瓶子
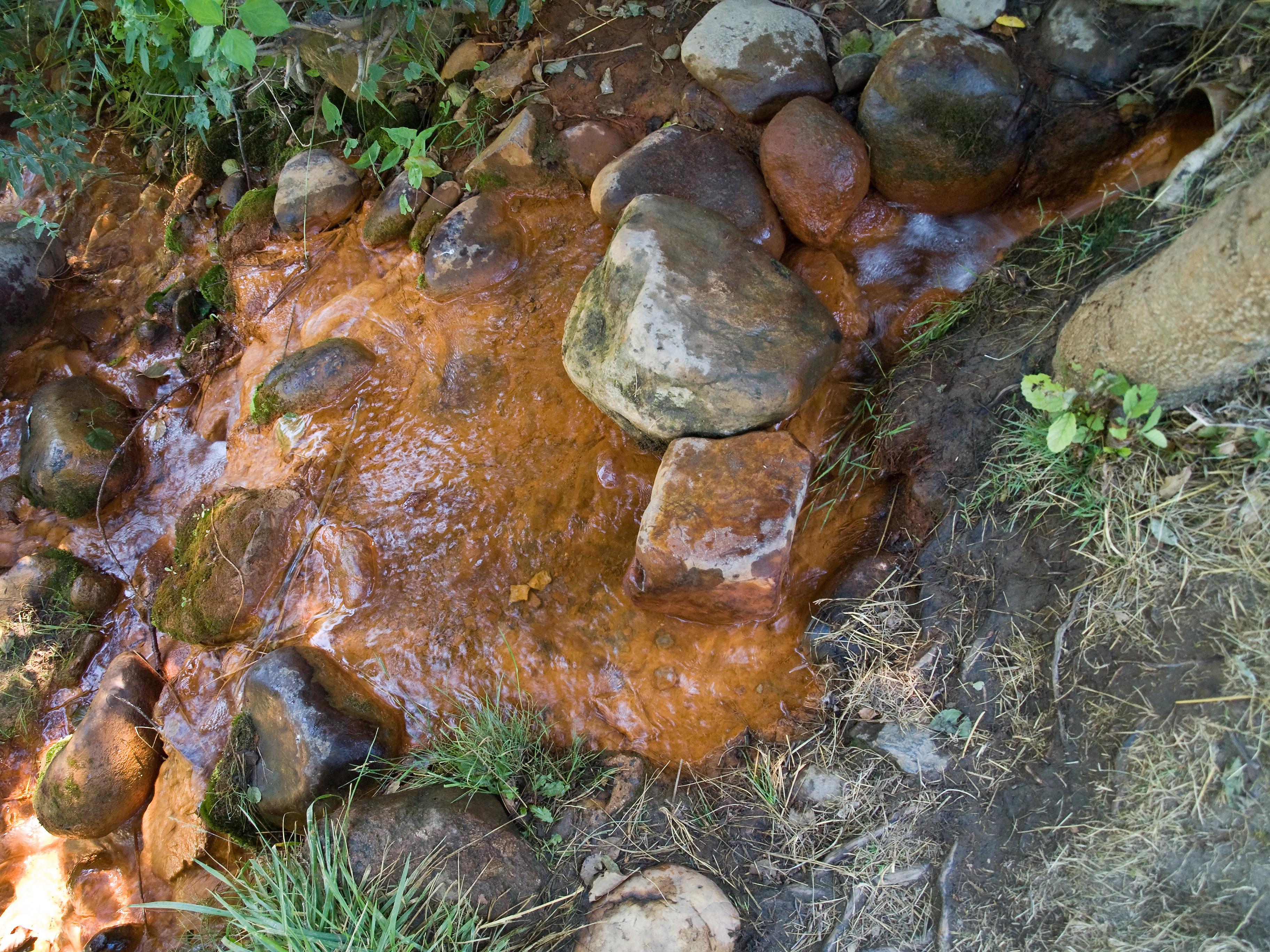
凯扎克源头的水。
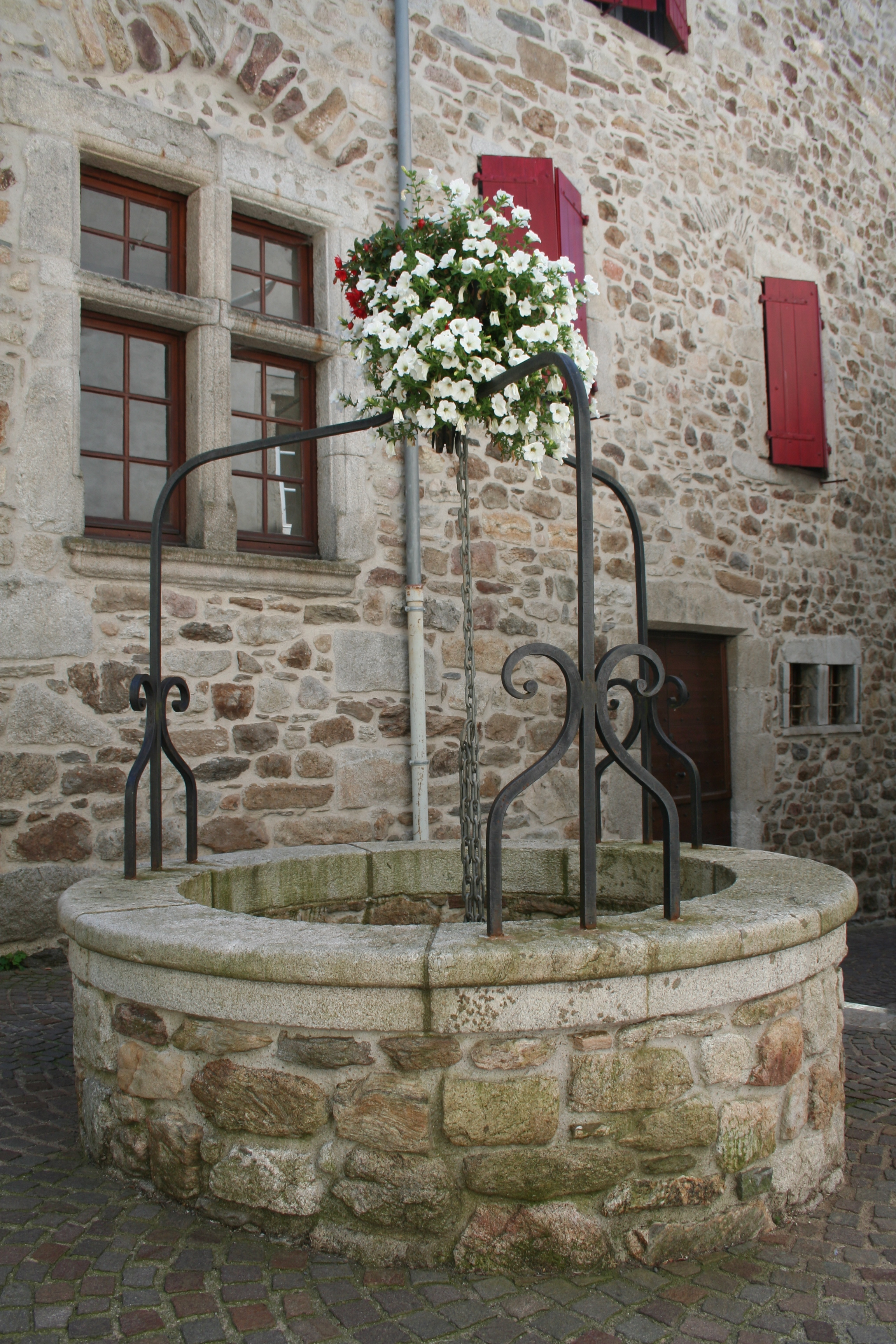
拉萨尔韦塔-叙尔-阿戈的井

几位厨师及其餐厅在全国乃至国际范围内享有盛誉。到2016年，两家餐厅在米其林指南中拥有三星（在法国和摩纳哥的26家餐厅中）：位于阿韦龙省拉古尔的米歇尔和塞巴斯蒂安·布拉斯的Le Suquet；位于奥德省丰琼库斯的吉勒·古琼的老井客栈。此外，在2015年还有五家二星餐厅：图卢兹的米歇尔·萨兰餐厅和上加龙省科洛米耶的L'Amphytrion由扬尼克·德尔佩克经营，热尔省普若德朗的Le Puits Saint-Jacques由伯纳德·巴赫经营，加尔省加朗的亚历山大由米歇尔·凯瑟尔经营，奥德省卡尔卡松的Le Parc由弗兰克·普特拉特经营。蒙彼利埃的Sens花园，由雅克和劳伦·普塞尔兄弟经营，从1998年到2006年也曾拥有三星。西里尔·里尼亚克，因其参加电视节目在法国享有盛名，来自阿韦龙省的罗德兹。
因此，奥克西塔尼大区的烹饪结合了两种在2010年被列入非物质文化遗产的传统：法国美食餐和地中海饮食。

## 延伸阅读
- Saumade, Frédéric. . Paris: Mission du patrimoine ethnologique. 1994 et 1995. ISBN 978-2-7351-0587-8id=Saumade1994 et 1995 请检查|isbn=值 (帮助) （法语）.
- Catherine Bernié-Boissard, Jean-François Courouau, Thomas Perrin, Occitanie Pyrénées-Méditerranée, portrait d’une région. Toulouse, éditions Le Pérégrinateur, 160 p., ISBN 2-910352-71-4.
- Patrimoine, Histoire, culture et création d’Occitanie